# Arte público de Barcelona

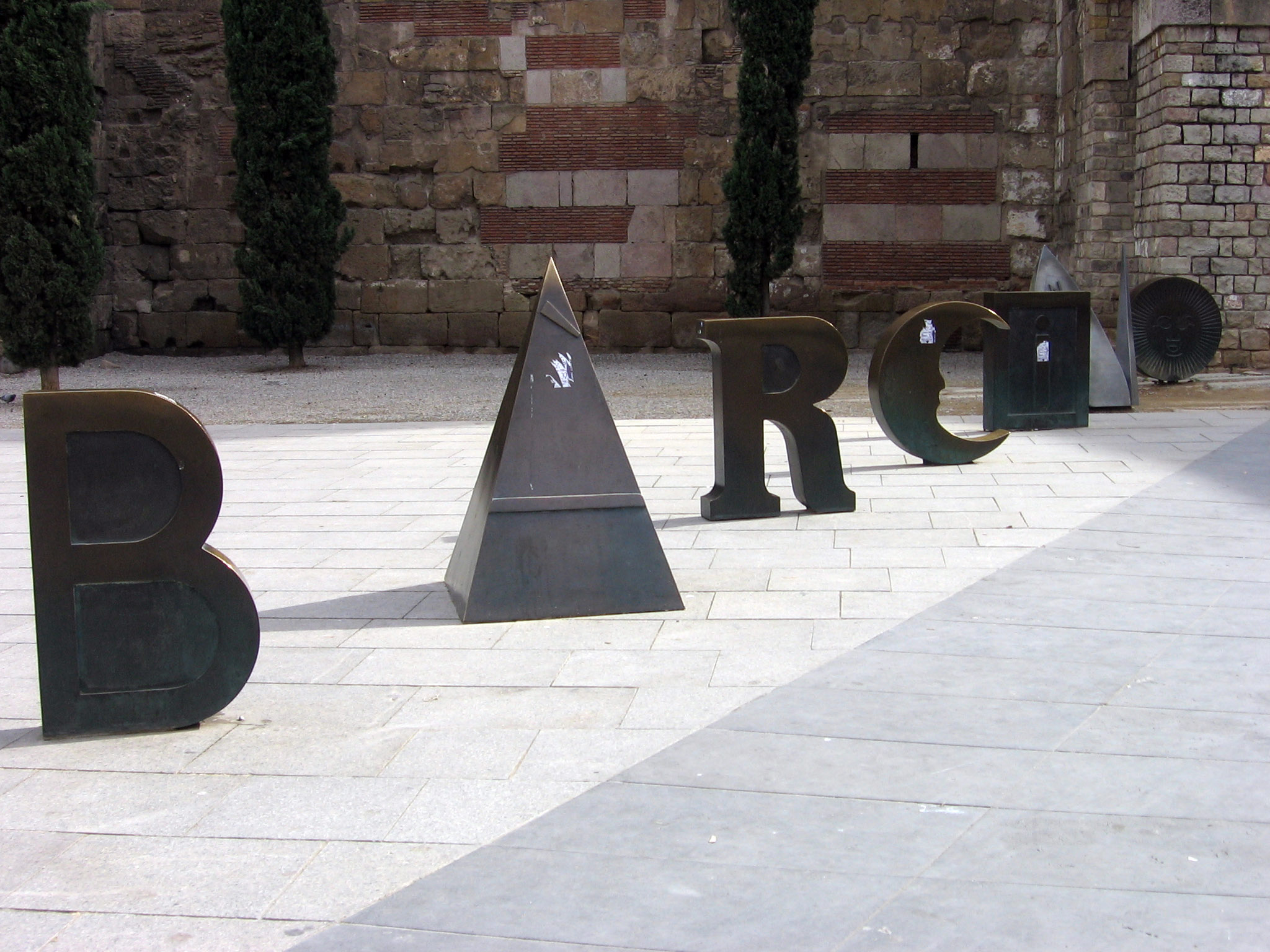
Barcino (1994), de Joan Brossa, Plaza Nueva de Barcelona.

El conjunto de monumentos y esculturas al aire libre de Barcelona constituye una muestra de arte público que otorga a la capital catalana, en conjunción con otros elementos como su arquitectura, su red de museos o su conjunto de parques y jardines, un particular sello artístico, que ha originado que la Ciudad Condal tenga el arte y la cultura como una de sus principales características identitarias.
El acervo de arte público de la ciudad es extenso, si bien la mayoría de monumentos y estatuaria situada en lugares públicos procede del siglo XIX en adelante. El primer monumento situado en la vía pública de forma expresa y por encargo municipal que se conserva es el Monumento a Santa Eulalia, en la plaza del Pedró, originaria de 1673; otras obras anteriores consideradas de arte público son o bien fuentes o bien estatuas situadas en hornacinas en las paredes de edificios públicos, si bien en muchos casos fueron encargos de carácter privado que han pasado a titularidad pública posteriormente. Cabe remarcar que hasta el siglo XIX la ciudad estaba encorsetada por sus murallas de origen medieval al tener la consideración de plaza militar, por lo que su crecimiento estaba limitado, y el poco espacio disponible se utilizaba preferentemente para las actividades diarias de la población, sin poder dedicar unos espacios adecuados para grandes monumentos.
La situación cambió con el derribo de las murallas y la donación a la ciudad de la Fortaleza de la Ciudadela, lo que propició la expansión de la ciudad por la llanura contigua, hecho que se plasmó en el proyecto de Ensanche elaborado por Ildefonso Cerdá, que supuso la mayor ampliación territorial de la ciudad. Otro aumento significativo de la superficie de la capital catalana fue la anexión de varios municipios limítrofes entre finales del siglo XIX y principios del XX. Todo ello supuso la adecuación de los nuevos espacios urbanos y un aumento de los encargos artísticos municipales en las vías públicas, que fueron favorecidos igualmente por diversos eventos celebrados en la ciudad, como la Exposición Universal de 1888 y la Internacional de 1929 o, más recientemente, por los Juegos Olímpicos de 1992 y el Fórum Universal de las Culturas de 2004.

## Aspectos generales

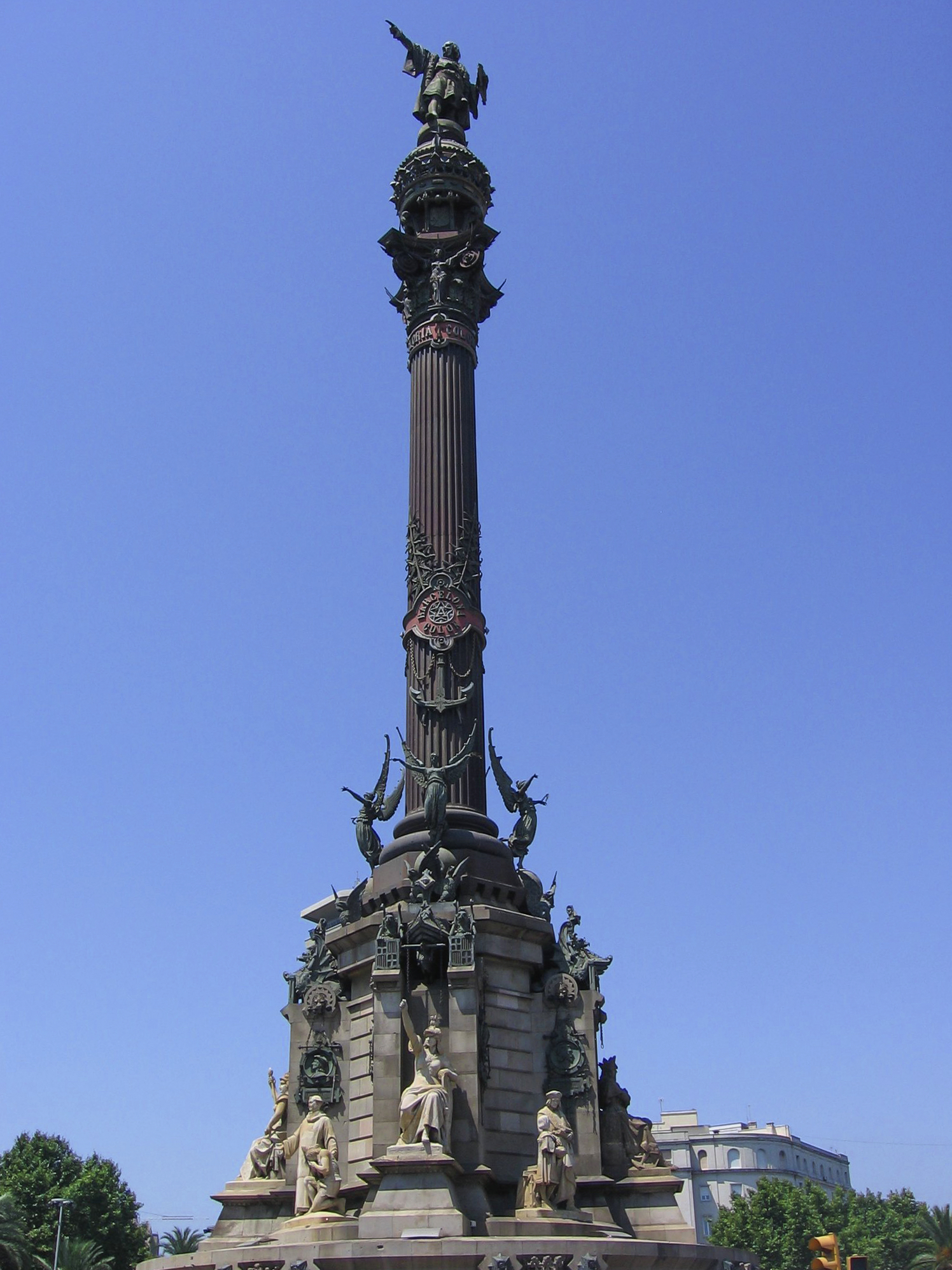
Monumento a Colón (1888), plaza del Portal de la Paz, uno de los monumentos más emblemáticos de Barcelona.

El arte público barcelonés está a cargo del Área de Urbanismo, Transición Ecológica, Servicios Urbanos y Vivienda del Ayuntamiento de Barcelona. Conjuntamente con el patrimonio arquitectónico de la ciudad goza de una especial protección en virtud de la Ley 9/1993 del Patrimonio Cultural Catalán, que garantiza la protección, conservación, investigación y difusión del patrimonio cultural, con diversos grados de cobertura: nivel A (Bien Cultural de Interés Nacional), nivel B (Bien Cultural de Interés Local), nivel C (Bien de Interés Urbanístico) y nivel D (Bien de Interés Documental). El órgano directamente responsable es el Consejo de Arte Público (Consell d'Art Públic), que es el que decide qué obras se instalan o quitan del espacio público.
La escultura pública monumental tiene una relevancia relativa en el contexto urbanístico de una ciudad de grandes dimensiones como es Barcelona, ya que las principales directrices urbanas son lógicamente la adecuación de espacios de uso público, las infraestructuras, los transportes, la vivienda, las medidas de higiene y seguridad públicas, la gestión del medio ambiente, y demás factores necesarios para la convivencia del ser humano en su entorno natural y social. Aun así, la natural sensibilidad del ser humano para el arte y la belleza ha motivado la habilitación de ciertos espacios de carácter estético en su entorno diario, para configurar un espacio vital propicio y agradable para la convivencia y las relaciones sociales. Otro factor a la hora de concebir monumentos y espacios públicos de naturaleza artística es la conmemoración de personajes y episodios históricos que por su relevancia ameritan un especial recuerdo en la población que los homenajea, y que a través de las instituciones públicas o por iniciativas privadas o asociativas promueven la creación de diversas tipologías de monumentos y estatuaria en el ámbito urbano.
En la planificación urbana intervienen diversas disciplinas, como la arquitectura, la ingeniería, la jardinería, las artes industriales y, en cierta medida, la escultura. Si la urbanística se ocupa de la ordenación del territorio y el urbanismo de su aplicación práctica, el diseño urbano se centra en los aspectos más sociológicos —incluyendo los estéticos— del desarrollo urbano de la ciudad. Por otro lado, el urbanismo se relaciona estrechamente con diversos ámbitos y disciplinas como la política, la economía, la historia, la geografía y la sociología, por lo que cualquier planificación de carácter urbano requiere la conjunción de múltiples estamentos e instituciones encargadas del desarrollo y mantenimiento del espacio público urbano. En el ámbito de convivencia urbana intervienen asimismo diversos factores, como los fisiológicos, los sociológicos y los psicológicos. En estos últimos cabría englobar las necesidades estéticas del individuo, la existencia en un entorno que procure una dimensión de retiro y descanso, de evasión de los problemas cotidianos, de un cierto componente de belleza que amortigüe la dureza de un entorno hostil como es a veces el ámbito urbano.

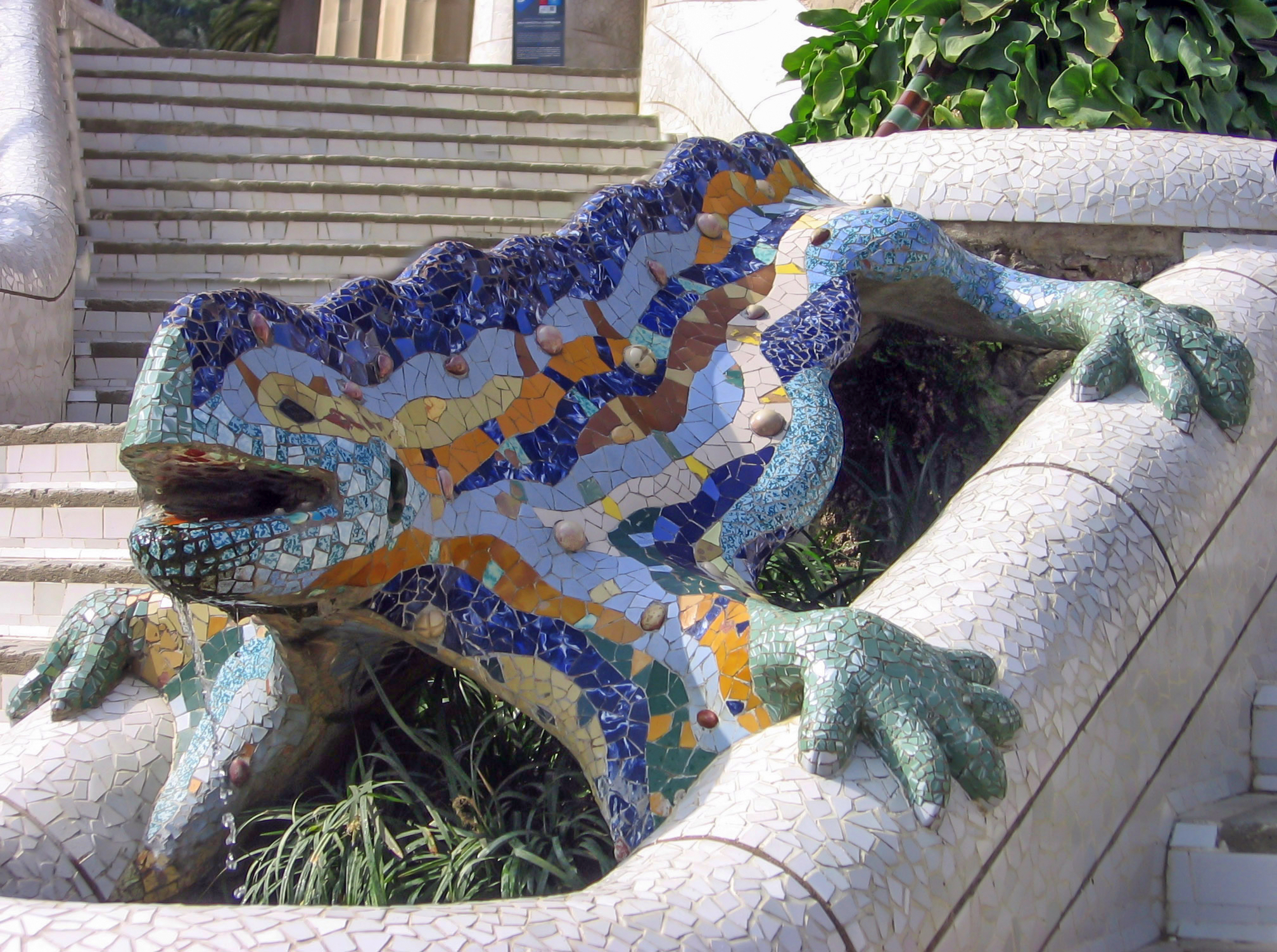
Dragón del Parque Güell (1900-1903), de Antoni Gaudí, otro de los símbolos de la ciudad.

En la concepción del monumentalismo urbano hay que tener en consideración diversos aspectos, como el emplazamiento: una obra de arte público ha de estar ubicada en un entorno de cierta relevancia, que realce la artisticidad de la obra, y ha de procurar tener una buena perspectiva, para la correcta visión del conjunto desde diversos ángulos. Generalmente, los espacios más usados para obras de arte público son los parques y jardines, las plazas y cruces de calles —especialmente si son paseos o avenidas—, o en el ámbito de edificios públicos, ya sea en sus puertas de acceso, en patios o en sus muros —generalmente en hornacinas—.
Los monumentos y obras de arte de consideración pública se pueden clasificar en diversas tipologías: hasta el siglo XIX las más utilizadas eran la columna, el arco de triunfo y la estatua ecuestre, tres tipos de monumentos conmemorativos heredados del arte romano; más tarde fueron surgiendo diversas modalidades, desde la escultura exenta o la situada en hornacinas, pasando por bustos, medallones, fuentes, estelas y pedestales, frisos, relieves, placas, lápidas y otros elementos, hasta variedades más modernas como instalaciones, obras integradas en la naturaleza (land art), obras realizadas con nuevas tecnologías (video, láser) o cualquier modalidad concebida con elementos multidisciplinares.
Otro aspecto a tener en cuenta es el material, del que dependen diversos factores como la apariencia, la perdurabilidad o la conservación, además de ser un punto esencial a tener en cuenta a la hora de concebir la obra, especialmente por lo que se refiere a su coste económico y al tiempo de ejecución. Entre los más utilizados se encuentran: la madera, el yeso, la terracota, la cerámica, la piedra, el mármol, el bronce, el hierro, el acero, el hormigón o el aluminio.
Por último, hay que tener en consideración la temática y la iconografía de las obras de arte público, con especial atención a los dos principales elementos constitutivos de un homenaje o dedicatoria: un personaje o un acontecimiento. En función de ello, se puede constatar que la mayor parte de personajes homenajeados son: santos o religiosos, dioses o personajes mitológicos, símbolos y alegorías de conceptos abstractos (Fama, Gloria, Industria, Justicia, Libertad, República), reyes y personajes históricos, políticos, militares, empresarios, médicos, científicos, escritores, artistas, músicos, etc. En cuanto a acontecimientos, se suelen rememorar los episodios más destacados de la historia de la ciudad, desde batallas, guerras y revoluciones hasta hechos trágicos, epidemias y desastres naturales, o en sentido contrario diversas efemérides de especial significación para la ciudad, como eventos culturales o deportivos. Todo ello tratado desde el estilo más realista hasta el más abstracto, ya que como es lógico la concepción de la estatuaria pública ha tenido la misma evolución histórica y artística que el resto de las artes en la ciudad, con consideración de su contexto tanto nacional como internacional.

Tipologías
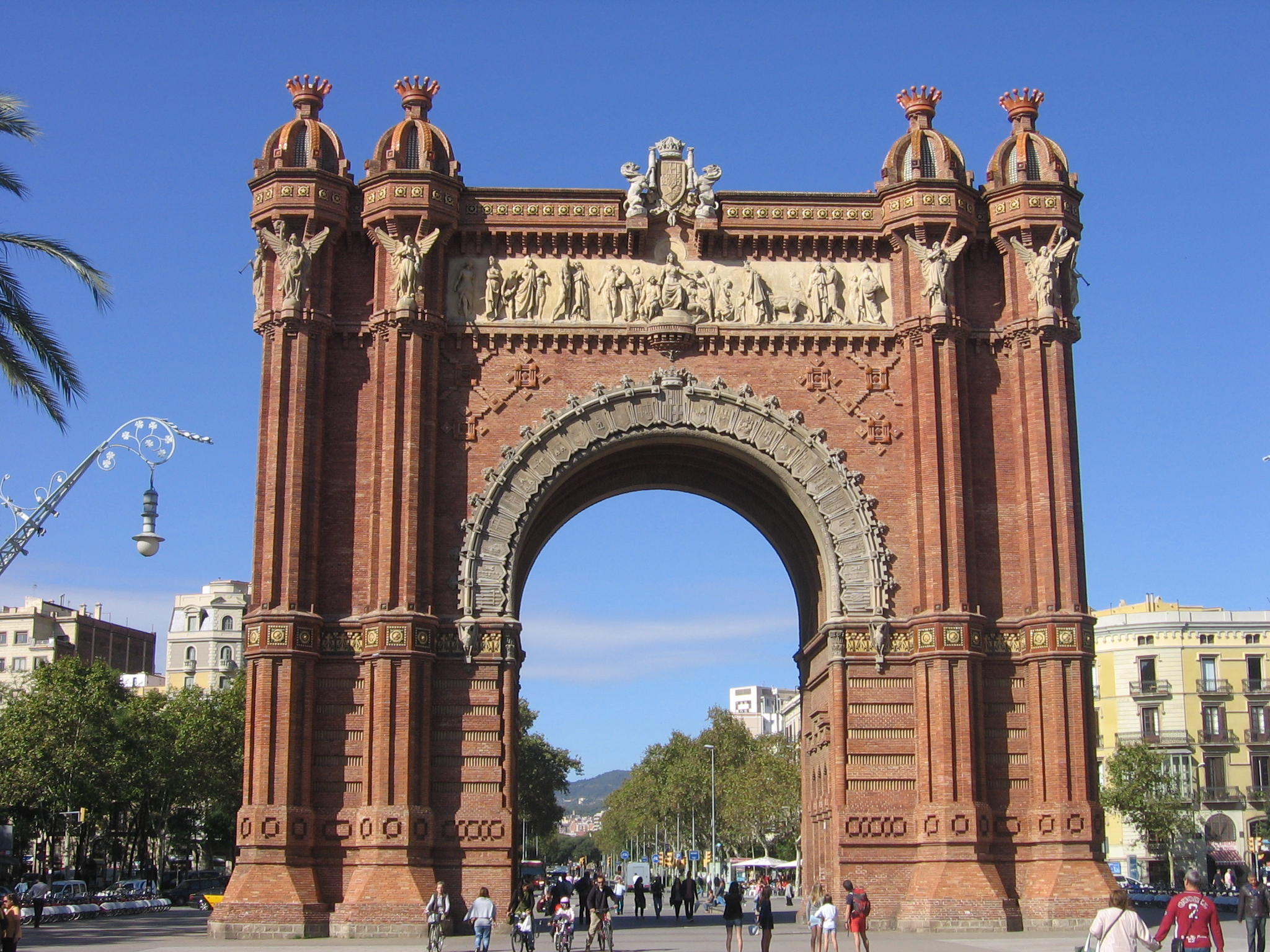
Arco de Triunfo de Barcelona (1888), paseo de Lluís Companys.
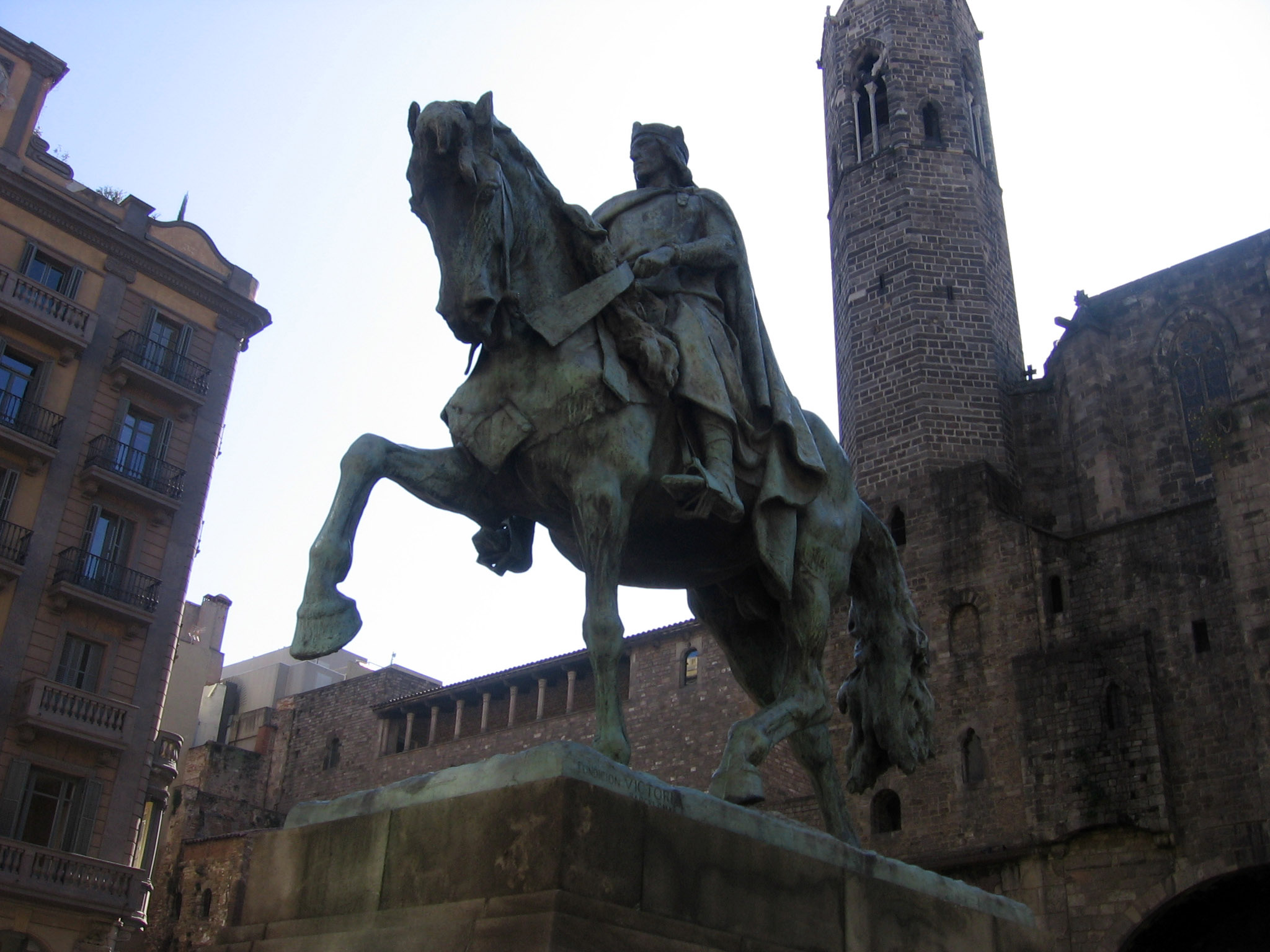
Estatua ecuestre: Ramón Berenguer III (1888), de Josep Llimona, Vía Layetana.
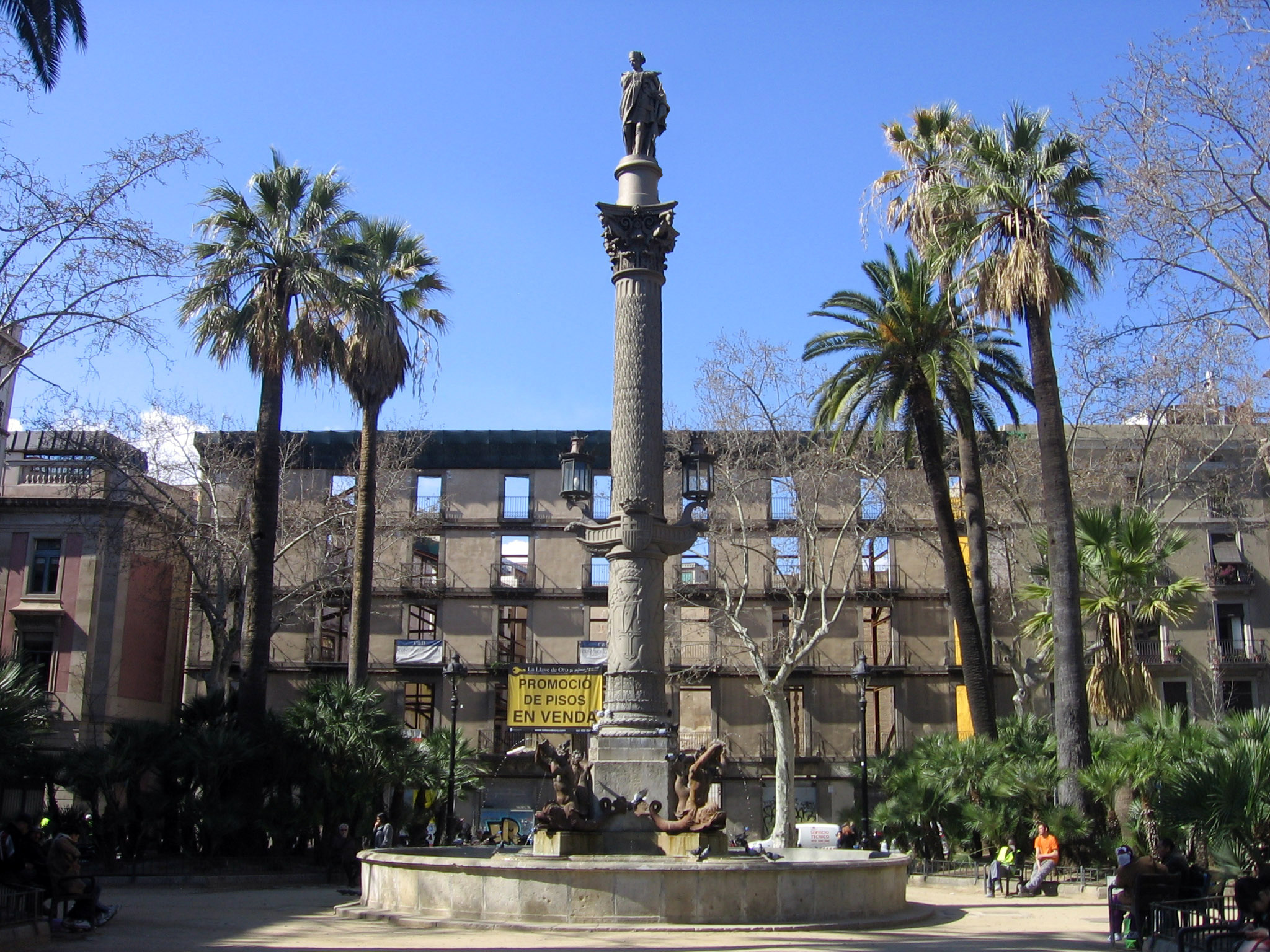
Columna: A Galceran Marquet (1851), de Damià Campeny, plaza del Duque de Medinaceli.
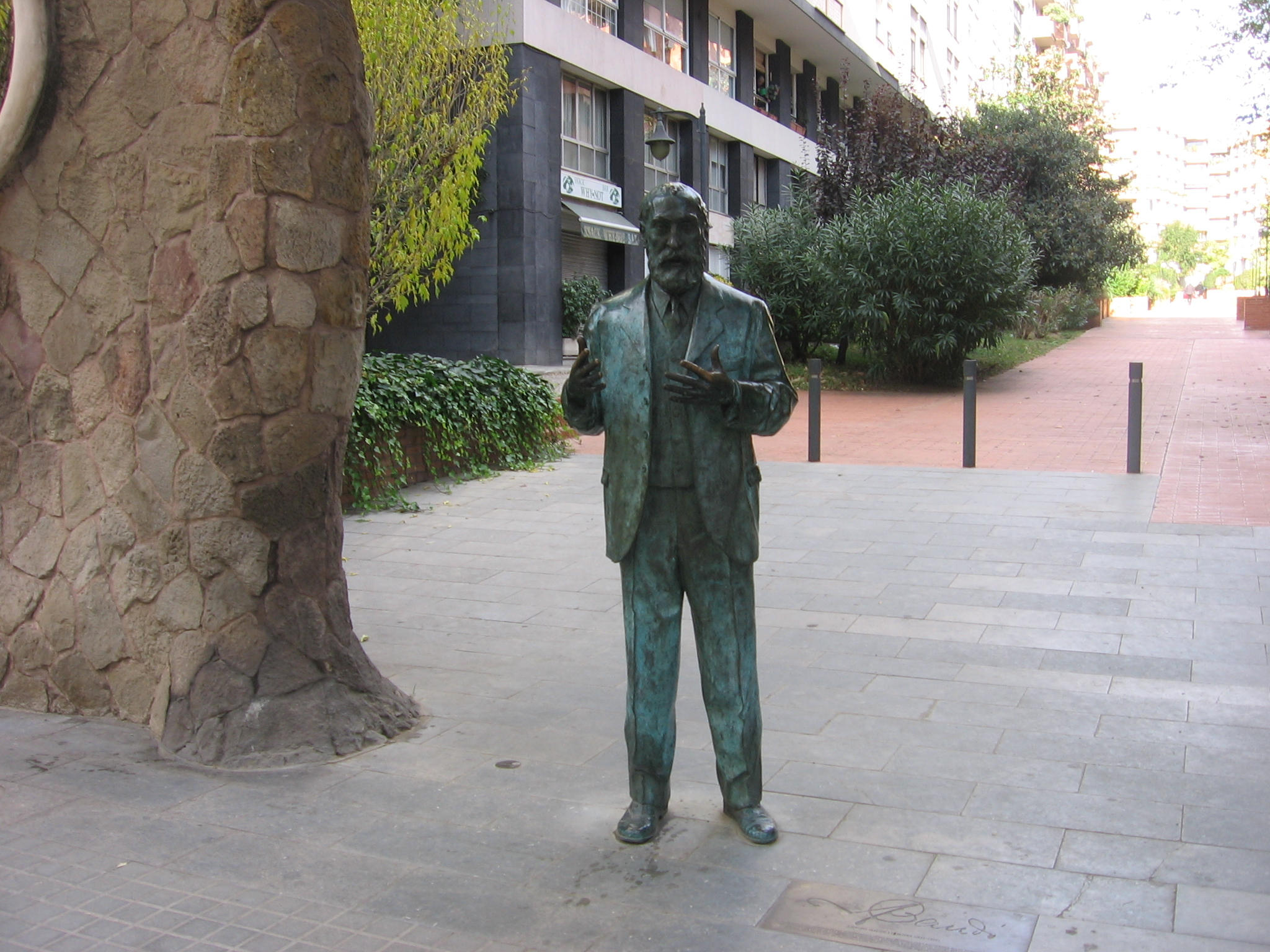
Escultura exenta: A Antoni Gaudí (1999), de Joaquim Camps, paseo de Manuel Girona.
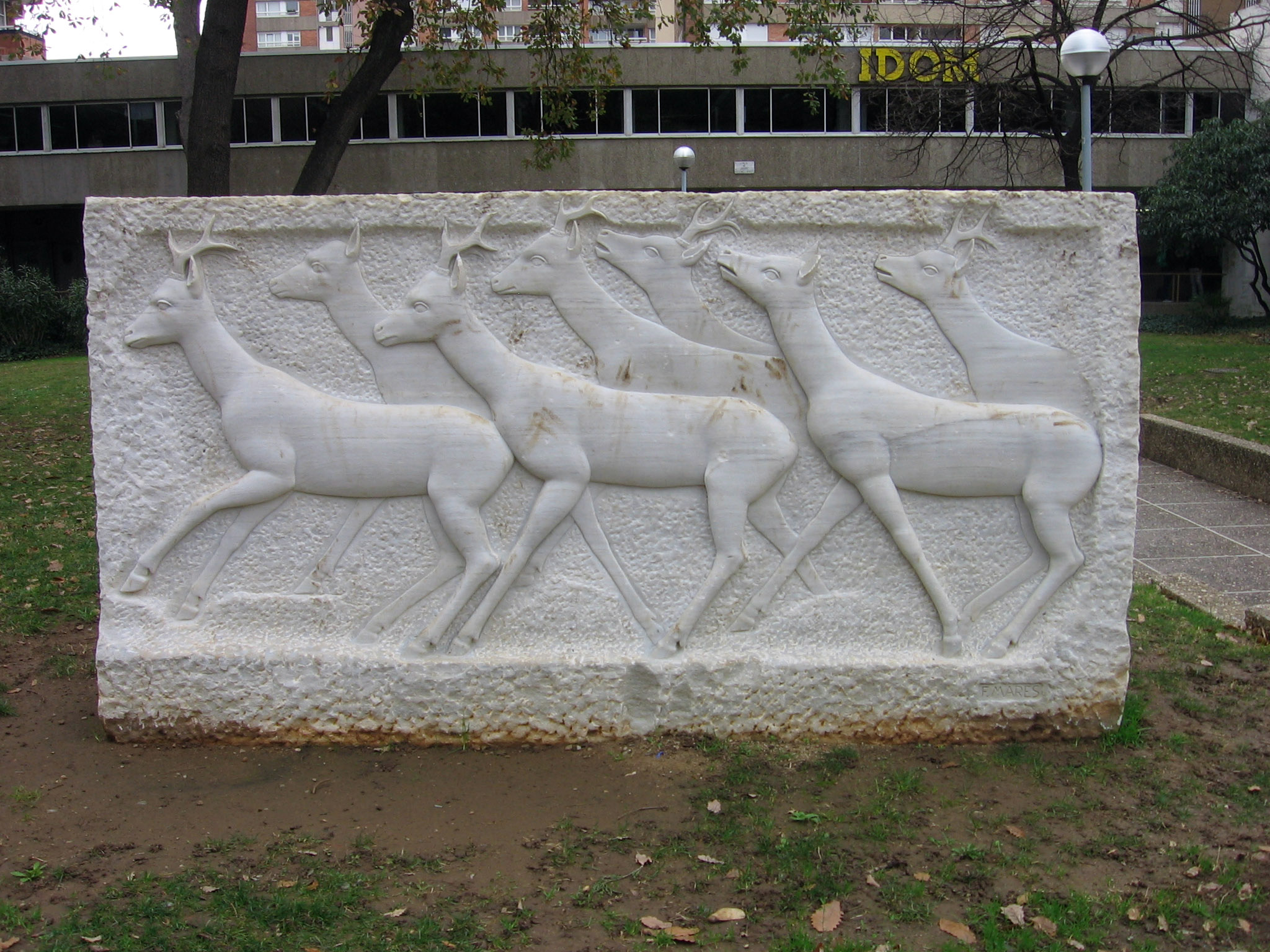
Relieve: Ciervos, del conjunto de animales de los Jardines de Jaume Vicens i Vives (1967), de Frederic Marès, avenida Diagonal.
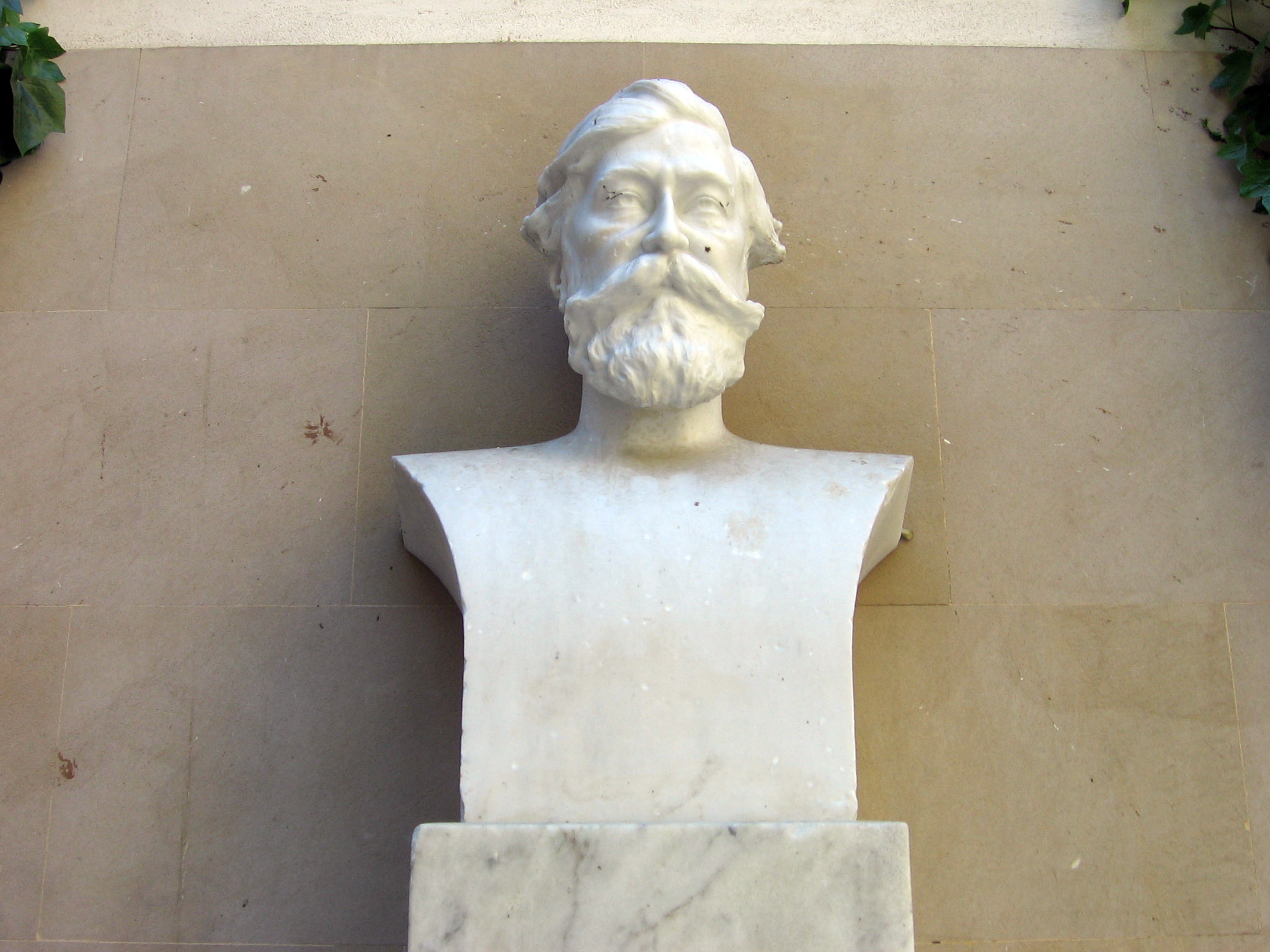
Busto: A Santiago Rusiñol (1935), de Enric Clarasó, plaza de La Puntual.

## Historia

### Edad Media

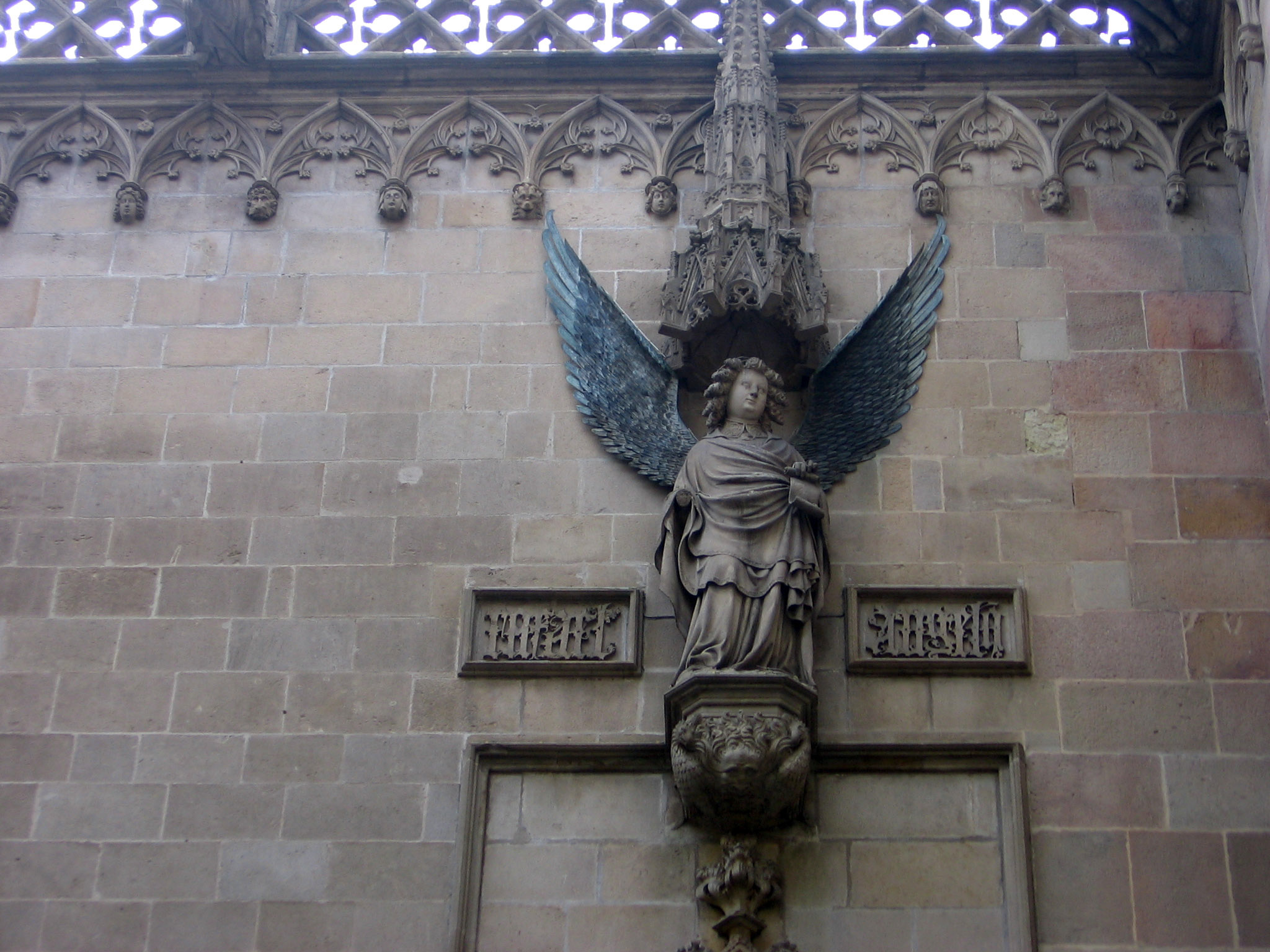
San Rafael (1400), de Pere Sanglada, Casa de la Ciudad de Barcelona.

Los primeros vestigios conservados de obras de arte situadas en vías o edificios públicos proceden de la Edad Media, época en que la ciudad formaba parte de la Corona de Aragón y era un importante eje marítimo y comercial del mar Mediterráneo. En el siglo XIII surgió el Consejo de Ciento, una de las primeras instituciones públicas de Barcelona. El recinto de la ciudad fue creciendo desde el primitivo núcleo urbano —lo que hoy día es el Barrio Gótico—, y en el siglo XIV surgió el barrio de El Raval. Barcelona tenía entonces unos 25 000 habitantes.

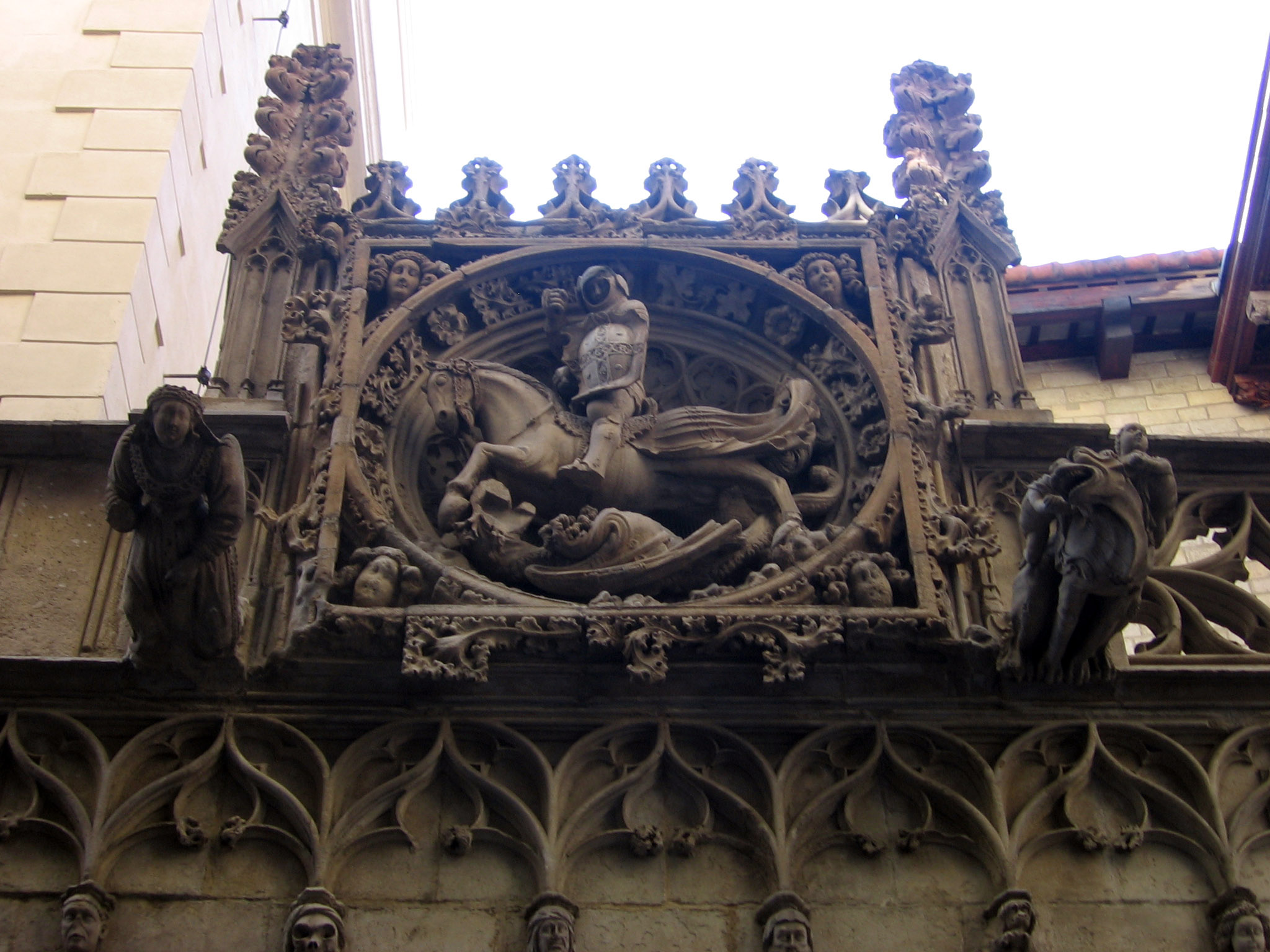
San Jorge (1418), de Pere Johan, Palacio de la Generalidad de Cataluña.

De esta época no existe ningún monumento público propiamente dicho, sino algunas fuentes y esculturas colocadas en hornacinas en los edificios públicos de la ciudad. Cabría citar en ese sentido las esculturas colocadas en la fachada gótica de la Casa de la Ciudad —actualmente en una calle lateral respecto a la fachada principal—, confeccionadas alrededor del año 1400. Encomendada a Arnau Bargués, la fachada presenta los típicos elementos ornamentales góticos, y por encima de la puerta principal se situó una peana cubierta de dosel con una figura de san Rafael, obra de Pere Sanglada, realizada en piedra con las alas de bronce. Asimismo, en los laterales se colocaron sendas peanas con las figuras de san Severo, obispo de Barcelona, y santa Eulalia, patrona de la ciudad: la primera, de artista desconocido, era original de 1550, pero en 1888 se colocó una copia realizada por Joan Flotats; la segunda, igualmente anónima, data de la misma fecha y aún se conserva en su ubicación original. Otra figura colocada en un edificio público fue el San Jorge del Palacio de la Generalidad, confeccionado en 1418 por Pere Johan, una figura ecuestre en altorrelieve situada en un medallón enmarcado por una baranda coronada de pináculos y rodeada de gárgolas.
Por lo que se refiere a las fuentes, en este período se crearon varias en diversas zonas de la ciudad, para asegurar un suministro regular a la población, aunque su carácter utilitario no dejó mucho lugar a la creación artística. La primera que se conserva es la Fuente de Santa Ana, en la avenida Portal del Ángel con la calle Cucurulla, fechada en 1356, y que fue ampliada en 1819 y decorada con imágenes cerámicas en 1918. Otras fuentes de la época son: la de San Justo, en la plaza homónima, de 1367; la de Santa María, en la plaza homónima, de 1403, obra de Arnau Bargués; y la de San Jorge, en el claustro de la Catedral de Barcelona, obra de 1449 del arquitecto Andreu Escuder con una imagen del santo a caballo del escultor Antoni Claperós, sustituida en 1970 por otra de Emili Colom —esta fuente es famosa por la fiesta de l'ou com balla—.

### Edad Moderna

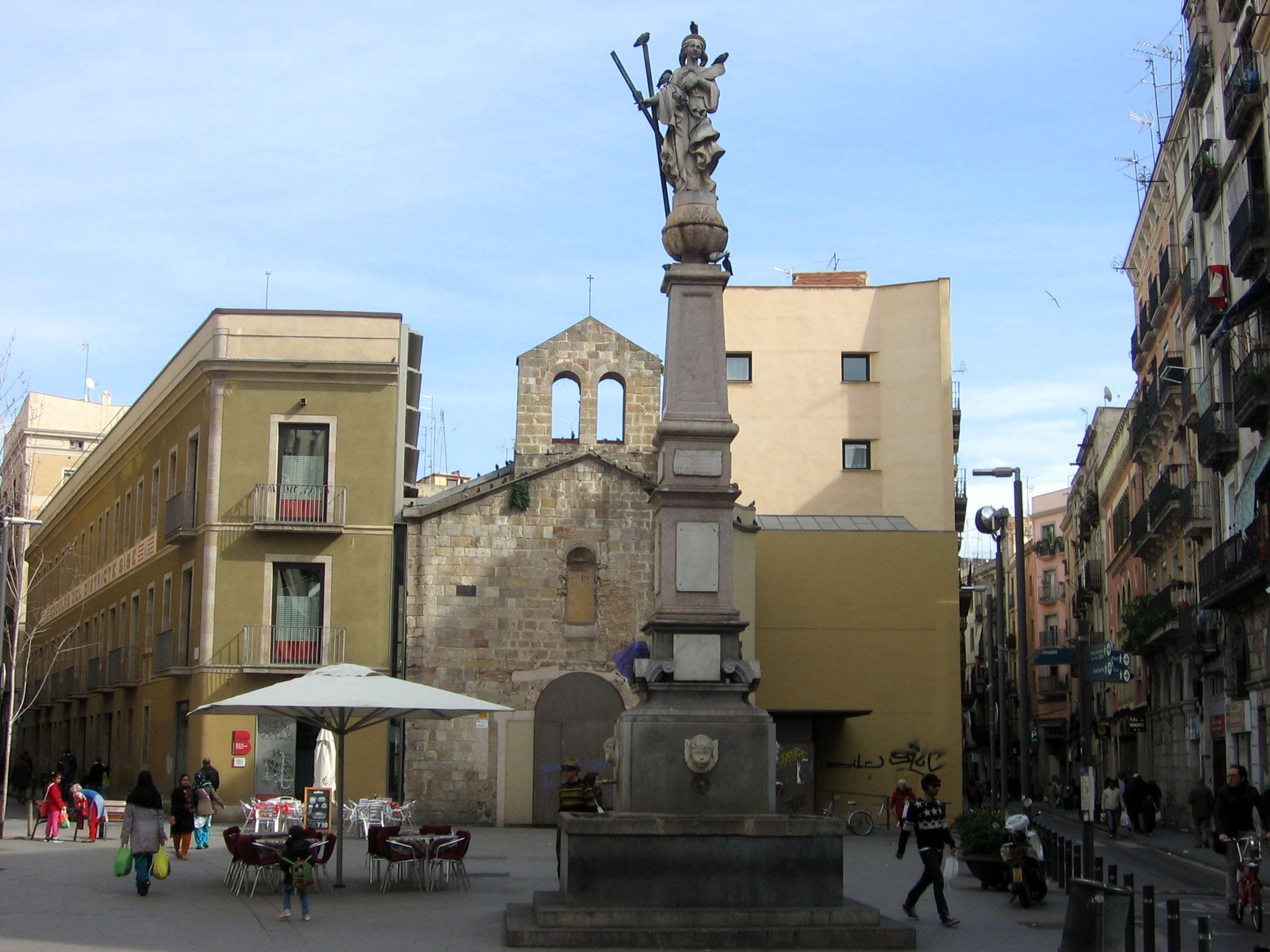
Monumento a Santa Eulalia (1673), plaza del Pedró, el más antiguo que se conserva en la ciudad.

En este período Barcelona pasó a formar parte del nuevo reino de España surgido de la unión de las coronas de Castilla y Aragón. En general, fue una época de una cierta decadencia económica y cultural, acentuada por conflictos sociales y bélicos como la Guerra dels Segadors y la Guerra de Sucesión. La ciudad seguía encorsetada en sus murallas —la única ampliación fue en la playa, el barrio de la Barceloneta—, pese a que al final del período tenía casi 100 000 habitantes. Artísticamente fue la época del Renacimiento y el Barroco, estilos en los que se construyeron numerosos palacios e iglesias.
Como en el período anterior las obras de arte de consideración pública se redujeron en un principio a fuentes y estatuas ubicadas en edificios públicos, hasta que a finales del siglo XVII surgió el primer monumento público de carácter aislado, el de Santa Eulalia. También cabe destacar de este período las cruces de término, de las que se conservan dos: la de San Andrés, en la carretera de Ribes, original de 1565; y la de Santa Ana, en la plazuela de Ramón Amadeu, obra de 1608 de Joan Molist. En cuanto a fuentes únicamente se conserva la de Portaferrissa, en la calle homónima, original de 1680 y decorada con cerámicas de 1959, confeccionadas por Joan Baptista Guivernau.
Por lo que se refiere a estatuaria en edificios públicos, conviene destacar el conjunto del Hospital de la Santa Cruz, en cuyo patio figura una cruz situada sobre una columna salomónica, obra de Bernat Vilar de 1691 —destruida durante la Guerra Civil, la actual es de 1939—; en el mismo patio se encuentran las figuras de San Roque y la Caridad, fechables alrededor de 1638, de artista desconocido; por otro lado, en el patio de la Casa de Convalecencia del mismo hospital se halla una estatua de San Pablo, obra de Lluís Bonifaç el Viejo de 1679; por último, en una hornacina en la esquina de la calle Carmen con Egipcíacas se ubica otro San Pablo, obra de Domènec Rovira el Joven de 1668.

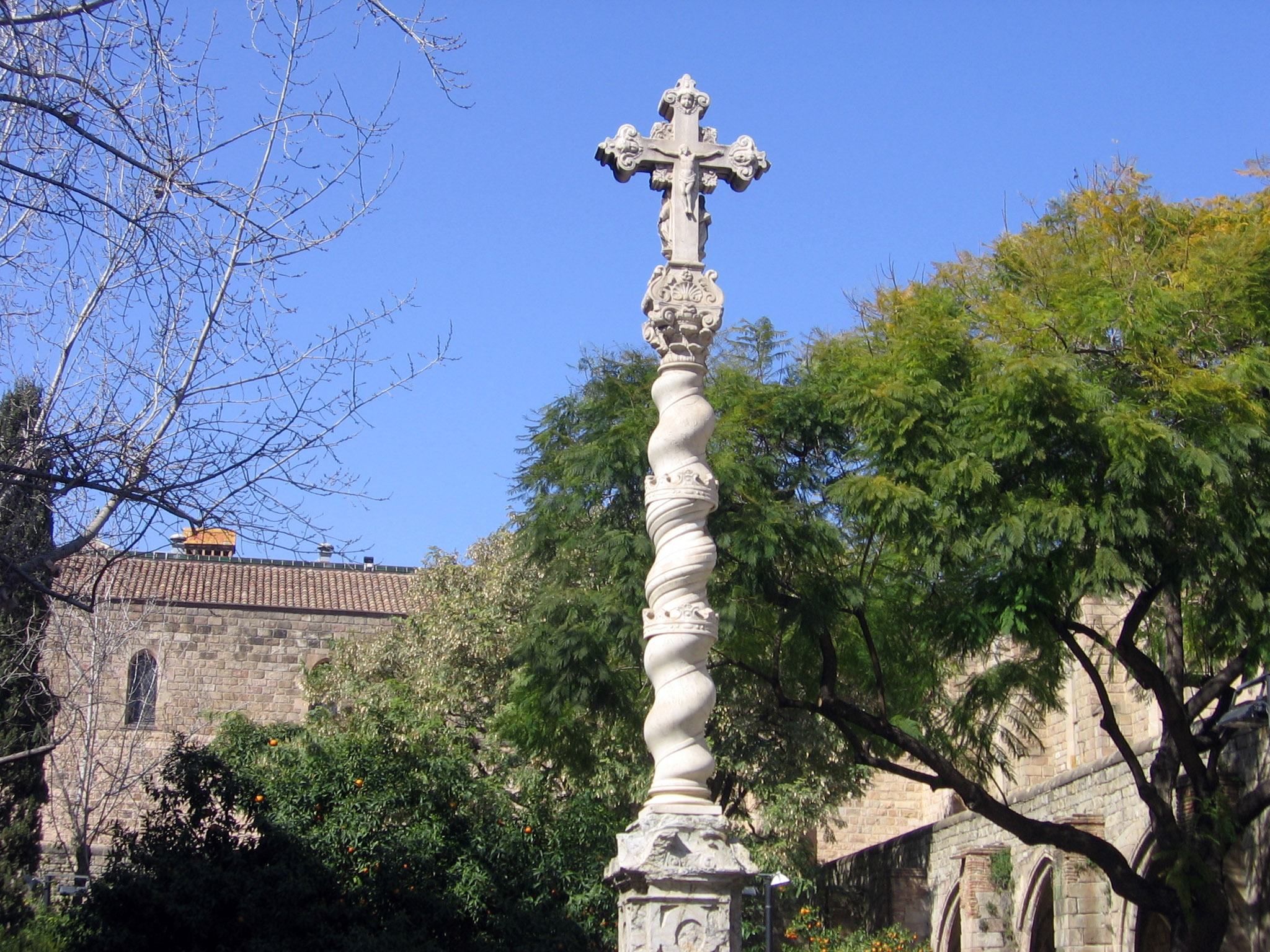
Cruz del Hospital de la Santa Cruz (1691), de Bernat Vilar.

Otras obras de edificios públicos de la época fueron confeccionadas para diversos gremios, todas situadas en hornacinas: el San Juan Bautista situado en la calle Assaonadors con la Plazuela d'en Marcús, promovido por el gremio de curtidores, obra de artista desconocido de 1628 reconstruida en 1958 por Josep Miret; el San Miguel Arcángel patrocinado por el gremio de revendedores (detallistas) situado en la plaza del Pino, obra de 1685 de Salvador Escala y reconstruida por Jaume Martrús en 1957; y la figura de Nuestra Señora de los Ángeles colocada en la Vía Layetana, construida por Joan Enrich en 1763 para el gremio de veleros (tejedores de velos de seda).

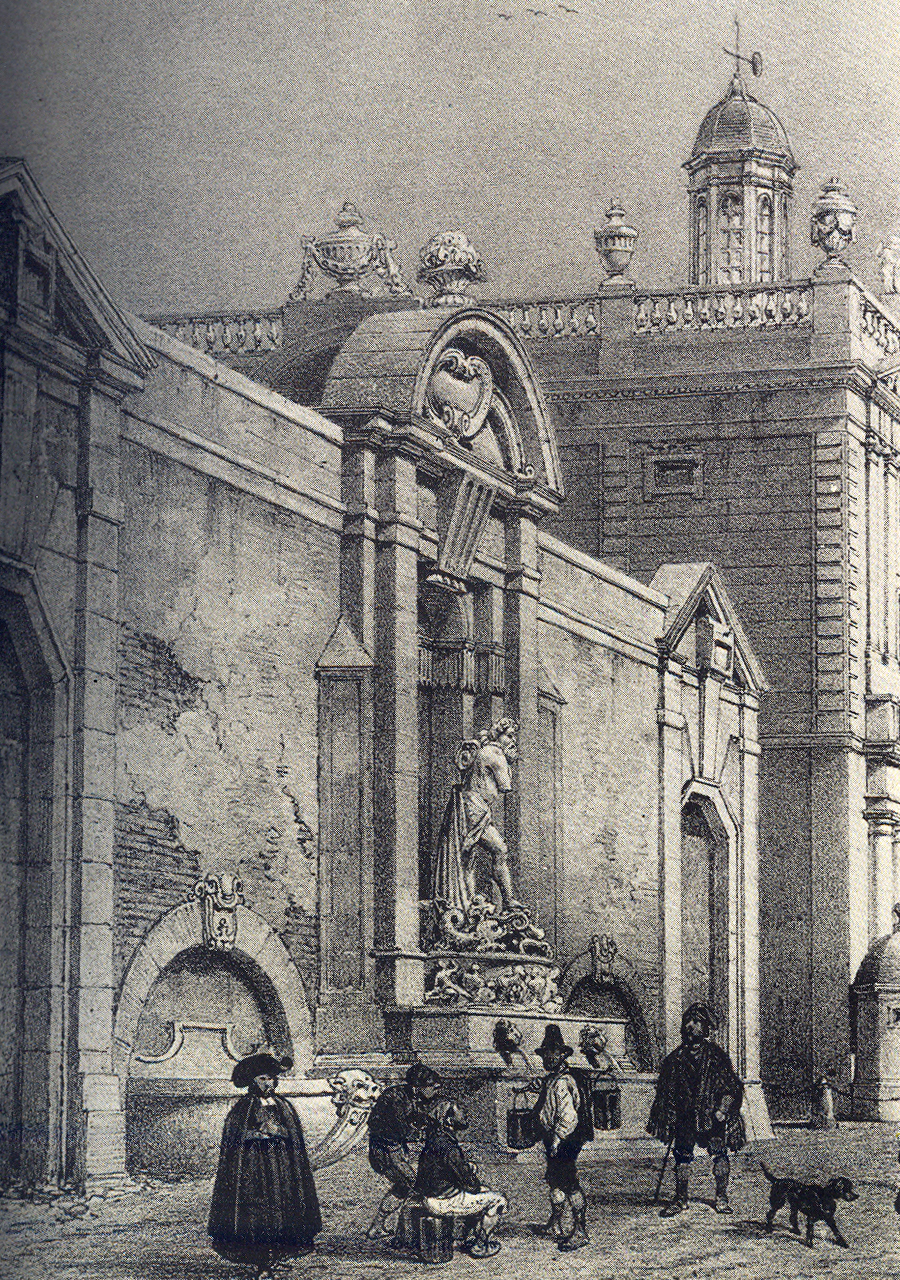
Fuente de Neptuno (1784), de Joan Enrich. Litografía de Chapuy, sección de Grabados de la Biblioteca de Cataluña.

El monumento público más antiguo que se conserva en la ciudad en su emplazamiento original —pese a que la obra en sí ha sido restaurada varias veces y ya no puede considerarse como la original— es el Monumento a Santa Eulalia, patrona de la ciudad, erigido en la plaza del Pedró en 1673. Fue obra del maestro de obras Benet Parés, con una imagen de madera de la santa realizada por Josep Darder, que en 1685 fue sustituida por otra de mármol de Llàtzer Tramulles y Lluís Bonifaç. En 1826 la base del monumento fue convertida en fuente, obra de Josep Mas i Vila. En 1936 el monumento fue derribado debido a los enfrentamientos originados en el inicio de la Guerra Civil, pero en 1951 fue reconstruido con una nueva imagen, obra de Frederic Marès —la cabeza de la anterior imagen sobrevivió y se conserva en el Museo de Historia de Barcelona—. La base del monumento es una fuente cuadrada sobre la que se levanta un obelisco rematado por la estatua de Santa Eulalia, que lleva los atributos de su martirio: la palma y la cruz en aspa.
Cabe reseñar que anteriormente ya se había efectuado un monumento a santa Eulalia, elaborado en 1618 y situado en la plaza del Blat —actualmente del Ángel—. Fue diseñado por Rafael Plansó, y consistía en un obelisco sobre el que se situaba la figura de un ángel, que señalaba con el dedo el lugar donde —según la tradición— un ángel se había aparecido a la comitiva que trasladaba los restos de la santa a la Catedral de Barcelona. La figura del Ángel fue elaborada por el platero Felip Ros. En 1821 el obelisco fue retirado porque dificultaba la circulación, y el Ángel fue colocado en una hornacina. En 1966 fue sustituido por una copia y trasladado al Museo de Historia de Barcelona.
En 1784 se construyó la Fuente de Neptuno, obra de Joan Enrich promovida por el conde del Asalto. Estaba situada junto a la Aduana, en la ubicación de la actual Estación de Francia. Representaba al dios Neptuno de pie sobre unos delfines y un pedestal con bajorrelieves, en medio de una taza de agua. La estatua fue destruida en la revuelta popular de 1843 y sustituida por una copia efectuada por un picapedrero, hasta que en 1877 la fuente fue desmontada; solo se conservó el bajorrelieve del pedestal, que se encuentra en el Museo de Historia de Barcelona.
A finales del siglo XVIII se constituyó en la finca del marqués de Llupià situada en el municipio de Sant Joan d'Horta —hoy un barrio más de la ciudad— un jardín de carácter inicialmente privado que pasó posteriormente al patrimonio público. Conocido actualmente como parque del Laberinto de Horta, este jardín presenta una profusa decoración escultórica, de artista desconocido y que supone una interesante muestra de arte neoclásico. Del jardín destaca el laberinto que da nombre al parque, en cuyo centro se halla una estatua de Eros, mientras que en la entrada hay un relieve de Ariadna y Teseo, y en la salida se encuentra la Gruta de Eco y Narciso; en un nivel superior se encuentra el Mirador o Belvedere, donde destacan dos templetes de estilo italiano con estatuas de Dánae y Artemisa; por último, en una tercera terraza se levanta el Pabellón de Carlos IV, coronado por una escultura que representa a Apolo y las musas, mientras que en su parte posterior se encuentra un gran estanque nutrido por la fuente de la ninfa Egeria, inspirado en la gruta de Stowe.

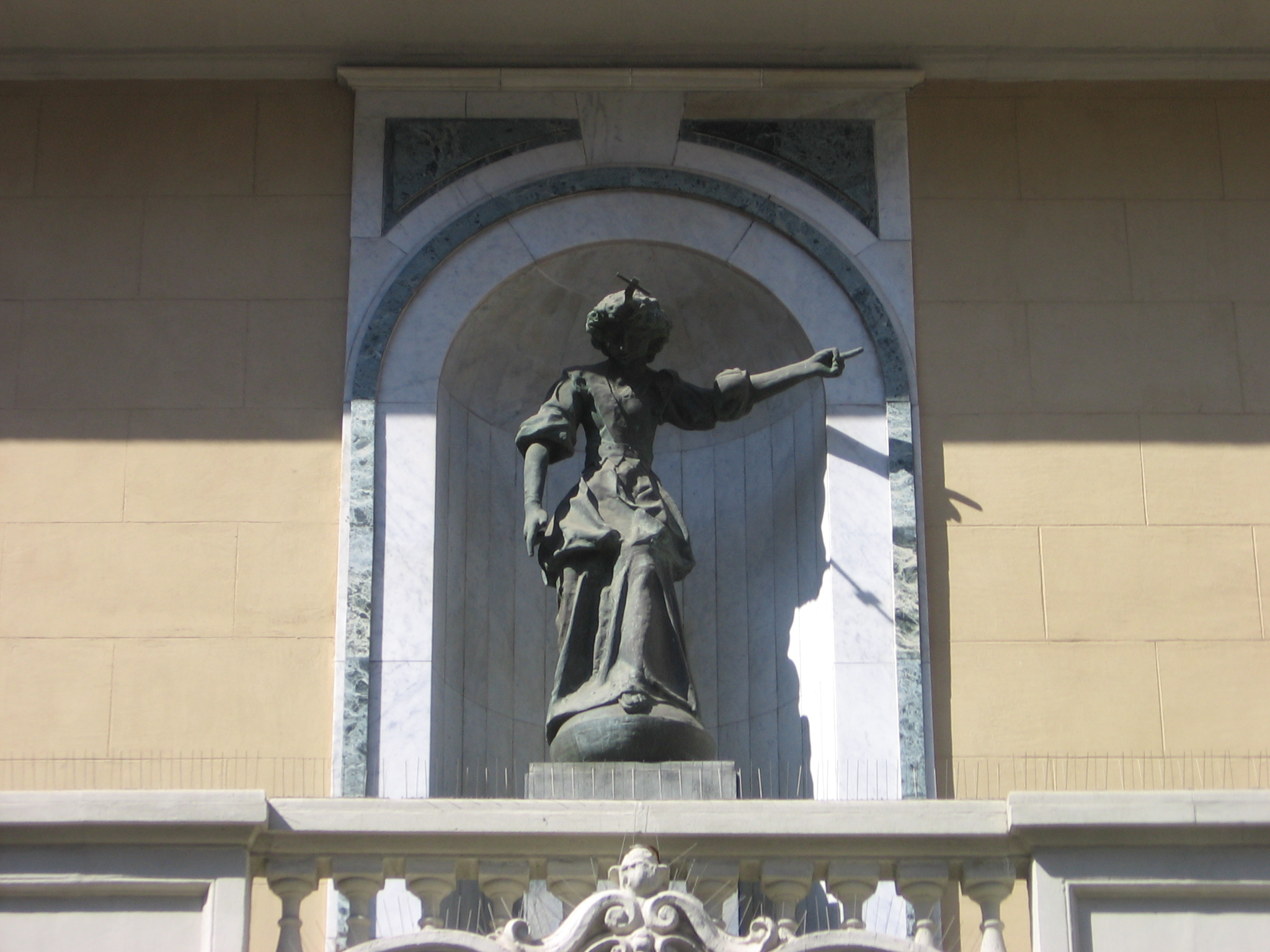
Ángel (1618), de Felip Ros, plaza del Ángel.
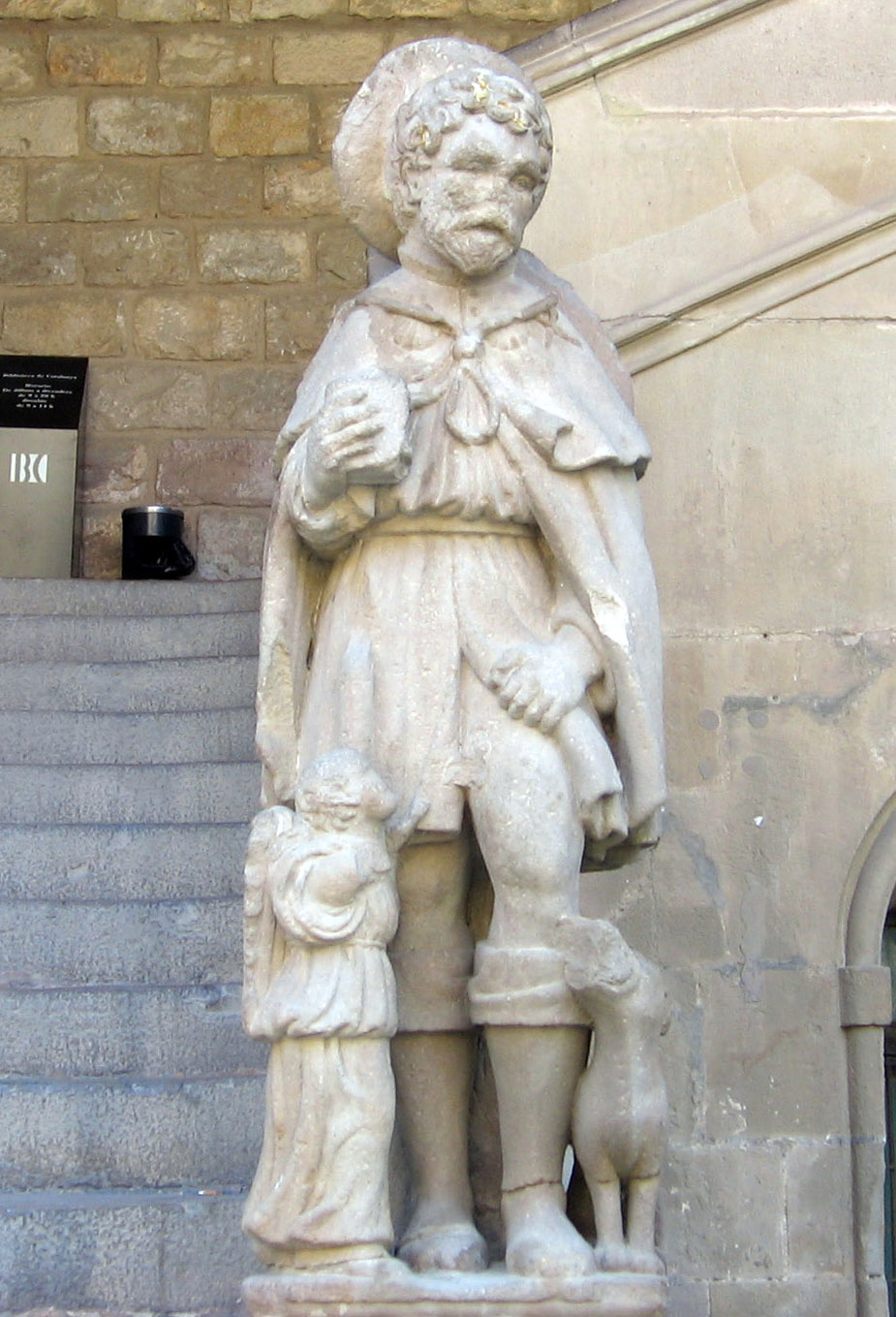
Hospital de la Santa Cruz: San Roque (1638).
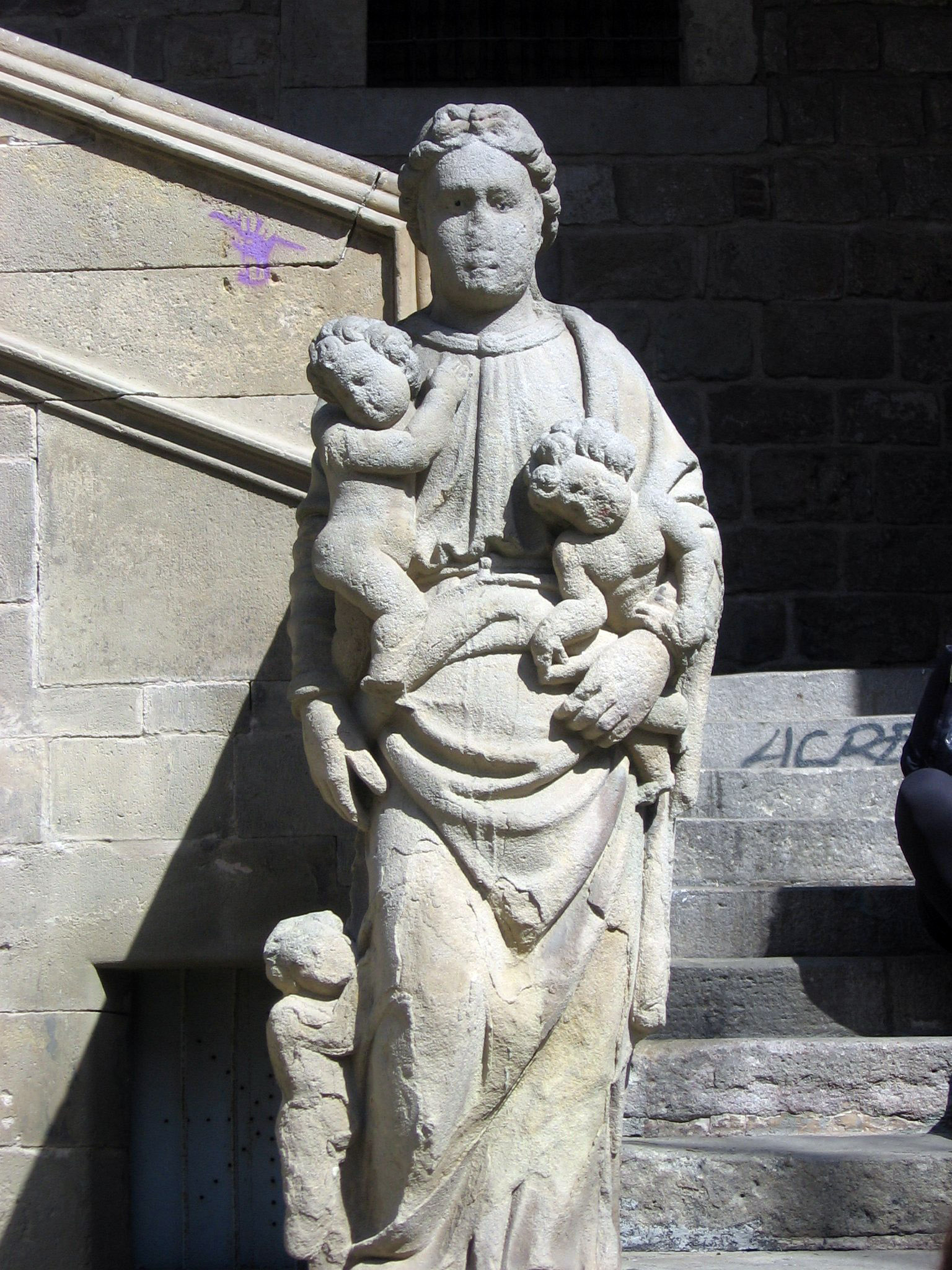
Hospital de la Santa Cruz: Caridad (1638).
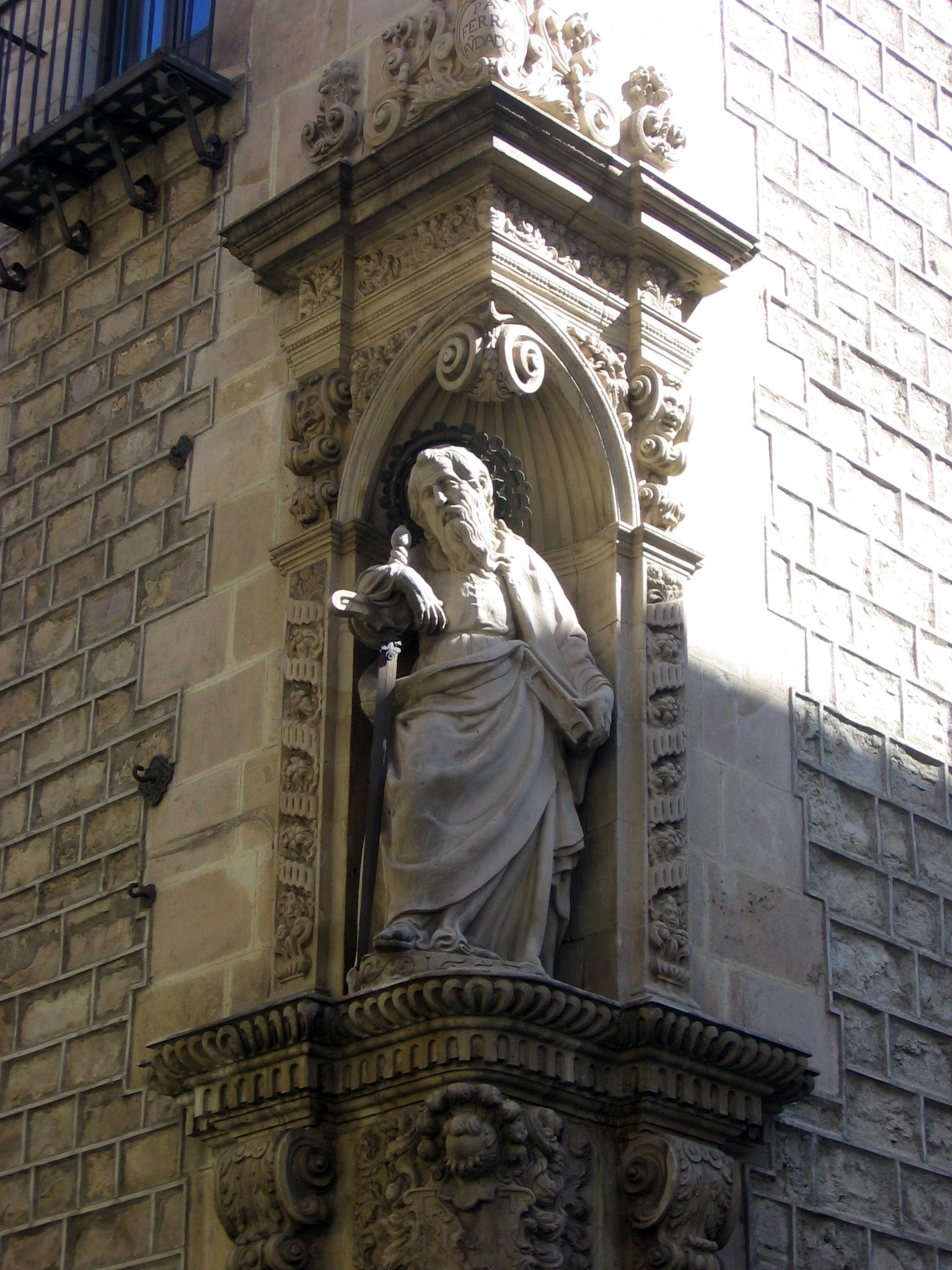
Hospital de la Santa Cruz: San Pablo (1668), de Domènec Rovira el Joven.
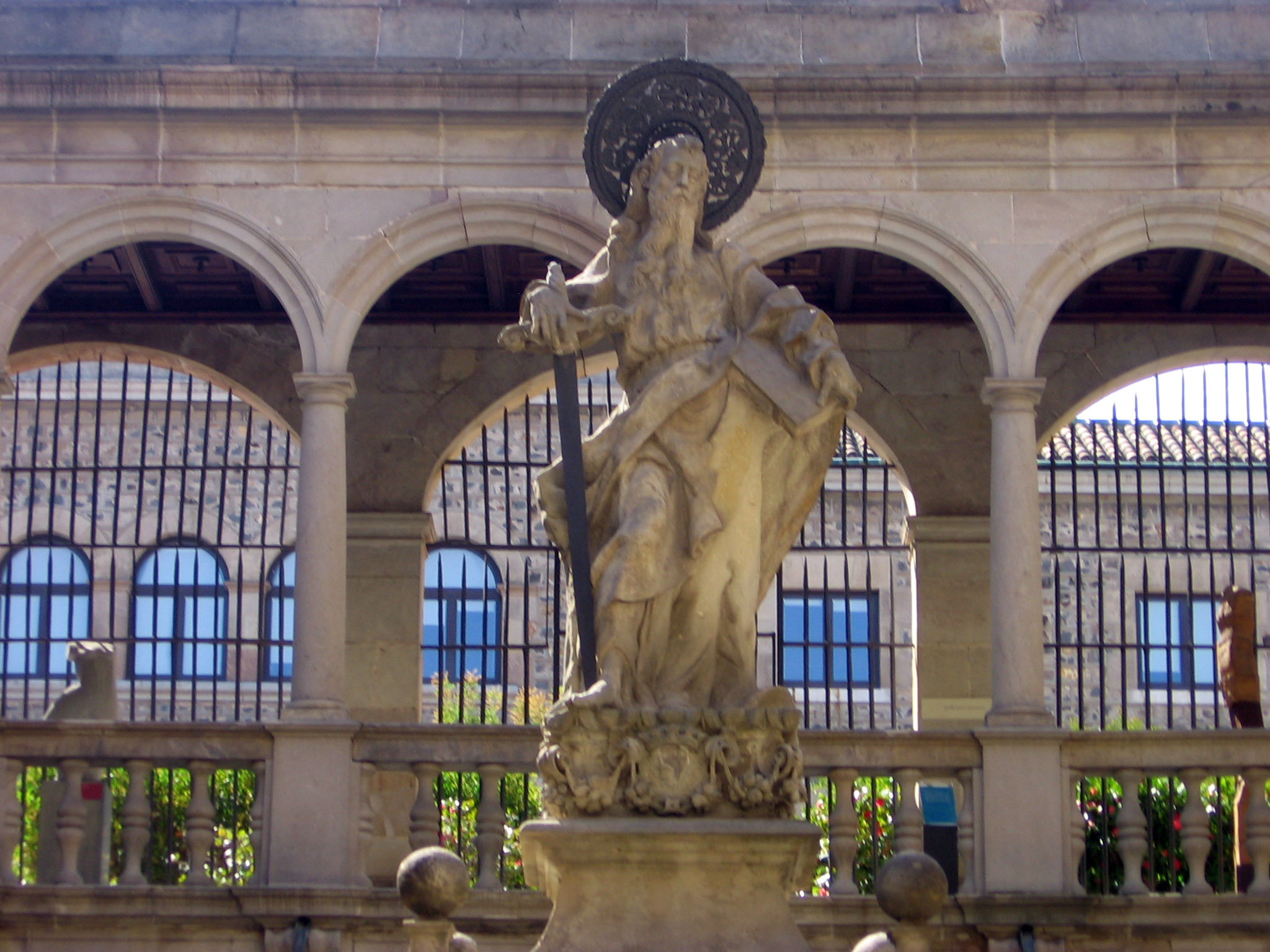
Hospital de la Santa Cruz: San Pablo (1679), de Lluís Bonifaç el Viejo.
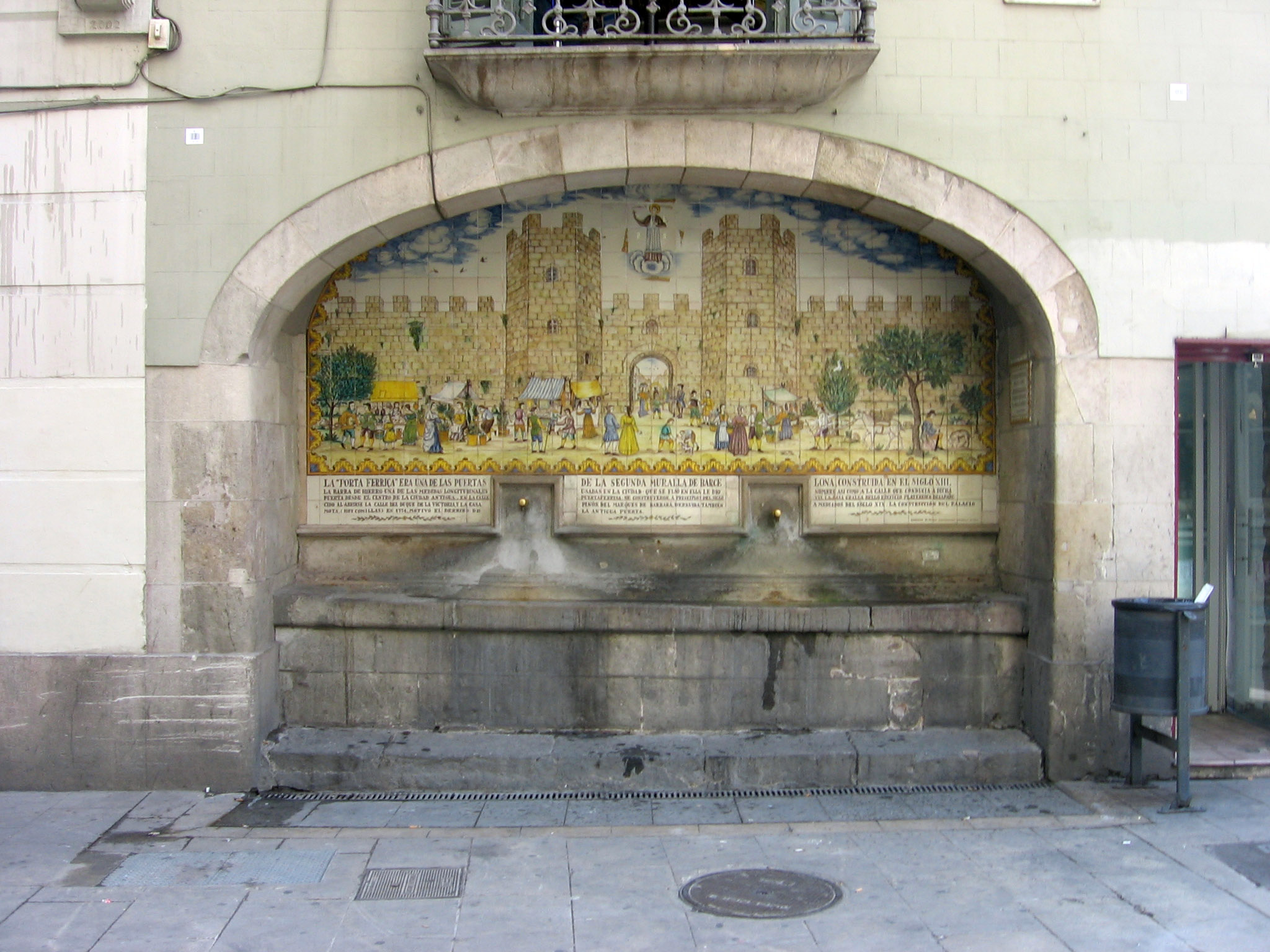
Fuente de Portaferrissa (1680).
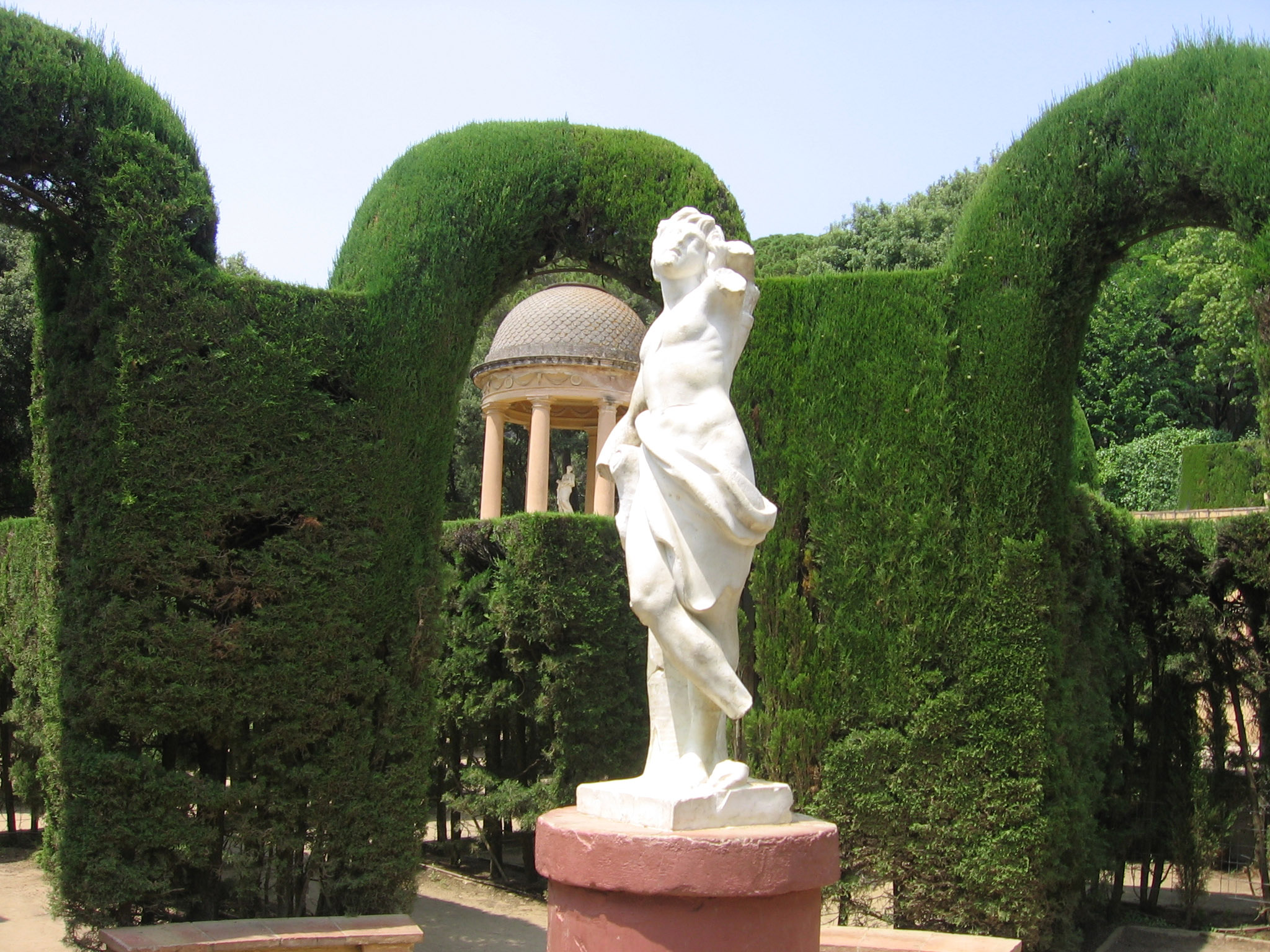
Parque del Laberinto de Horta (siglo XVIII): estatua de Eros.

### sigloXIX

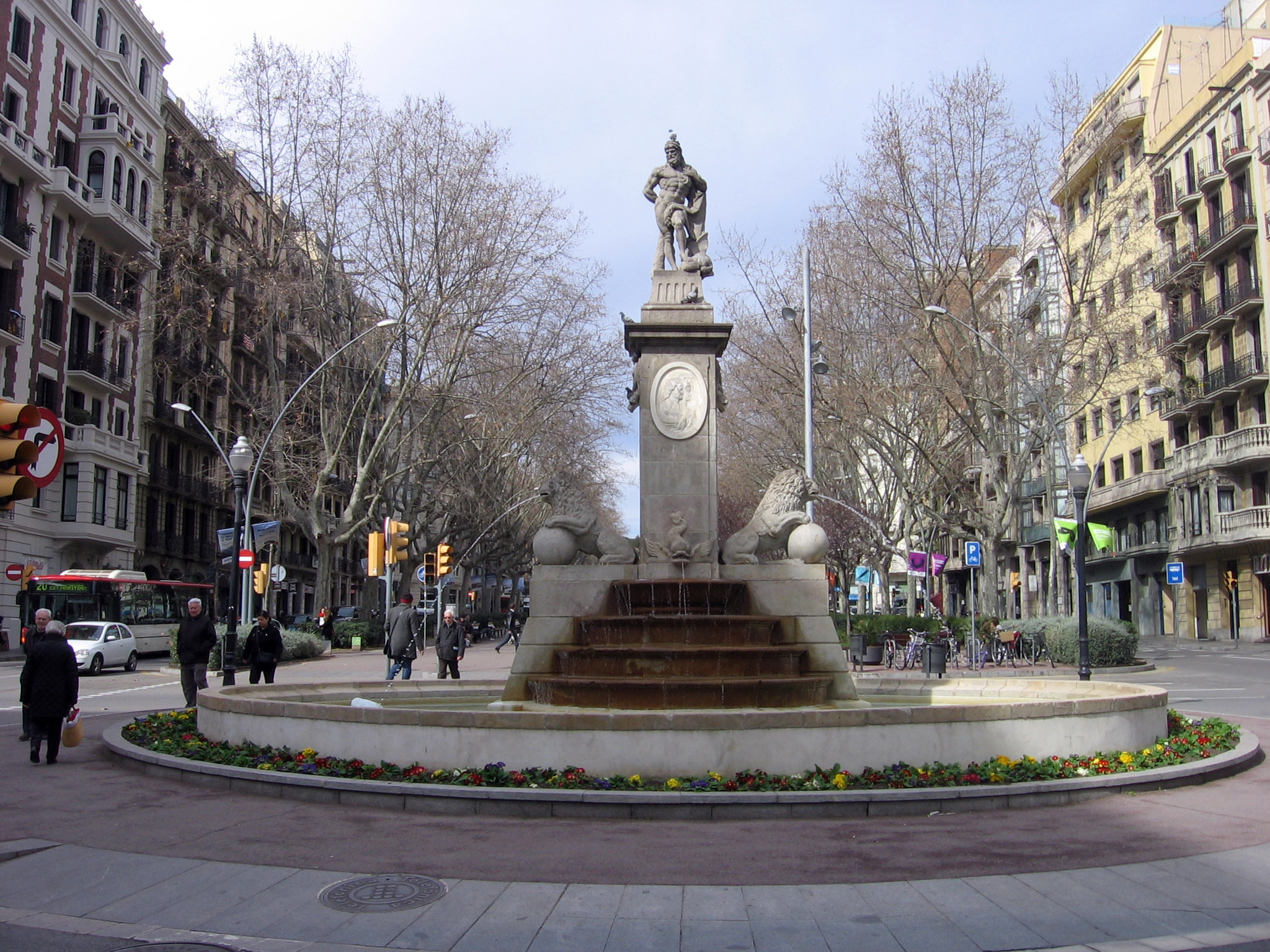
Fuente de Hércules (1802), de Josep Moret y Salvador Gurri, estatua original más antigua de Barcelona.

En este período hubo una gran revitalización económica, ligada a la Revolución Industrial —especialmente la industria textil—, lo que comportó a su vez un renacimiento cultural. Entre 1854 y 1859 se produjo el derribo de las murallas, por lo que la ciudad pudo expandirse, especialmente gracias al proyecto de Ensanche elaborado por Ildefonso Cerdá en 1859. Asimismo, gracias a la revolución de 1868 se consiguió el derribo de la Ciudadela, cuyos terrenos fueron transformados en un parque público. La población fue creciendo, debido principalmente a la inmigración del resto del estado, llegando a finales de siglo a los 400 000 habitantes. Artísticamente, el siglo vio la sucesión de diversos estilos de diferente signo, como el neoclasicismo, el romanticismo y el realismo.
Como en períodos anteriores las realizaciones artísticas de carácter público se circunscribieron básicamente a edificios oficiales y fuentes. Algunos ejemplos de monumentos públicos, como los dedicados a Fernando VII (1831) y a Fernando el Católico (1850), no han llegado a nuestros días. En cambio, la confección de fuentes fue profusa en la época, por lo que se podría hablar casi de una moda. La más antigua fue la Fuente de Hércules, situada en el cruce del paseo de San Juan con la calle Córcega, obra de 1802 realizada por Josep Moret sobre un proyecto de Salvador Gurri. Situada inicialmente en el paseo de la Explanada, frente a la fortaleza militar de la Ciudadela, está en su actual emplazamiento desde 1928, y está considerada como la estatua pública de confección original más antigua de Barcelona.

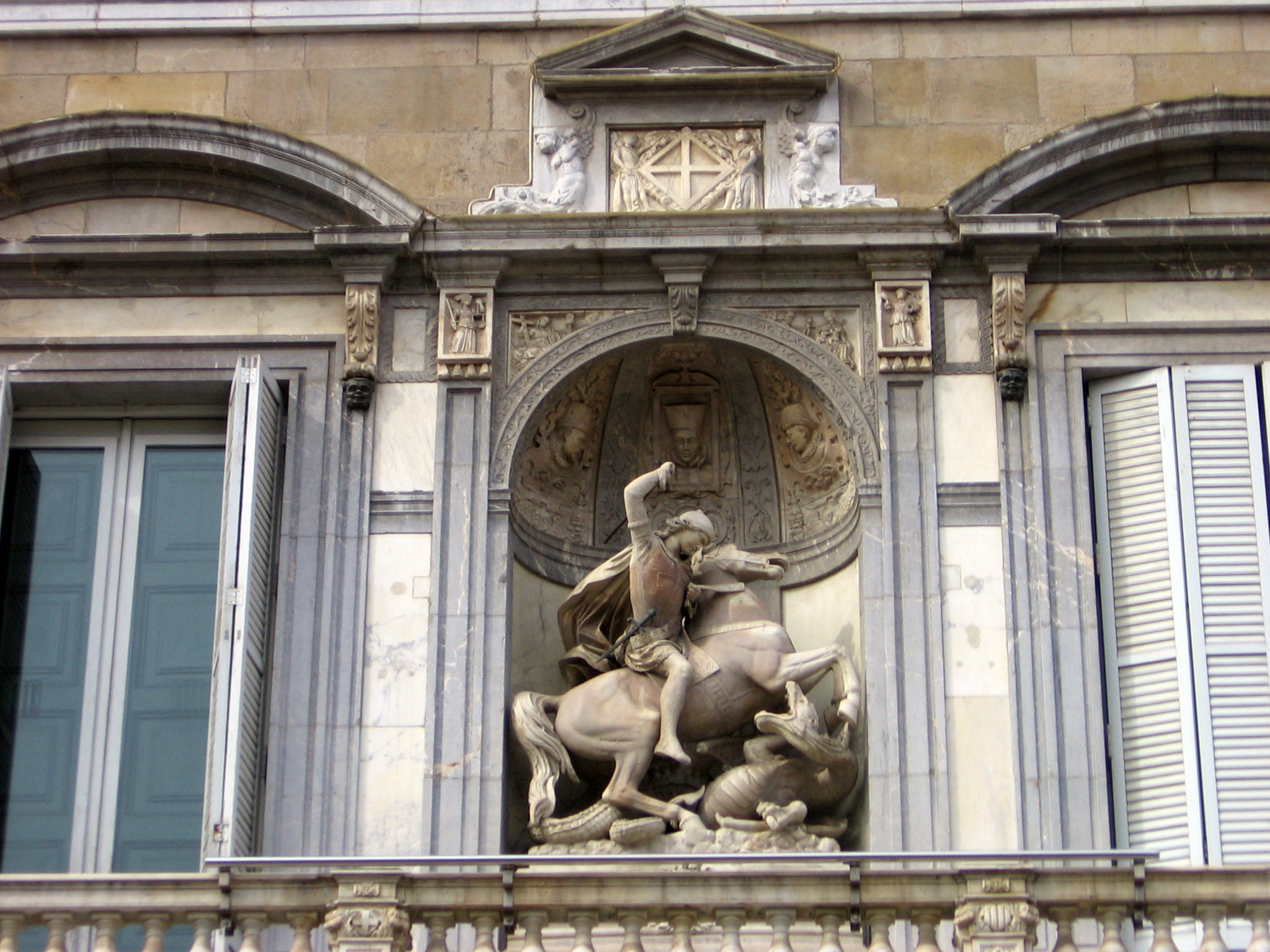
San Jorge (1871), de Andreu Aleu, Palacio de la Generalidad.

Otras fuentes de esta época son: la Fuente del Viejo o del Xato (1816), de Damià Campeny, ubicada inicialmente en la plaza del Teatro, junto a la Rambla, y que posteriormente fue trasladada al parque de la Ciudadela (1877) y, por último, a la plaza de Sants (1975); la Fuente de Ceres (1825-1830), de Celdoni Guixà, situada en el paseo de Gracia esquina con la calle Provenza, y trasladada en 1874 a la plaza Blasco de Garay, en El Pueblo Seco, y en 1918 a la plaza de San Jorge, en Montjuïc; la Fuente de Neptuno (1826), de Adrià Ferran, colocada en el Muelle de la Riba, en la Barceloneta, y trasladada posteriormente a los Jardines de Laribal y, en 1983, a la plaza de la Merced, frente a la basílica homónima; el Monumento a Galceran Marquet (1851), de Damià Campeny y Josep Anicet Santigosa, en la plaza del Duque de Medinaceli —primera obra realizada en hierro en la ciudad—; la Fuente del Genio Catalán (1856), de Fausto Baratta y Josep Anicet Santigosa, en el Pla de Palau; y la Fuente de las Tres Gracias (1876), en la plaza Real, proyectada por el arquitecto Antonio Rovira y Trías. Conviene mencionar por último las fuentes Wallace, realizadas en 1872 por Charles-Auguste Lebourg por encargo del filántropo inglés sir Richard Wallace, y repartidas por múltiples ciudades europeas como acto de hermandad; en Barcelona quedan dos de una docena inicial: en la Rambla con Santa Mónica y en la Gran Vía con el paseo de Gracia. Todas ellas presentan cuatro figuras de cariátides que sostienen una cúpula semiesférica, entre las que cae un chorro de agua.
A nivel de edificios públicos, lo más relevante fueron las dos estatuas situadas en hornacinas a ambos flancos de la puerta principal de la nueva fachada de la Casa de la Ciudad, que representan a Jaime I el Conquistador y a Joan Fiveller, confeccionadas por Josep Bover en 1844. Justo enfrente, en la fachada del Palacio de la Generalidad, se colocó en 1871 una estatua ecuestre de San Jorge —situada igualmente en una hornacina—, obra de Andreu Aleu. Esta fachada también era nueva, ya que la apertura de la plaza de San Jaime en 1823 dejó a los dos edificios institucionales frente a frente. Hay que señalar que entonces el Palacio de la Generalidad no albergaba esta institución, que estaba abolida desde el Decreto de Nueva Planta, sino la Real Audiencia, la Diputación Provincial y el Archivo de la Corona de Aragón.
También cabría citar en cuanto a edificios públicos las estatuas situadas en el vestíbulo de entrada de la Universidad de Barcelona, un monumental complejo arquitectónico construido por Elías Rogent entre 1863 y 1882. Fue el propio arquitecto quien propuso la elaboración de las estatuas a los hermanos Agapito y Venancio Vallmitjana, que fueron realizadas en 1865 y colocadas en 1876. Son cinco figuras que representan la ciencia y el saber a lo largo de la historia de España: san Isidoro de Sevilla, por el reino visigodo; Averroes, por la época hispanomusulmana; Alfonso X, por el período medieval en Castilla; Ramon Llull, por el mismo período en la Corona de Aragón; y Juan Luis Vives, por la etapa renacentista. Por último, cabría citar el grupo de la Caridad, obra de Joan Serra de 1880 situada en la Casa de la Caridad; y las alegorías del Comercio y la Industria situadas en la puerta del Casino Mercantil —antiguo edificio de la Bolsa de Barcelona— en la calle de Avinyó, obras de Rossend Nobas y Joan Roig i Solé, de 1888.

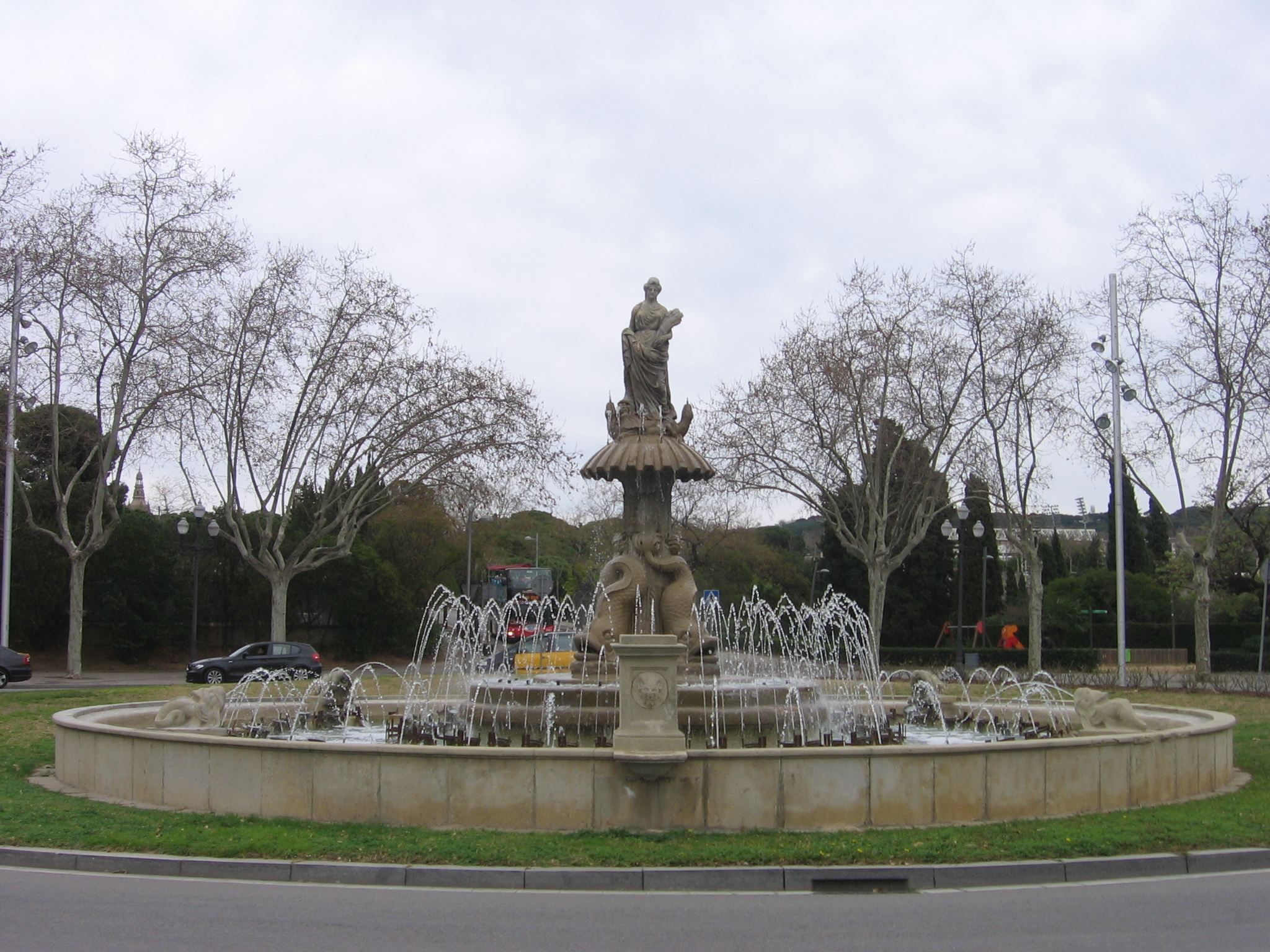
Fuente de Ceres (1825-1830), de Celdoni Guixà, plaza de San Jorge (Montjuïc).
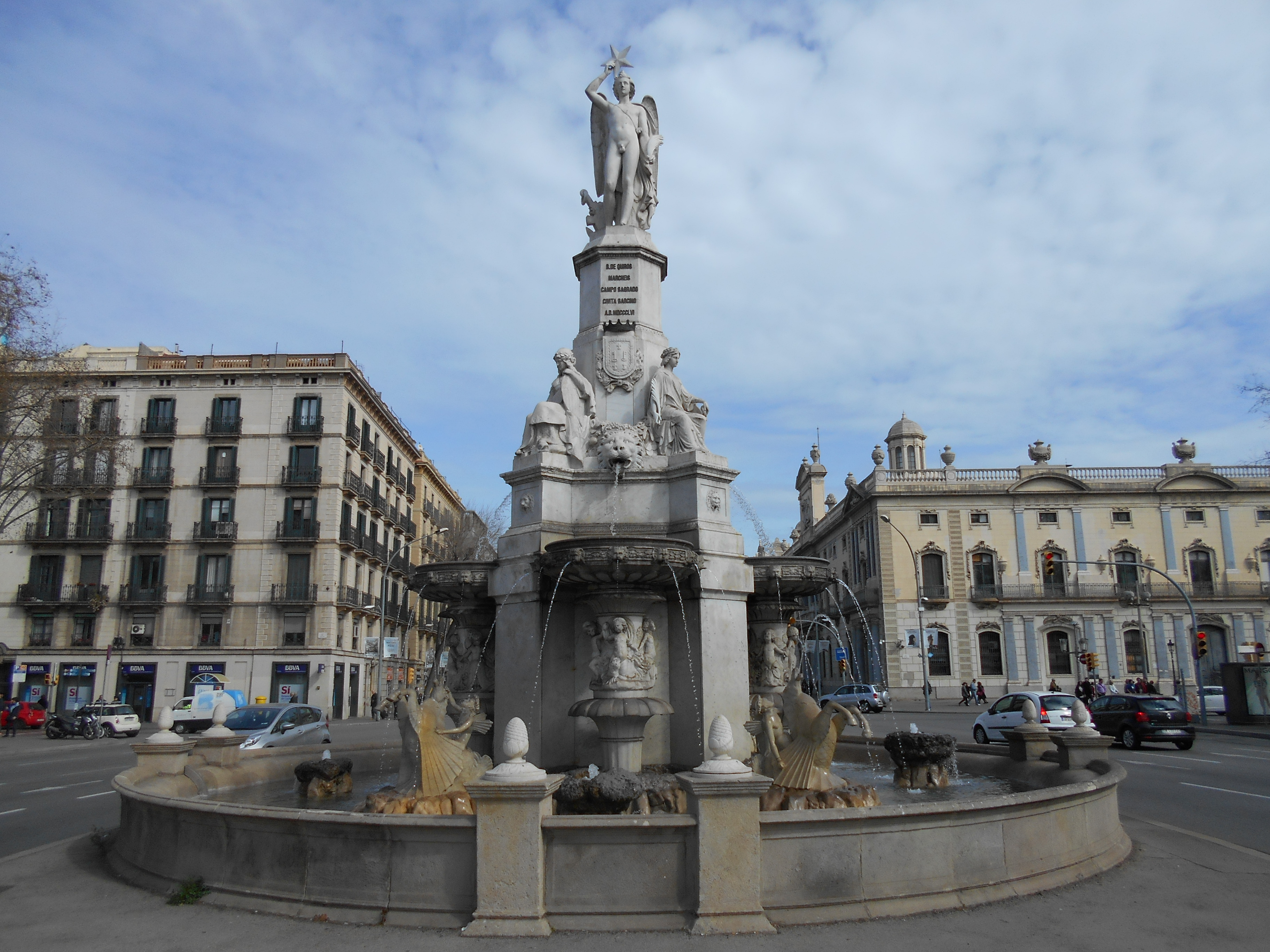
Fuente del Genio Catalán (1856), de Fausto Baratta y Josep Anicet Santigosa, Pla de Palau.
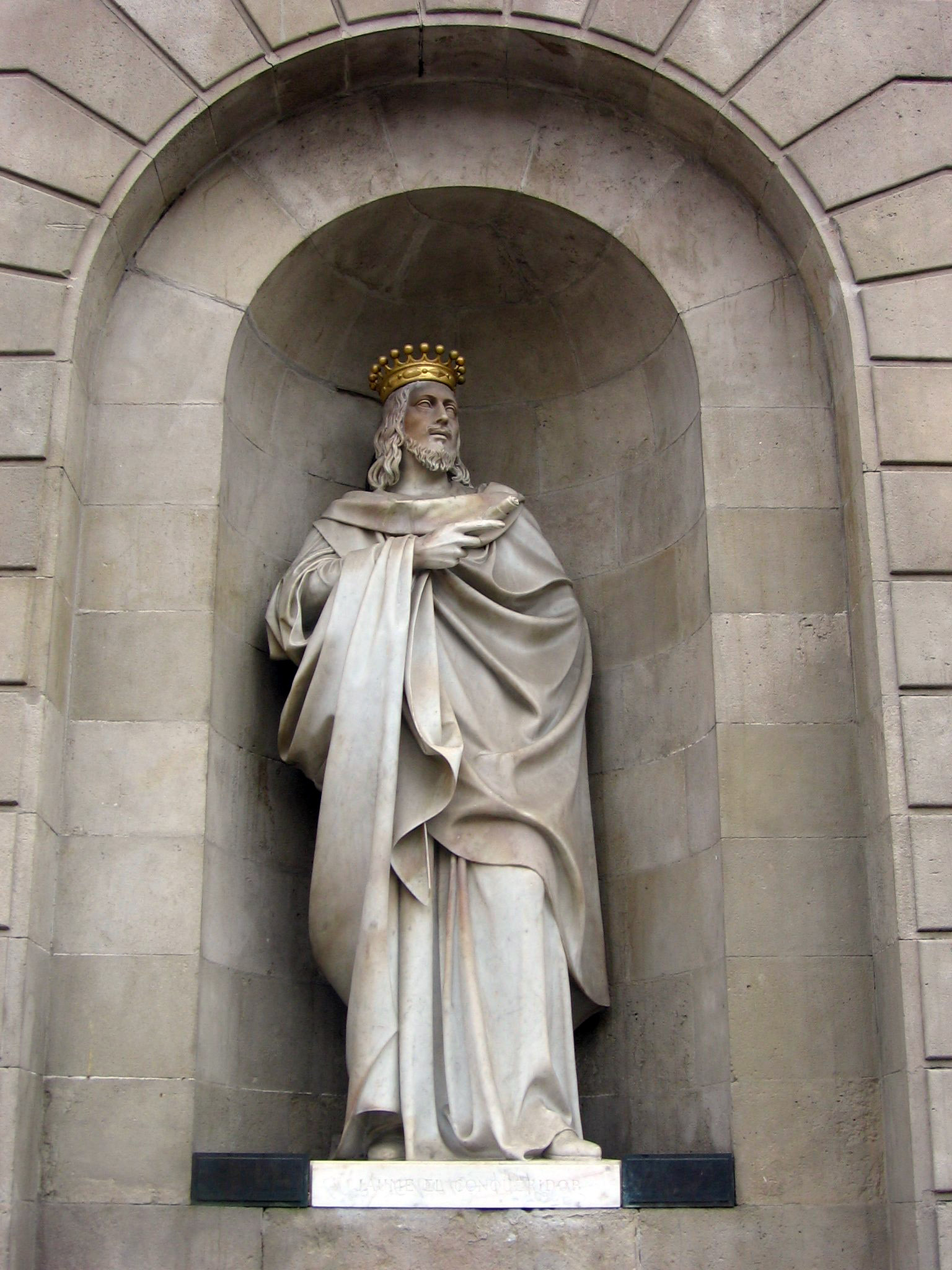
Jaime I el Conquistador (1844), de Josep Bover, Casa de la Ciudad de Barcelona.
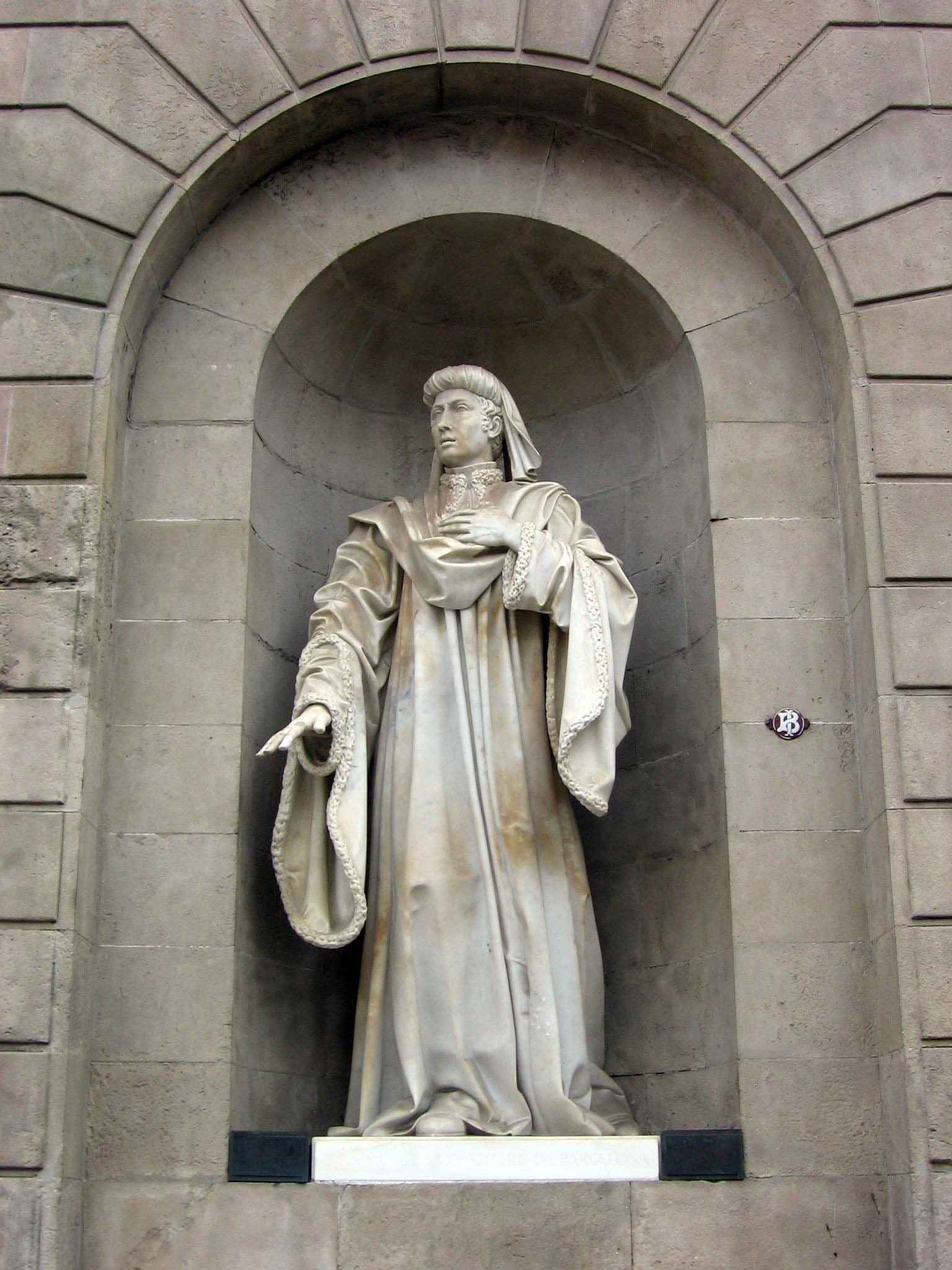
Joan Fiveller, (1844), de Josep Bover, Casa de la Ciudad de Barcelona.
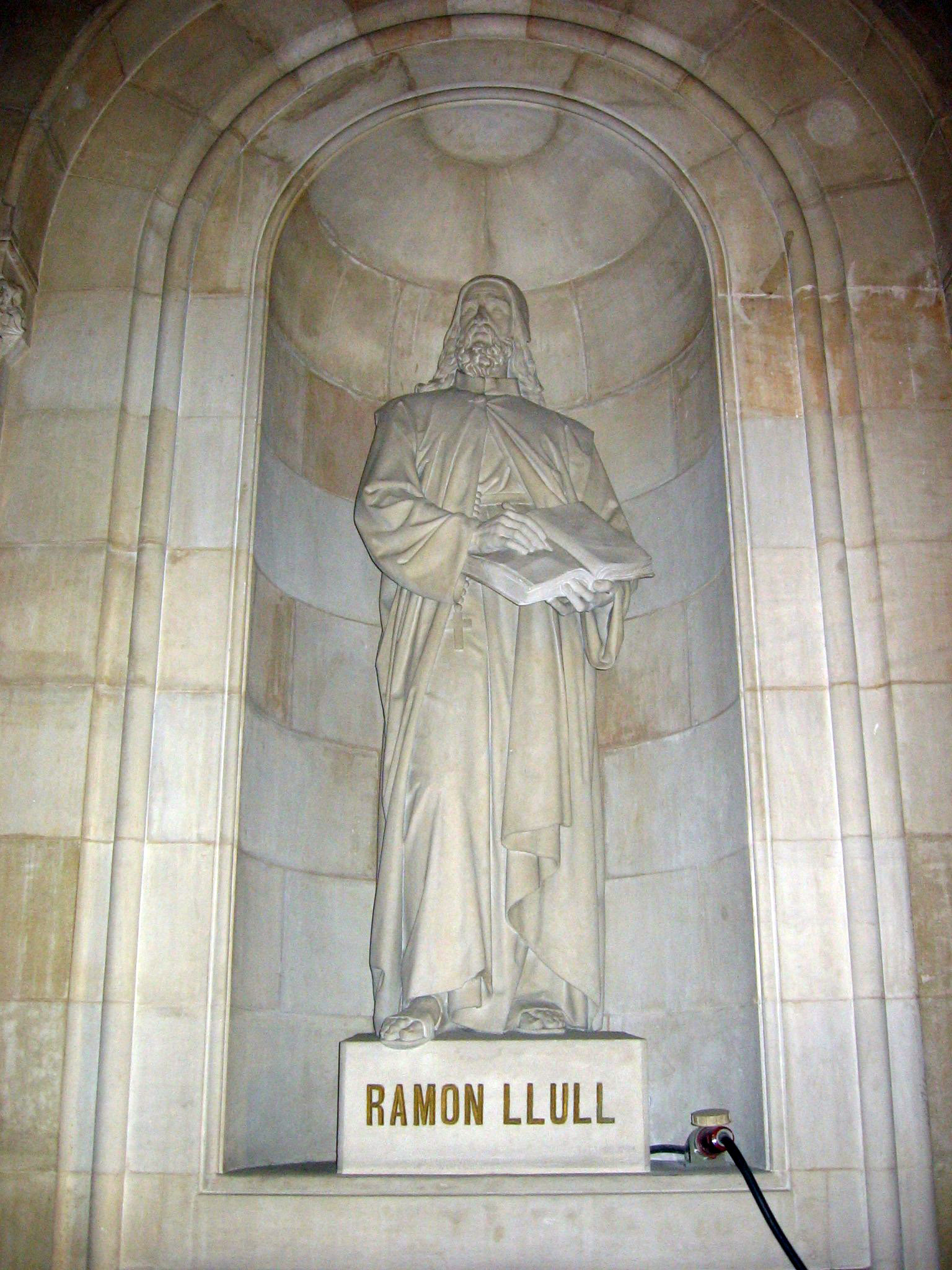
Ramon Llull (1865), de Venancio Vallmitjana, Universidad de Barcelona.
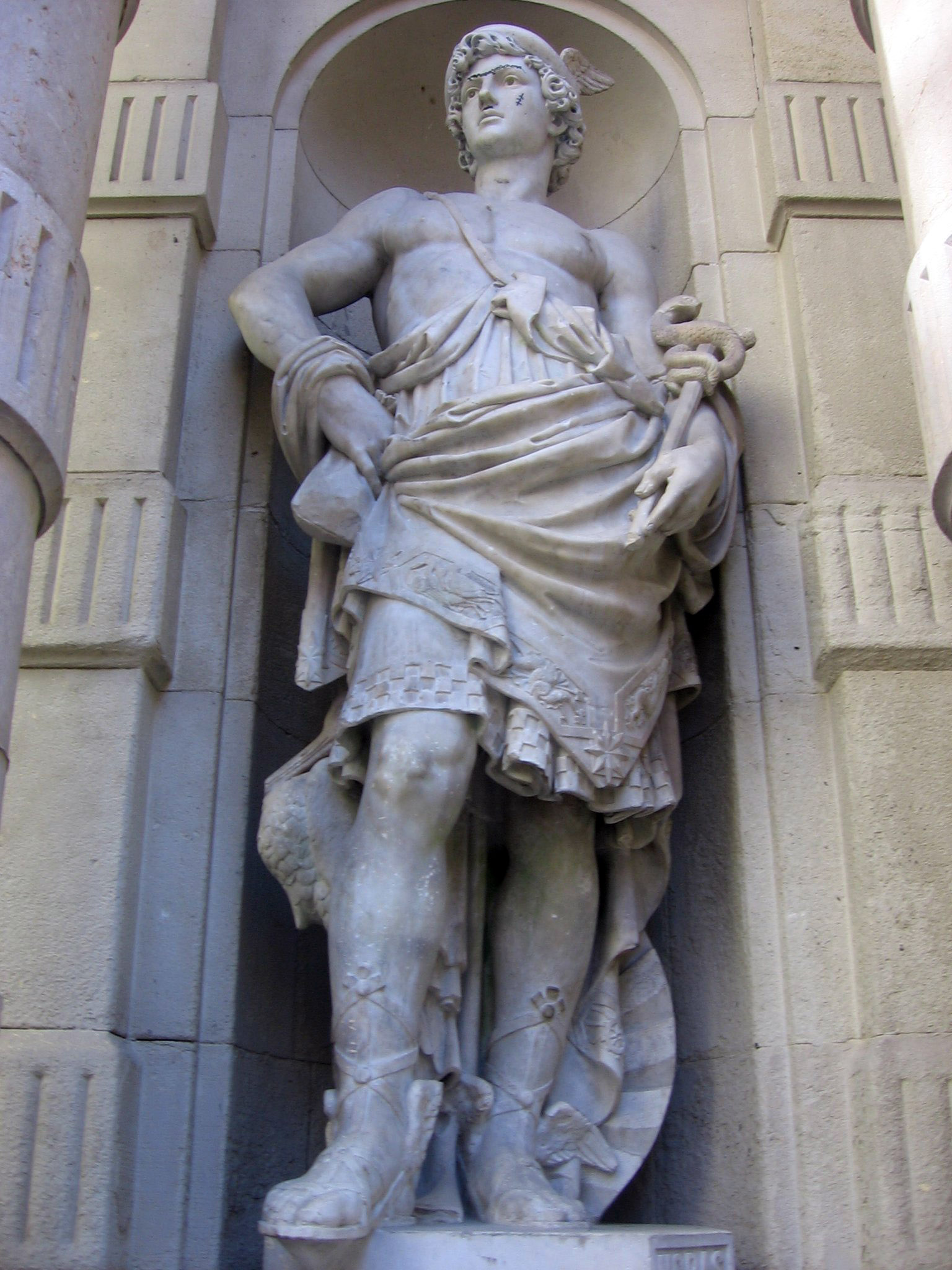
Comercio (1888), de Rossend Nobas, Casino Mercantil.
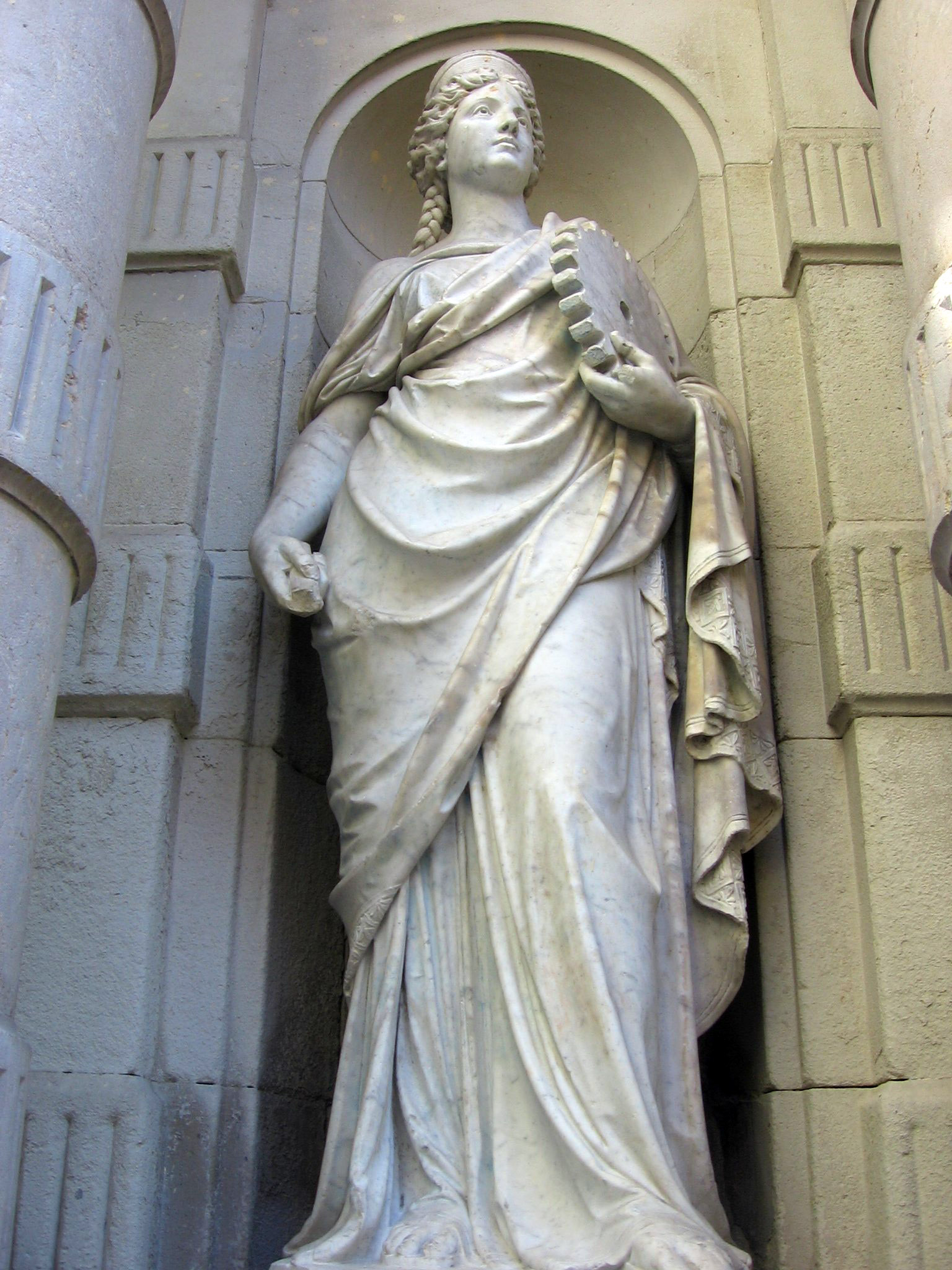
Industria (1888), de Joan Roig i Solé, Casino Mercantil.

#### Exposición Universal de 1888

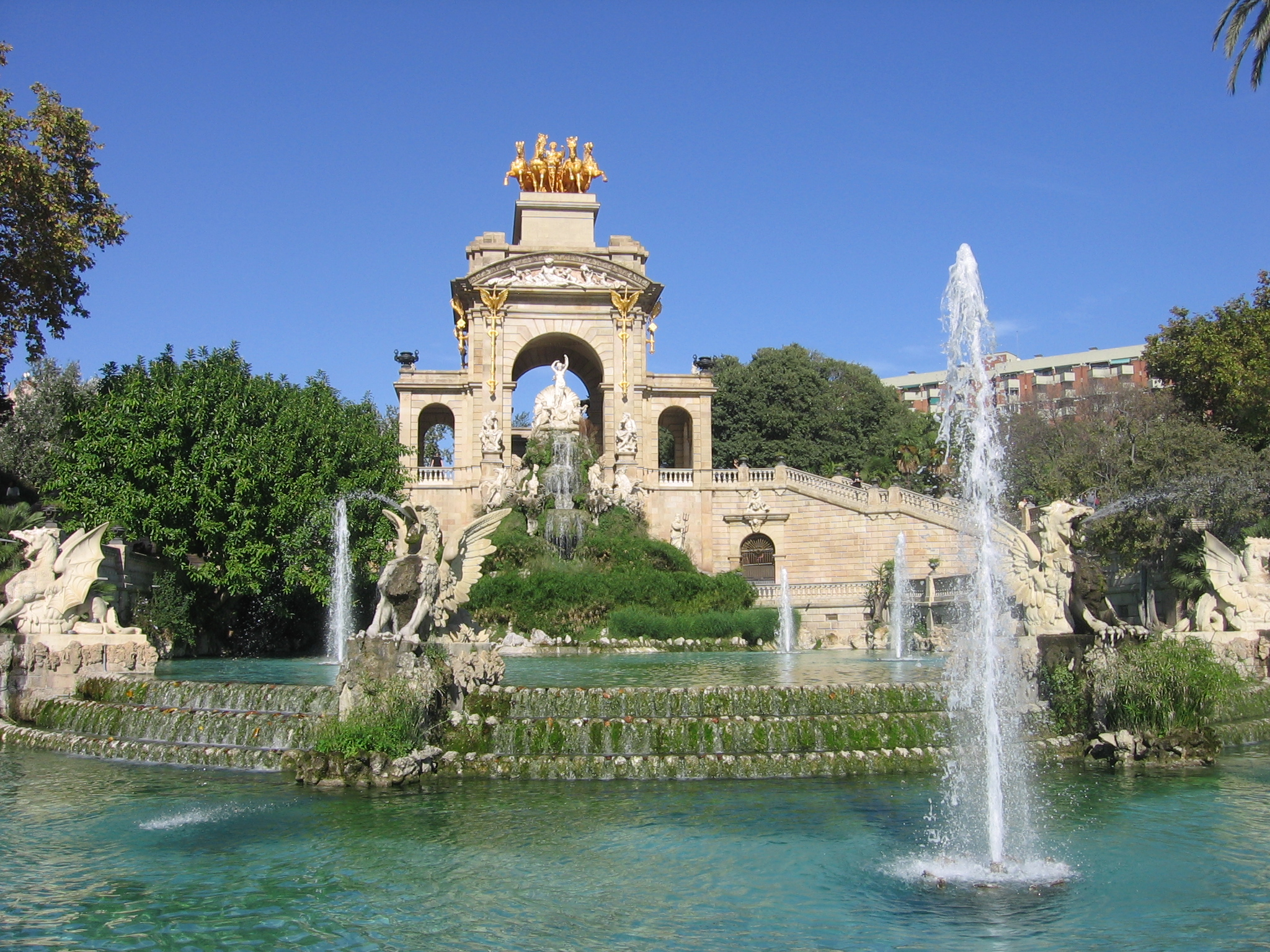
Cascada del Parque de la Ciudadela (1875-1888).

A finales de siglo se celebró un evento que supuso un gran impacto tanto económico y social como urbanístico, artístico y cultural para la ciudad, la Exposición Universal de 1888. Tuvo lugar entre el 8 de abril y el 9 de diciembre de 1888, y se llevó a cabo en el parque de la Ciudadela, anteriormente perteneciente al ejército y ganado para la ciudad en 1868. El incentivo de los actos feriales conllevó la mejora de las infraestructuras de toda la ciudad, que dio un enorme salto hacia la modernización y el desarrollo. Asimismo, supuso el banco de pruebas de un nuevo estilo artístico, el modernismo, que hasta principios del siglo XX fue el que imperó a nivel arquitectónico y artístico en la ciudad, y convirtió a la Barcelona modernista, junto con la gótica, en el estilo más definitorio de la Ciudad Condal. La estatuaria realizada para la Exposición fue la aportación más importante al arte público de la ciudad en toda su historia, y coincidió con una generación de escultores de gran talla que propició uno de los momentos más brillantes de la historia del arte catalán.
El proyecto de remodelación del parque de la Ciudadela se encargó a José Fontseré en 1872, quien diseñó unos amplios jardines para esparcimiento de los ciudadanos, y junto con la zona verde proyectó una plaza central y un paseo de circunvalación, así como una fuente monumental y diversos elementos ornamentales, dos lagos y una zona de bosque, además de diversos edificios auxiliares e infraestructuras, como el Mercado del Borne.

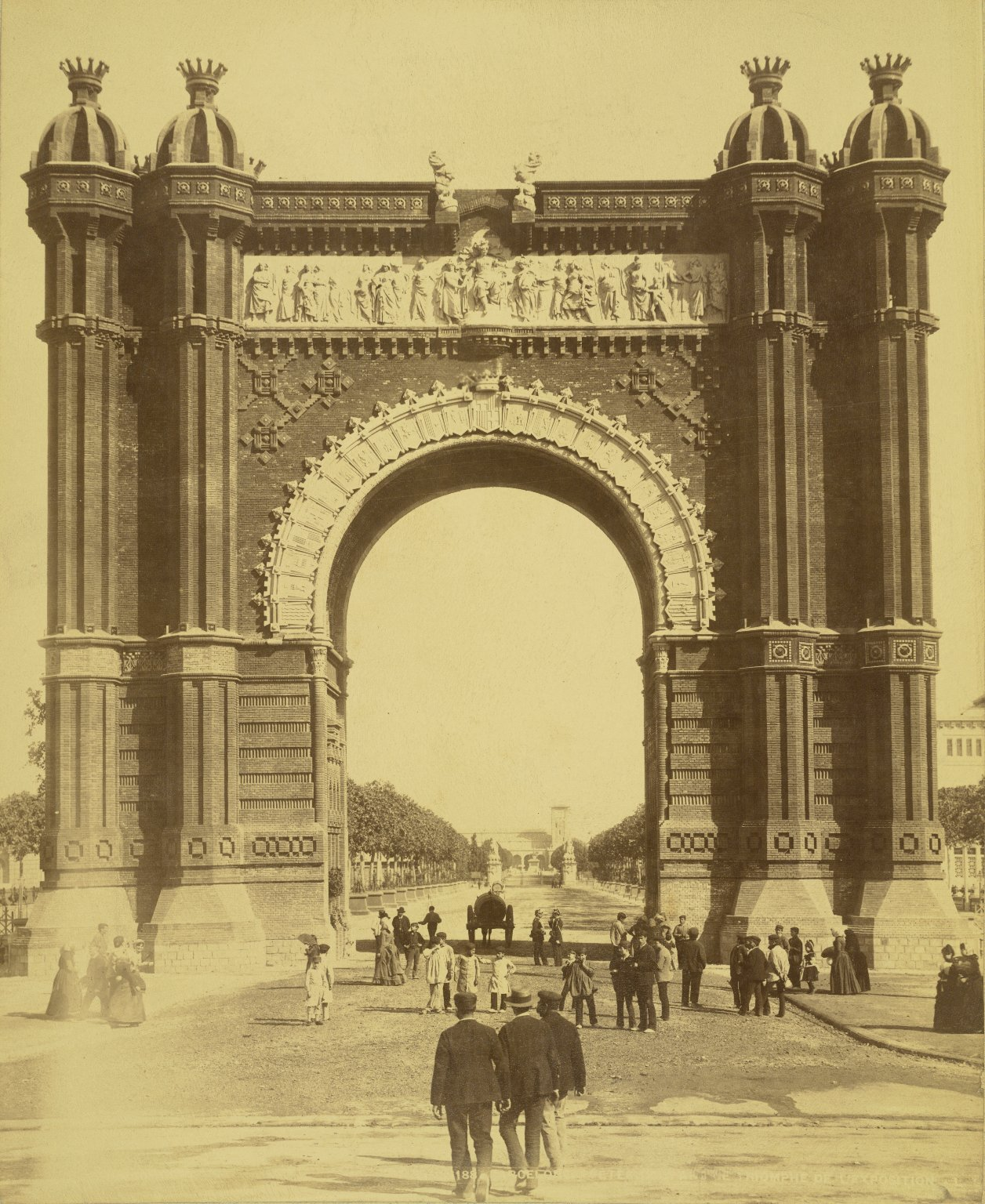
Foto histórica del Arco de Triunfo.

La entrada a la Exposición se efectuaba a través del Arco de Triunfo, un monumento creado para la ocasión que aún permanece en su lugar original, diseñado por José Vilaseca. De inspiración neomudéjar, tiene una altura de 30 metros, y está decorado con una rica ornamentación escultórica, obra de diversos autores: Josep Reynés esculpió en el friso superior Barcelona recibe las naciones; Josep Llimona realizó en el reverso de la parte superior el Reparto de recompensas a los participantes de la Exposición; en el lado derecho Antoni Vilanova confeccionó las alegorías de la Industria, la Agricultura y el Comercio; en el izquierdo, Torquat Tasso elaboró las alegorías a las Ciencias y las Artes; por último, Manuel Fuxá y Pere Carbonell crearon cuatro esculturas femeninas, las Famas.
A continuación venía el Salón de San Juan —actual paseo de Lluís Companys—, una larga avenida de 50 metros de ancho donde destacaban las balaustradas de hierro forjado, los mosaicos del pavimento y unas grandes farolas, todo ello diseñado por Pedro Falqués. A lo largo de este paseo se colocaron ocho grandes estatuas de bronce que representaban personajes ilustres de la historia de Cataluña: Guifré el Pilós (obra de Venancio Vallmitjana), Roger de Lauria (de Josep Reynés), Bernat Desclot (Manuel Fuxá), Rafael Casanova (Rossend Nobas), Ramon Berenguer I (Josep Llimona), Pere Albert (Antoni Vilanova), Antoni Viladomat (Torquat Tasso) y Jaume Fabre (Pere Carbonell). En 1914 la estatua de Casanova fue trasladada a la Ronda de San Pedro —esquina Alí Bey— y sustituida por otra dedicada a Pau Claris, obra de Rafael Atché. Durante la Guerra Civil seis estatuas fueron retiradas, y solo quedaron en su ubicación original las de Roger de Lauria y Antoni Viladomat; cinco fueron fundidas en 1950 para confeccionar la imagen de la Virgen de la Merced de la basílica homónima, mientras que la de Pau Claris, guardada en un almacén municipal, fue reinstaurada en 1977. Igualmente, al final del paseo se erigieron dos grandes grupos escultóricos que representaban el Comercio y la Industria, obra de Agapito Vallmitjana; otros dos, dedicados a la Agricultura y la Marina, fueron ubicados en otra entrada al recinto (avenida Marquès de l'Argentera), obra de Venancio Vallmitjana.

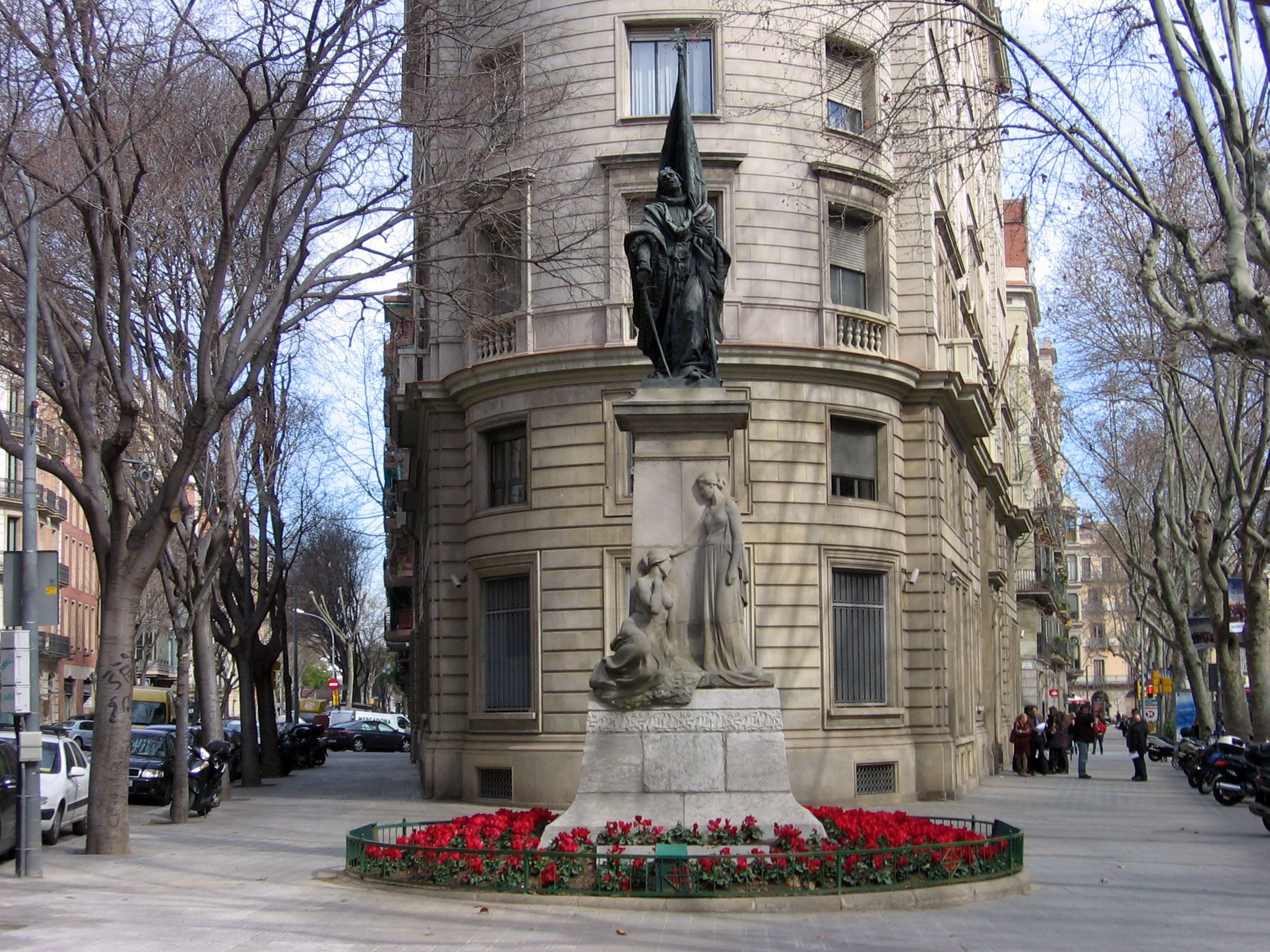
A Rafael Casanova (1888), de Rossend Nobas. Considerado como un icono del catalanismo, su monumento suele ser escenario de homenajes y ofrendas florales celebradas en la Diada de Cataluña.

En el recinto de la Exposición, además de los edificios y pabellones construidos para el evento, destacaba la Cascada Monumental, proyectada por Fontserè en colaboración con Antoni Gaudí, que intervino en el proyecto hidráulico y diseñó una gruta artificial debajo de la Cascada. El conjunto arquitectónico presenta una estructura central en forma de arco triunfal con dos pabellones en sus costados y dos alas laterales con escalinatas, que acogen un estanque dividido en dos niveles. El monumento destaca por su profusión escultórica, en la que intervinieron varios de los mejores escultores del momento: destaca el grupo de La Cuadriga de la Aurora, de Rossend Nobas, así como El nacimiento de Venus, de Venancio Vallmitjana; el frontón es obra de Francisco Pagés Serratosa. Otras esculturas del conjunto son: Anfítrite, de Josep Gamot; Neptuno y Leda, de Manuel Fuxá; y Dánae, de Joan Flotats. Asimismo, Rafael Atché realizó los cuatro grifos que expulsan agua por la boca, en la parte inferior del monumento.
Otras estatuas colocadas para la Exposición fueron: la Dama del paraguas (1884), de Joan Roig i Solé, situada en el actual emplazamiento del Zoo, y que con el tiempo se ha convertido en una obra emblemática de la ciudad; el Homenaje a Aribau (1884), de Josep Vilaseca y Manuel Fuxá, en la avenida de los Tilos —el original en piedra fue sustituido en 1934 por una copia en bronce de Enric Monjo—; las figuras de los científicos Jaume Salvador (1884) y Félix de Azara (1886), de Eduard B. Alentorn, en el Museo de Geología; el Cazador de leones (1884), de Agapito Vallmitjana Abarca, en uno de los paseos del parque; y la Estatua ecuestre del General Prim (1887), obra de Lluís Puiggener, situada frente al Palacio de la Industria —donde se encuentra actualmente el Zoo de Barcelona—, aunque la obra original fue destruida en 1936 y restaurada posteriormente por Frederic Marès.

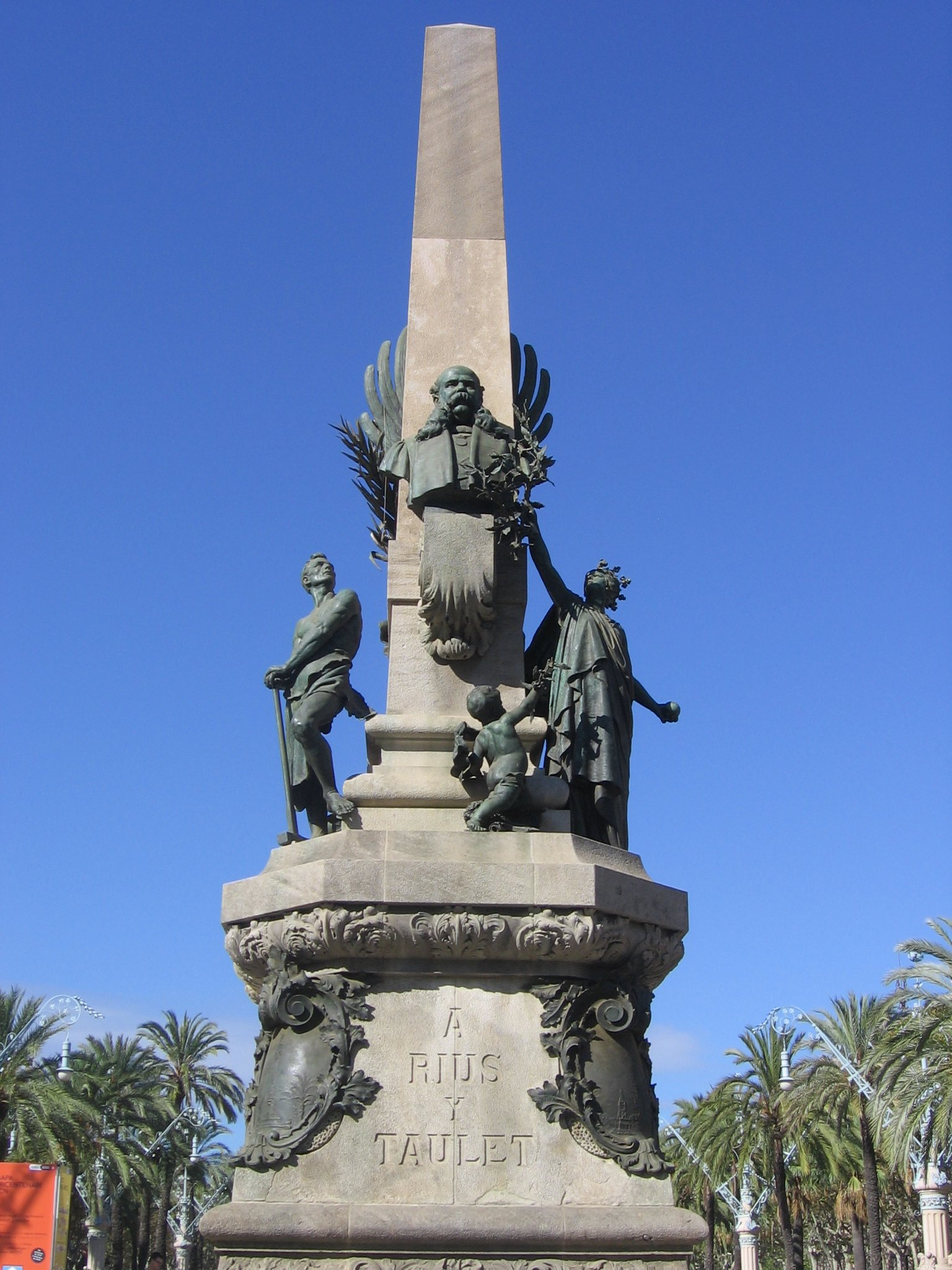
Monumento a Rius y Taulet (1897-1901), de Pedro Falqués y Manuel Fuxà, paseo de Lluís Companys.

Posteriormente, entre 1897 y 1901 se construyó en la entrada al parque de la Ciudadela el Monumento a Rius y Taulet, que fue alcalde durante los años de la Exposición y uno de los principales impulsores del proyecto, obra del arquitecto Pedro Falqués y el escultor Manuel Fuxá; también intervino Eusebi Arnau, autor de la figura de Barcelona. El monumento consta de un pedestal, en cuyos cuatro costados figuran sendos escudos de bronce que representan cuatro de los principales proyectos impulsados por el alcalde: el parque de la Ciudadela, la Exposición Universal, el Monumento a Colón y la Gran Vía de las Cortes Catalanas. De la base surge un obelisco donde figura el busto del alcalde, rodeado de dos figuras, una alegoría del Trabajo y otra de Barcelona, que le ofrece una rama de palma. En la parte posterior se encuentra una Fama alada, y hay también tres pequeños genios que simbolizan la Industria, la Ciencia y el Arte.

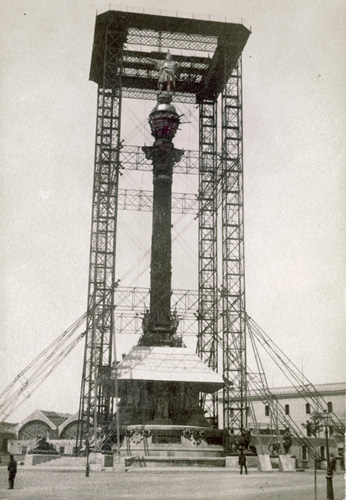
Obras del Monumento a Colón.

Fuera de los terrenos de la Exposición también se erigieron diversos monumentos y obras de estatuaria, entre los que destaca el Monumento a Colón, situado en la plaza del Portal de la Paz, punto de unión entre las Ramblas y el paseo de Colón, frente al puerto viejo de Barcelona. Construido en homenaje al descubridor Cristóbal Colón, fue inaugurado el 1 de junio de 1888. El monumento fue concebido por Cayetano Buigas, y mide un total de 60 metros de altura. La estatua de Colón está situada en lo alto de una columna de hierro, y es una obra en bronce del escultor Rafael Atché, de siete metros de altura. El monumento se divide en tres cuerpos: una base circular, con cuatro tramos de escalera de 6 metros de ancho, con ocho estatuas de leones y ocho bajorrelieves con los escudos de las provincias españolas y los principales actos realizados por Colón; un polígono de ocho lados, cuatro de ellos dispuestos como contrafuertes, en forma de cruz, con estatuas alegóricas de Cataluña, Aragón, Castilla y León, así como de las figuras de Bernardo Boyl, Pedro de Margarit, Jaume Ferrer de Blanes y Luis de Santángel; la columna de orden corintio, con una base con figuras de carabelas, grifos y Famas aladas, el capitel con representaciones de Europa, África, Asia y América, una corona de príncipe, una semiesfera —por la parte recién descubierta del globo terráqueo— y la estatua de Colón. El conjunto escultórico fue adjudicado mediante concurso público a diversos talleres y escultores: Josep Llimona (bajorrelieves), Antoni Vilanova (bajorrelieves), Rossend Nobas (contrafuertes), Francesc Pastor (capitel), Pere Carbonell (Cataluña), Josep Carcassó (Aragón, leones heráldicos), Josep Gamot (Castilla, Luis de Santángel), Rafael Atché (León, estatua de Colón), Manuel Fuxá (Padre Boyl), Francisco Pagés Serratosa (Jaume Ferrer de Blanes) y Eduard B. Alentorn (Pedro de Margarit). Con el tiempo, el de Colón se ha convertido en uno de los monumentos más emblemáticos de la ciudad.
Otras obras realizadas en el contexto de la Exposición, pero situadas fuera de su recinto fueron: A López y López (1884), en la plaza Idrissa Diallo, obra del arquitecto Josep Oriol Mestres y el escultor Venancio Vallmitjana, con relieves de Lluís Puiggener, Joan Roig i Solé, Rossend Nobas y Francisco Pagés Serratosa —destruido en 1936, fue restaurado en 1944 por Frederic Marès—, retirada en 2018 por el pasado esclavista del homenajeado; A Joan Güell i Ferrer (1888), en Gran Vía de las Cortes Catalanas con Rambla de Cataluña, obra del arquitecto Joan Martorell y los escultores Rossend Nobas, Torquat Tasso, Eduard B. Alentorn, Maximí Sala y Francisco Pagés Serratosa —igualmente destruido en 1936 y reconstruido por Frederic Marès en 1945—; y A Josep Anselm Clavé (1888), situado inicialmente en Rambla de Cataluña con Valencia y trasladado en 1956 al paseo de San Juan, obra del arquitecto Josep Vilaseca y el escultor Manuel Fuxá.
Por último, cabe señalar que en 1892 se situó en la Rambla con la plaza de Cataluña la Fuente de Canaletas, obra de Pedro Falqués, que con el tiempo se ha convertido en un emblema de la ciudad y suele ser lugar de reunión de los aficionados del Futbol Club Barcelona en las celebraciones del equipo.

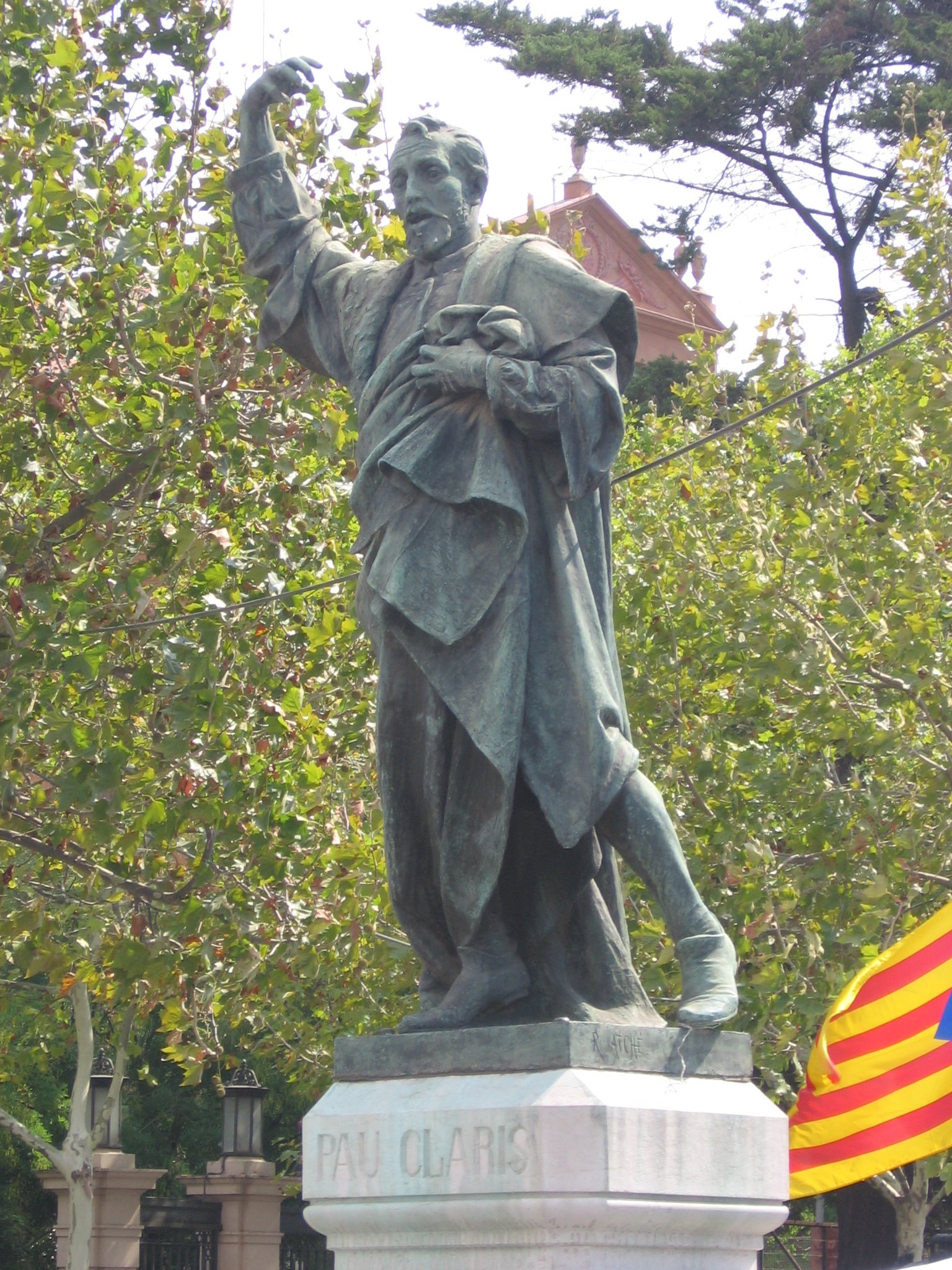
Pau Claris (1880), de Rafael Atché, paseo de Lluís Companys.
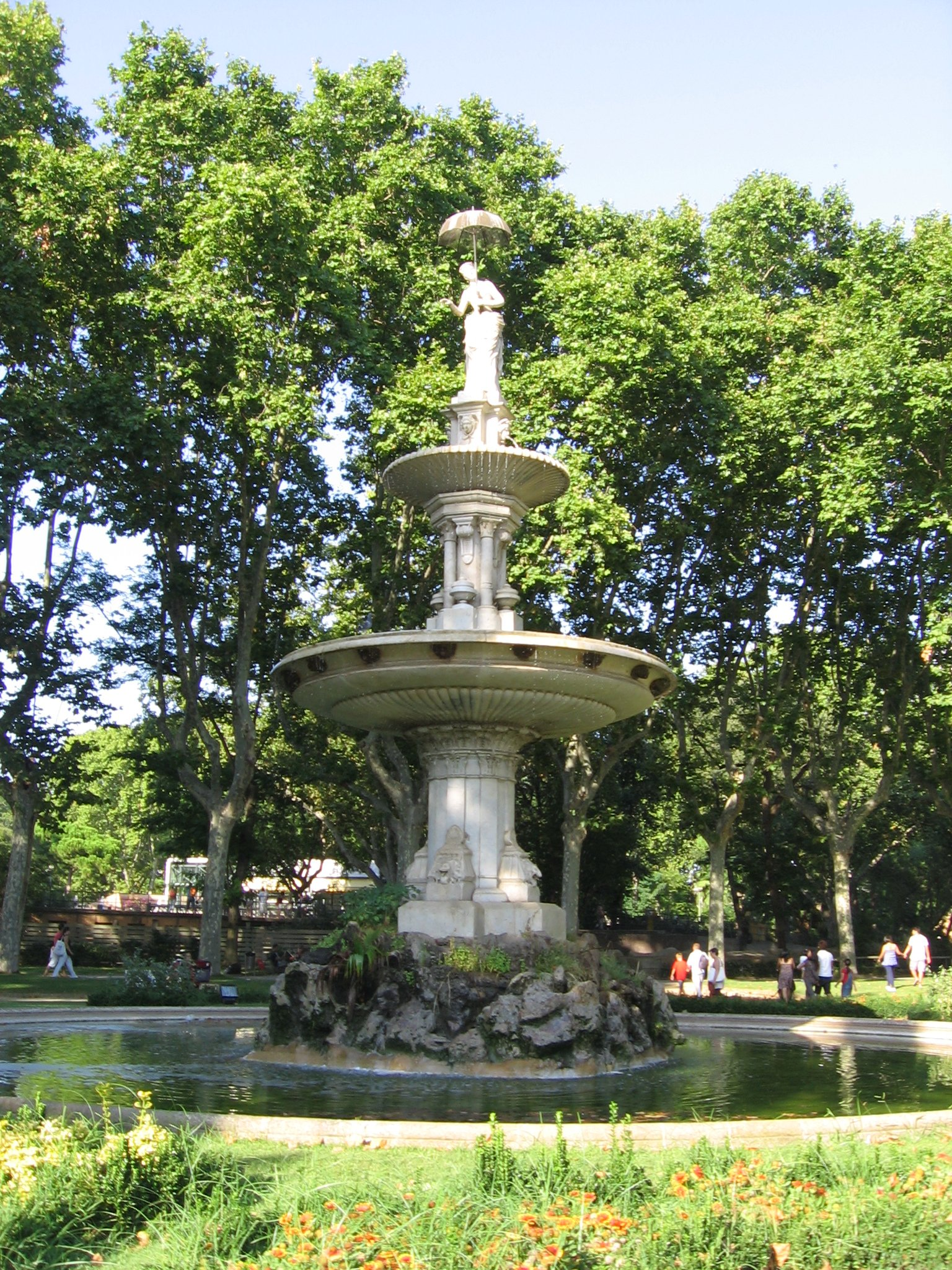
Dama del paraguas (1884), de Joan Roig i Solé, Zoo de Barcelona.
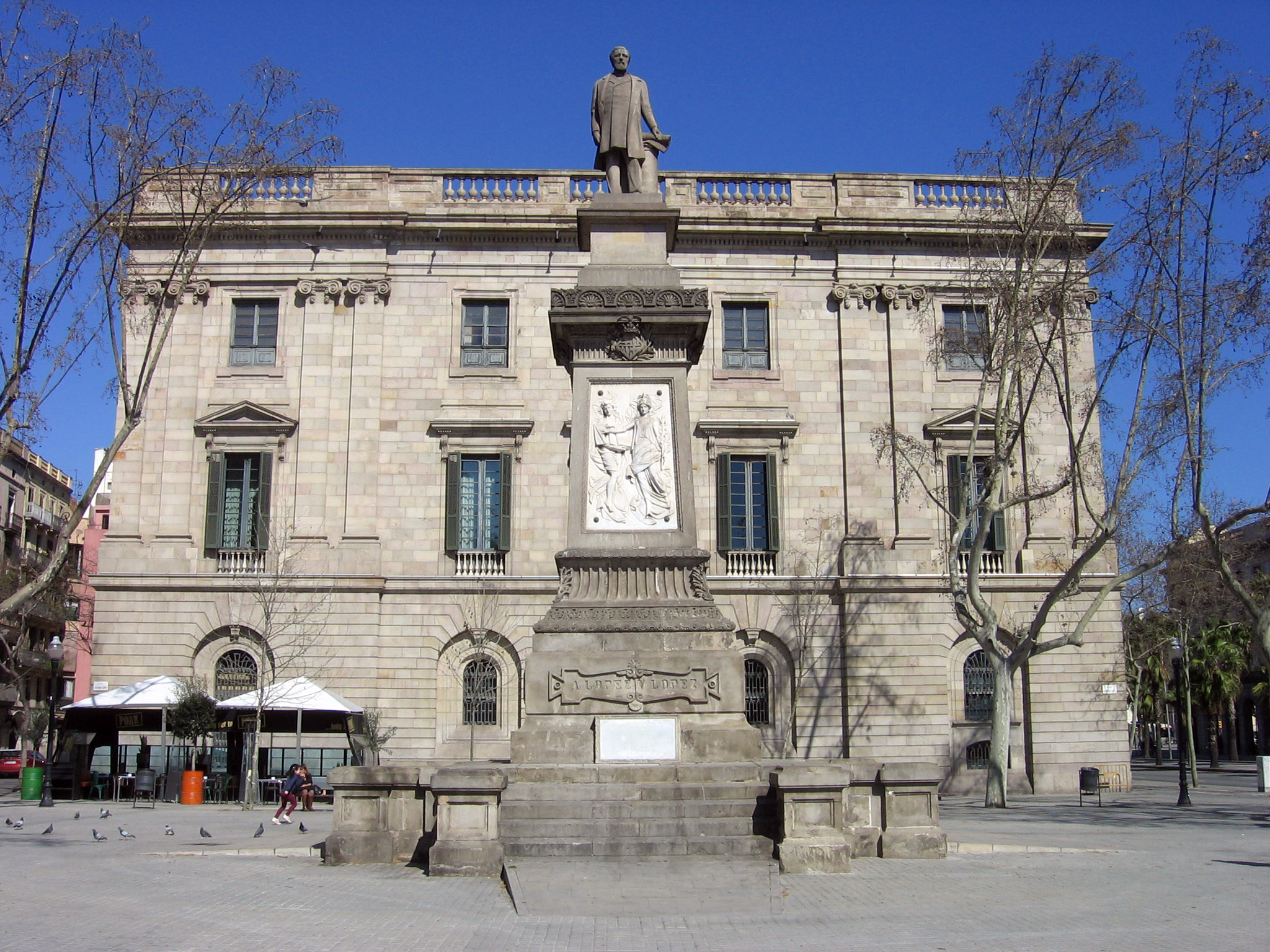
A López y López (1884), de Josep Oriol Mestres y Venancio Vallmitjana, plaza de Idrissa Diallo.
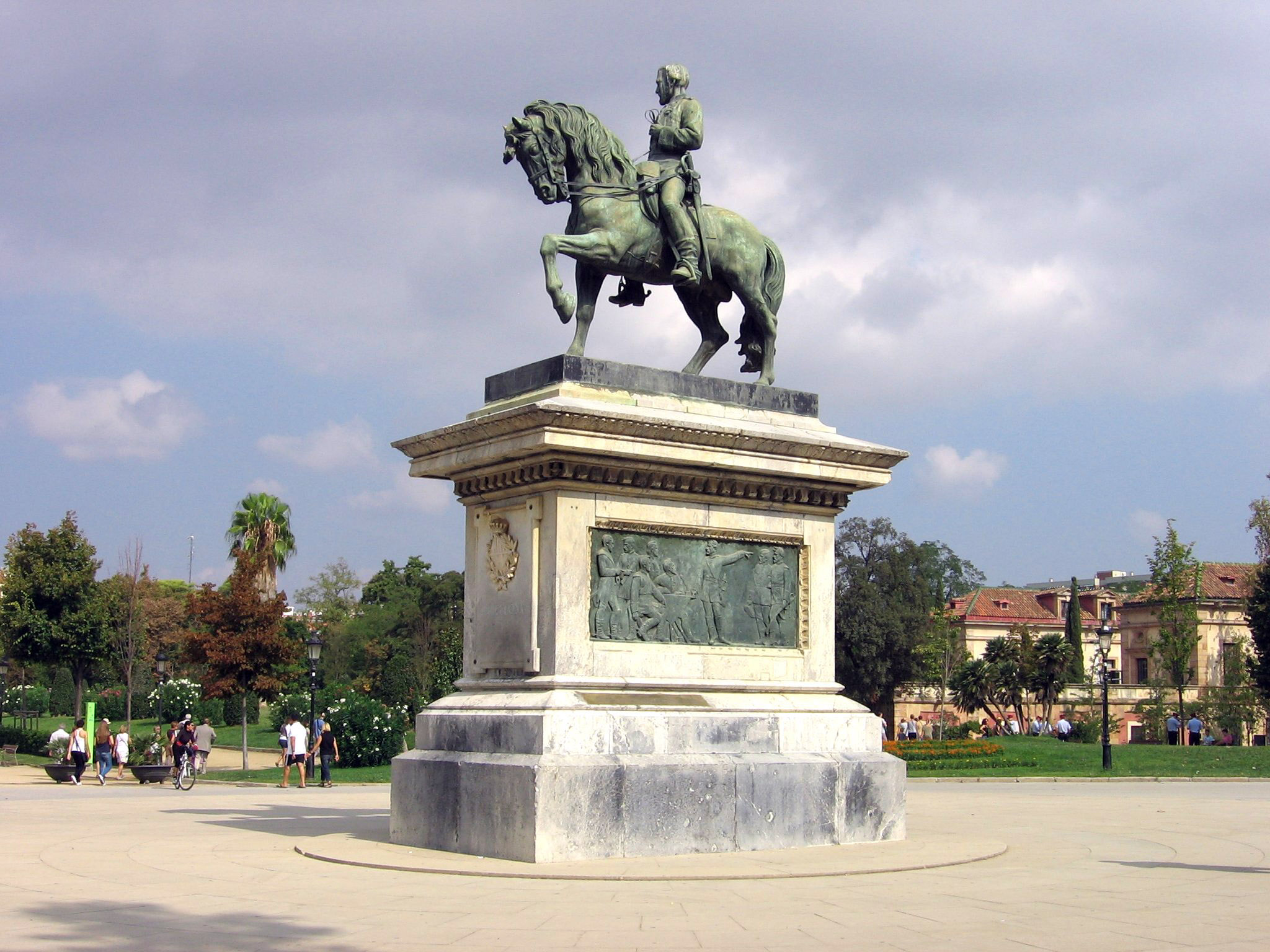
Estatua ecuestre del General Prim (1887), de Lluís Puiggener, parque de la Ciudadela.
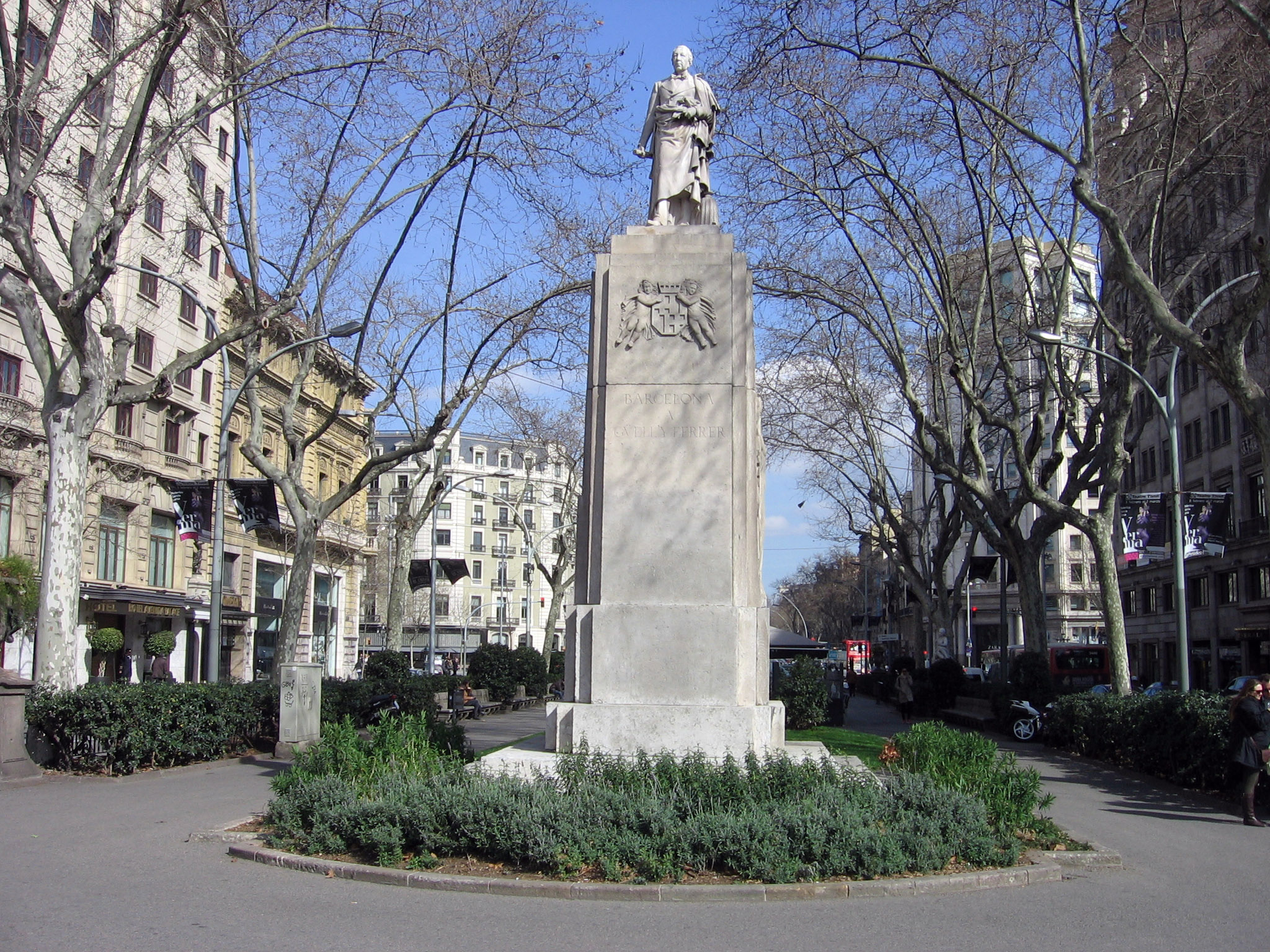
A Joan Güell i Ferrer (1888), de Joan Martorell y Rossend Nobas, Gran Vía de las Cortes Catalanas con Rambla de Cataluña.
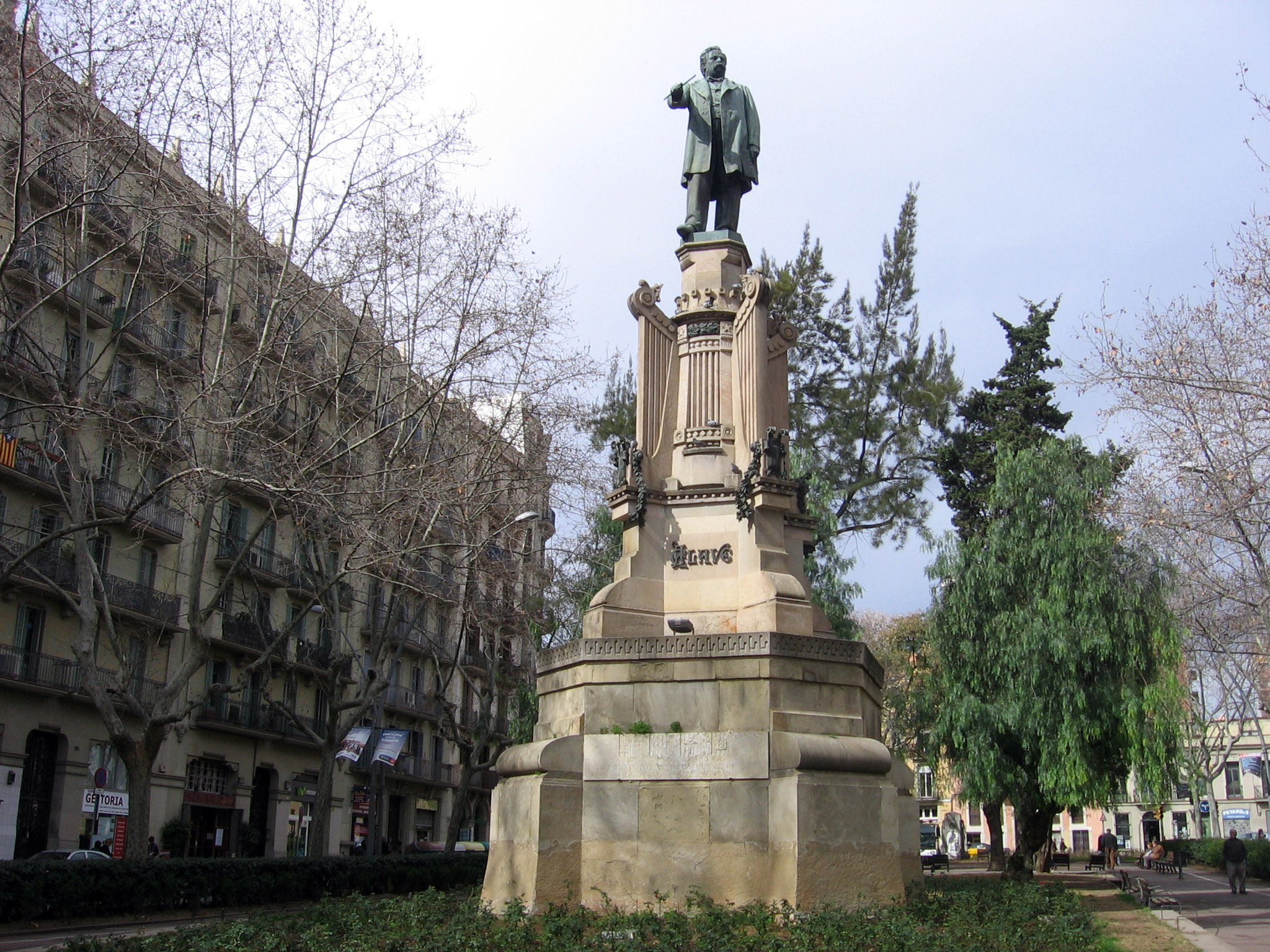
A Josep Anselm Clavé (1888), de José Vilaseca y Manuel Fuxá, paseo de San Juan.
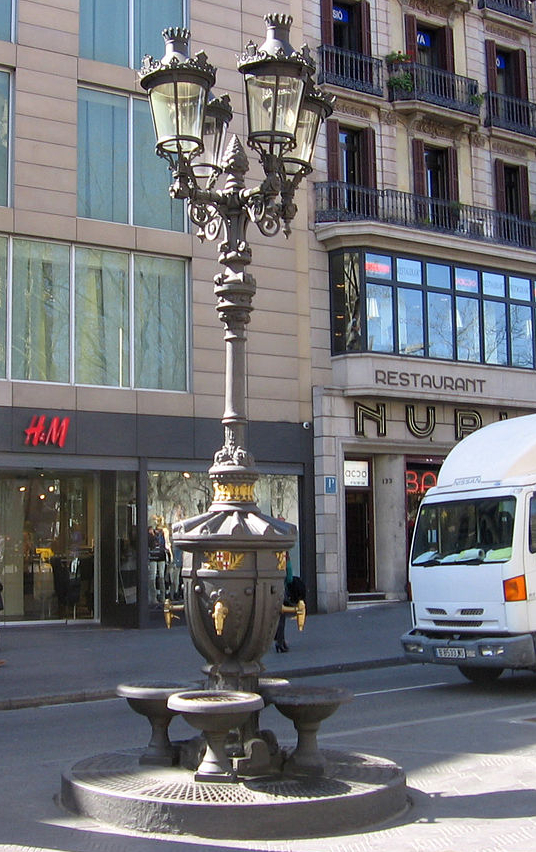
Fuente de Canaletas (1892), de Pedro Falqués, Rambla con la plaza de Cataluña.

### sigloXX

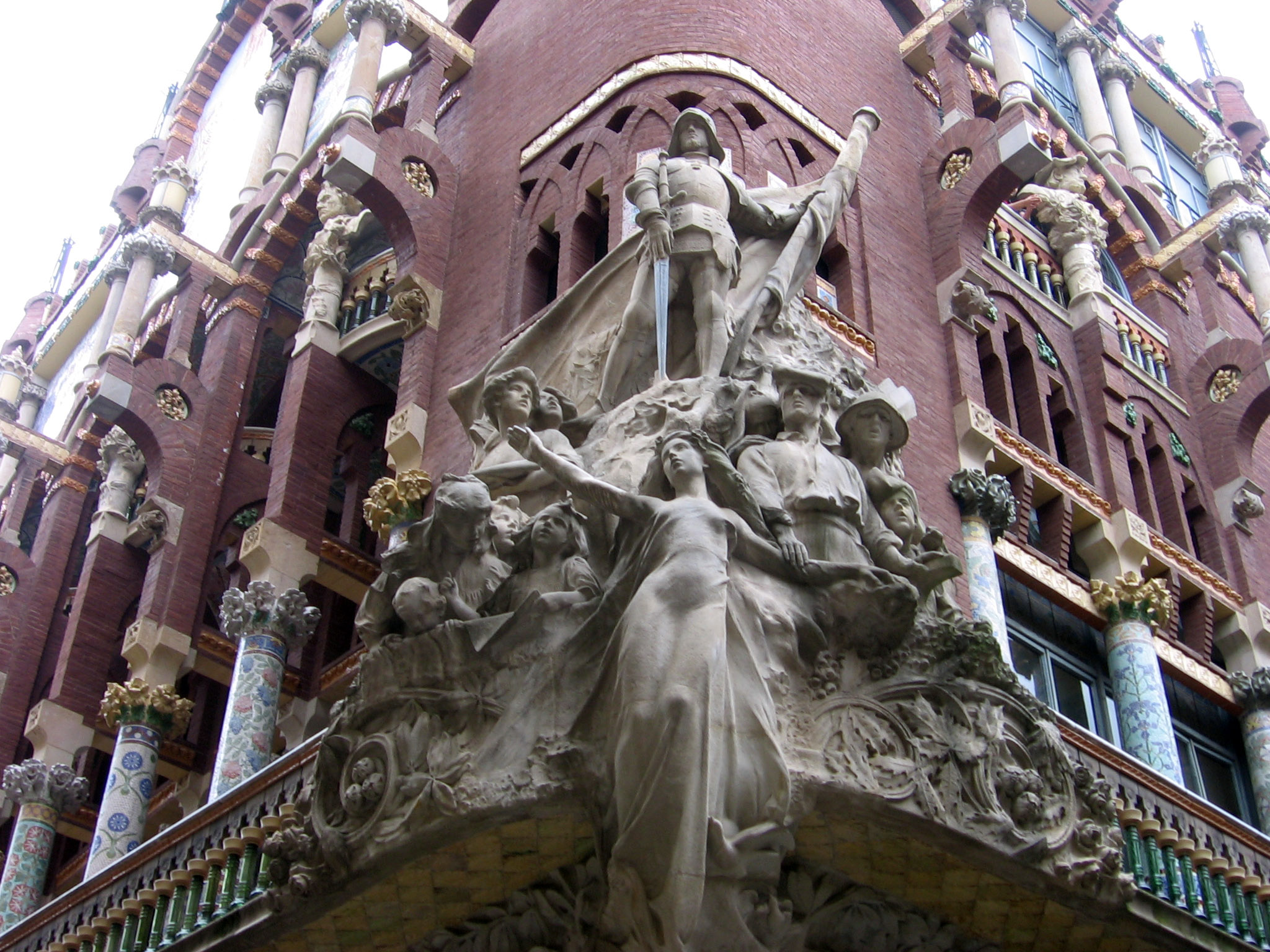
La canción popular (1909), de Miguel Blay, Palacio de la Música Catalana.

Durante el siglo XX continuó la colocación de monumentos conmemorativos en los espacios públicos de Barcelona, siguiendo con la costumbre iniciada con la celebración de la Exposición Universal. Esta centuria fue la que más número de obras vio colocadas en las vías públicas de la ciudad. Cabe mencionar que en el transcurso del cambio de siglo el perímetro de la ciudad creció notablemente, debido a la agregación de diversos municipios colindantes que pasaron a ser nuevos barrios de Barcelona: Sants, Les Corts, San Gervasio de Cassolas, Gracia, San Andrés de Palomar y San Martín de Provensals en 1897, Sant Joan d'Horta en 1904 y Sarrià en 1921. La situación política en el siglo XX fue convulsa, con el fin de la monarquía en 1931 y la llegada de la Segunda República, finalizada con la Guerra Civil y sustituida por la dictadura franquista, hasta el restablecimiento de la monarquía y la llegada de la democracia. Socialmente, este siglo vio la llegada masiva de inmigración a la ciudad, con el consecuente aumento de la población: si en 1900 había 530 000 habitantes, en 1930 casi se habían doblado (1 009 000 hab), para llegar entre 1970 y 1980 al pico máximo (1 754 900) y a finales de siglo a 1 500 000 habitantes.
El estilo artístico imperante en las primeras décadas del siglo fue el novecentismo, que en contraposición al modernismo promovía el retorno a la cultura clásica grecolatina, al mundo mediterráneo. Durante los años 1920 y 1930 se fueron introduciendo las corrientes vanguardistas internacionales, aunque durante los primeros años de la dictadura franquista se produjo un retorno a estilos academicistas. Más adelante se apostó de nuevo por la innovación y, especialmente con la llegada de la democracia, el ambiente artístico se introdujo de lleno en los sucesivos estilos de moda a nivel internacional, que se han ido sucediendo cada vez con mayor celeridad. Se añadieron entonces al patrimonio público obras de artistas internacionales, lo que ha otorgado más prestigio y relevancia a la colección pública de la ciudad.

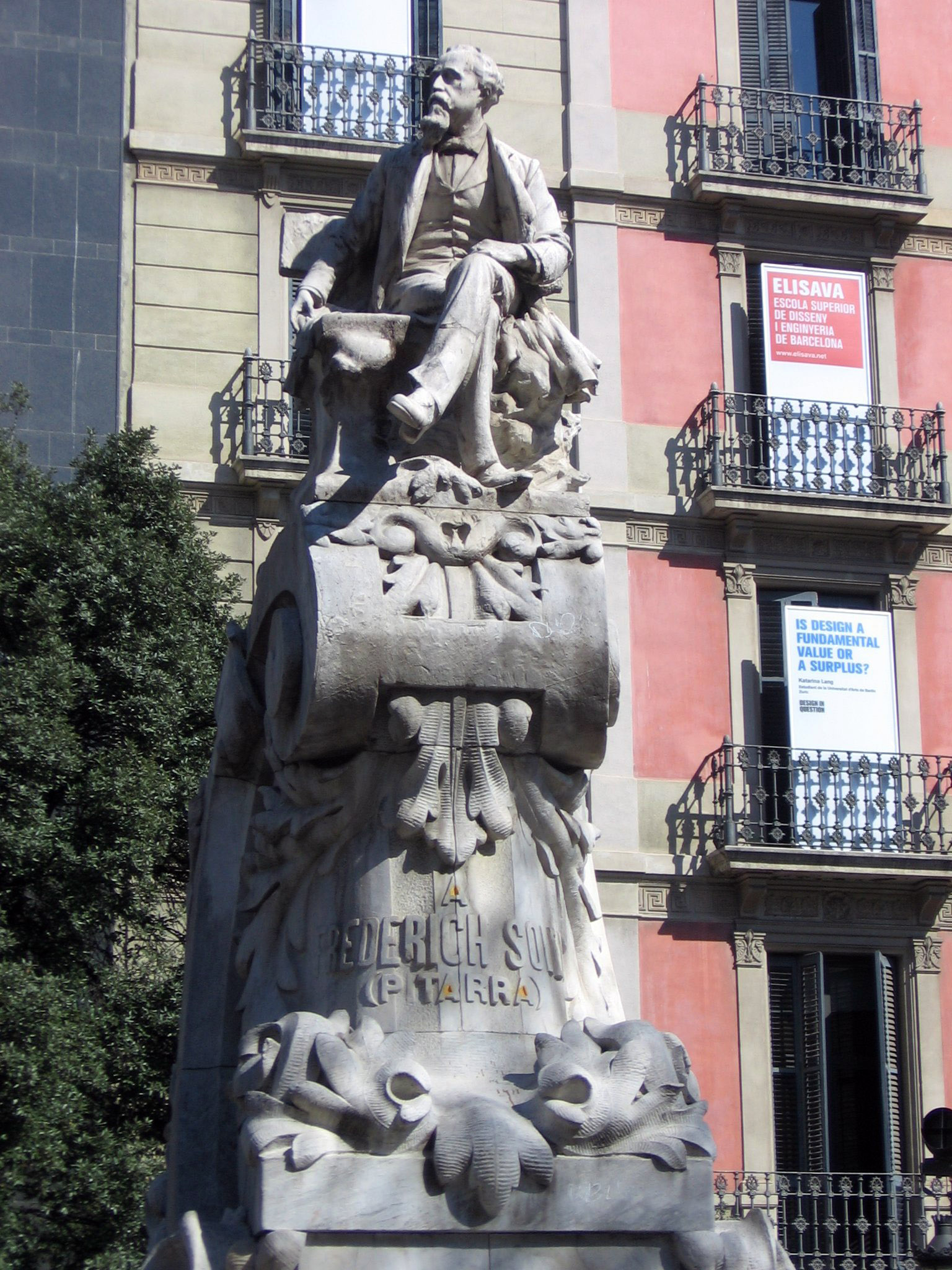
Monumento a Pitarra (1906), de Agustín Querol, plaza del Teatro.

Una de las primeras obras del siglo fue la estatua de Santa Eulalia de la plaza de la Boquería, obra de Eduard Alentorn (1900). Le siguió la estatua ecuestre de San Jaime situada en una hornacina de la plaza del mismo nombre —esquina con la calle Ciudad— en 1903, obra de Manuel Fuxá. En 1906 se instaló en la plaza del Teatro el monumento dedicado al escritor Serafí Pitarra —seudónimo de Frederic Soler—, obra de Pedro Falqués y Agustín Querol, que presenta al «fundador del teatro catalán» —según reza la inscripción— sentado sobre las máscaras de la comedia y la tragedia. Al año siguiente se instaló en una hornacina de la calle Montsió una figura de San José Patriarca, obra de Josep Llimona destruida en 1936 y reconstruida en 2000 por Lluís Cera. También en 1907 se colocó en el parque de la Ciudadela el Mamut, una representación de este animal extinguido elaborada en hormigón —primera utilización escultórica de este material en la ciudad—, obra de Miquel Dalmau. En 1908 se colocaron dos bustos dedicados a Manuel Milá (obra de Manuel Fuxá) y a Emili Vilanova (de Pere Carbonell) en el parque de la Ciudadela, con lo que se inauguró una costumbre que se iría repitiendo en años venideros de dedicación de bustos a diversos personajes, principalmente literatos —gracias al patrocinio de la asociación de los Juegos Florales—, en el parque que acogió la Exposición Universal; así, se fueron sucediendo bustos dedicados a Marian Aguiló (Eusebi Arnau, 1909), Víctor Balaguer (Manuel Fuxá, 1910), Lleó Fontova (Pablo Gargallo, 1910), Teodoro Llorente (Eusebi Arnau, 1912), Joan Maragall (Eusebi Arnau, 1913), Joaquín Vayreda (Manuel Fuxà, 1915), Pepita Teixidor (Manuel Fuxá, 1917) —primer monumento dedicado a una mujer— y Ramon Batlle (Enric Clarasó, 1918, hoy desaparecido).
En el Palacio de la Música Catalana, un excepcional edificio modernista de Lluís Domènech i Montaner, se colocó en 1909 el grupo escultórico La canción popular, en la esquina entre Alta de San Pedro y Amadeo Vives. Obra de Miguel Blay, presenta una figura femenina que personifica la Canción, rodeada de diversos personajes que representan el pueblo catalán, mientras que por encima se alza la imponente figura de San Jorge, con una espada y un estandarte.

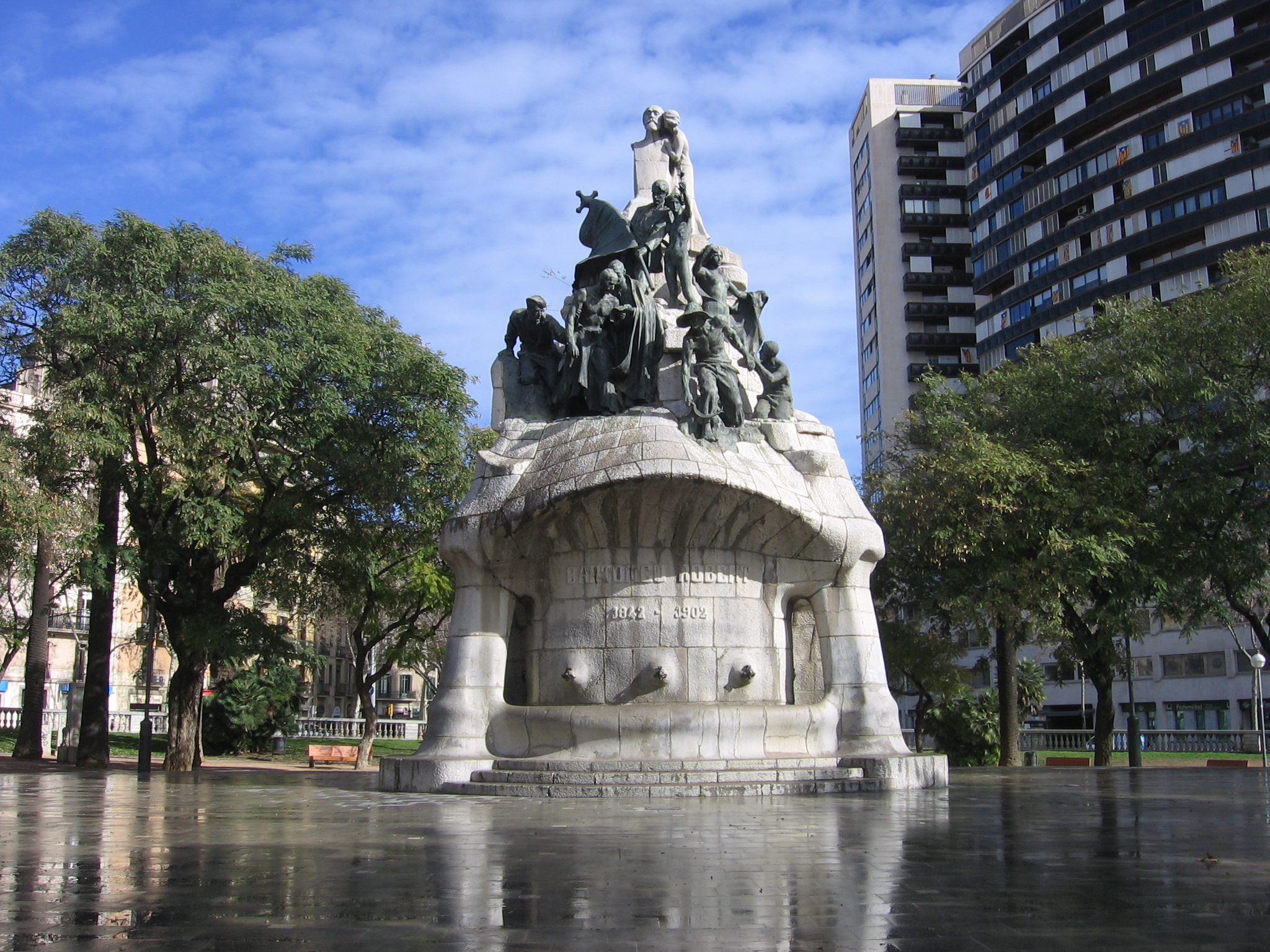
Monumento al Doctor Robert (1910), de Josep Llimona, plaza de Tetuán.

En 1910 se inauguró el Monumento al Doctor Robert, dedicado al médico y político catalanista Bartolomé Robert, alcalde de Barcelona entre marzo y octubre de 1899. Fue encargado al escultor Josep Llimona, y en su diseño intervino también el arquitecto Lluís Domènech i Montaner. El emplazamiento elegido fue la plaza de la Universidad, donde se puso la primera piedra en 1904. Sin embargo, en 1940 las nuevas autoridades franquistas decidieron retirar el monumento, que fue desmontado y guardado en un almacén municipal, hasta que en 1985 fue restituido, aunque en otro lugar, la plaza de Tetuán. El monumento tiene forma ligeramente piramidal, y se emplaza sobre un basamento de bloques de piedra de formas organicistas, semejantes a la arquitectura practicada por aquel entonces por Antoni Gaudí, como en la Casa Milà. El conjunto escultórico frontal está realizado en bronce, y presenta una serie de figuras de varios estamentos sociales, además de alegorías de la Música y la Poesía y referencias a la medicina; por encima figura el busto del doctor Robert, junto a una alegoría de la Gloria. En la parte posterior se halla otro grupo, con varias figuras alrededor de una central que representa la Medicina.
Durante los años 1910 la Comisión del Ensanche organizó varios concursos para situar en ese distrito diversas fuentes ornamentales. En 1911 el ganador fue Josep Campeny, del que se colocaron tres fuentes: la del Trinxa («pilluelo»), en ronda de la Universidad/Pelayo; la de la Rana, en Córcega/Diagonal; y El chico de los cántaros, en la plaza de Urquinaona. En 1913 fue Eduard B. Alentorn el escogido, autor de otras tres fuentes: la Fuente de la Labradora, en la plaza del Doctor Letamendi; la Fuente de la Tortuga, en la plaza de Goya; y la Fuente de la Palangana (o del Negrito), en Bruc/Diagonal. En 1920 se aprobó solo una, la Fuente de la Sardana, de Frederic Marès, en la plaza de Tetuán. En 1921 se instaló la Fuente de la Caperucita, de Josep Tenas, en paseo San Juan/Rosellón; en 1924 la Fuente del Efebo, de Àngel Tarrach, en Diagonal/Bailén; y, por último, en 1925 dos de Frederic Marès: la del Gallo, en la plaza homónima; y la del Pato, en Valencia con Enamorados. Otra fuente de la época fue la de Diana (1919), de Venancio Vallmitjana, situada en la Gran Vía con Roger de Lauria; el autor había realizado la figura de la diosa cazadora en 1898, originalmente desnuda, pero cuando recibió el encargo de la fuente se le mandó cubrirla con una túnica.

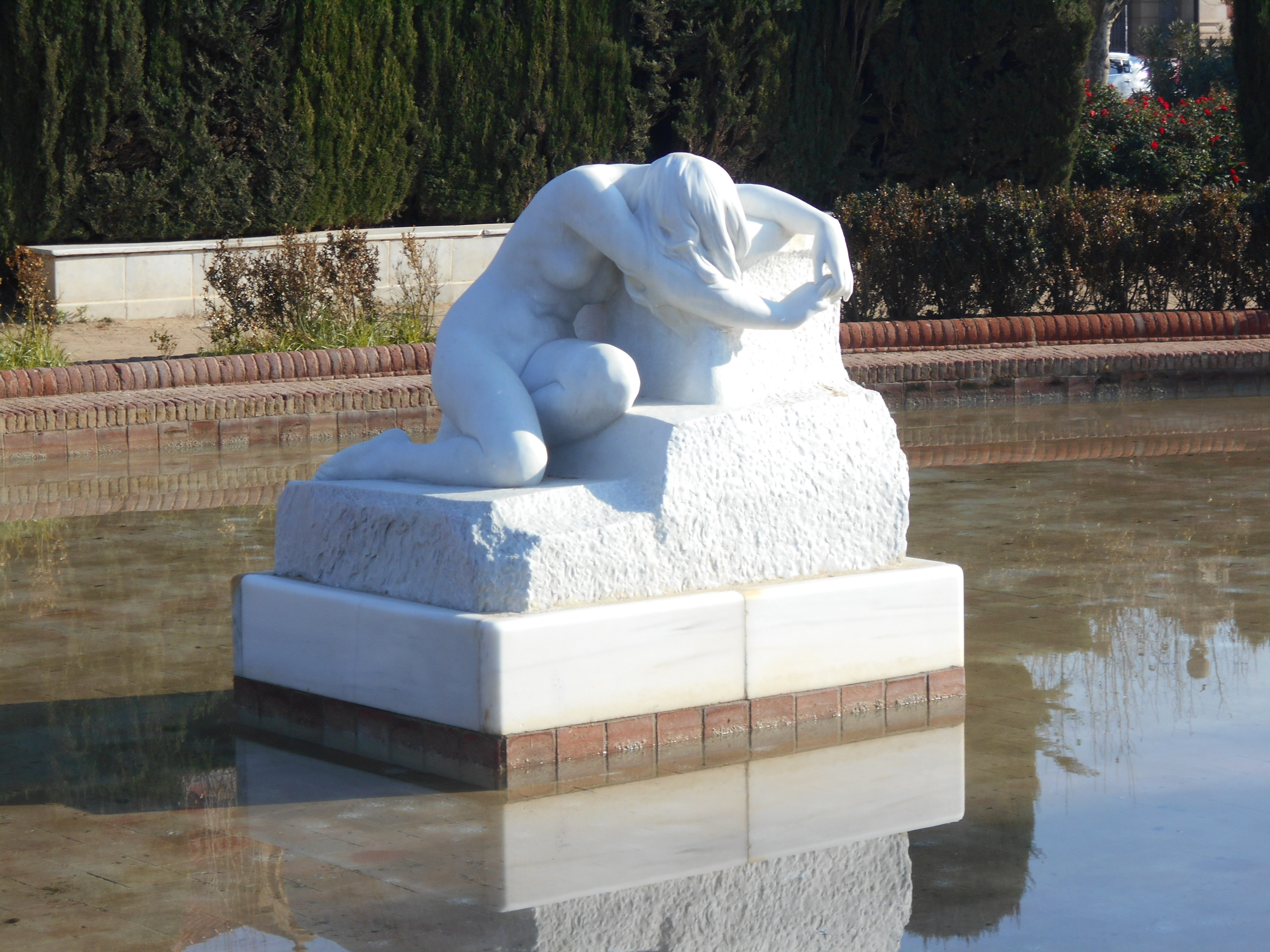
Desconsuelo (1903), de Josep Llimona, parque de la Ciudadela.

En 1917 se instaló en el parque de la Ciudadela —en el que había sido antiguo patio de armas— la escultura Desconsuelo, de Josep Llimona, en el centro de un estanque de forma elíptica situado frente al antiguo arsenal militar que hoy acoge la sede del Parlamento de Cataluña. La obra, realizada originalmente en 1903, se ha convertido en un emblema de la Ciudad Condal. Se trata de una figura de mujer desnuda medio tumbada, con la cabeza entre los brazos, en una actitud de desesperación, como indica su título. En 1984 el original se trasladó al MNAC, y en su emplazamiento se colocó una copia.
En los años siguientes se inauguraron otros monumentos dedicados a diversos personajes: en 1918 se erigió el Monumento al actor Iscle Soler, obra de Pablo Gargallo, en la plaza de San Agustín. Al año siguiente se colocó en el Clot Al Canónigo Rodó, en recuerdo del que fue párroco de Sant Martí, la primera obra pública de Frederic Marès, un escultor muy prolífico en los años venideros; la obra fue destruida en 1936, y reemplazada por otra del mismo autor en 1954. En 1924 se inauguró el Monumento a Mosén Jacint Verdaguer, en la plaza homónima, dedicado a este sacerdote y escritor, uno de los principales escritores en lengua catalana del siglo XIX. La idea de erigir un monumento al insigne poeta surgió tras su muerte en 1902, pero no cristalizó hasta 1913, fecha en la que se organizó un concurso que ganó el escultor Joan Borrell i Nicolau, en conjunción con el arquitecto Josep Maria Pericas. Borrell se encargó de la figura del poeta y las de la balaustrada —tres figuras alegóricas, alusivas a la poesía mística, popular y épica—, mientras que los hermanos Miquel y Llucià Oslé, finalistas del concurso, se encargaron de los relieves de la base, con escenas del poema La Atlántida del autor catalán.

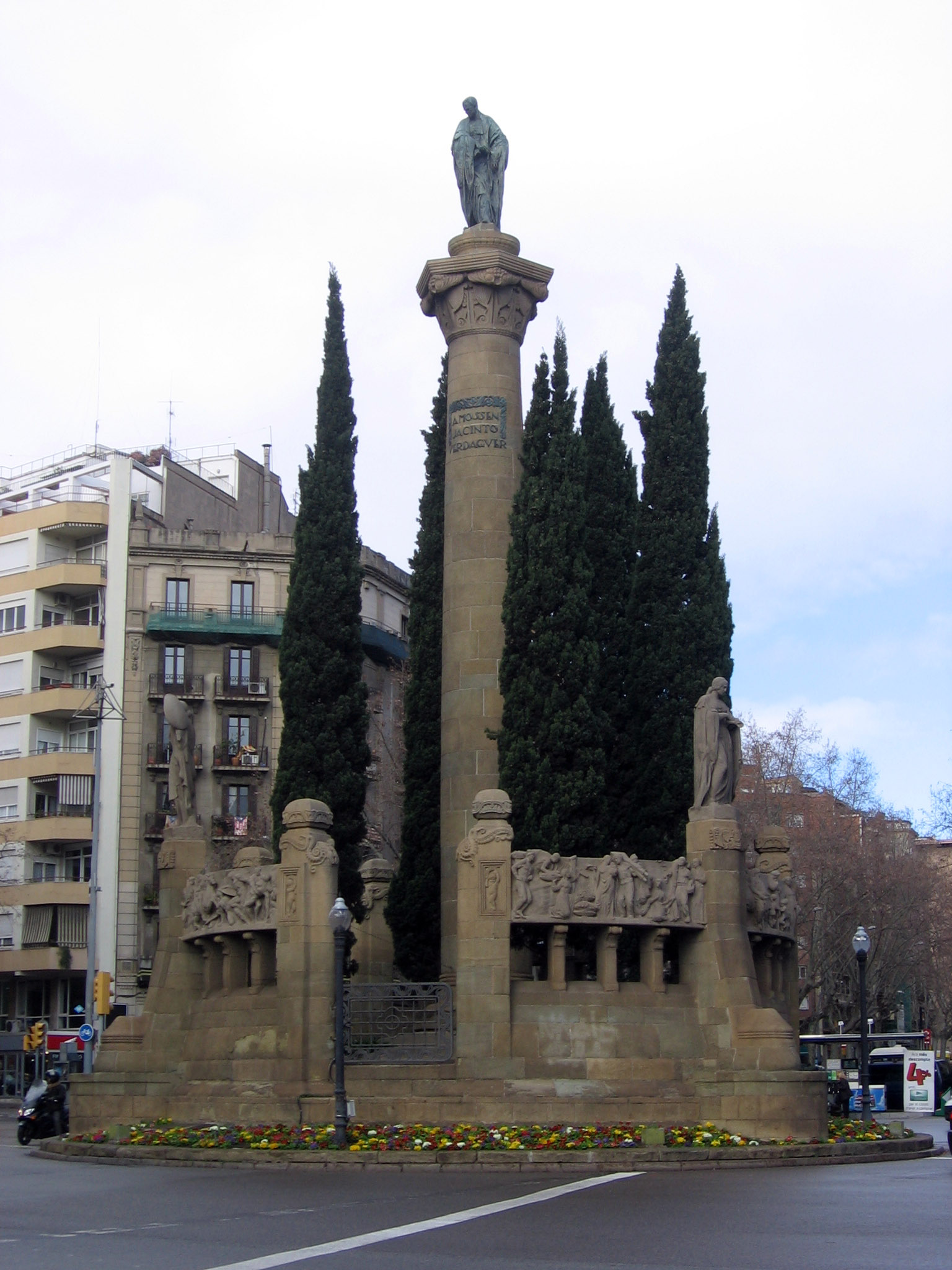
Monumento a Mosén Jacint Verdaguer (1924), en la plaza homónima, de Joan Borrell i Nicolau.

Otros monumentos realizados en los años 1920 fueron: Al Doctor Andreu (1927), en honor al farmacéutico Salvador Andreu, promotor de la urbanización del Tibidabo, del que se confeccionó un primer monumento con la efigie del homenajeado, obra de Enric Sagnier y Eusebi Arnau, que fue destruido durante la Guerra Civil, y sustituido en 1952 por una estatua de mujer vestida con túnica clásica y portando en la mano un ramo de laurel, elaborada por Maria Llimona; A Pearson (1928), un monumento en forma de alegoría de la Victoria dedicado al ingeniero estadounidense Fred Stark Pearson, impulsor de la industria eléctrica en Cataluña, obra de Josep Viladomat situada en la plaza de Pedralbes; Al aviador Durán (1928), del escultor Jaume Duran, en memoria del teniente de navío Juan Manuel Durán, piloto del Plus Ultra, el primer avión en realizar un vuelo transatlántico sin escalas, y fallecido en accidente aéreo en la montaña de Montjuïc, donde se ubicó su monumento, en forma de Victoria alada; y la Fuente de la Aurora (1929), obra de Joan Borrell situada inicialmente en los Jardinets de Gràcia y disgregada posteriormente en diversas piezas repartidas por varios lugares: la Cuadriga de Helios en el Turó Park, Selene en la avenida de Vallcarca, Minerva en Montjuïc, una Ninfa que se peina en la plaza Joaquim Folguera, y las águilas en el Zoo.
De esta época son diversos jardines inicialmente privados que posteriormente se han incorporado al patrimonio municipal, como el Parque Güell, situado en la vertiente meridional de la montaña del Carmelo, en el distrito de Gracia. Ideado como urbanización, fue diseñado por el arquitecto Antoni Gaudí por encargo del empresario Eusebi Güell, y construido entre 1900 y 1914. Pasó al acervo público en 1926. Del conjunto del parque destaca la escalinata de entrada, dispuesta simétricamente alrededor de una escultura de salamandra —o dragón— que se ha convertido en el emblema del parque y uno de los más reconocibles de la ciudad, y que forma parte de un conjunto de tres fuentes con elementos escultóricos que representan los Países Catalanes (Cataluña norte, francesa, y Cataluña sur, española). Por encima de esta escalinata se sitúa una Sala Hipóstila y una plaza o teatro griego, donde destaca un banco corrido decorado con cerámica de trencadís, obra de Josep Maria Jujol. En 1984 la Unesco incluyó al Parque Güell dentro del Lugar Patrimonio de la Humanidad «Obras de Antoni Gaudí».
En el distrito de Sarrià-Sant Gervasi se encuentran los Jardines de la Tamarita, realizados por Nicolau Maria Rubió i Tudurí en 1918, donde frente al edificio principal se sitúan cuatro esculturas dedicadas a continentes —todos menos Oceanía—, obra de Virginio Arias. Por otro lado, en 1924 la ciudad de Barcelona donó al rey Alfonso XIII el Palacio Real de Pedralbes, que había pertenecido a la familia Güell. Tenía un palacete de estilo caribeño realizado por Joan Martorell, mientras que de los jardines y del cercamiento de la finca se había encargado Antoni Gaudí, del que queda una fuente dedicada a Hércules, así como los pabellones de portería, que incluyen una reja de entrada con un dragón de hierro forjado, que representa a Ladón, el dragón guardián del Jardín de las Hespérides, vencido por Hércules en su undécimo trabajo. Entre 1919 y 1924 se hizo una remodelación para convertirla en Palacio Real, a cargo de los arquitectos Eusebi Bona y Francesc Nebot. Se colocaron entonces diversas esculturas para decorar el recinto, entre las que destacaba Isabel II presenta a su hijo, el futuro rey Alfonso XII, a Barcelona, obra de Agapito Vallmitjana de 1860; o un Desnudo femenino de rodillas, obra de Joan Borrell de 1916. En 1930 se colocó también un Desnudo, de Enric Casanovas.

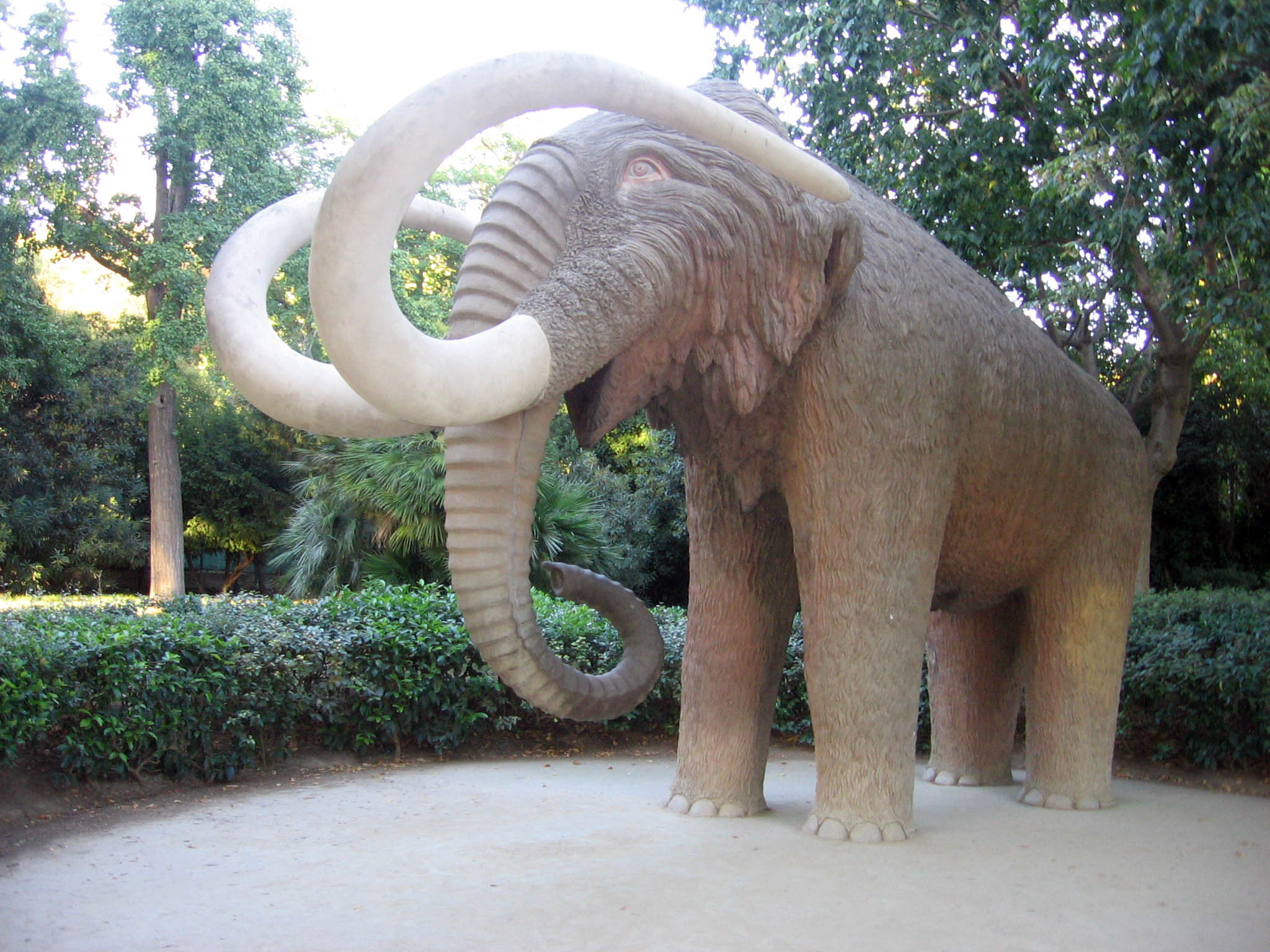
Mamut (1907), de Miquel Dalmau, parque de la Ciudadela.
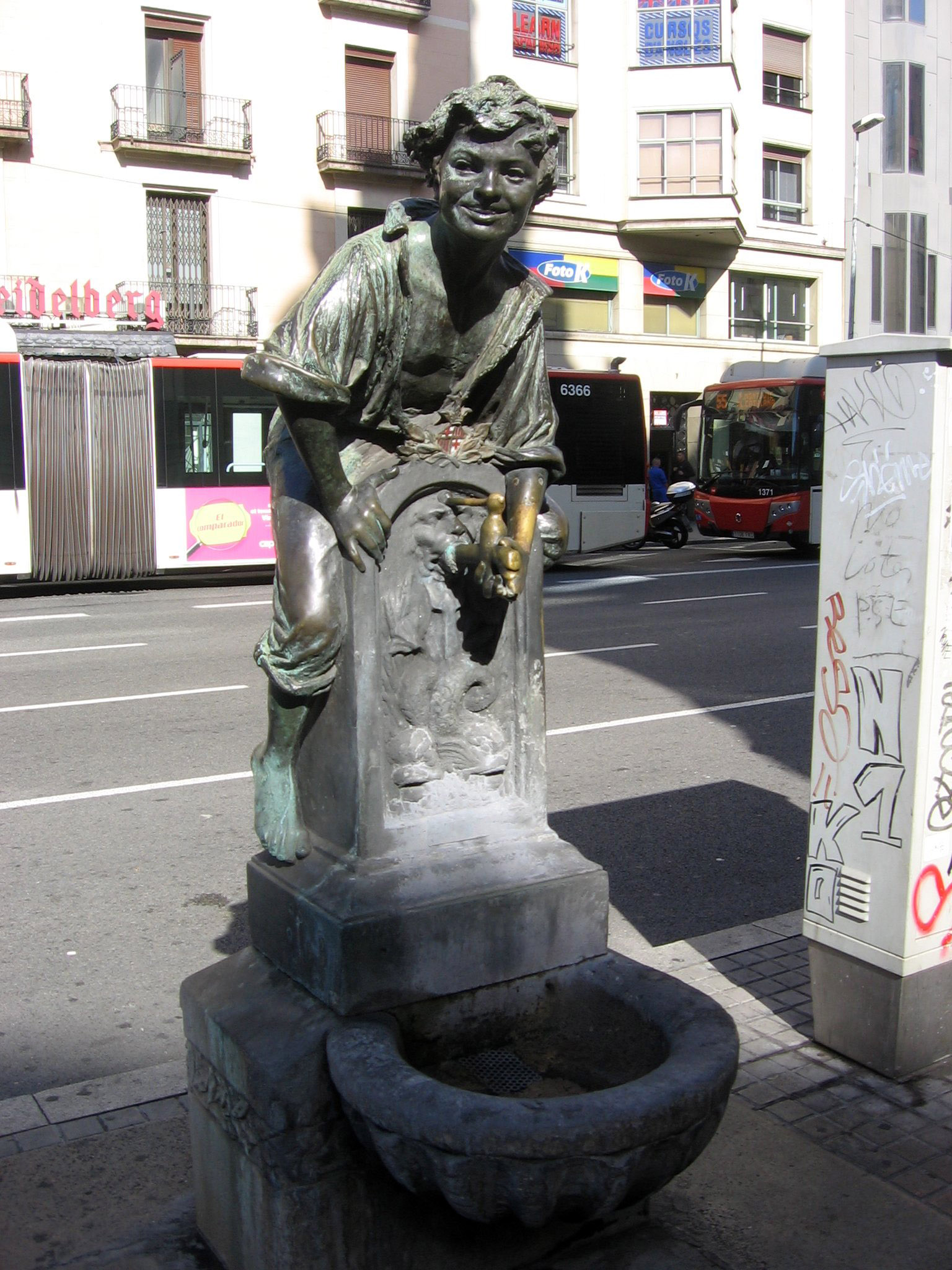
Fuente del Trinxa (1911), de Josep Campeny, ronda de la Universidad/Pelayo.
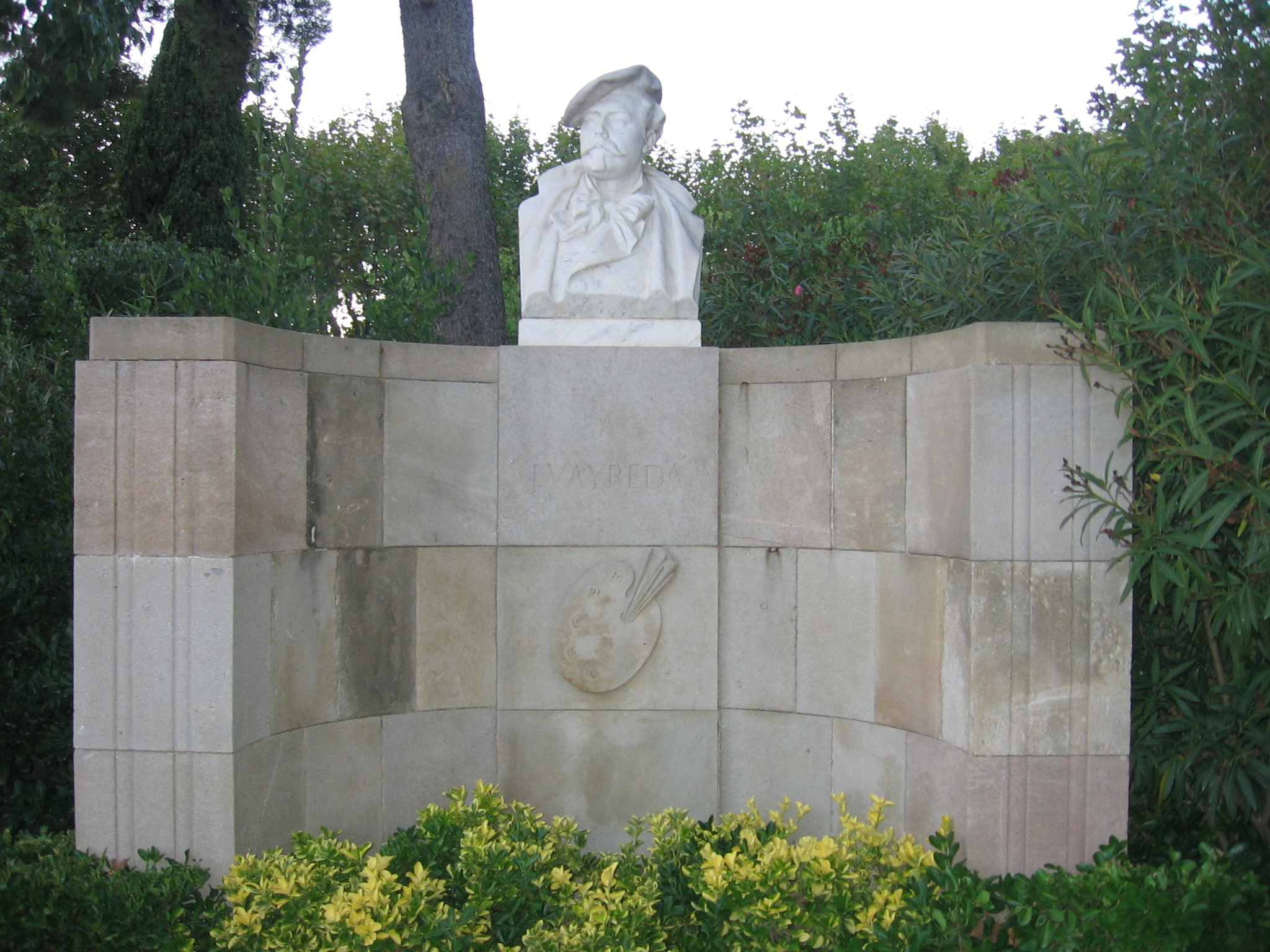
A Joaquim Vayreda (1915), de Manuel Fuxá, parque de la Ciudadela.
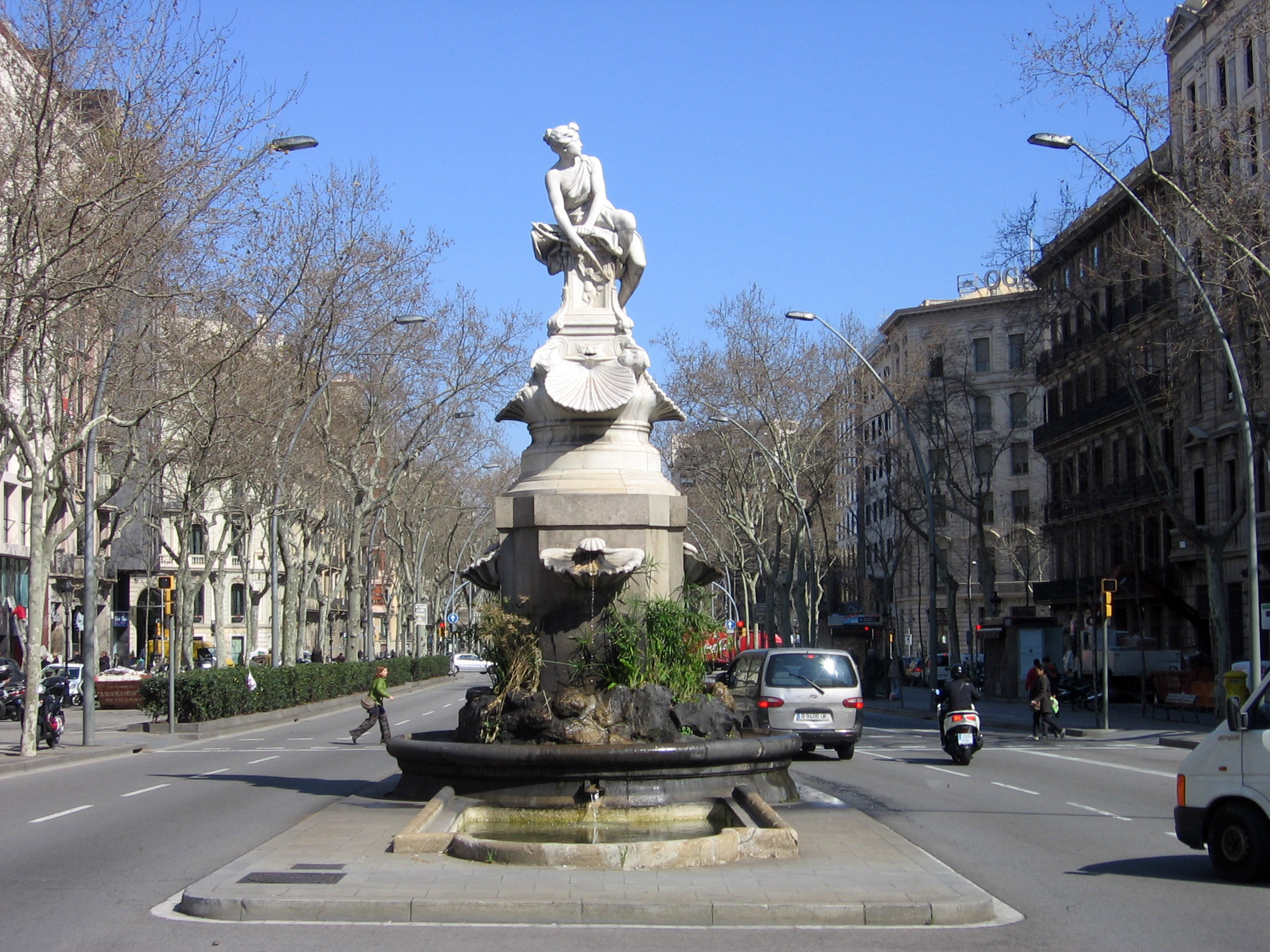
Fuente de Diana (1919), de Venancio Vallmitjana, Gran Vía con Roger de Lauria.
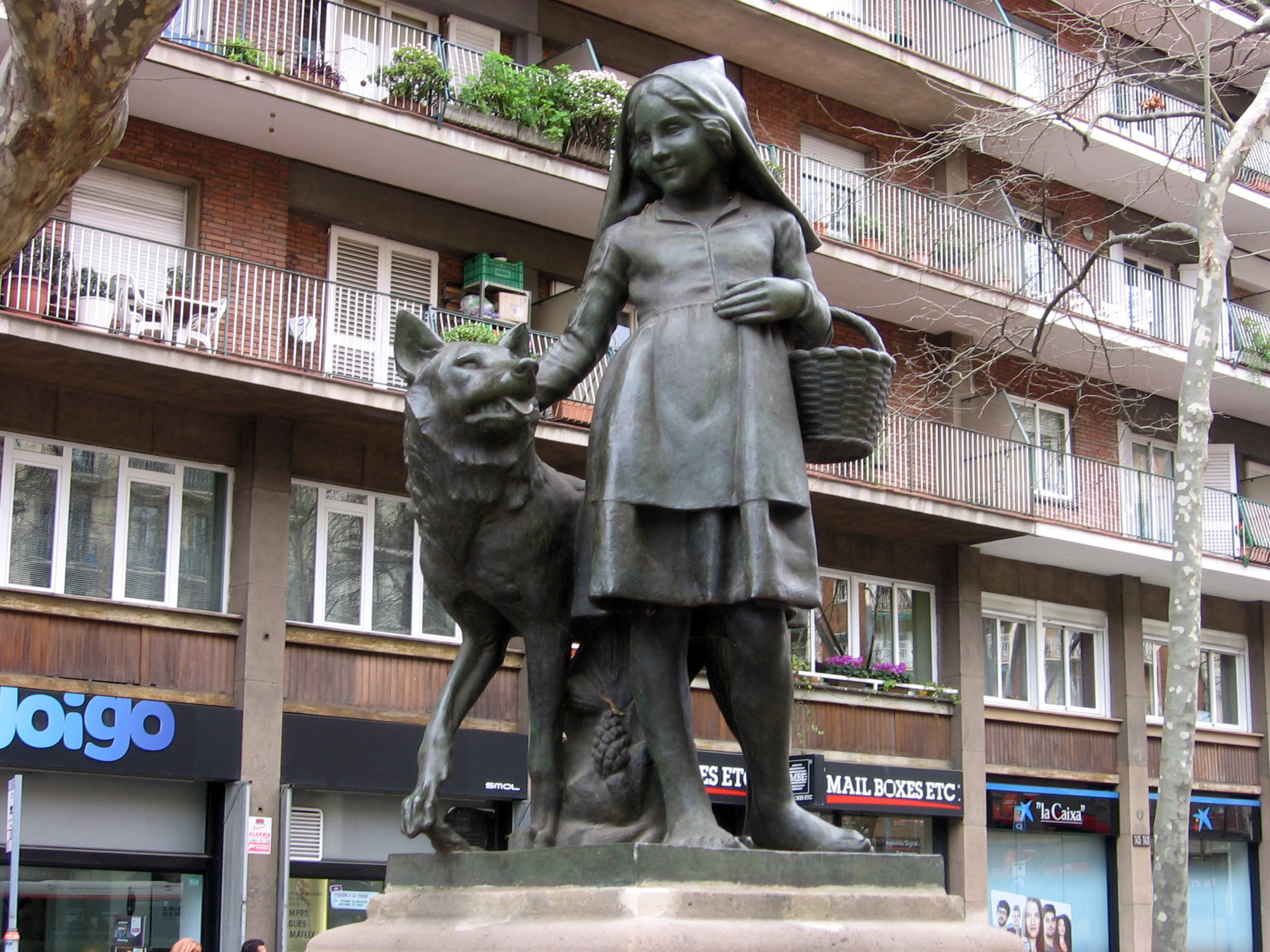
Fuente de la Caperucita (1921), de Josep Tenas, paseo de San Juan/Rosellón.
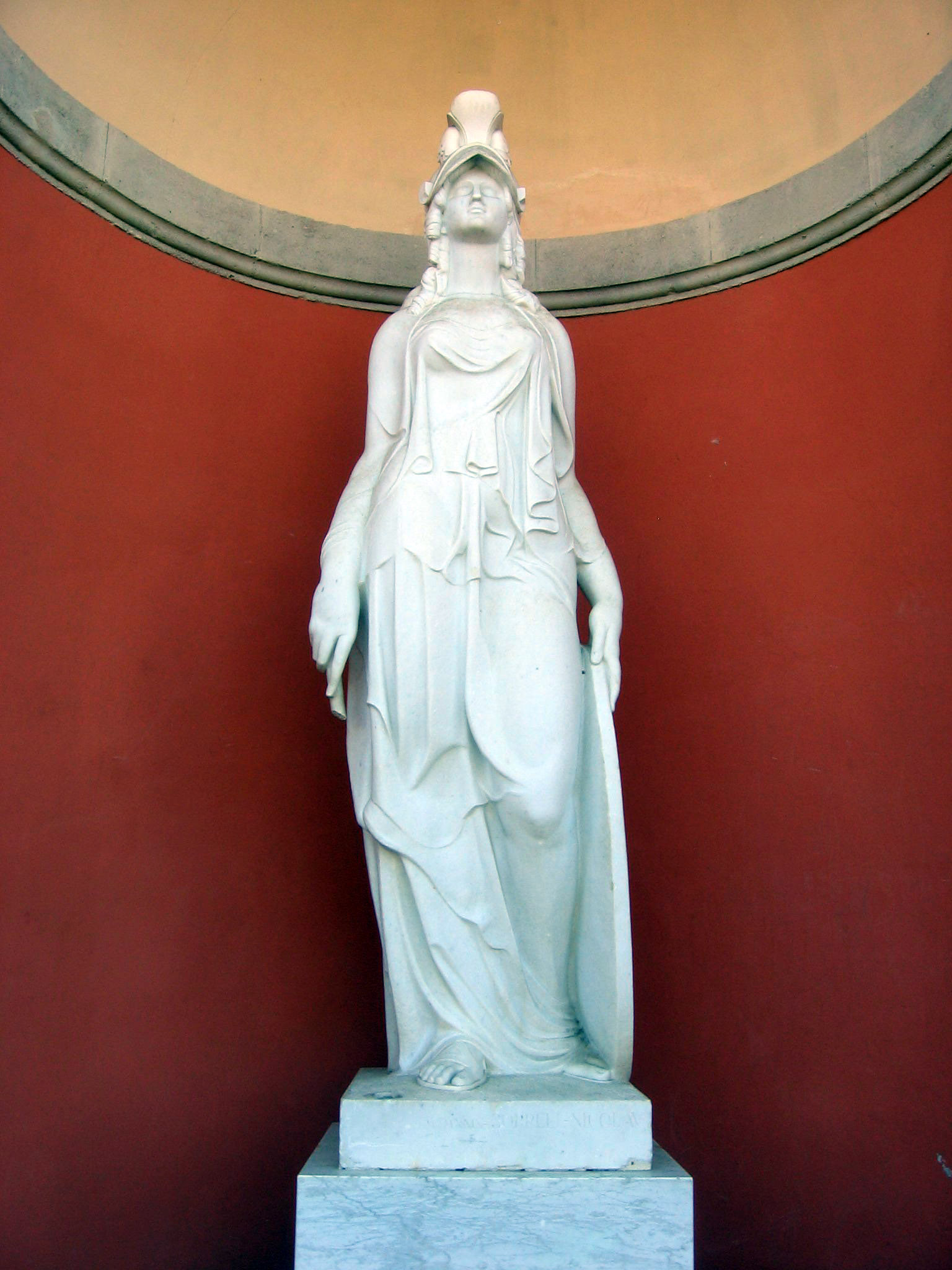
Minerva, del conjunto de la Fuente de la Aurora (1929), de Joan Borrell, paseo de Santa Madrona, Montjuïc.
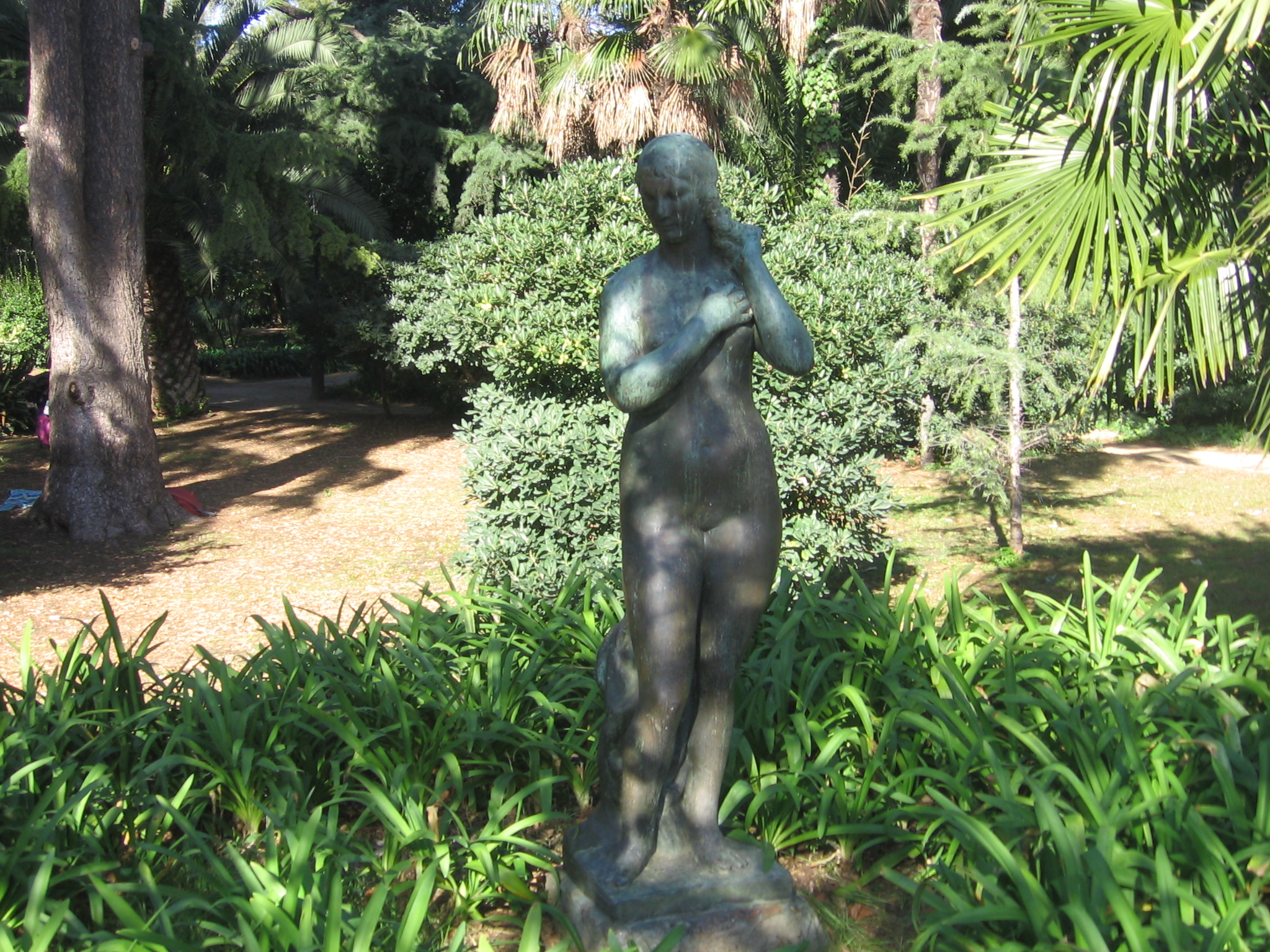
Desnudo (1930), de Enric Casanovas, Palacio Real de Pedralbes.

#### Exposición Internacional de 1929

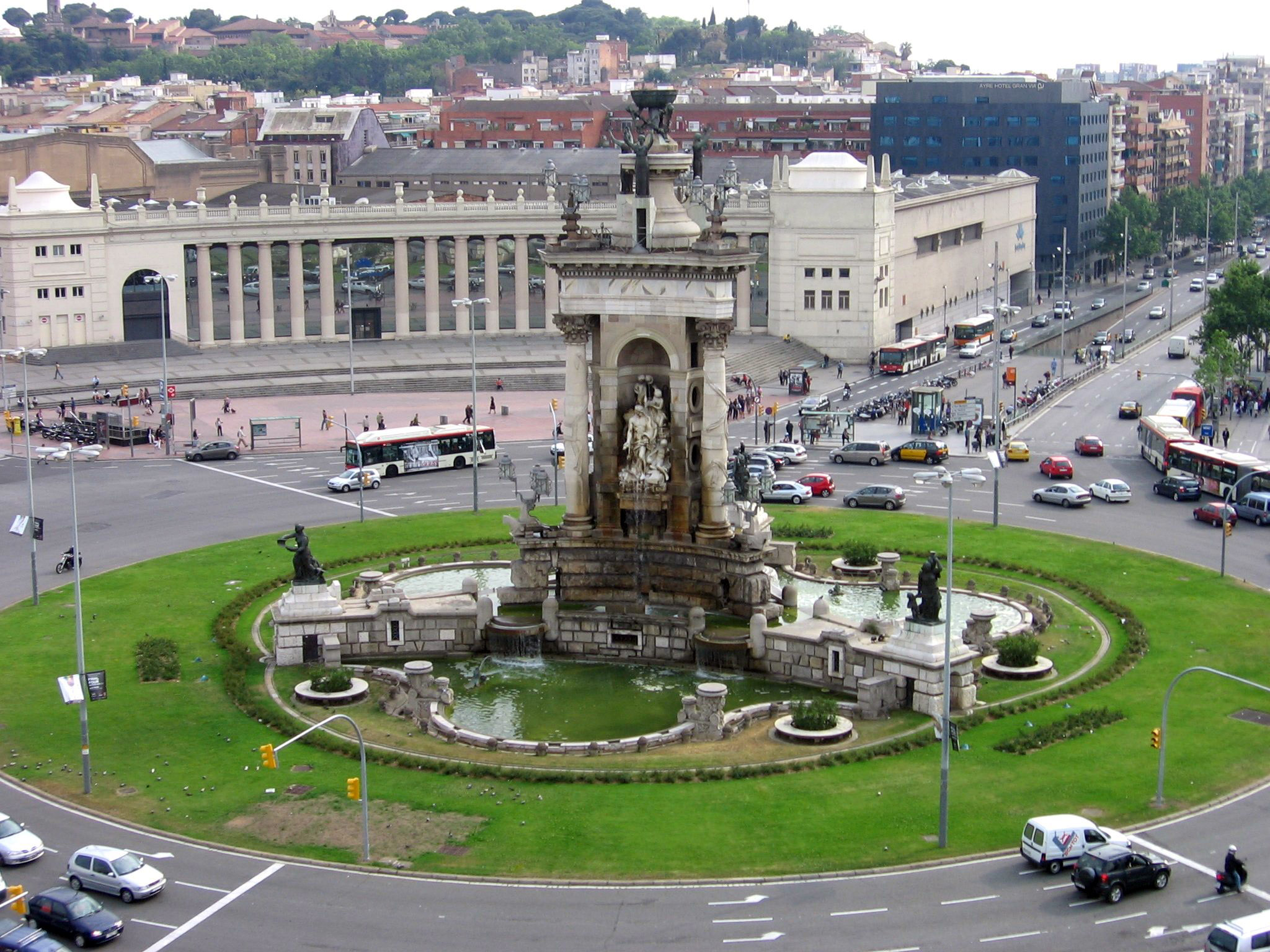
Fuente monumental de la plaza de España (1928-1929).

En los años 1920 se proyectó una nueva exposición como la de 1888, cuyo éxito dejó un grato recuerdo en la ciudad. Esta vez el emplazamiento elegido fue la montaña de Montjuïc, que de esta forma fue urbanizada y ganada como espacio público para la ciudad. La Exposición Internacional tuvo lugar del 20 de mayo de 1929 al 15 de enero de 1930, y dejó numerosos edificios e instalaciones algunos de los cuales se han convertido en emblemas de la ciudad, como el Palacio Nacional, la Fuente Mágica, el Teatre Grec, el Pueblo Español y el Estadio Olímpico. El recinto de la Exposición se construyó según un proyecto general de Josep Puig i Cadafalch, y comenzaba en la plaza de España, pasando por la avenida de América —actual avenida de la Reina María Cristina—, donde se ubicaban los grandes edificios de la Exposición, hasta el pie de la montaña, donde se situó la Fuente Mágica, flanqueada por los palacios de Alfonso XIII y Victoria Eugenia; de aquí partía una escalinata que conducía al Palacio Nacional, la obra más monumental de la Exposición.
Uno de los monumentos más importantes era la Fuente monumental de la plaza de España, diseñada por Josep Maria Jujol, con una ornamentada decoración escultórica obra de Miguel Blay y los hermanos Miquel y Llucià Oslé. De inspiración clásica, el sentido iconográfico de la obra representa una alegoría poética a España: sobre un estanque de planta triangular se sitúa un edículo con tres nichos con grupos escultóricos que simbolizan los ríos que desembocan en los tres mares que rodean la península ibérica, el Ebro (Mediterráneo), el Guadalquivir y el Tajo (Atlántico) y unas figuras de adolescentes para los ríos del Mar Cantábrico, obra de Blay; en los vértices del estanque se sitúan tres grupos que representan los frutos y dones de las aguas: la Abundancia, la Salud Pública y la Pesca y la Navegación, obra de los hermanos Oslé; alrededor del cuerpo central se sitúan tres columnas con diversas figuras y emblemas que simbolizan la Religión (una cruz con Ramon Llull, santa Teresa de Jesús y san Ignacio de Loyola), el Heroísmo (una espada con don Pelayo, Jaime I de Aragón e Isabel la Católica), y las Artes (un libro con Ausiàs March y Miguel de Cervantes); remata la obra un pebetero de fuego con tres Victorias.

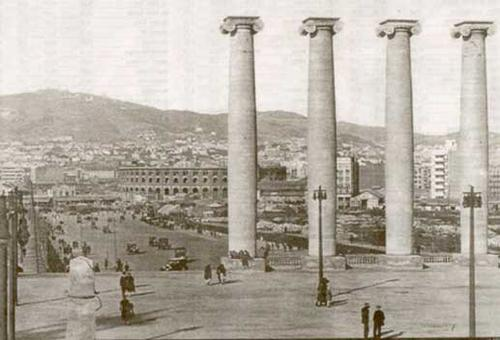
Las antiguas cuatro columnas, derribadas en 1928.

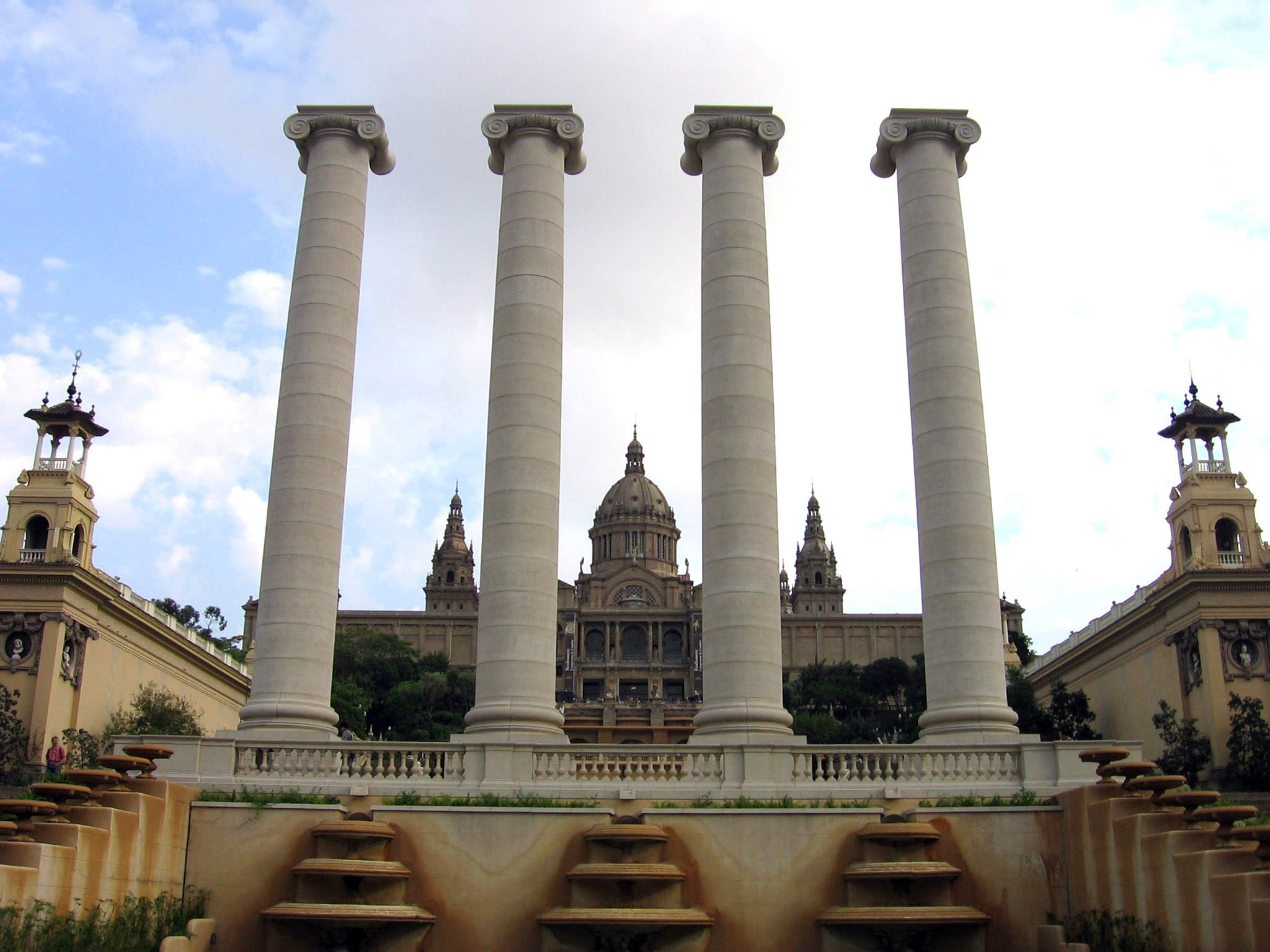
Las columnas reconstruidas en 2011.

Entre la plaza de España y el Palacio Nacional se situó la Fuente Mágica de Montjuic, obra de Carles Buïgas, que asombró al público por su fantástico juego de luces y surtidores de agua. Aún hoy es una obra emblemática de la capital catalana, donde suelen celebrarse espectáculos piromusicales en las fiestas de la Merced. Es de forma elipsoidal, formada por tres estanques concéntricos a distintos niveles, con 65 m de diámetro en su parte más ancha. Tiene treinta juegos de agua diferentes, con sus correspondientes coloraciones graduales, basadas en cinco colores: amarillo, azul, verde, rojo y blanco. En principio se construyeron en ese lugar cuatro columnas de estilo jónico que simbolizaban la bandera catalana, obra de Puig i Cadafalch, pero el dictador Primo de Rivera las mandó derribar. Con el restablecimiento de la democracia se pensó en reponerlas, proyecto que se llevó a cabo entre 2010 y 2011 por el equipo de arquitectos Rosselló-Sangenís, un poco más arriba de su emplazamiento original.
Otras obras colocadas en el recinto de la Exposición fueron: San Jorge (1924), de Josep Llimona, en la plaza homónima; La Belleza (1924), de Josep Llimona, en la plaza de Dante; Mañana (1925), del escultor expresionista alemán Georg Kolbe, situada en el Pabellón de Alemania, un edificio de estilo racionalista construido por Ludwig Mies van der Rohe; Las Flores y Sedente (1927), de Josep Llimona, en la plaza del Marqués de Foronda; El Agua y La Tierra (1929), de Frederic Marès, en las escaleras de acceso al Palacio Nacional; Serenidad (1928), de Josep Clarà, en los Jardines de Miramar; Joven de la trenza (1928), de Josep Viladomat, y Estival (1929), de Jaume Otero, en los Jardines de Laribal; El buen pastor (1929), de Joan Rebull, y Venus (1929), de Joan Borrell, en los Jardines de Joan Maragall. También se realizaron entonces los Aurigas olímpicos, unas cuadrigas tiradas por caballos, y los Jinetes haciendo el saludo olímpico, dos esculturas ecuestres en bronce, ambas de Pablo Gargallo, situadas en el Estadio Olímpico Lluís Companys —de los aurigas hay una copia en el parque de Can Dragó—.

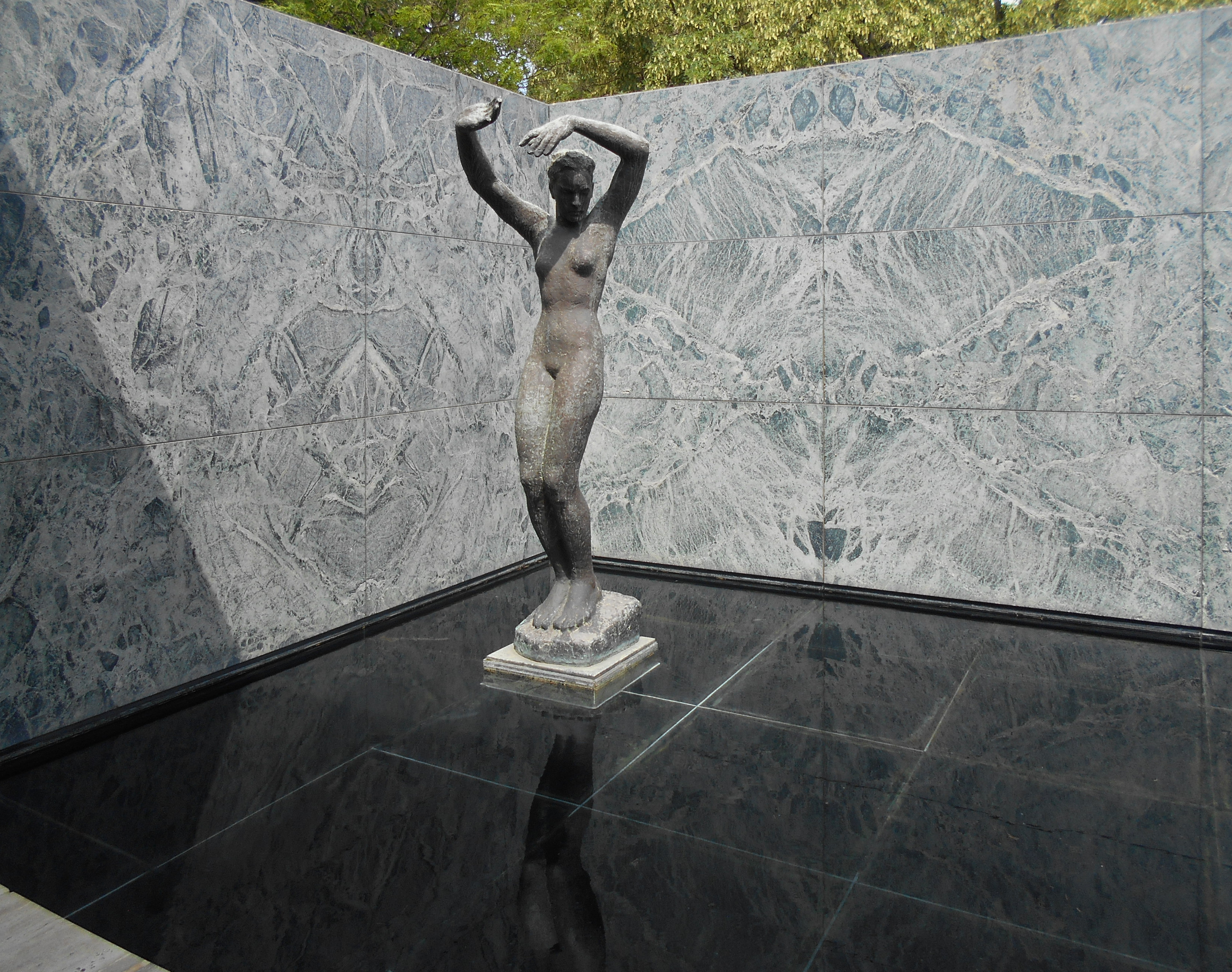
Mañana, de Georg Kolbe.

Por otro lado, a los pies de las torres venecianas de la plaza de España se colocó una balaustrada de acceso al recinto de la Exposición decorada con cuatro esculturas: las Artes y la Industria, de Carles Ridaura; el Comercio, de Enric Monjo; y el Deporte, de Josep Viladomat. Esta balaustrada fue eliminada en los años 1970 durante una reurbanización de la plaza debido a las obras del metro, y junto a ella desaparecieron las estatuas; tan solo se conservó una, la de las Artes —también llamada Mujer con niño—, trasladada a un lugar cercano, en la avenida del Paralelo cerca de la esquina con la calle de Lérida.

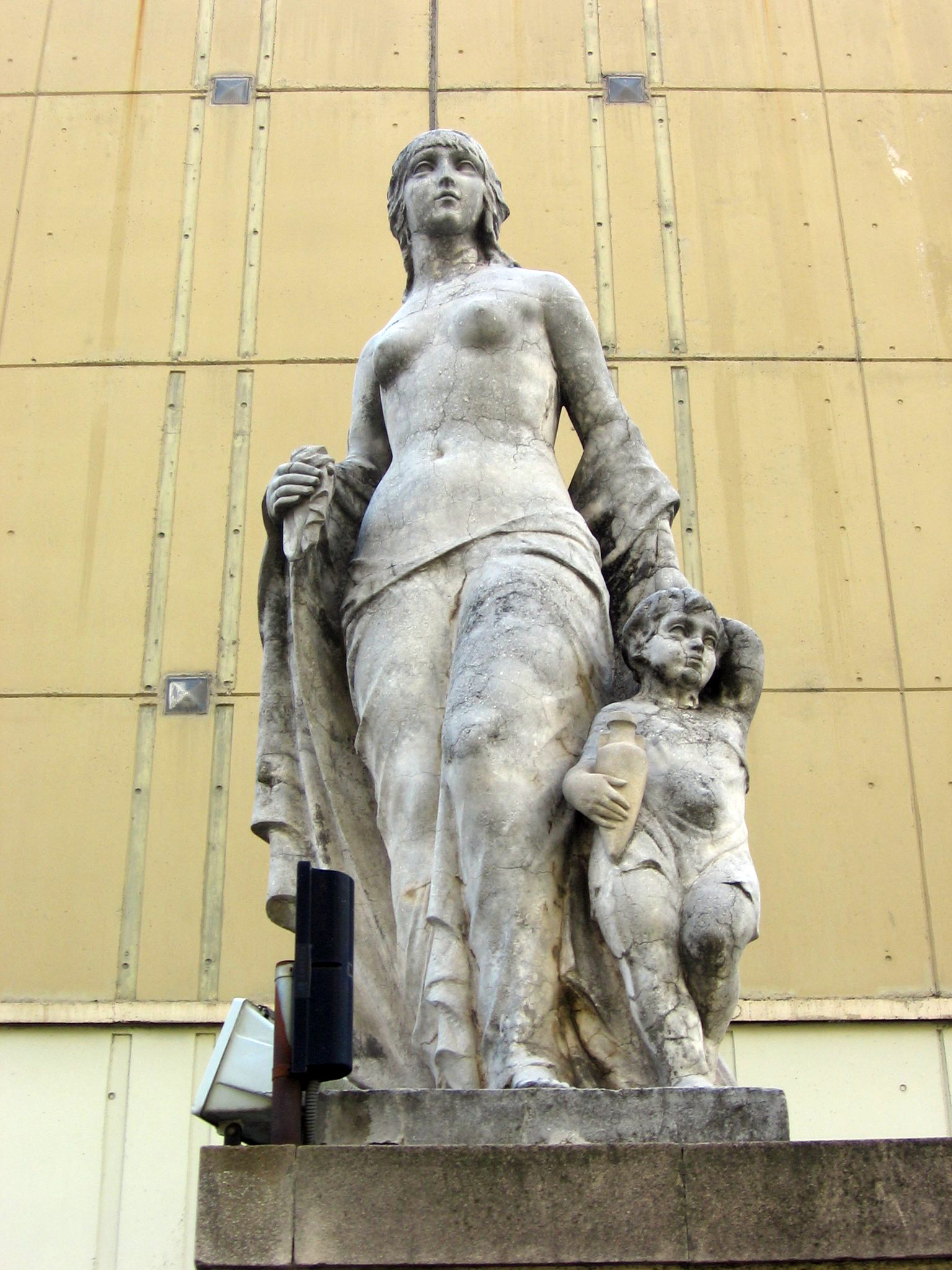
Mujer con niño (1928), de Carles Ridaura.

Además de las realizaciones en el recinto ferial, como en la anterior exposición se efectuaron diversas actuaciones por toda la ciudad. La más importante fue en la plaza de Cataluña, actualmente uno de los centros neurálgicos de la ciudad, pero que antiguamente era una explanada a las afueras del núcleo antiguo, que no empezó a urbanizarse hasta 1902. Con motivo precisamente de la Exposición se llevó a cabo una reurbanización de todo el espacio de la plaza, con un proyecto de Francesc Nebot, y fue inaugurada por Alfonso XIII en 1927. Para decorar la plaza se organizó un concurso público en 1927, en el que se decidió la instalación de un conjunto escultórico de 28 obras: Maternidad, de Vicente Navarro; Joven, de Josep Dunyach; El forjador, de Josep Llimona; Mujer con niño y flautín, de Josep Viladomat; Figura femenina, de Enric Casanovas; Juventud, de Josep Clarà; Pastor de la flauta, de Pablo Gargallo; Navegación, de Eusebi Arnau; Barcelona, de Frederic Marès; Montserrat, de Eusebi Arnau; Figura femenina, de Josep Llimona; Hércules, de Antoni Parera; Mujer con ángel, de Vicente Navarro; Tarragona, de Jaume Otero; Fuente de los seis putti, de Jaume Otero; Lérida, de Joan Borrell; Mujer con imagen de la Virgen, de Enric Monjo; El espíritu popular, de Jaume Otero; Pastor del águila, de Pablo Gargallo; Pomona, de Enric Monjo; Sabiduría, de Miquel Oslé; La diosa, de Josep Clarà —actualmente una copia, el original se encuentra en el vestíbulo de la Casa de la Ciudad—; Trabajo, de Llucià Oslé; Emporion, de Frederic Marès; Pescador, de Josep Tenas; Mujer, de Joan Borrell; Montseny, de Jaume Duran; y Gerona, de Antoni Parera. Originalmente estaba también en la plaza el grupo Niños cabalgando sobre peces (1928), de Frederic Marès, una fuente con surtidores de agua y cuatro de las figuras que indica el título, que fue trasladada en 1961 al cruce de Gran Vía y Rambla de Cataluña.

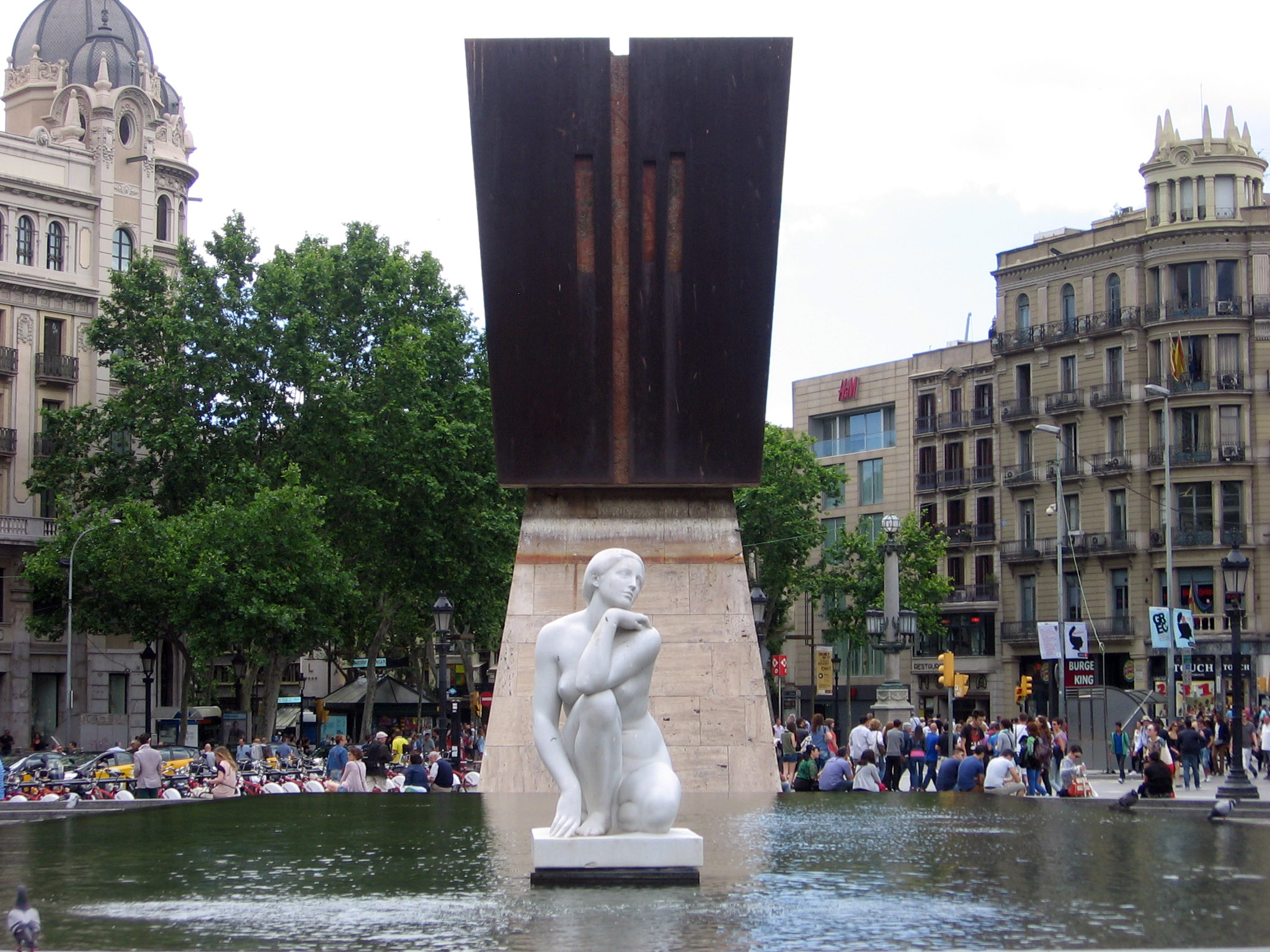
La diosa (1928), de Josep Clarà, plaza de Cataluña.

Con relación al conjunto de la plaza de Cataluña, algunos cambios realizados sobre la marcha en el proyecto original motivaron la sustitución de varias piezas y su traslado a otras zonas de la ciudad. Uno de los motivos principales fue la anulación del proyecto de Francesc Nebot de colocar en la plaza un templete con columnata decorado con dieciséis figuras femeninas, que finalmente no se realizó por decisión del consistorio, lo que motivó la dimisión de Nebot al frente de las obras. Así, algunas de las esculturas confeccionadas para este templete fueron recolocadas en diferentes lugares: cuatro de ellas, ejecutadas por Eusebi Arnau, Josep Llimona, Enric Casanovas y Àngel Tarrach, fueron colocadas en el muro de entrada del Palacio Real de Pedralbes; otras dos, de Josep Dunyach (Diosa) y Vicenç Navarro (La noche), fueron instaladas en el parque de la Ciudadela; y dos más (Fertilidad, de Josep Clarà, y La vendimiadora, de Pablo Gargallo), en los Jardines de Miramar, en Montjuïc. Otro de los motivos del excedente de obras fue la decisión de que todos los grupos escultóricos de la plaza fuesen realizados en bronce —excepto los de la terraza superior, que son de piedra—, con el resultado que algunas obras que ya habían sido ejecutadas en piedra tuvieron que repetirse, y las sobrantes fueron reubicadas: se trata de Lérida, de Manuel Fuxá, y Tarragona, de Jaume Otero, que fueron instaladas en la avenida Diagonal, frente al Palacio Real de Pedralbes. Por último, la obra titulada Marinada o Danzarina, de Antonio Alsina, fue situada en los Jardines del Umbráculo, en el paseo de Santa Madrona de Montjuïc, en este caso por tratarse de un desnudo femenino que no fue visto con buenos ojos por la moral imperante en el momento.
Pasada la Exposición, en 1930 se inauguró el Monumento a Pau Gil, en honor del banquero que introdujo la industria del gas en Barcelona y que con su testamento favoreció la construcción del Hospital de la Santa Cruz y San Pablo, una joya del modernismo efectuada por Lluís Domènech i Montaner, en cuya puerta de entrada se encuentra el monumento. La obra, de Eusebi Arnau, se realizó en 1916, pero no fue colocada hasta 1930, y presenta un busto del banquero con una alegoría de la Caridad a sus pies. También ese año se colocó en la Gran Vía el monumento al escenógrafo Francesc Soler Rovirosa, obra de Frederic Marès en forma de desnudo femenino recostado con una flor en la mano; y el Monumento a Eduardo Dato, en la calle San Antonio María Claret, obra de Jaume Duran, compuesto de una alegoría de la Fama y un monolito con un medallón del homenajeado.

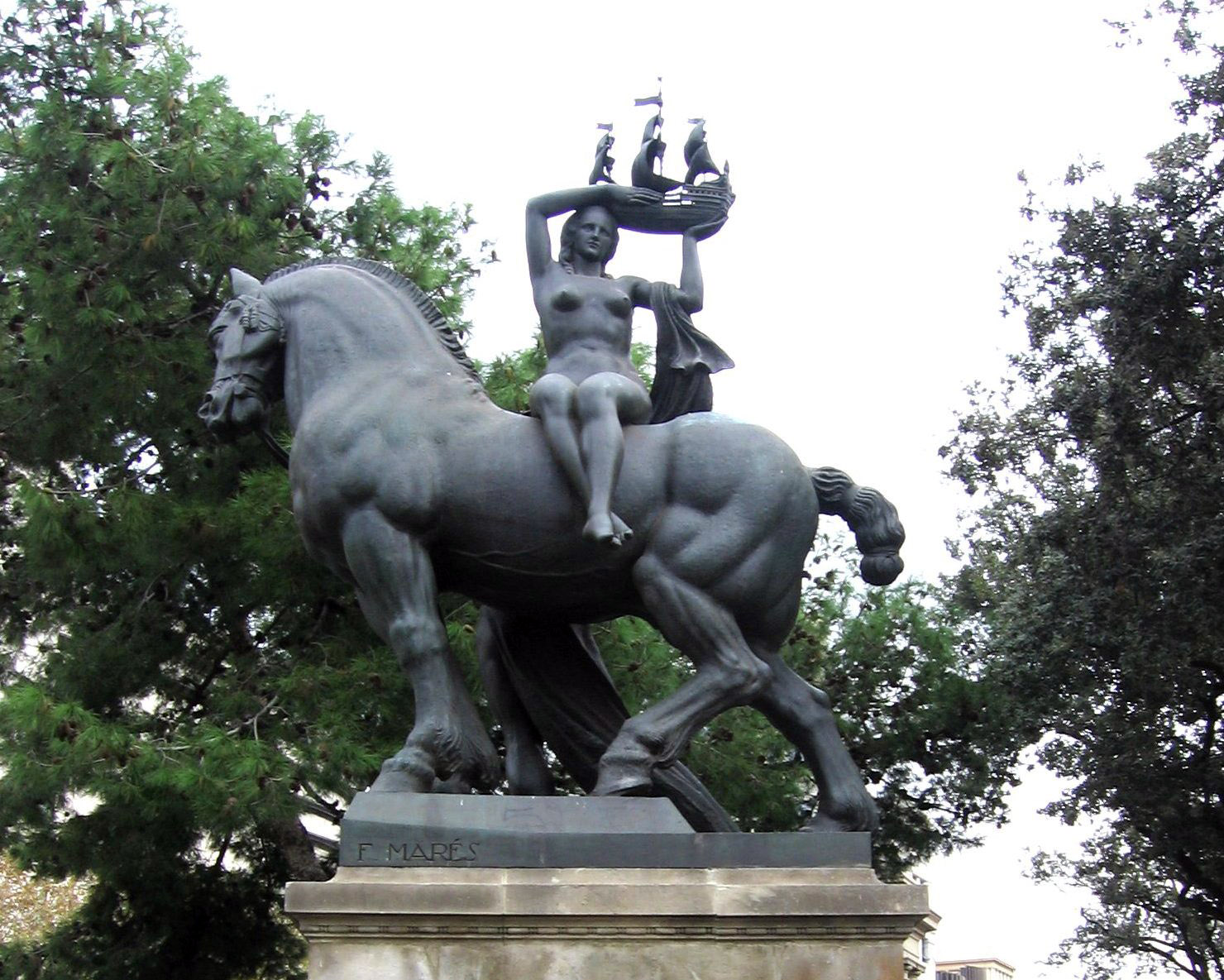
Barcelona (1928), de Frederic Marès, plaza de Cataluña.
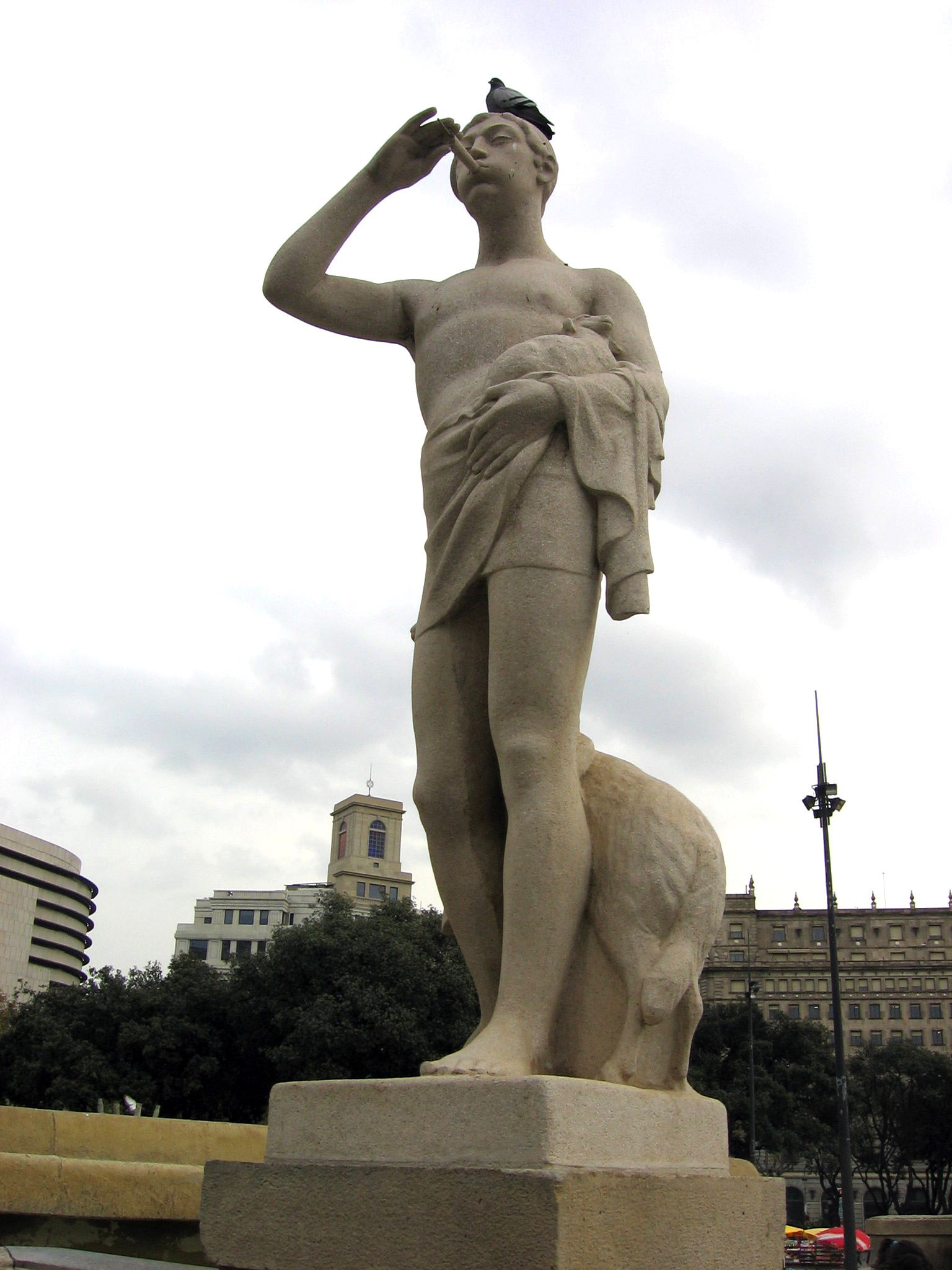
Pastor de la flauta (1928), de Pablo Gargallo, plaza de Cataluña.
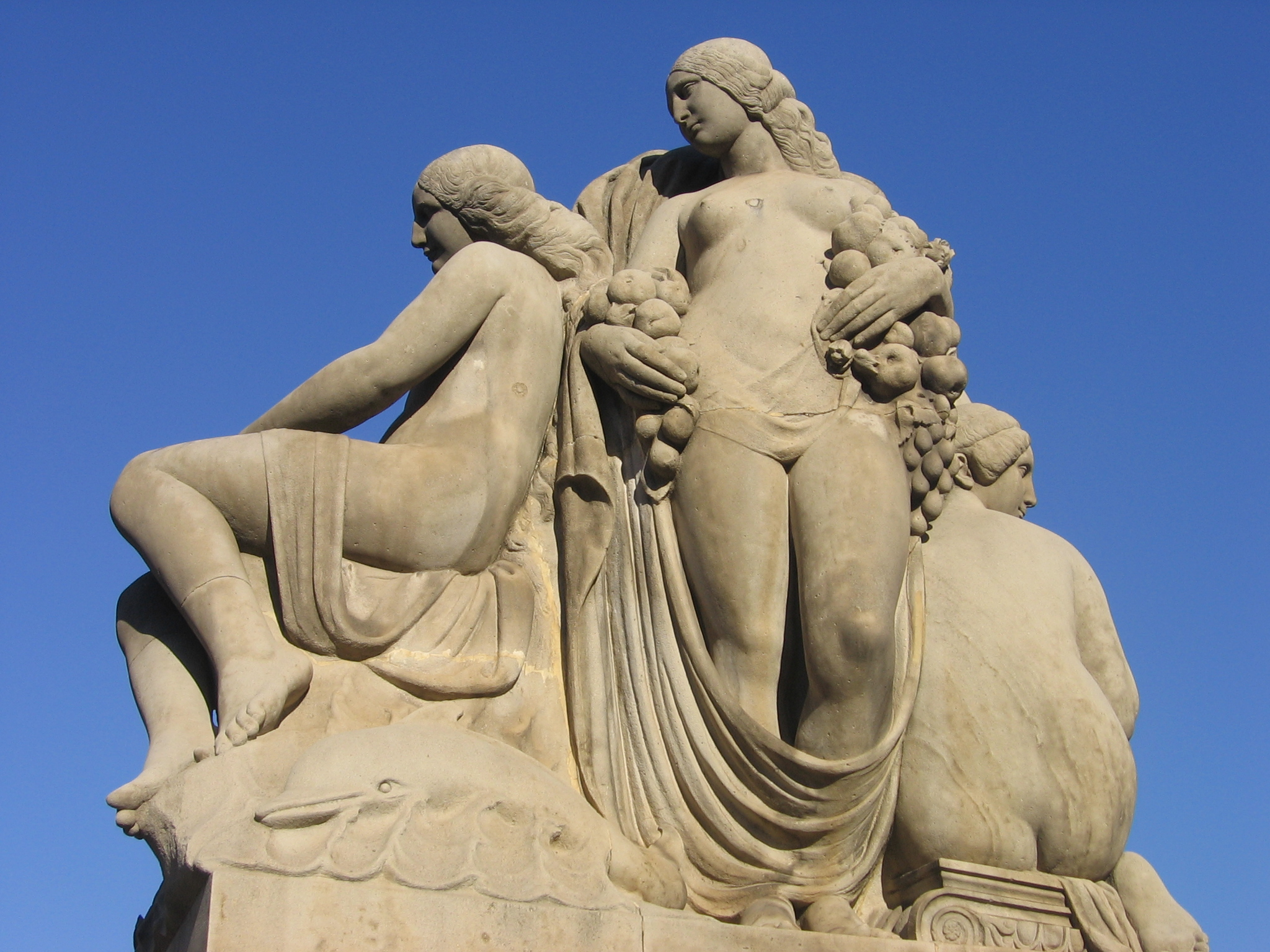
Tarragona (1928), de Jaume Otero, avenida Diagonal.
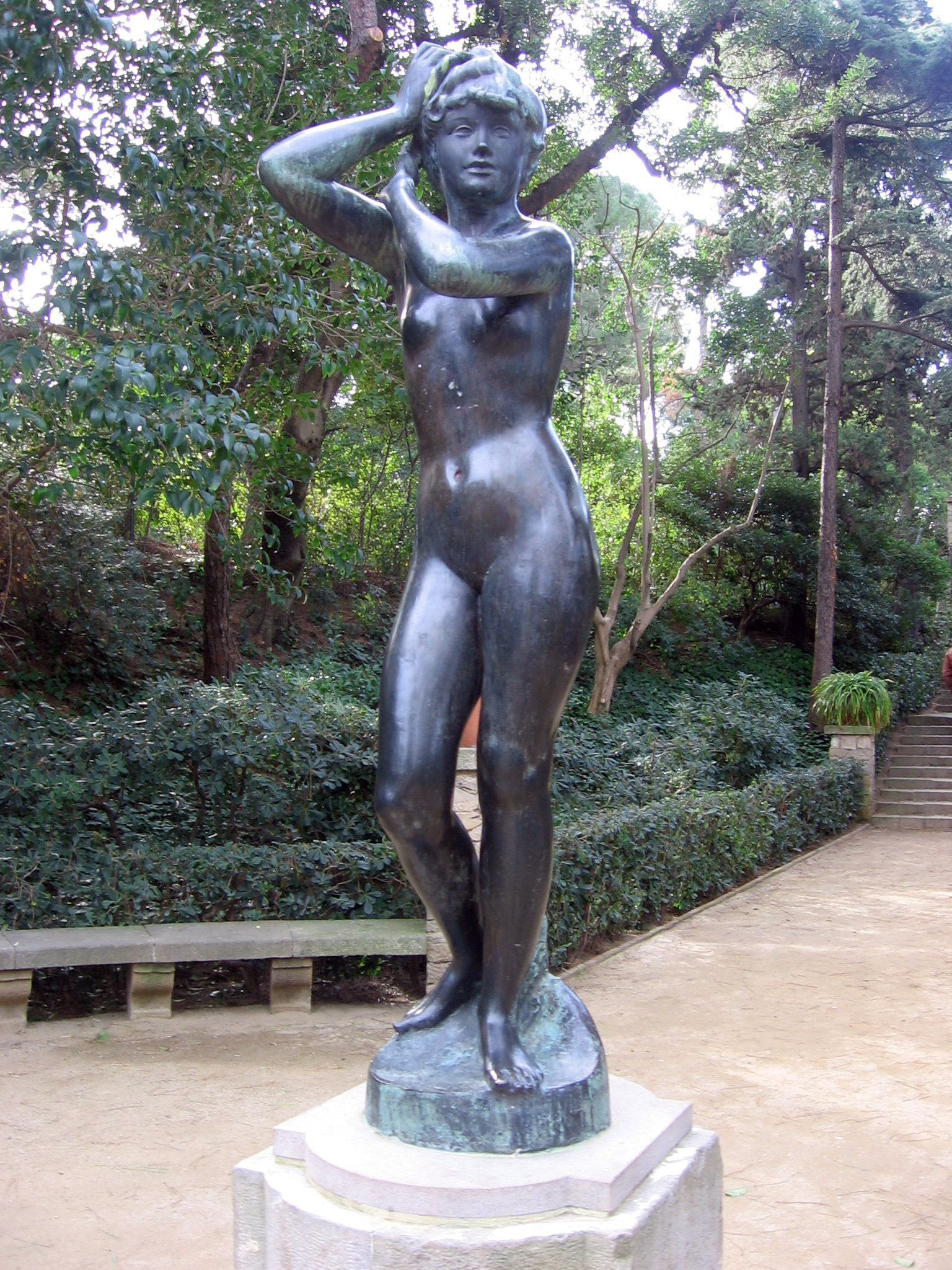
Joven de la trenza (1928), de Josep Viladomat, Jardines de Laribal.
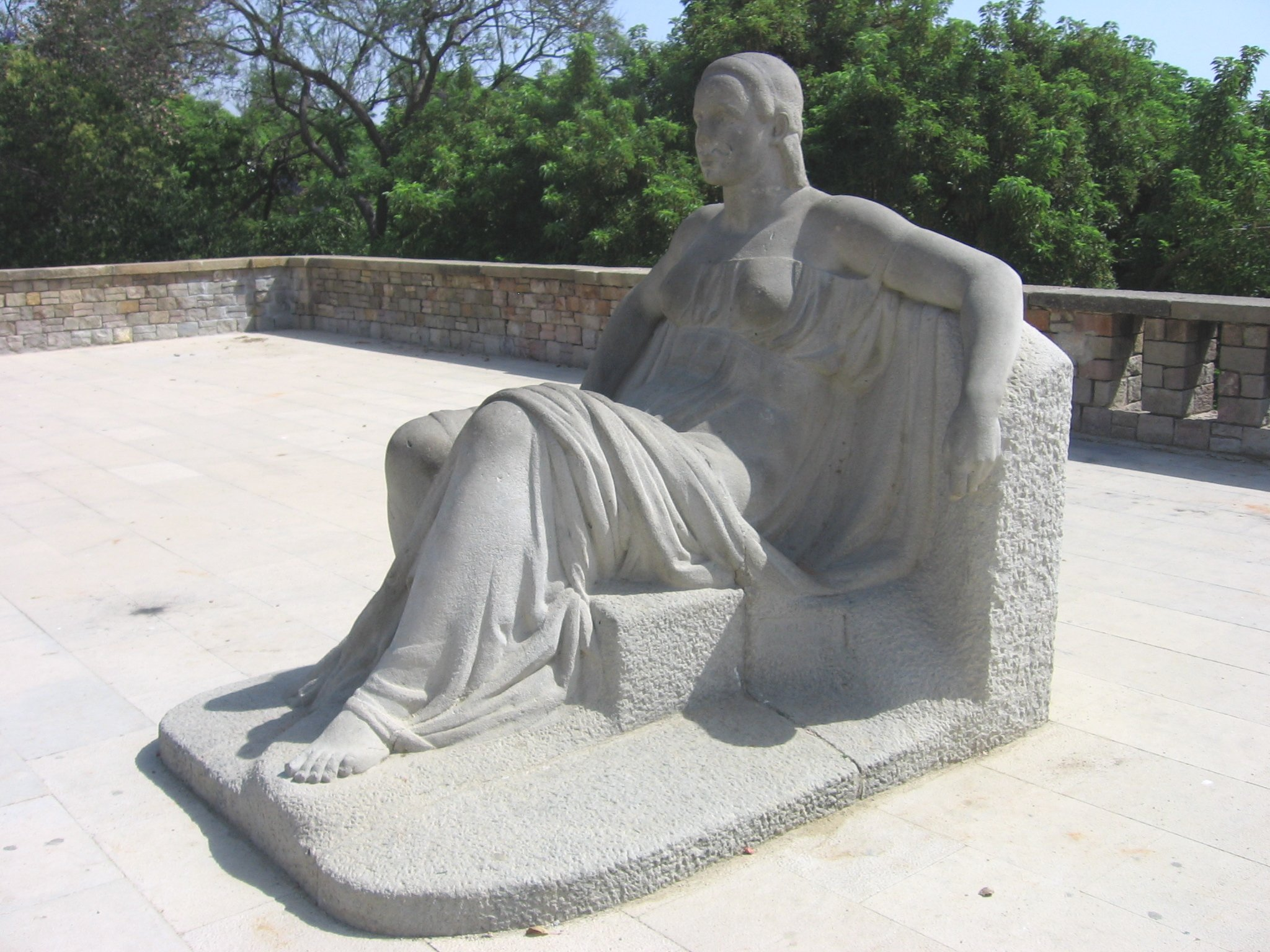
Serenidad (1928), de Josep Clarà, Jardines de Miramar.
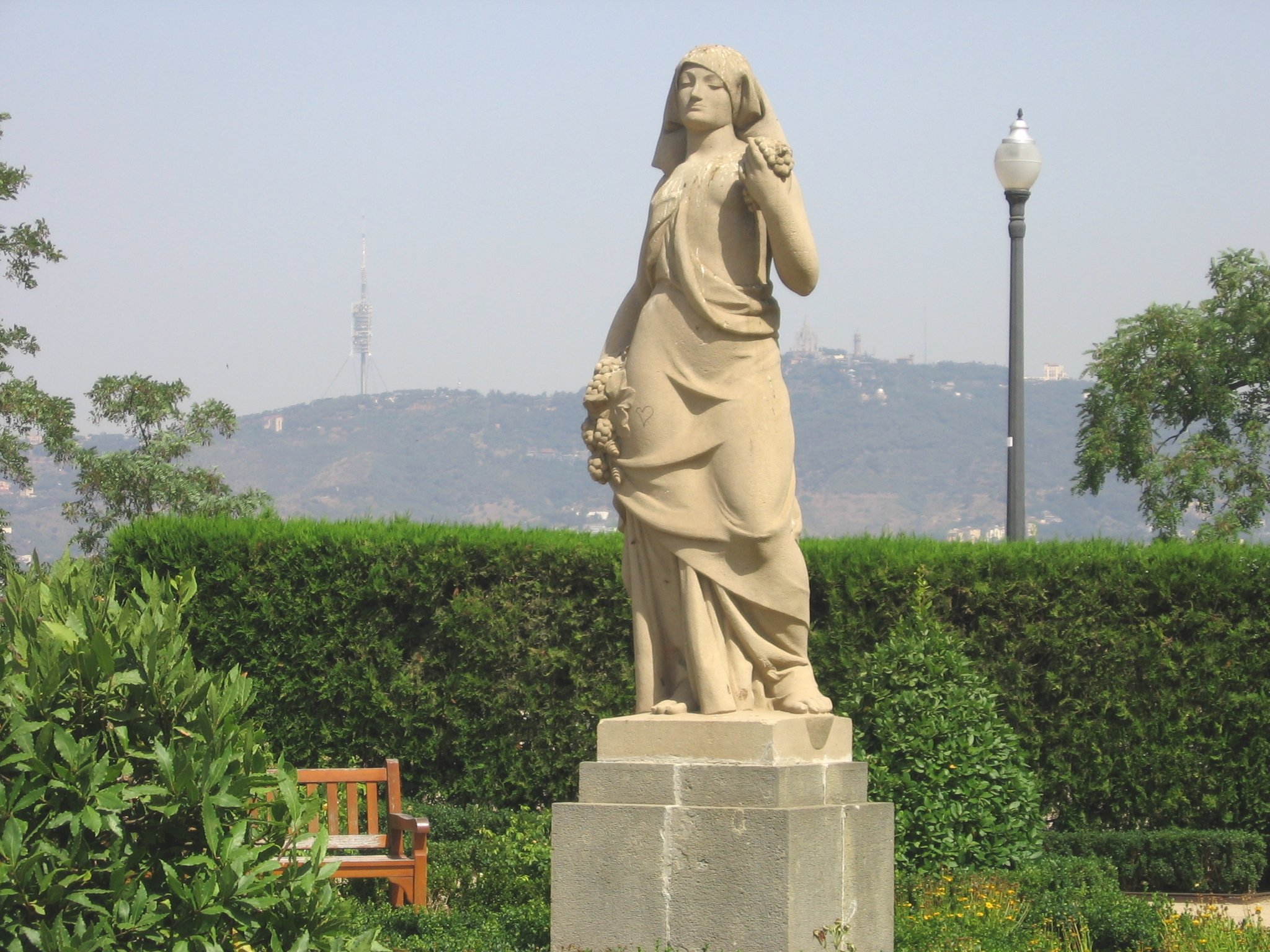
La vendimiadora (1928), de Pablo Gargallo, Jardines de Miramar.
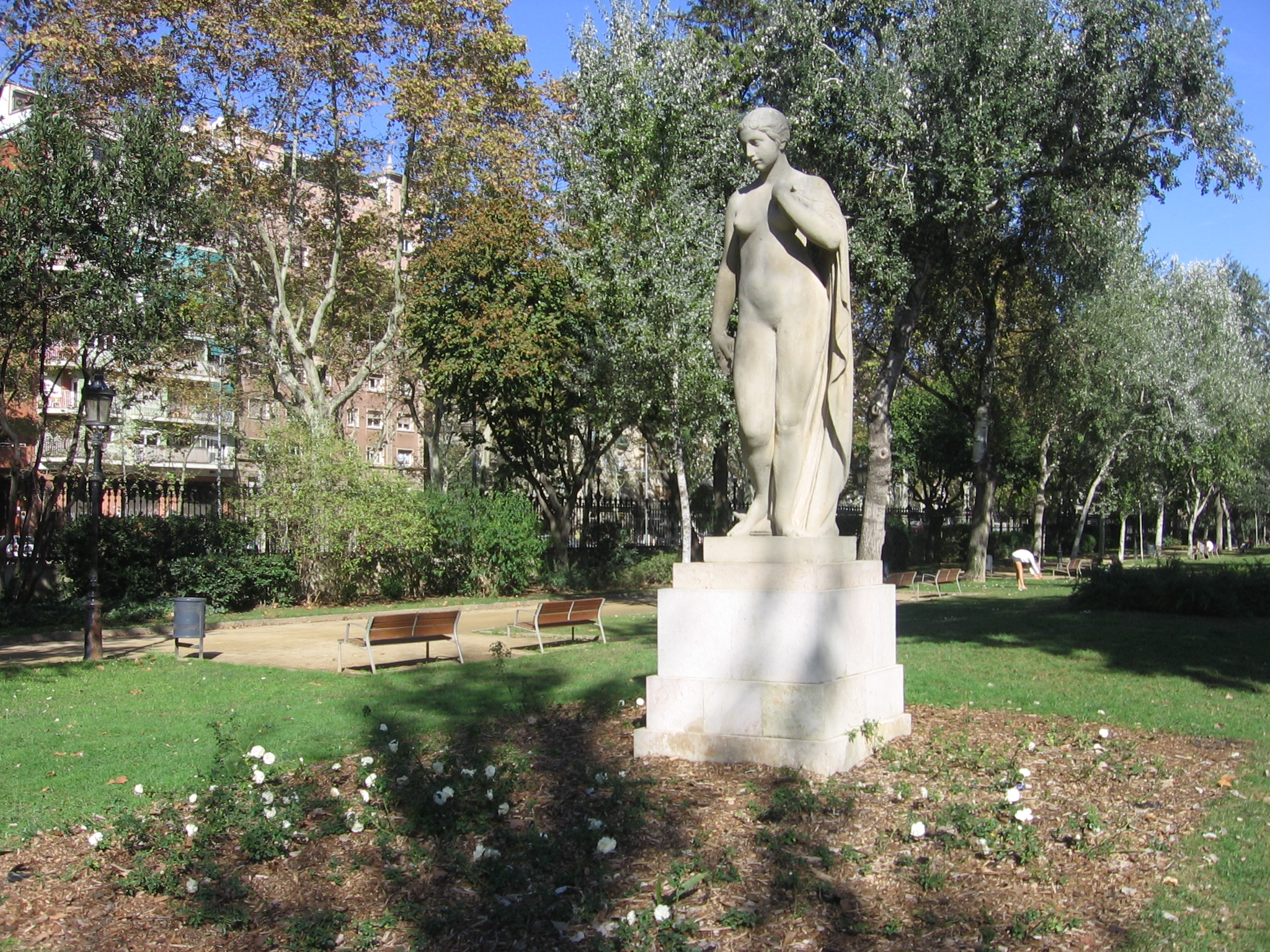
Diosa (1928), de Josep Dunyach, parque de la Ciudadela.
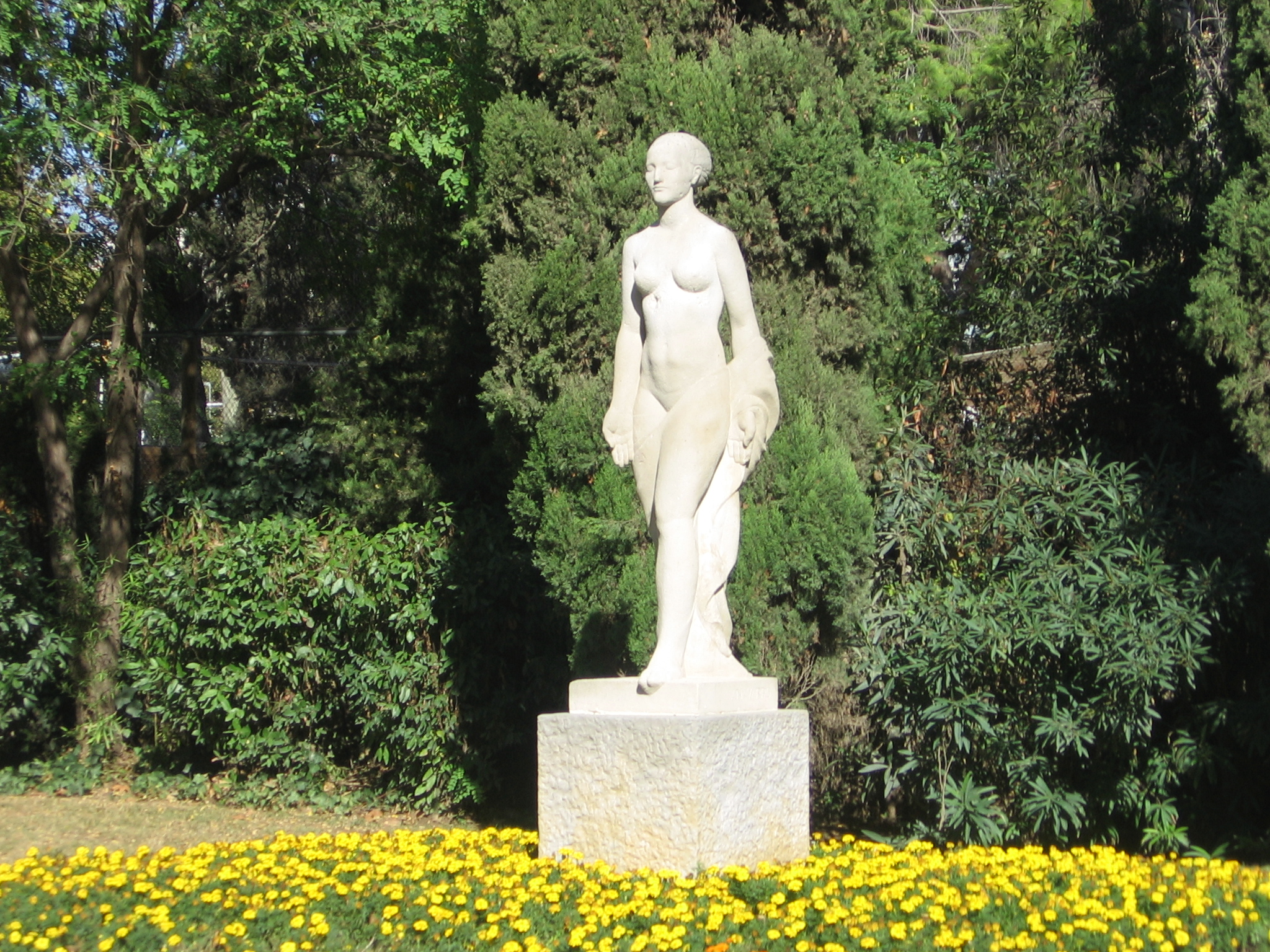
La noche (1929), de Vicenç Navarro, parque de la Ciudadela.
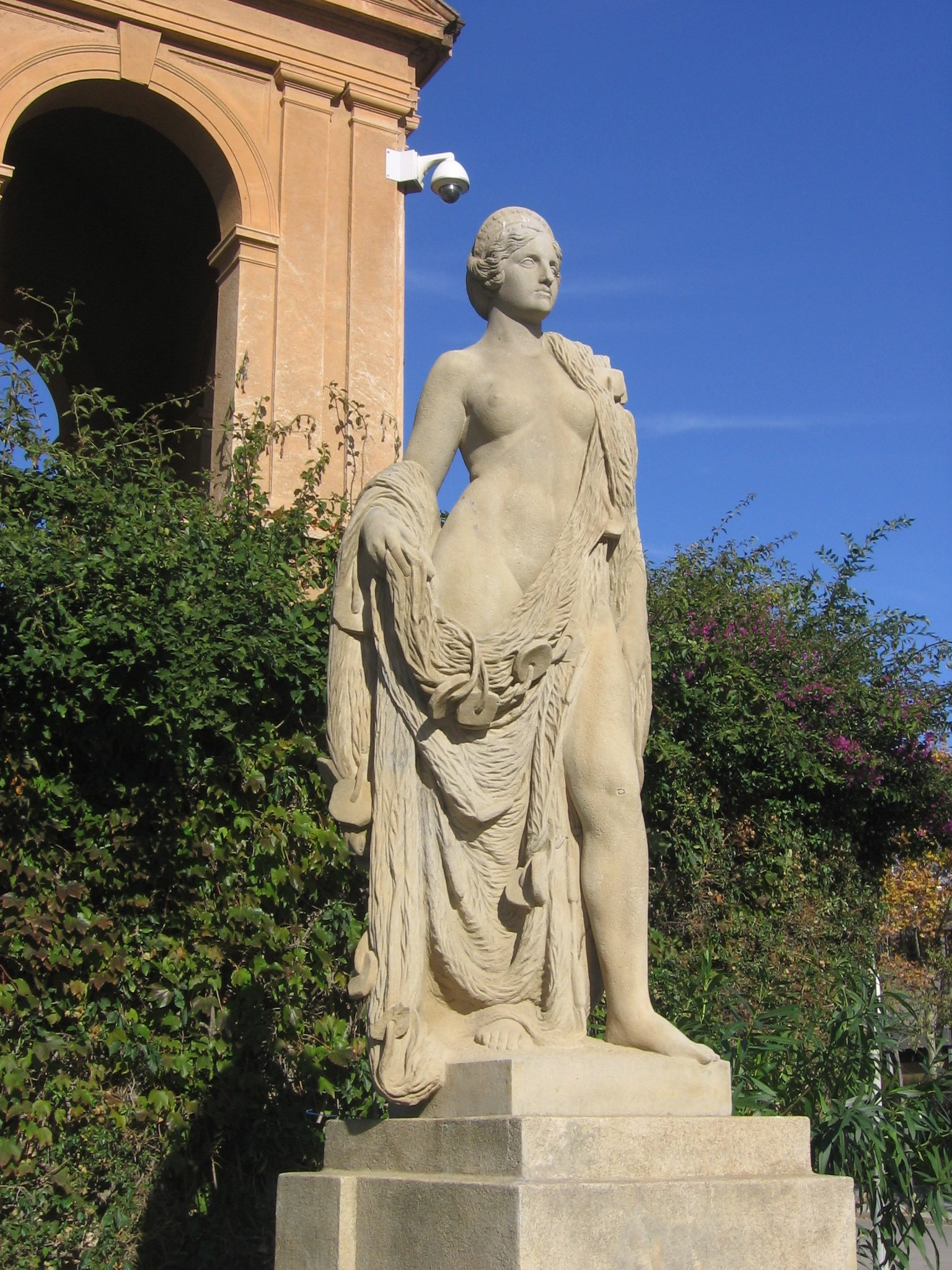
Marina (1929), de Eusebi Arnau, Palacio Real de Pedralbes.
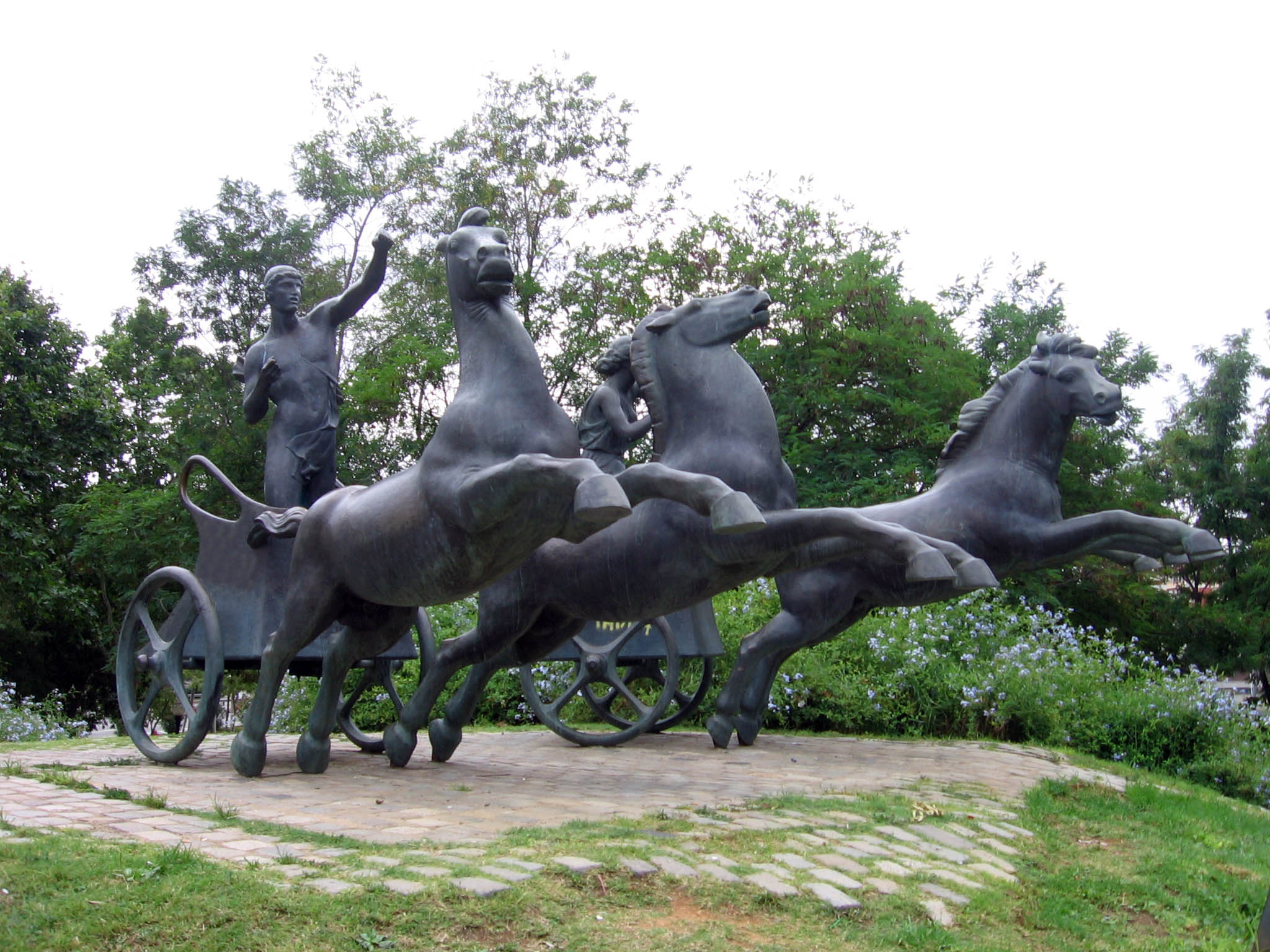
Aurigas olímpicos (1929), de Pablo Gargallo (copia en el parque de Can Dragó).
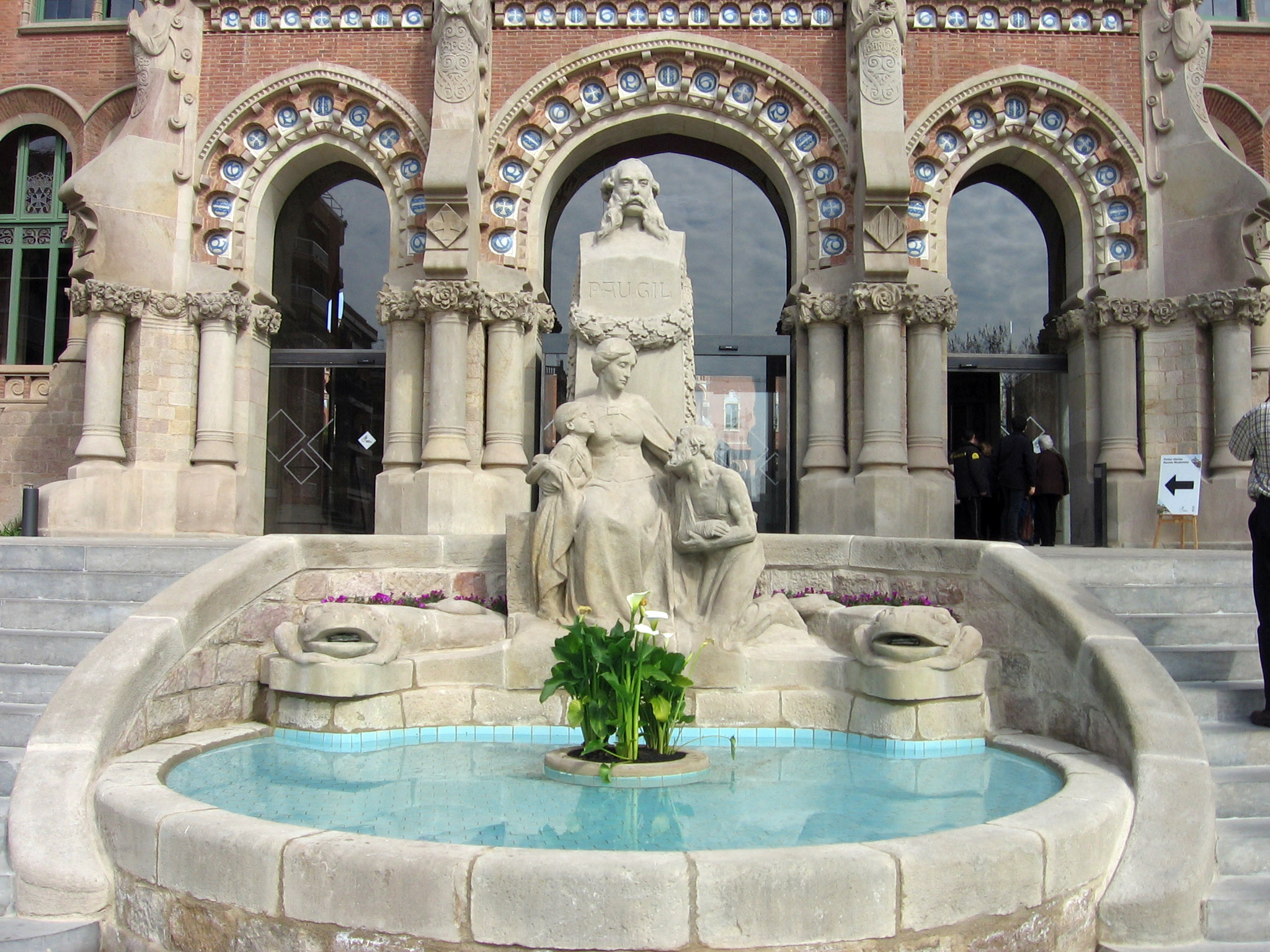
Monumento a Pau Gil (1930), de Eusebi Arnau, Hospital de la Santa Cruz y San Pablo.
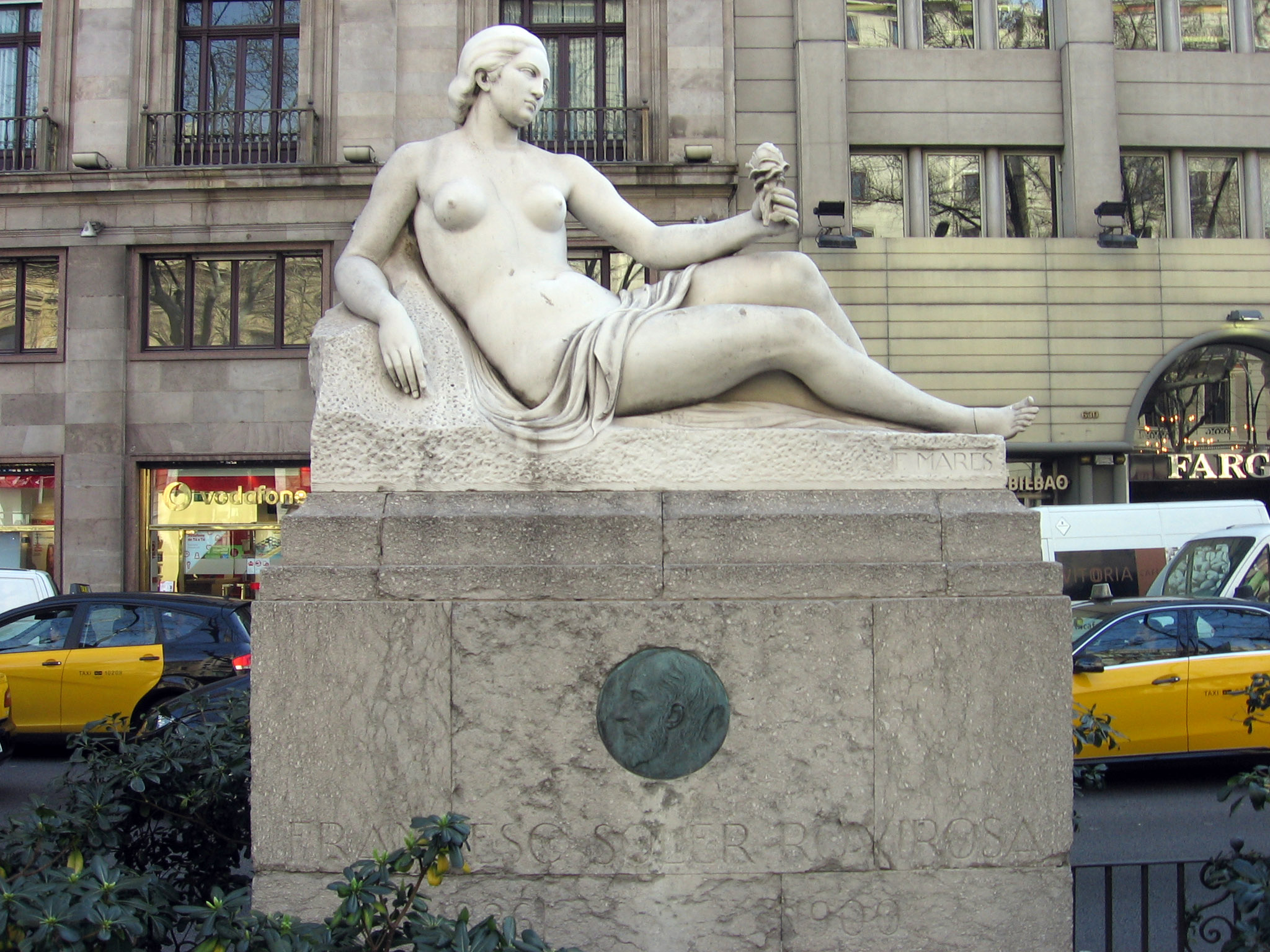
A Francesc Soler i Rovirosa (1930), de Frederic Marès, Gran Vía de las Cortes Catalanas.
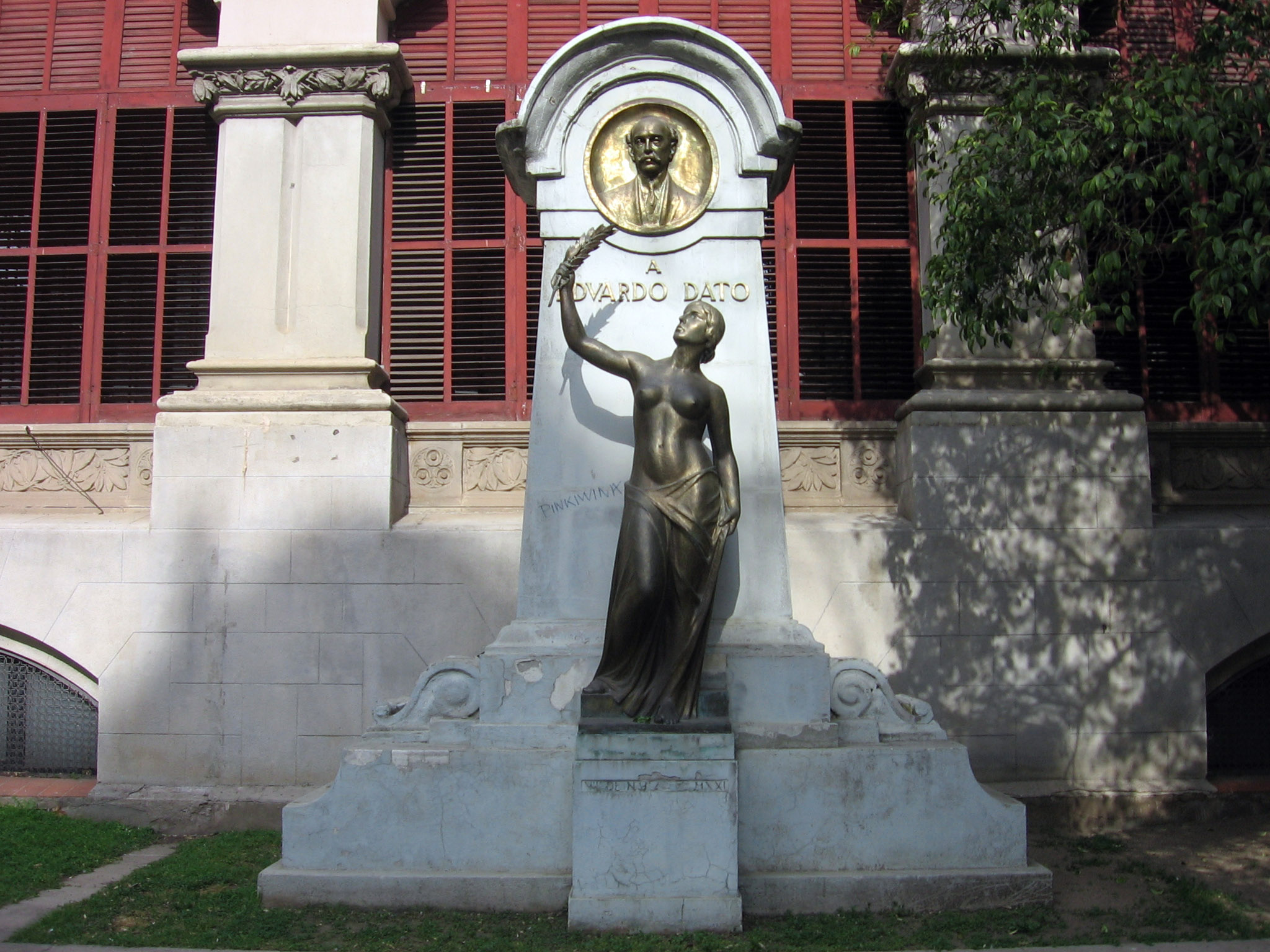
A Eduardo Dato (1930), de Jaume Duran, calle San Antonio María Claret.

#### Segunda República

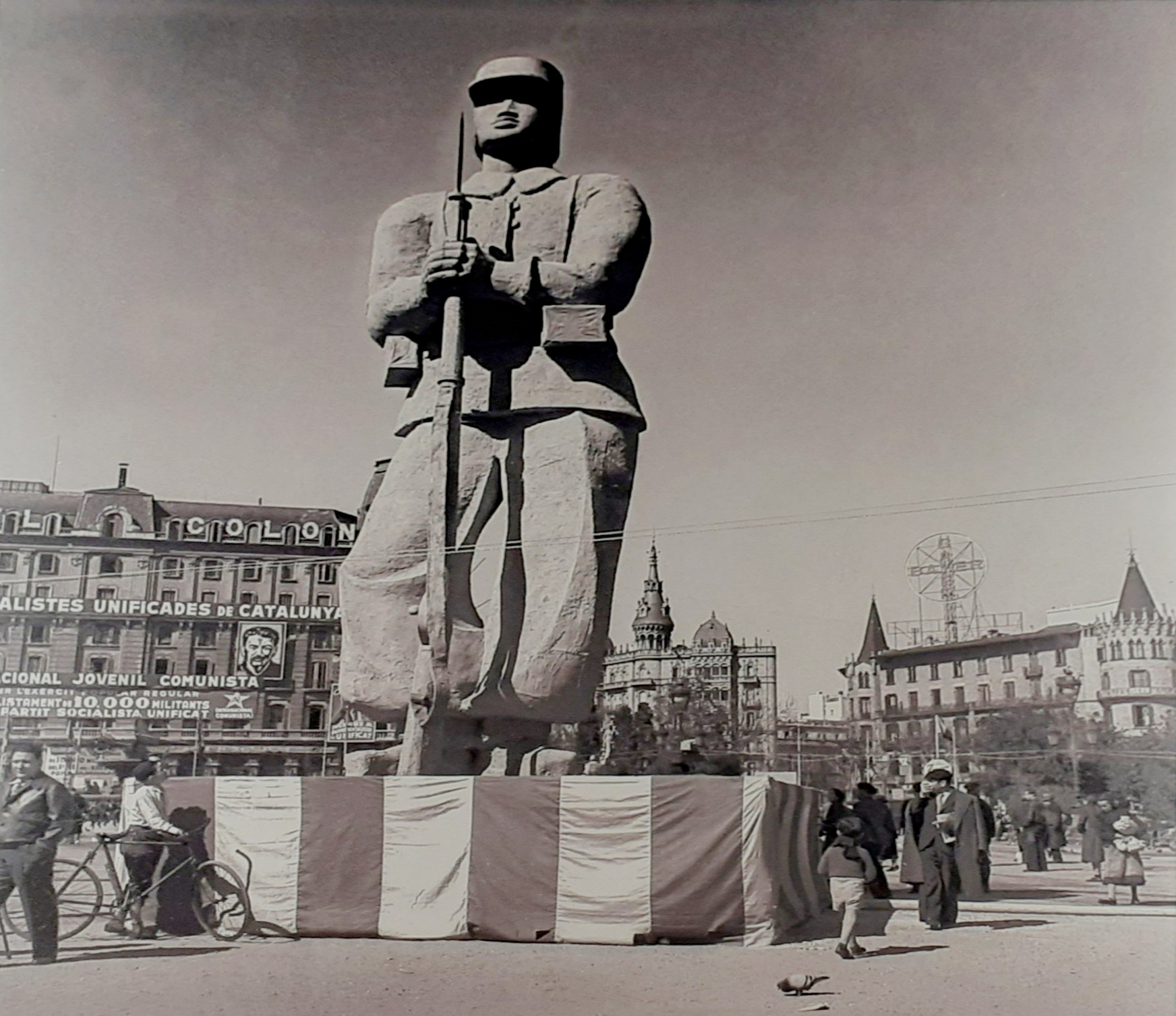
El soldado desconocido (1937), de Miquel Paredes

Durante los años de la Segunda República y la Guerra Civil no se realizaron excesivos monumentos, debido a la inestabilidad política y la convulsa situación del país. Uno de los primeros fue el Monumento a Pere Vila (1932), un indiano que dejó una disposición testamentaria para construir un colegio —que lleva su nombre— en el Salón de San Juan, junto al Arco de Triunfo, y al que se homenajeó con una escultura de bronce con tres figuras de niños y un escudo con el nombre del benefactor, obra de Josep Dunyach. En 1933 se instaló una placa-relieve en conmemoración del segundo aniversario de la República en las instalaciones de Radio Barcelona en el Tibidabo, obra de Àngel Tarrach, del que solo queda el soporte, ya que la inscripción fue borrada en tiempos de la dictadura. Al año siguiente se colocó un busto en honor del economista Guillem Graell i Moles en el paseo de San Juan con Córcega, obra de Vicenç Antón. Ese mismo año se instaló el busto de Narcís Oller en la plaza homónima, obra de Eusebi Arnau.

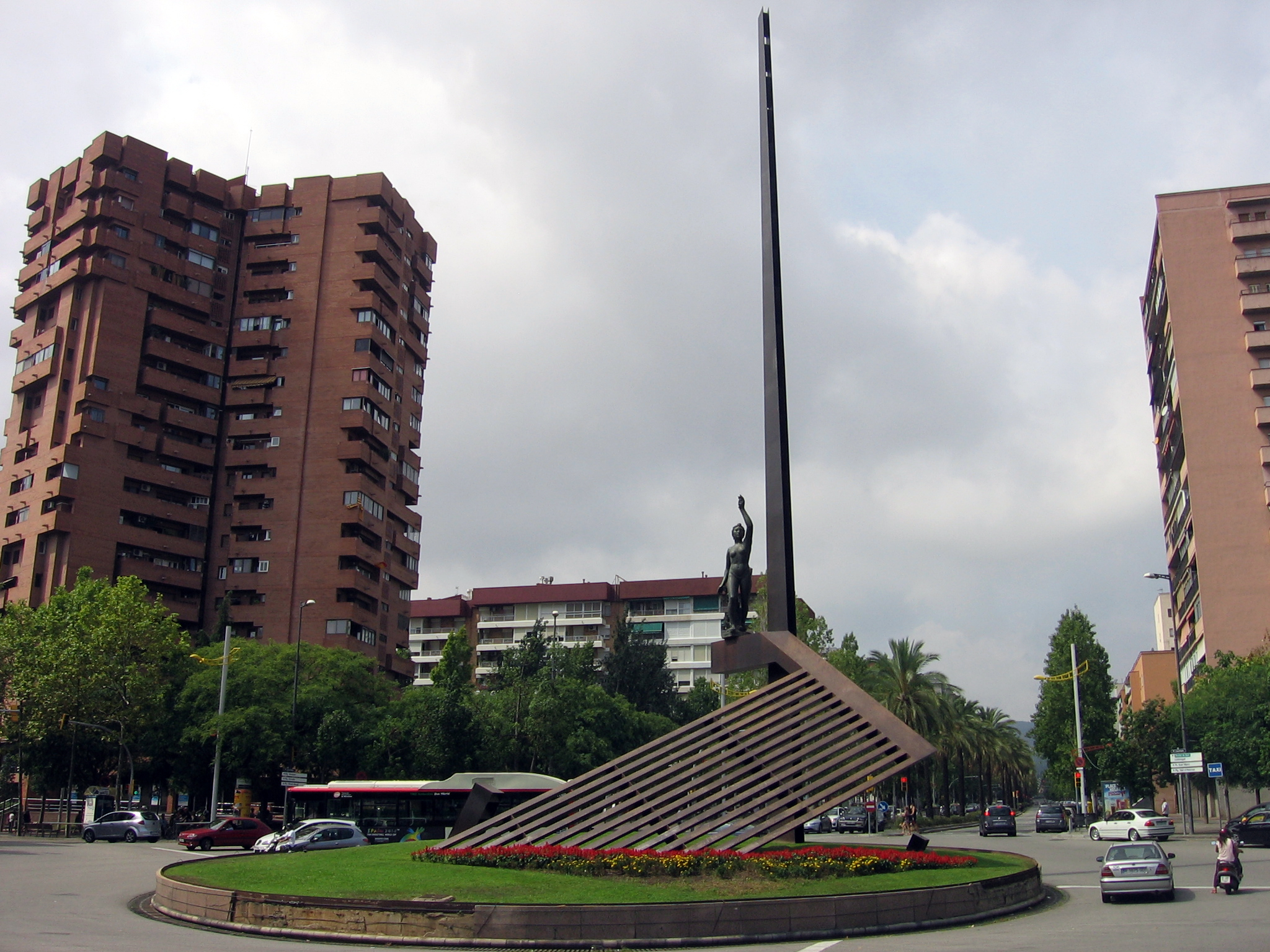
La República (Homenaje a Pi i Margall) (1934), de Josep Viladomat, plaza de la República.

El mismo 1934 se inauguró La República (Homenaje a Pi i Margall), un monumento dedicado a la Primera República Española, así como al que fue uno de sus presidentes, Francisco Pi y Margall. La idea surgió en 1915, decidiéndose su ubicación en la plaza del Cinco de Oros, en la confluencia de la avenida Diagonal con el paseo de Gracia. Sin embargo, el proyecto quedó postergado con la llegada de la dictadura de Primo de Rivera. Con el advenimiento de la Segunda República se volvió a retomar el proyecto, y se organizó un concurso público que ganó Josep Viladomat, con una imagen de la República en forma de desnudo femenino con un gorro frigio, con el brazo levantado y llevando un ramo de laurel, situada sobre un obelisco. Tras la Guerra Civil, las nuevas autoridades retiraron la estatua, que fue sustituida por una alegoría de la Victoria de Frederic Marès. La estatua fue guardada en un almacén municipal, hasta que con la llegada de la democracia fue recuperada, aunque se colocó en otro lugar, la plaza de la República, como parte integrante de un monumento de nueva construcción, que corrió a cargo de los arquitectos Albert Viaplana y Helio Piñón, en forma de una estructura de acero corten de 30 metros de altura, de aspecto abstracto.

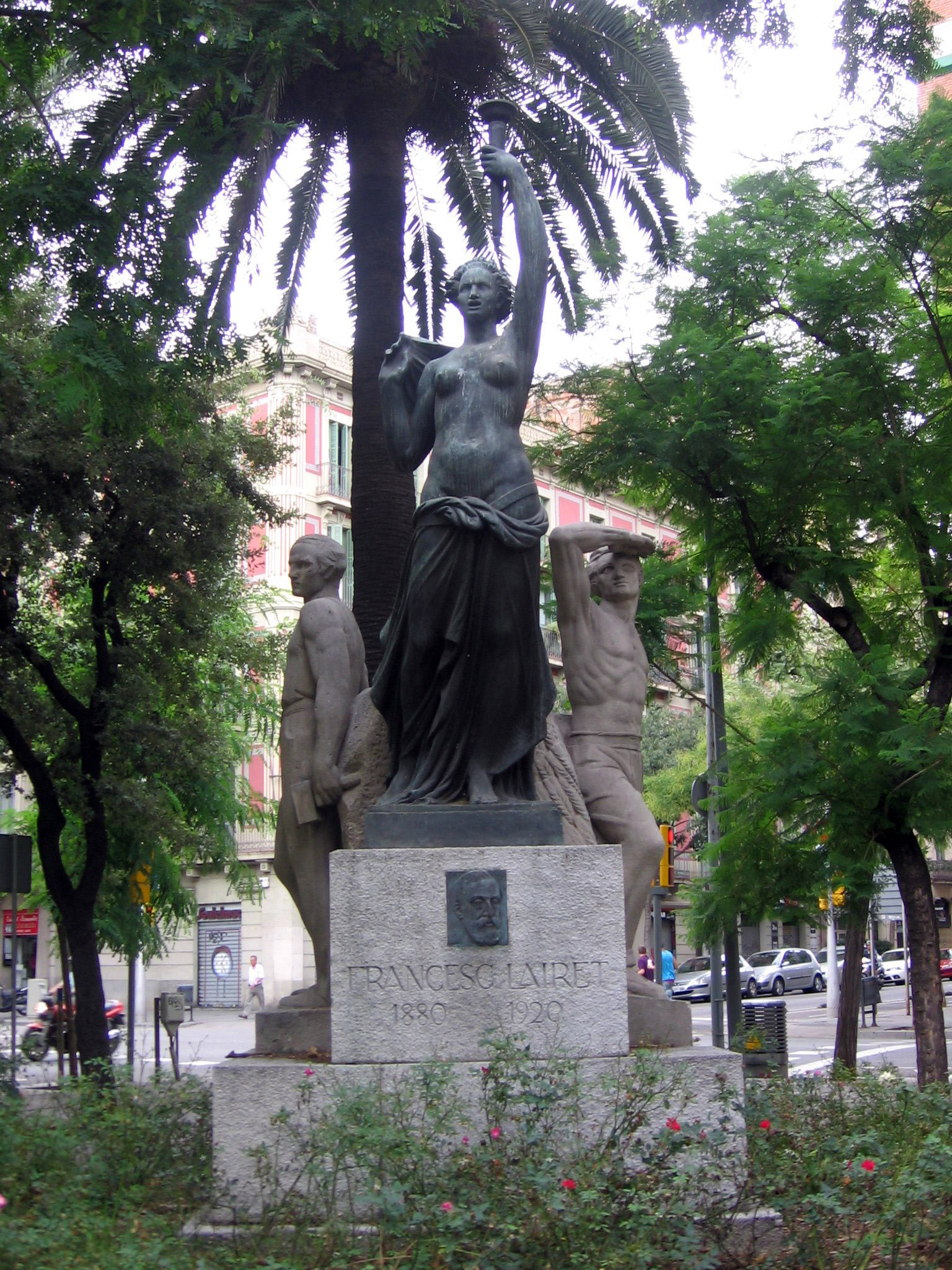
A Francesc Layret (1936), de Frederic Marès, plaza de Goya.

En 1935 se coronó el Templo Expiatorio del Sagrado Corazón, situado en el Tibidabo, con la escultura de igual dedicación, una colosal figura de 8 metros de altura —la más alta entonces en España— realizada por Frederic Marès. La estatua, de bronce, fue fundida durante la Guerra Civil para forjar material bélico, y sustituida por otra en 1961, obra de Josep Miret. Ese año se instaló en el paseo de San Juan un monumento dedicado al pedagogo de sordomudos Juan de Pablo Bonet, con un monolito del arquitecto Joan Vidal y dos medallones de Josep Marquès, que fue ampliado en 1966 con la imagen de otro pedagogo, Fray Pedro Ponce de León, obra de Josep Miret. También ese año se colocó en la plaza de La Puntual el busto a Santiago Rusiñol, obra de Enric Clarasó. Ya en 1936 se instaló en el parque de la Ciudadela el Monumento a los Voluntarios Catalanes, en recuerdo a los que por propia voluntad participaron en la Primera Guerra Mundial, obra de Josep Clarà en forma de un hombre desnudo con los brazos alzados y portando una rama de laurel; tras la guerra, se quitó la dedicatoria de la placa y se cubrió los genitales con una hoja de parra.
También en 1936 se realizó el homenaje A Francesc Layret, un abogado laboralista asesinado por pistoleros a sueldo del Sindicato Libre —vinculado a la patronal— en 1920. Se colocó en la plaza de Sepúlveda —actual plaza de Goya—, y fue obra de Frederic Marès. En 1939, tras la Guerra Civil, las nuevas autoridades procedieron a desmontar el monumento, que fue guardado en un almacén municipal, hasta que con la llegada de la democracia fue restaurado en su ubicación original. El monumento tiene un carácter alegórico: sobre un pedestal en forma de podio se alza una figura de mujer realizada en bronce, con el torso desnudo y el brazo izquierdo alzado portando una antorcha, que simboliza la República; a sus lados se encuentran dos figuras masculinas en piedra, que representan un campesino y un obrero, mientras que en la parte posterior se halla otra figura de mujer llevando un niño en brazos, en personificación de los desvalidos.
Poco después que el de Layret se inauguró el monumento al médico y político Domènec Martí i Julià, uno de los ideólogos del catalanismo de izquierdas, situado junto al Instituto Frenopático de la Diagonal, que había dirigido, con una obra de Josep Dunyach en forma de figura femenina en actitud de lanzar flores. De la época de la guerra solo se conserva un monumento, el dedicado a Apel·les Mestres (1938), situado en el parque de la Font del Racó, en la falda del Tibidabo, obra de Francesc Socías. Sin embargo, cabe citar una obra emblemática, El soldado desconocido (1937), de Miquel Paredes, una figura de un miliciano con un fusil, de doce metros de altura, ubicada en la plaza de Cataluña y realizada con trozos de arpillera chapados de yeso y pintados de color terracota, que fue derribada tras la guerra.

#### La dictadura franquista

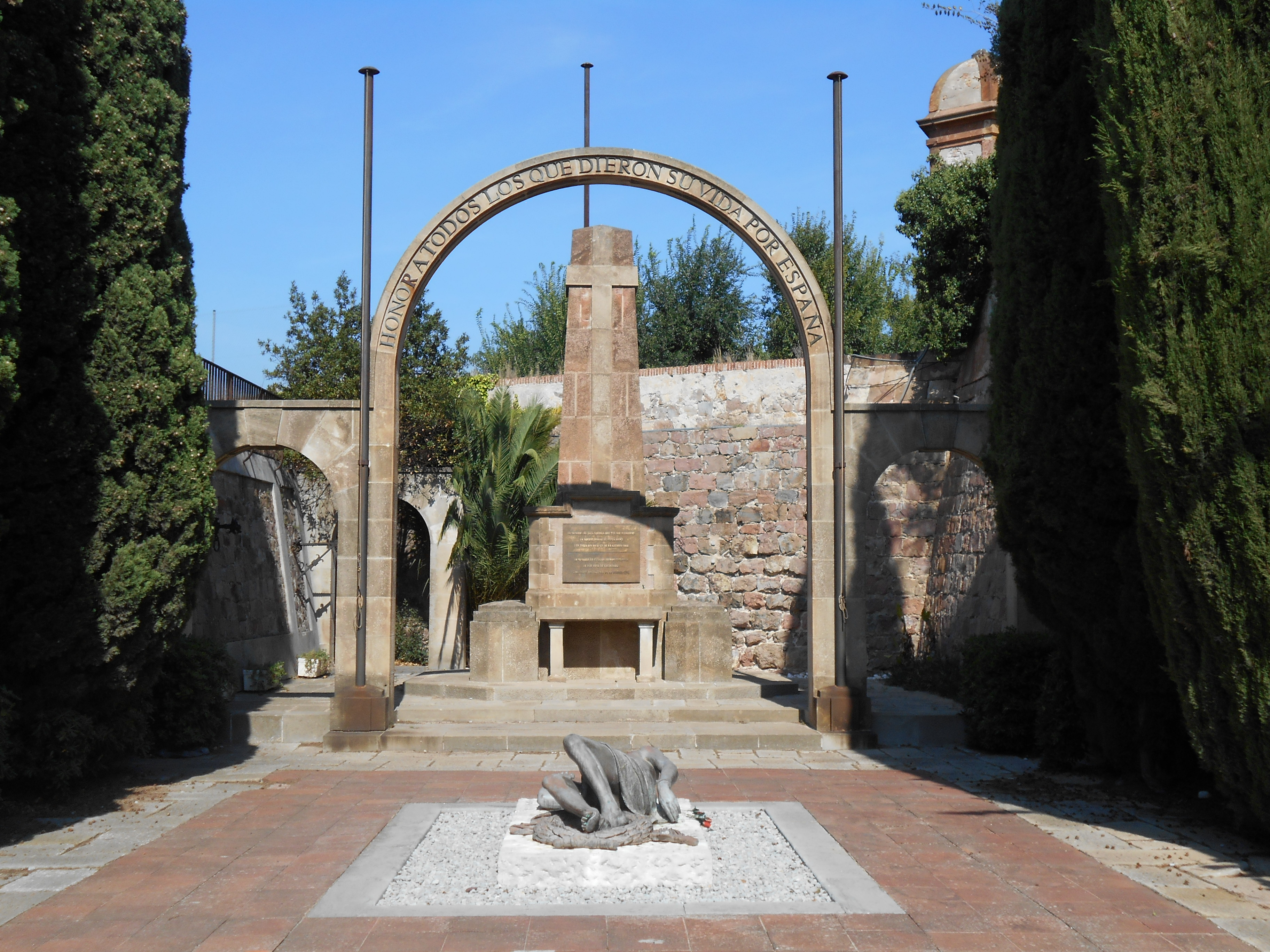
Monumento a los caídos (1940), Foso de Santa Elena, Castillo de Montjuïc.

Tras la Guerra Civil las nuevas autoridades propiciaron la destrucción o desinstalación de numerosos monumentos dedicados a personajes vinculados con la izquierda o el catalanismo, como La República (Homenaje a Pi i Margall), el Monumento al Doctor Robert, el dedicado a Francesc Layret, o las figuras de Rafael Casanova y Pau Claris. Otros monumentos o estatuas fueron reconvertidos al retirarse sus dedicatorias, especialmente por la derogación del uso oficial del idioma catalán, que conllevó la retirada o remodelación de numerosas placas y dedicatorias escritas en ese idioma; se dieron así casos como el Monumento a los Voluntarios Catalanes, el dedicado a Domènec Martí i Julià, el de Guillem Graell i Moles, el de Frederic Mistral, o las figuras de Jaime I y Joan Fiveller de la Casa de la Ciudad.

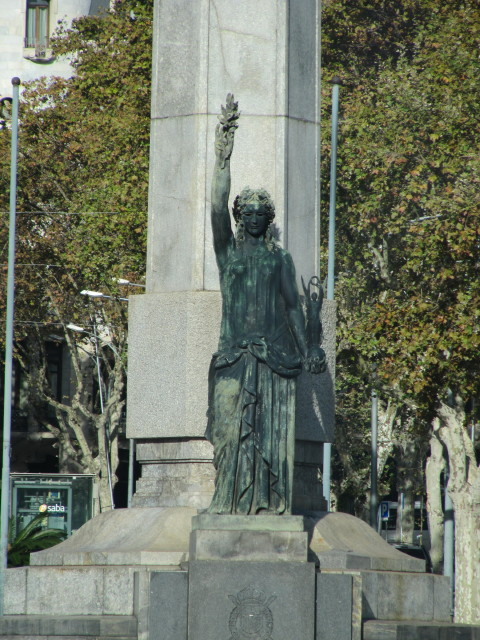
Victoria, escultura de Frederic Marès situada hasta 2011 en la plaza del Cinco de Oros de Barcelona.

En forma inversa, se procedió a la reconstrucción de numerosos monumentos vinculados a la derecha destruidos durante la contienda. Uno de los escultores que recibió más encargos en ese sentido fue Frederic Marès, un artista del gusto del nuevo régimen franquista, quien entre 1944 y 1954 restauró o reconstruyó numerosas obras de arte público, como el Monumento a Antonio López en la plaza de Idrissa Diallo, obra original de Venancio Vallmitjana de 1884; A Joan Güell i Ferrer, obra de Rossend Nobas sita en la Gran Vía con Rambla de Cataluña; el Monumento al General Prim, obra de Lluís Puiggener, ubicada en el parque de la Ciudadela; y Al Canónigo Rodó, obra del propio Marès que recompuso posteriormente de forma diferente. También se encargó de la sustitución del Monumento a la República por uno a la Victoria, en la plaza del Cinco de Oros. Paradójicamente, la estatua de la Victoria de Marès había sido concebida como de la República y había competido con la de Josep Viladomat en el concurso de adjudicación de 1932. Para su adaptación, Marès tuvo que hacer algunas modificaciones en su obra, como tapar el torso anteriormente desnudo. La estatua fue retirada en 2011, y actualmente solo queda el obelisco.
En esta época hubo una gran proliferación de monumentos, ya que la dictadura utilizó el arte como medio propagandístico de su ideario: según Alexandre Cirici, «la estética aparece como un elemento esencial del franquismo, de la misma manera que fue un elemento esencial en todos los fascismos». Los primeros monumentos erigidos por las nuevas autoridades franquistas, el mismo 1939, fueron improvisados y efímeros: el 19 de mayo, «día de la Victoria», se colocó una lápida con el parte de guerra en la fachada del Ayuntamiento; el 29 de abril se puso una cruz a los caídos en el Hospital de San Pablo; el 7 de mayo se instaló un obelisco en conmemoración del 2 de mayo en la plaza de Cataluña; y el 19 de julio se colocó en el Portal de la Paz un arco de triunfo en honor a Galeazzo Ciano, de visita en la ciudad.

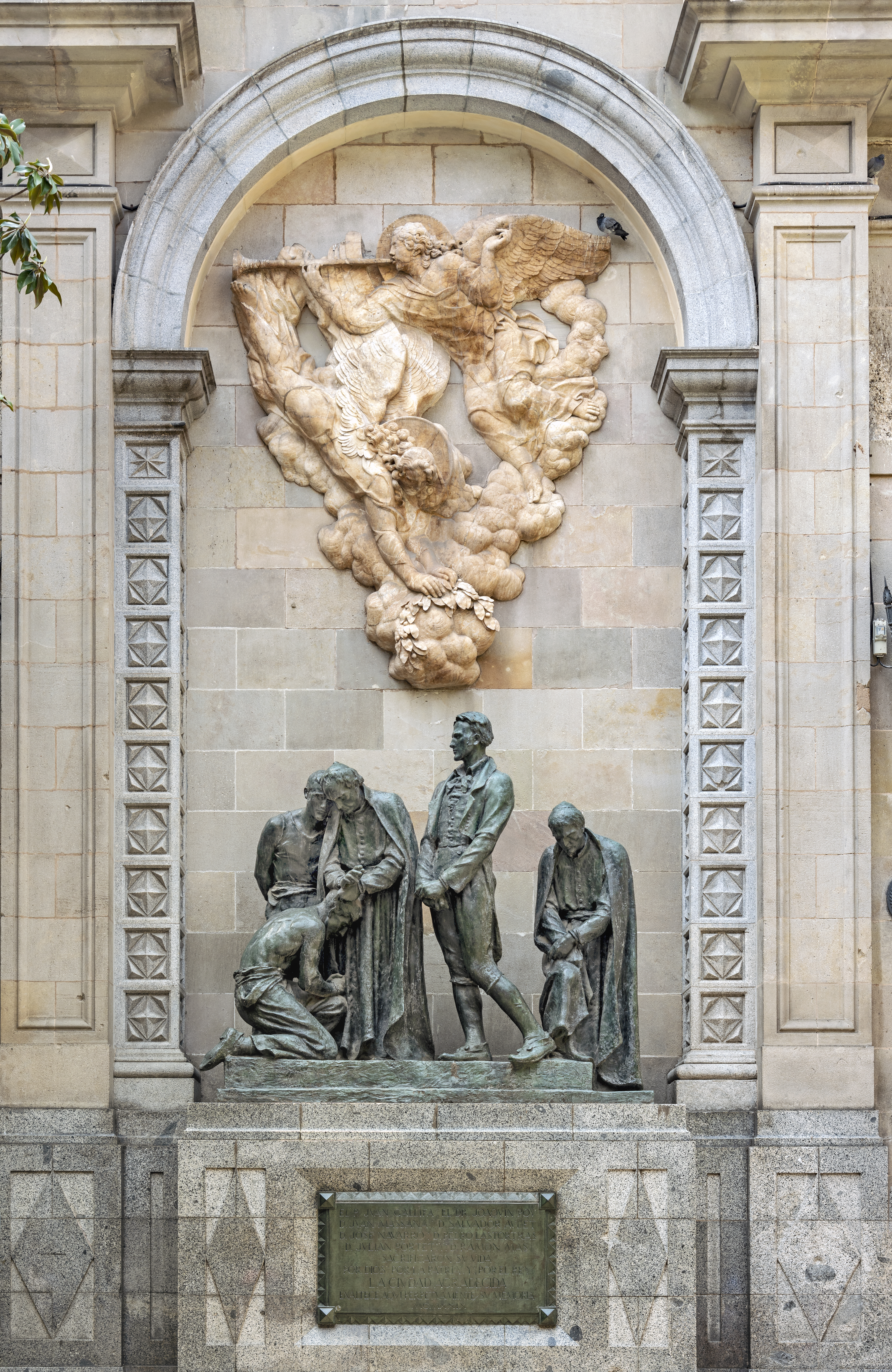
Monumento a los Mártires de la Independencia (1941), de Josep Llimona, plaza Garriga i Bachs.

El primer monumento definitivo y con carácter más planificado fue el dedicado a los Caídos en el Foso de Santa Elena del Castillo de Montjuïc, realizado en 1940 por los arquitectos Manuel Baldrich, Joaquim de Ros i de Ramis, Josep Soteras y Manuel de Solà-Morales, y los escultores Miquel y Llucià Oslé. El monumento constaba de tres arcos —el del medio, más alto y ancho—, un altar y un sepulcro coronado por un obelisco con una cruz, además de una lápida donde se encontraba la escultura realizada por los hermanos Oslé, una figura yacente con una corona de laurel a los pies.
Al año siguiente se inauguró el Monumento a los Mártires de la Independencia, un grupo realizado en bronce por Josep Llimona en 1930, y que fue colocado en la plaza Garriga i Bachs, con el añadido de un relieve de alabastro con dos ángeles envueltos en una nube en la parte superior de la hornacina, confeccionado para la ocasión por Vicenç Navarro. Le siguió el Monumento al pintor Fortuny, sito en la calle del mismo nombre, una obra de Miquel Oslé realizada en 1922, pero cuya instalación había sido interrumpida por la guerra, y que se colocó finalmente en 1942. Al año siguiente se instaló en la calle Obispo el monumento a Manuel Irurita, obispo de Barcelona asesinado durante la Guerra Civil, obra de Vicenç Navarro.
En 1947 se instalaron varias fuentes en los distritos del Ensanche y Gracia, siguiendo con la tradición iniciada en los años 1910-1920: se trata de la Fuente de Blancanieves, de Josep Manuel Benedicto, en la plaza de Gala Placidia; la Fuente del Niño Pescador, del mismo autor, en Diagonal/Casanova; y la Fuente de Rut, de Josep Maria Camps i Arnau, en la plaza de la Virreina. Al año siguiente se colocó en la Clínica Alianza el Monumento a Josep Girona i Trius, de Antonio Ramón González.

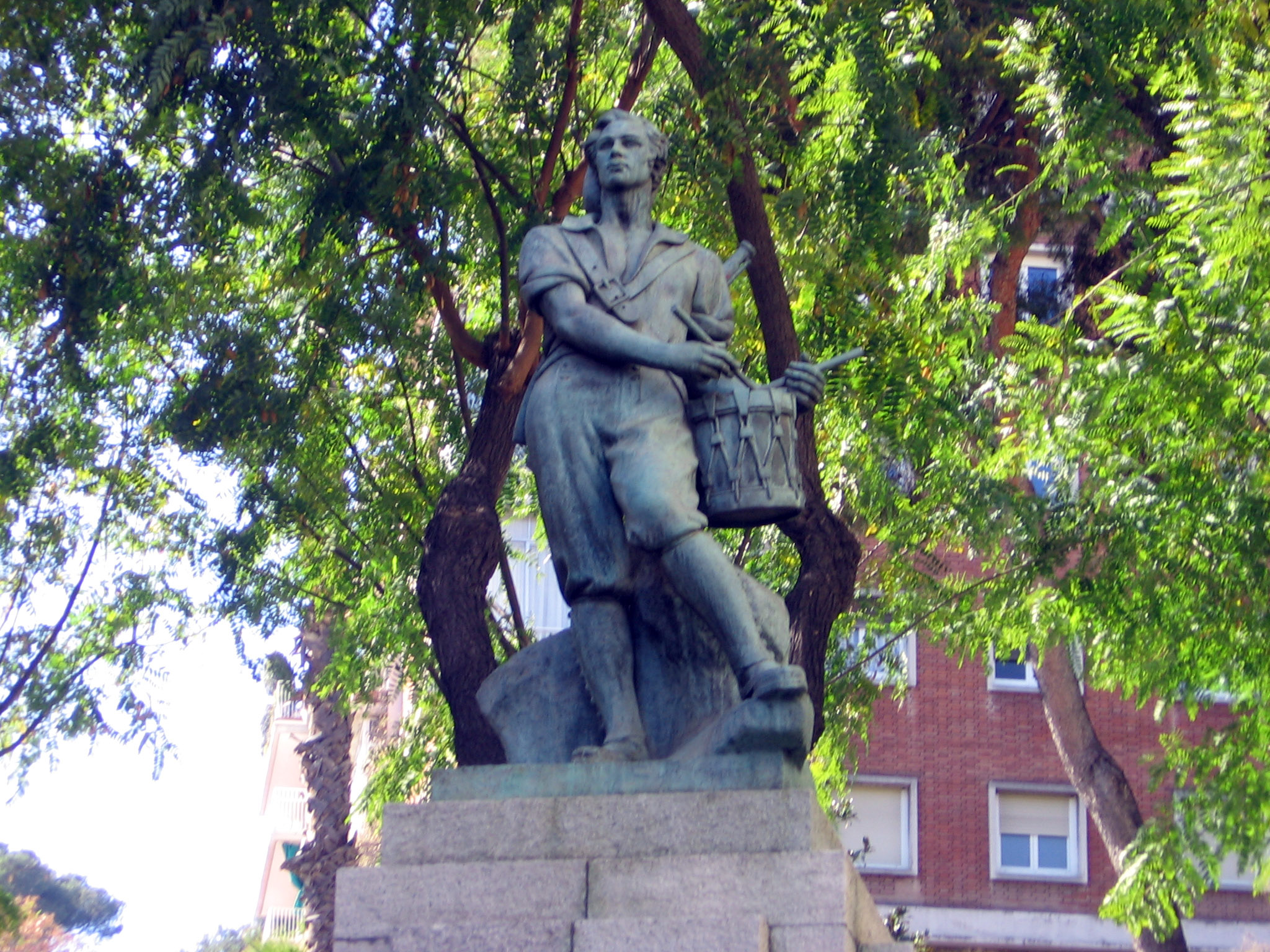
Tamborilero del Bruc (1951), de Frederic Marès, calle Corinto.

En 1950 se inauguró otro monumento concebido y realizado antes de la guerra, el dedicado a Ramón Berenguer III el Grande, una estatua ecuestre elaborada por Josep Llimona, que fue colocada en la plaza homónima, junto a la capilla de Santa Águeda y los restos de la muralla medieval. Al año siguiente se inauguró otro Monumento a los Caídos en la avenida Diagonal —entonces avenida Generalísimo Franco—, frente al Palacio Real de Pedralbes, obra de los arquitectos Adolfo Florensa y Joaquim Vilaseca y del escultor Josep Clarà, compuesto de una columnata semicircular con una gran cruz al fondo, y un conjunto escultórico formado por dos hombres, uno sosteniendo al otro, moribundo; la escultura fue destruida en 2001 por la Plataforma Antifascista de Barcelona, y el conjunto fue desmontado en 2005. También en 1951 Frederic Marès recibió el encargo del gobernador civil de ejecutar una obra sobre el Tamborilero del Bruc, cuyo original en piedra fue instalado al año siguiente en el pueblo del Bruc, y del que se realizaron varias copias en bronce, que fueron instaladas en la sede del Gobierno Civil (1953, trasladada en 1982 al cuartel de la Guardia Civil de Manresa), en la calle Corinto (1956) y en el Castillo de Montjuïc (1962).
Uno de los acontecimientos más importantes de la primera época del franquismo en la ciudad fue la celebración del XXXV Congreso Eucarístico Internacional en 1952. Para la ocasión se realizaron varias actuaciones, como la fuente ornamental del paseo de Gracia con Gran Vía, obra de Josep Soteras, o la reforma de la plaza Calvo Sotelo —actual plaza Francesc Macià—, que incluyó la escultura Juventud, de Josep Manuel Benedicto. Posteriormente, en 1961 se colocó un Monumento a Pío XII en la plaza que lleva el nombre del pontífice, que había sido el centro neurálgico del evento; obra de Julià Riu i Serra, está compuesta por un monolito de piedra calcárea que representa una sotana blanca, y un poste de forma cónica hecho de bronce, que simboliza un báculo papal.
En 1955 se constituyó el Monumento a los Héroes de Espinosa de los Monteros, en la plaza homónima —actual plaza de Prat de la Riba—, en honor de los catalanes fallecidos en esa batalla, una figura portando una bandera y en posición de firmes, obra de Joan Puigdollers; en 1979 fue retirada y guardada en un almacén municipal, y su lugar lo ocupa ahora un Monumento a Prat de la Riba, de Andreu Alfaro. De esa fecha proceden igualmente las estatuas situadas en los Jardines de Can Sentmenat, en el distrito de Sarrià-Sant Gervasi, una finca perteneciente a los marqueses de Sentmenat originaria del siglo XVIII, que fue ornamentada con unas esculturas de simbología heráldica realizadas por Joaquim de Sentmenat; el conjunto pasó al patrimonio público en 1995.

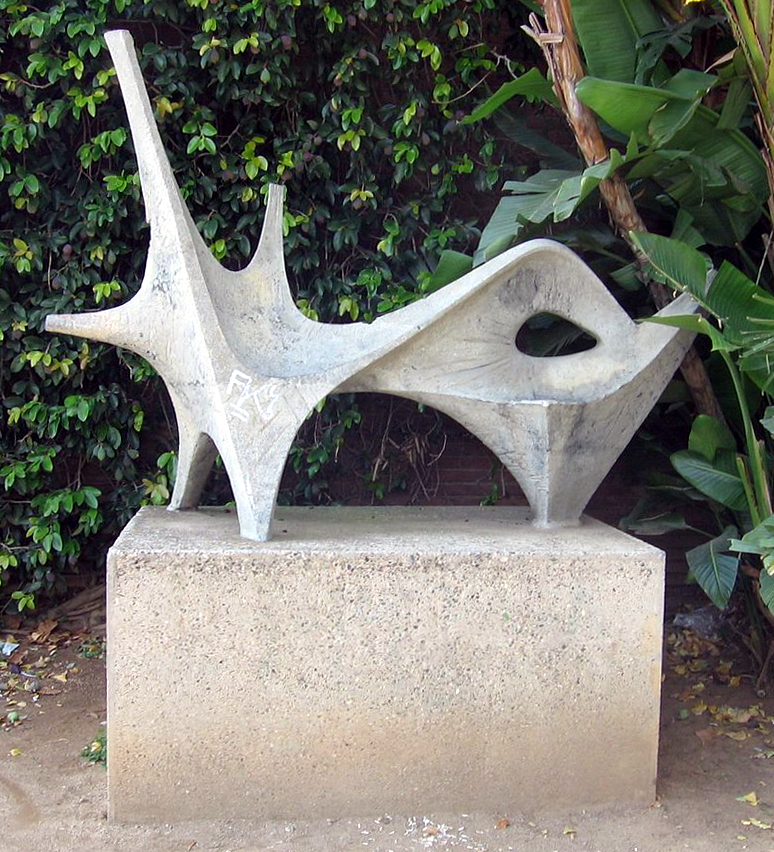
Forma 212 (1957), de Josep Maria Subirachs, paseo del Valle de Hebrón, primera obra abstracta colocada en la vía pública de Barcelona.

Un cambio de rumbo se produjo en 1957, cuando se instaló en los Hogares Mundet del paseo del Valle de Hebrón una obra titulada Forma 212, de Josep Maria Subirachs, que fue la primera obra abstracta situada en un espacio público de la ciudad, lo que abriría una nueva etapa de mayor permisividad y apertura estética hacia las nuevas corrientes artísticas en la ciudad, no sin ciertas críticas en sus inicios por parte de los sectores más conservadores. Ese año coincidió con la llegada a la alcaldía de José María de Porcioles, quien se mantuvo en el cargo hasta 1973, y cuyo mandato se caracterizó por un mayor aperturismo y por un gran impulso a la actividad constructora y la mejora urbanística de la ciudad —que llevó parejo un fuerte grado de especulación inmobiliaria—, en una etapa conocida como «porciolismo».
Pese a este nuevo aperturismo, las primeras realizaciones de esta etapa tardofranquista siguieron las ortodoxas directrices del régimen, como la estatua de la Merced —patrona de la diócesis de Barcelona— situada en la basílica homónima en 1959, obra de los hermanos Miquel y Llucià Oslé que sustituía la imagen original de 1888 —obra aquella de Maximí Sala—, destruida en la Guerra Civil. Por otro lado, en 1963 se colocó una estatua ecuestre del general Franco en el castillo de Montjuic, obra de Josep Viladomat —autor, paradójicamente, de la figura de la República en 1934—; la estatua fue retirada en 2008 y guardada en un almacén municipal, de donde se le sustrajo la cabeza en un momento indeterminado. Igualmente, en 1964 se inauguró en la calle Infanta Carlota —actual avenida Josep Tarradellas— el Monumento a José Antonio Primo de Rivera, obra del arquitecto Jordi Estrany y el escultor Jordi Puiggalí. Constaba de un monolito de mármol negro de 18 metros de altura, erigido sobre un estanque, con un basamento de hormigón con relieves de cerámica con escenas de personajes populares, además de un retrato del fundador de la Falange y, en lo alto, el símbolo falangista del yugo y las flechas. Los símbolos fueron retirados en 1981, y el monumento finalmente derribado en 2009.

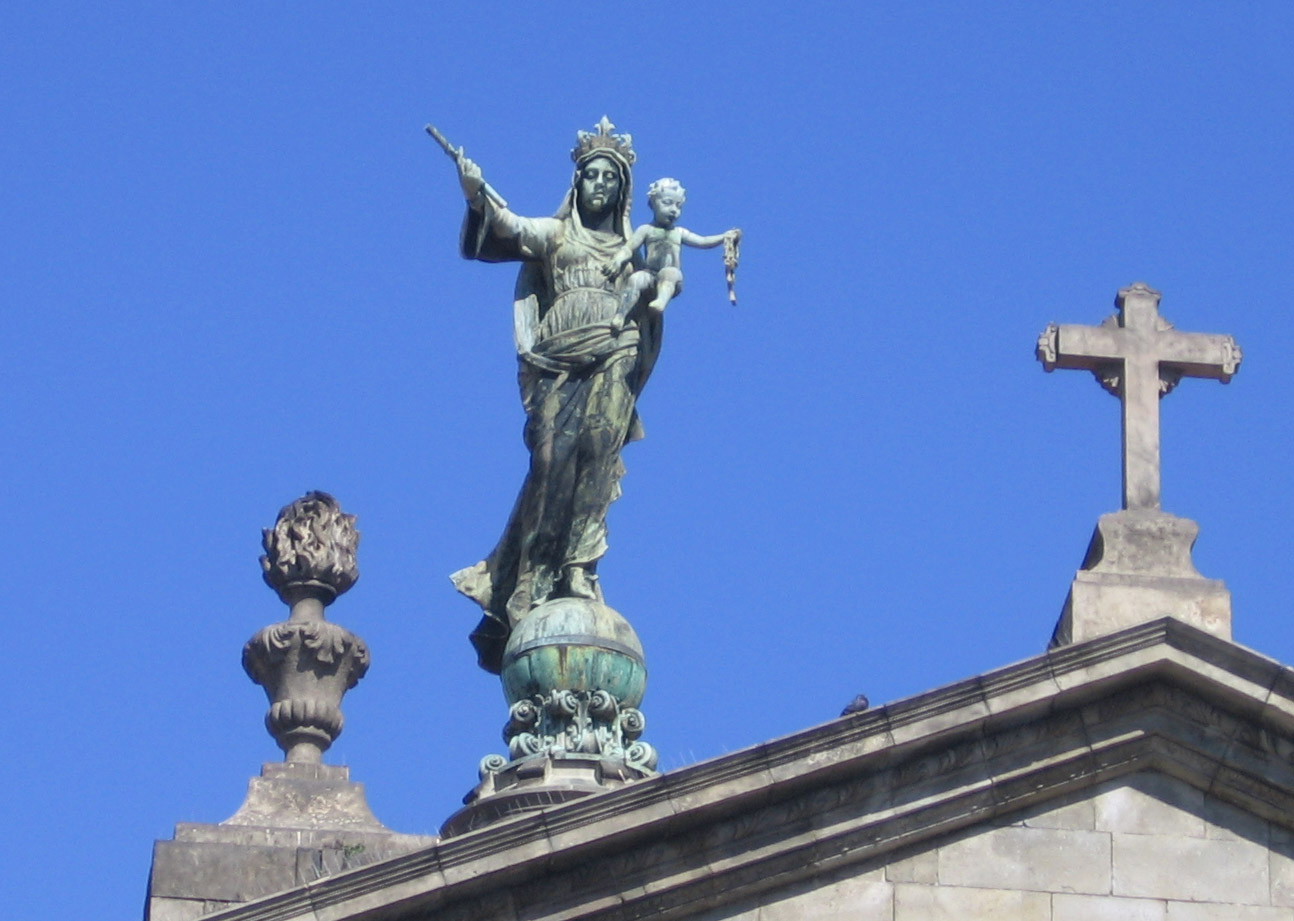
Merced (1959), de Miquel y Llucià Oslé, Basílica de la Merced.

Aparte de estos monumentos la era porciolista se caracterizó por una gran profusión de estatuaria pública, aunque por lo general partiendo de iniciativas particulares, y procurando evitar cualquier connotación política. Eran obras de diferente sello estilístico, sin ninguna planificación general, que fueron surgiendo de forma espontánea y con cierta improvisación. Según Alexandre Cirici, las obras de esta época son una mezcla de «academicismo monjil» y «pseudopicassismo» que daría por resultado un estilo híbrido y kitsch.
Durante esta época se produjeron numerosas actuaciones en el conjunto de parques y jardines, que vivieron una época de esplendor bajo las directrices de Lluís Riudor y Joaquim Casamor. En 1961 se organizó un concurso para proveer de esculturas las zonas verdes de la ciudad, en el que se adquirieron diez obras: Maternidad, de Jacinto Bustos Vasallo, en la plaza del Congreso Eucarístico; otra Maternidad, de Camil Fàbregas i Dalmau, en el parque de Monterols —actualmente retirada—; El niño del aro, de Joaquim Ros i Bofarull, en el parque del Guinardó; Reposo, de Claudi Tarragó, en el Zoo; La barca, de Gabriel Alabert, en la plaza de Vicenç Martorell; Adolescente, de Martí Llauradó, en la Rambla del Pueblo Nuevo; 23 de abril, de Antonio Ramón González, en los Jardines de Moragas —actualmente retirada—; Reposo, de Josep Viladomat —sobre un original de Manolo Hugué—, en los Jardines de Laribal; La lección, de Manuel Silvestre de Edeta, en la plaza Adriano; y La bien plantada, de Eloísa Cerdán, en el Turó Park. Además, se decidió la colocación de cuatro esculturas abstractas, en una clara apuesta por la innovación: Evocación marinera (1961), de Josep Maria Subirachs, en el paseo de Juan de Borbón; Ingeniería textil (1961), de Ángel Ferrant, en la plaza de Ferran Casablancas; Ritmo y proyección, de Marcel Martí, en la plaza de Montbau; y Evocación del trabajo (1961), de Eudald Serra, en la plaza Carles Buïgas.

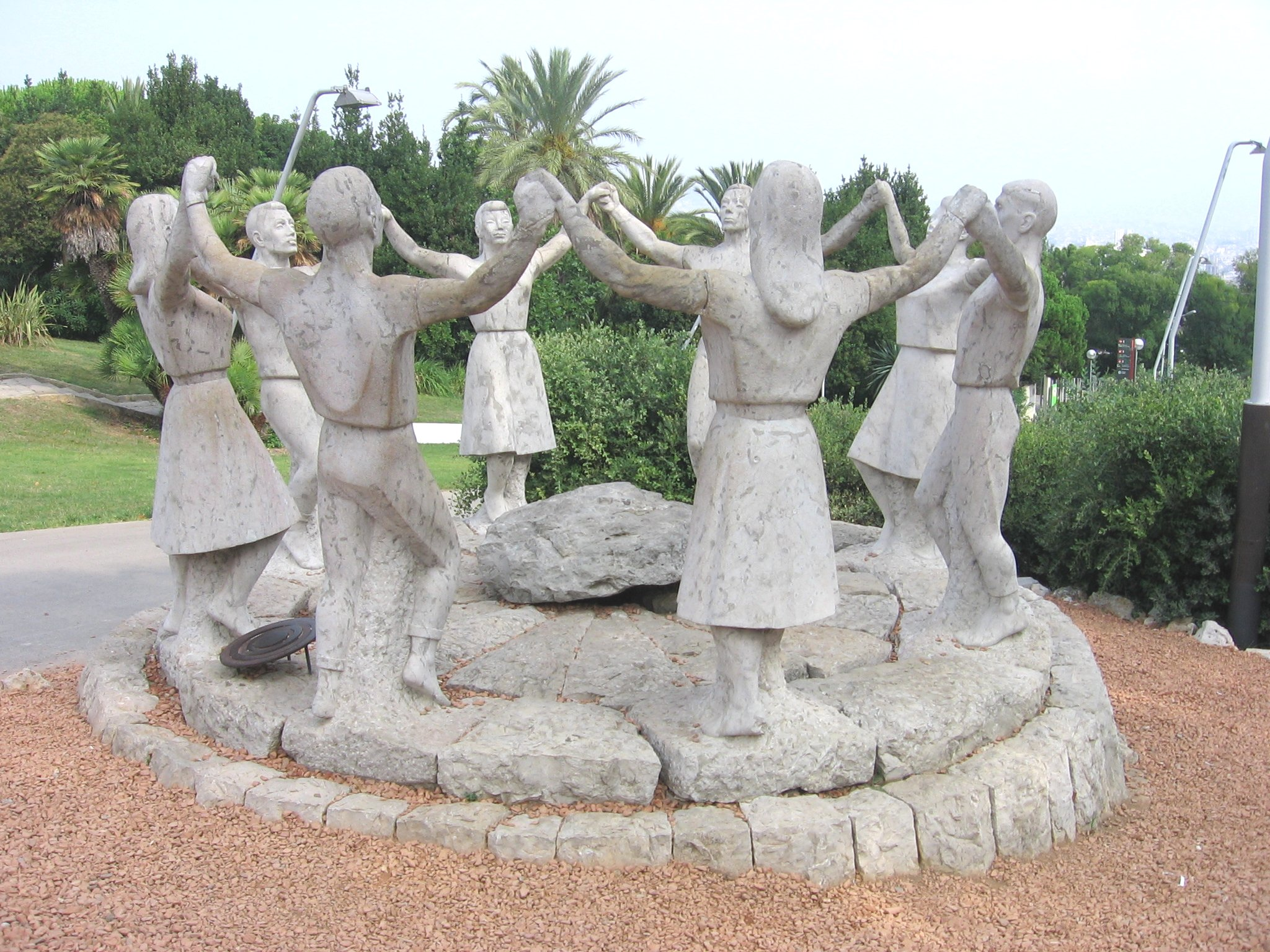
Monumento a la Sardana (1965), de Josep Cañas, Jardines de Joan Brossa.

Con relación a los parques y jardines, el mayor número de obras se puso en la montaña de Montjuïc: en 1960, con la donación a la ciudad del Castillo de Montjuïc, se instaló en sus aledaños el Mirador del Alcalde, con una fuente diseñada por Carles Buïgas y la escultura Homenaje a Barcelona, de Josep Maria Subirachs. En 1970 se inauguraron tres nuevos jardines: los de Mosén Costa i Llobera, con las esculturas La encajera, de Josep Viladomat, y El ave de los temporales, de Joaquim Ros i Bofarull; los de Mosén Cinto Verdaguer, que incluyen una Maternidad, de Sebastià Badia, y Joven de los lirios (Homenaje a Jacint Verdaguer), de Ramon Sabí; y los Jardines de Joan Maragall, ubicados en torno al Palacio de Albéniz, residencia de la Familia Real Española durante sus visitas a la Ciudad Condal, que presenta un amplio conjunto de más de veinte esculturas, entre las que destacan Susana en el baño, de Théophile Barrau, Serena, de Pilar Francesch, Mujer recostada, de Enric Monjo, y Desnudo en el estanque, de Antoni Casamor. También en esas fechas se creó el Parque de Atracciones de Montjuïc —actualmente Jardines de Joan Brossa—, en el que también se colocaron diversas estatuas: el Monumento a la Sardana (1965), de Josep Cañas; A Carmen Amaya (1966), de Josep Cañas; A Joaquim Blume (1966), de Nicolau Ortiz; El Payaso (Charlie Rivel) (1972), de Joaquim Ros i Sabaté; Charlot (1972), de Núria Tortras. Otro grupo de esculturas se instaló a lo largo de la década de 1960 en el Zoo de Barcelona: Genoveva de Brabante (1959), de Montserrat Junoy; A la infancia (1959), de Elisa Reverter; San Francisco de Asís (1960), de Pere Jou; Delfín (1966), de Miquel Saperas; y A Walt Disney (1969), de Núria Tortras.

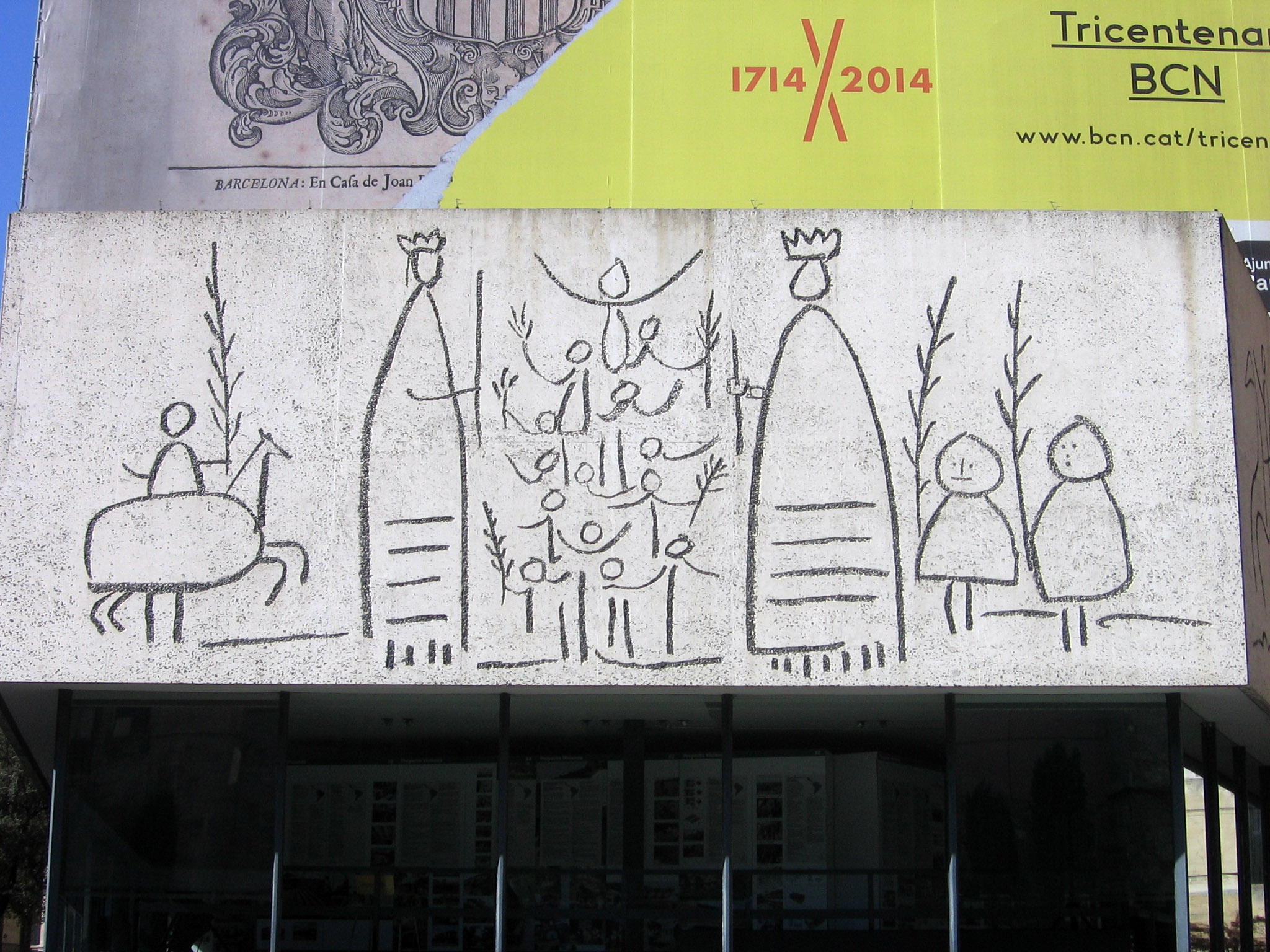
Friso del Colegio de Arquitectos de Cataluña (1962), de Pablo Picasso, plaza Nueva.

De este período también conviene remarcar dos actuaciones relacionadas con la arquitectura: los esgrafiados diseñados por Pablo Picasso para la fachada del Colegio de Arquitectos de Cataluña en la plaza Nueva (1962), que presenta tres frisos: el de los Infantes, el de la Senyera y el de la Alegría; y el friso realizado por Josep Maria Subirachs para el edificio Novísimo del Ayuntamiento de Barcelona sito en la plaza de San Miguel (1969), que incluye varias piezas sobre diversos temas relacionados con la historia de la ciudad, como Gala Placidia, el Condado de Barcelona, Santa Eulalia —patrona de Barcelona—, y varios elementos que simbolizan las letras, las artes, las ciencias, la filosofía, el comercio y la industria.
Del resto de obras de la era porciolista se podrían citar como más relevantes: Maja madrileña (1958), de Lluís Montané; El Ampurdán (1961), de Ernest Maragall; Mediterránea (1962), de Eulàlia Fàbregas de Sentmenat; el Monumento a Narcís Monturiol (1963), de Josep Maria Subirachs; Sideroploide (1963), de Salvador Aulèstia; Maternidad (1966), de Carlos Ferreira de la Torre; Fuente de la Violetera (1966), de Josep Viladomat; Espacio/Tiempo (1967), de Josep Maria Subirachs; el conjunto de animales de los Jardines de Jaume Vicens i Vives (1967), de Frederic Marès; Al Padre Benito Menni (1967), de Domènec Fita; A los Bomberos de Barcelona (1967), de Sebastià Badia; San Jorge (1967), de Luisa Granero; Babieca (1968), de Yasuo Mizui; A las Peñas de San Medín (1969), de Núria Tortras; Deportista de la mar (1969), de Joaquim Ros i Sabaté; Dríade (1970), de Ricard Sala; Líneas al viento (1971), de Andreu Alfaro; Zorra (1971), de Julià Riu i Serra; Lepanto (1971), de Joaquim Ros i Sabaté; Coqueta y Meditación (1972), de Josep Granyer; Cuatro alas (1972), de Alexander Calder; y El abuelo (1972), de Josep Viladomat.

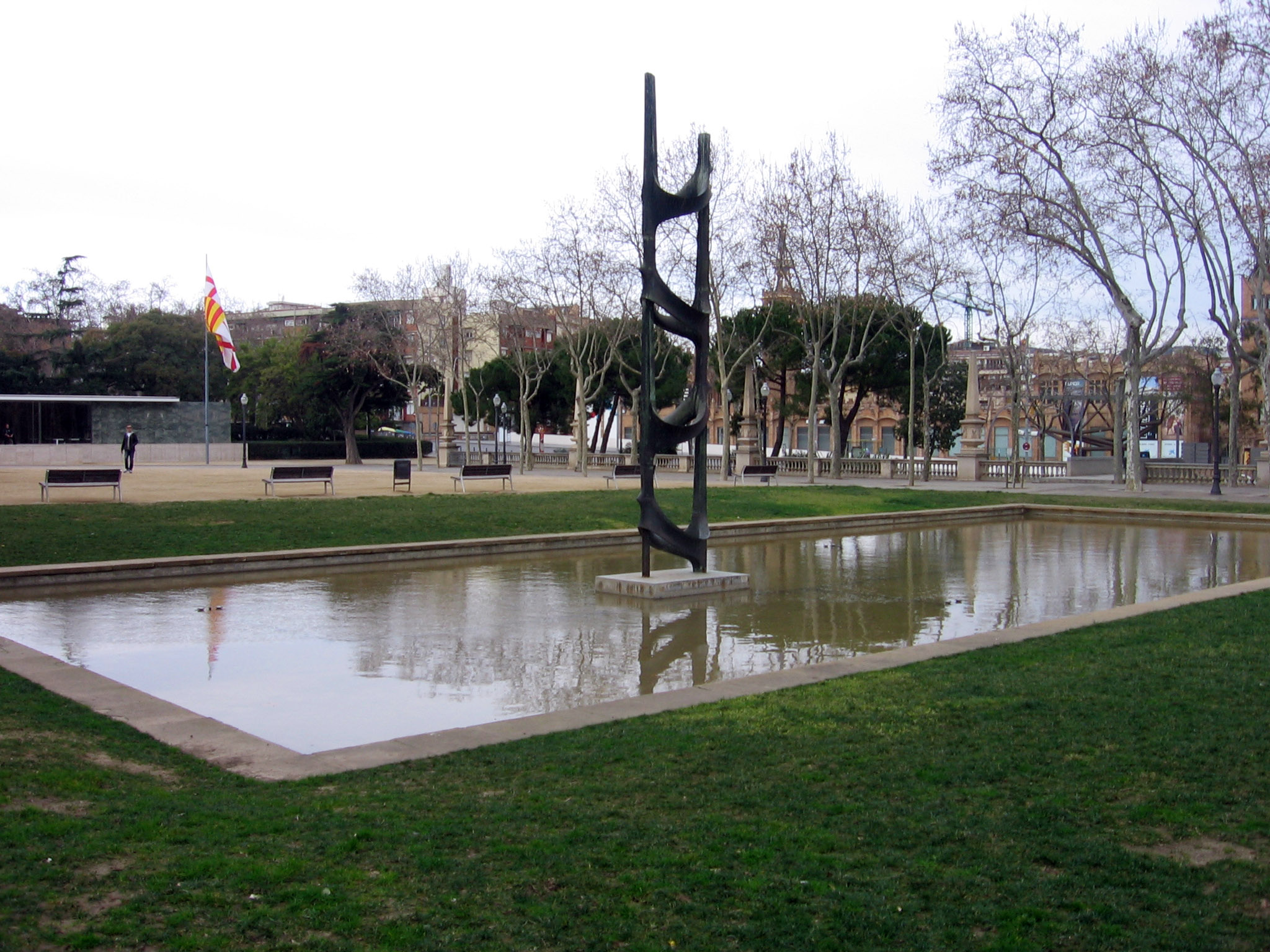
Evocación del trabajo (1961), de Eudald Serra, plaza Carles Buïgas.
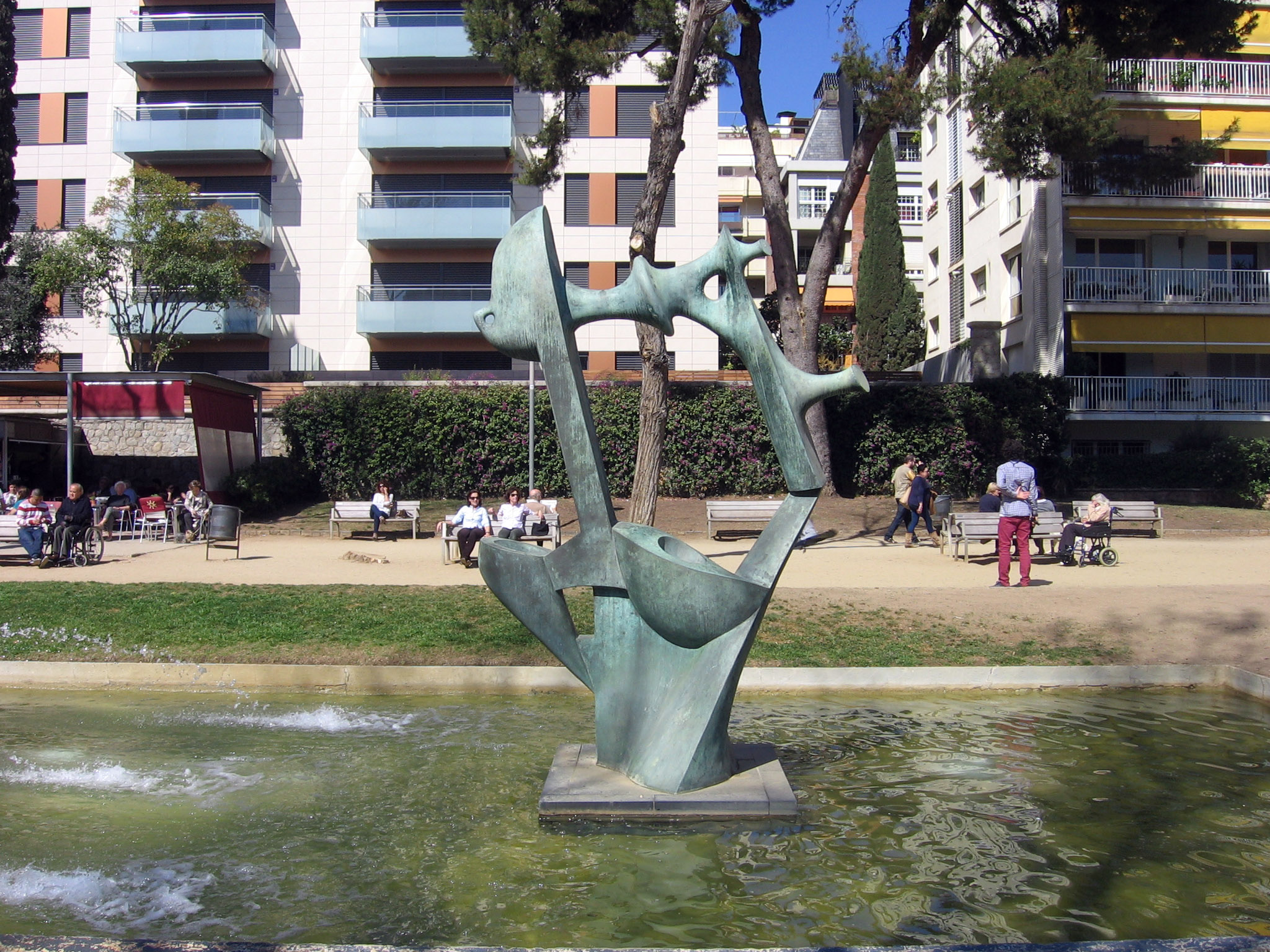
Ingeniería textil (1961), de Ángel Ferrant, plaza de Ferran Casablancas.
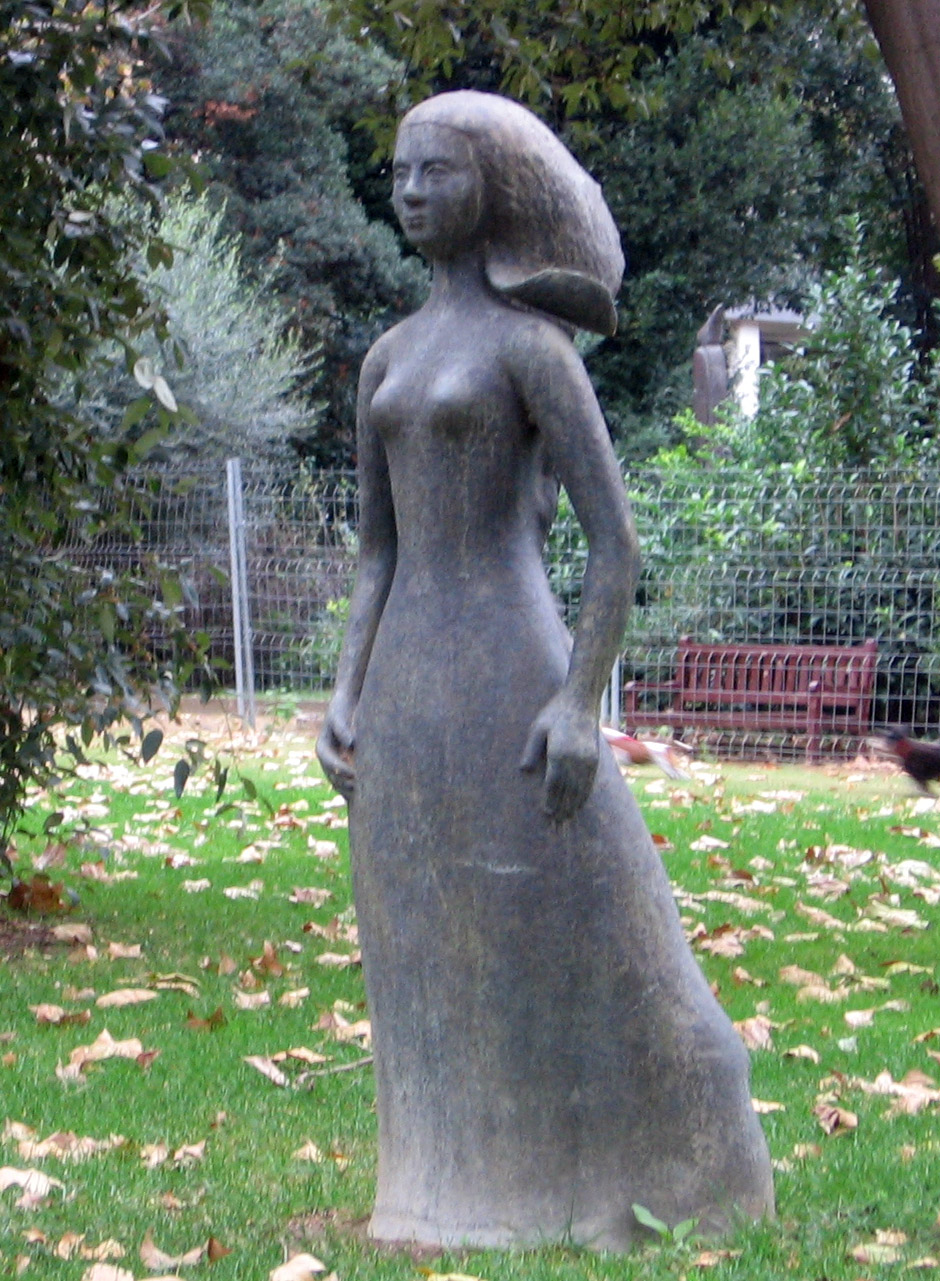
La bien plantada (1961), de Eloísa Cerdán, Turó Park.
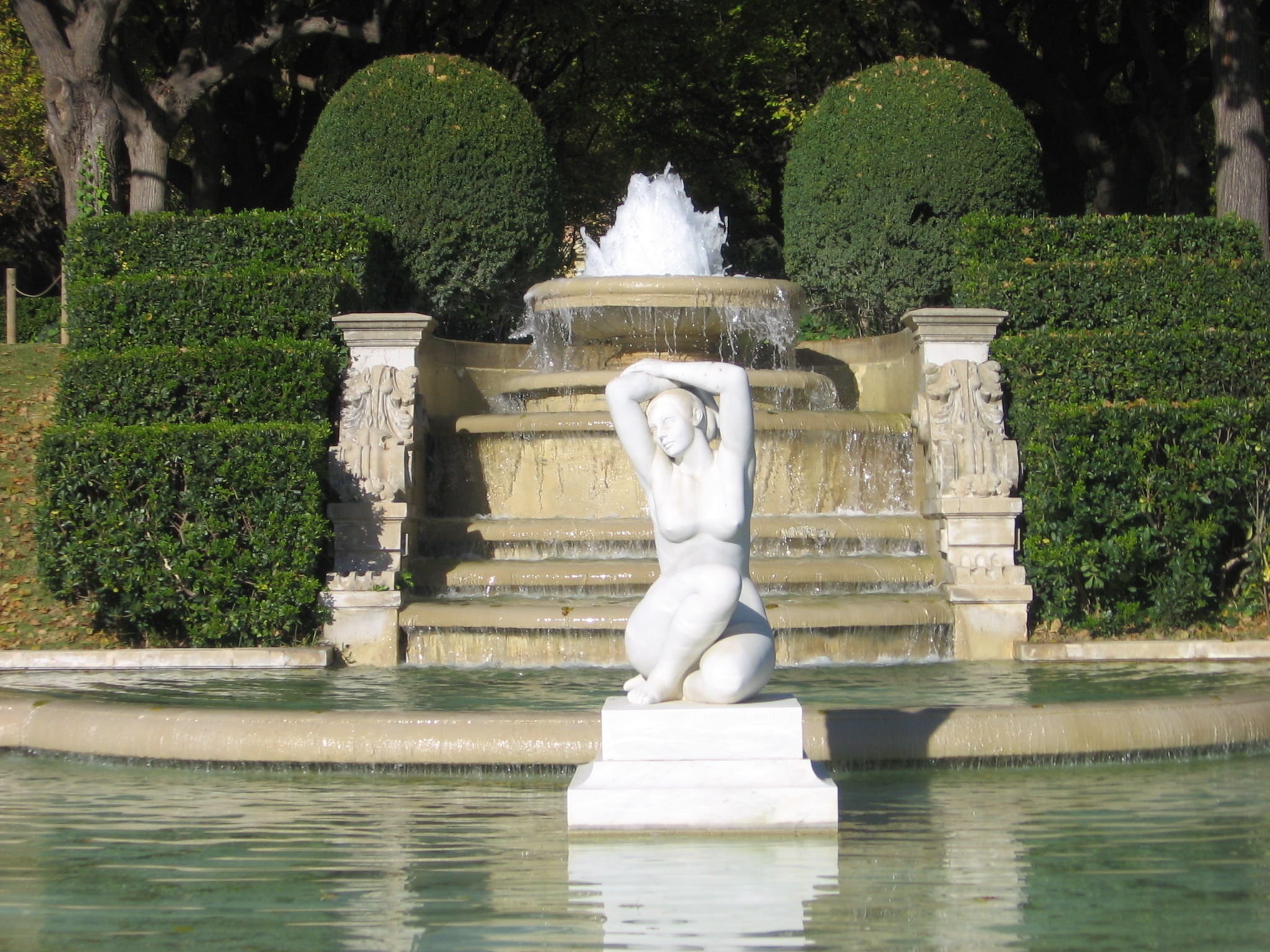
Mediterránea (1962), de Eulàlia Fàbregas de Sentmenat, Palacio Real de Pedralbes.
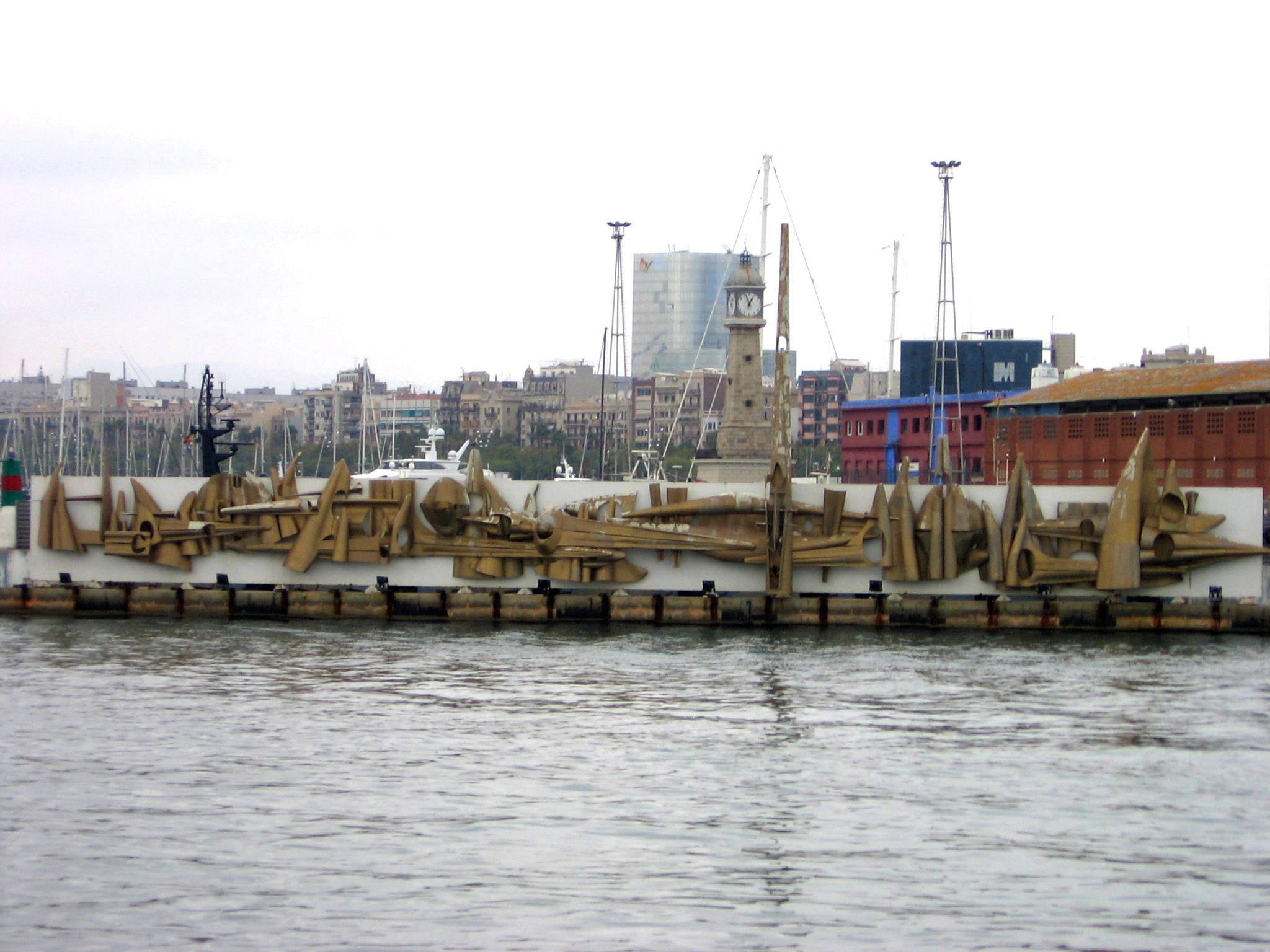
Sideroploide (1963), de Salvador Aulèstia, Moll dels Pescadors.
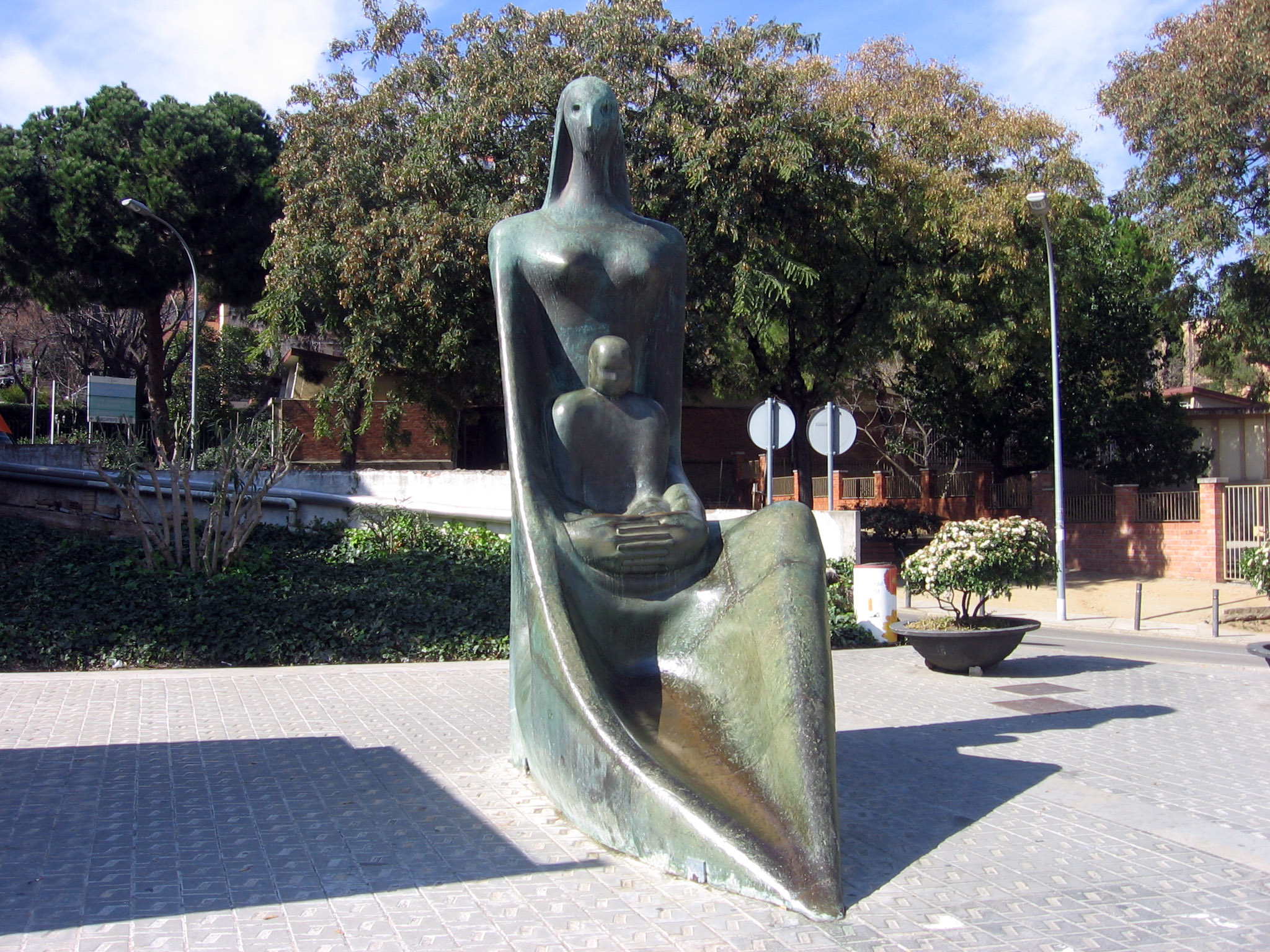
Maternidad (1966), de Carlos Ferreira de la Torre, calle Arquitectura.
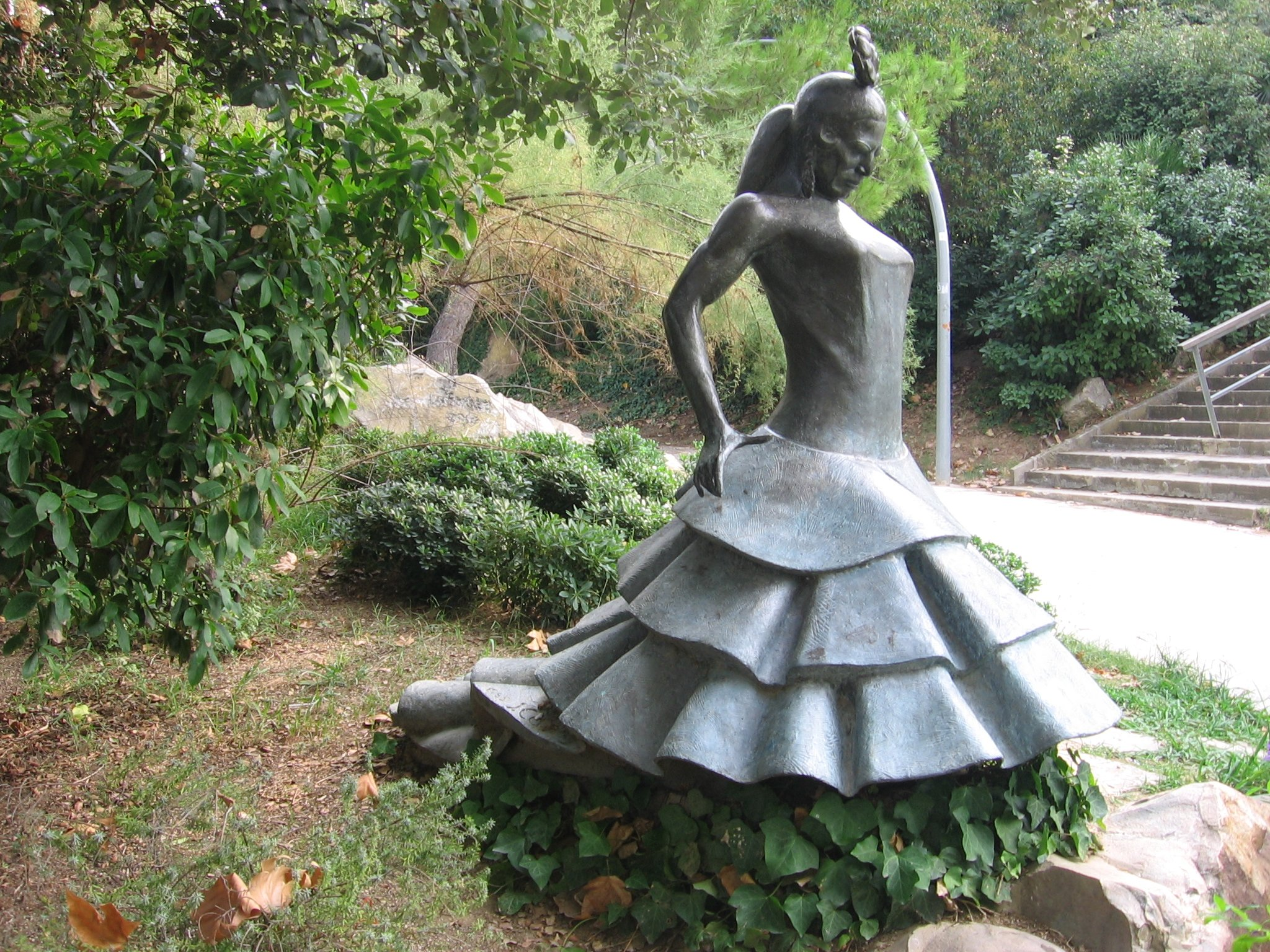
A Carmen Amaya (1966), de Josep Cañas, Jardines de Joan Brossa.
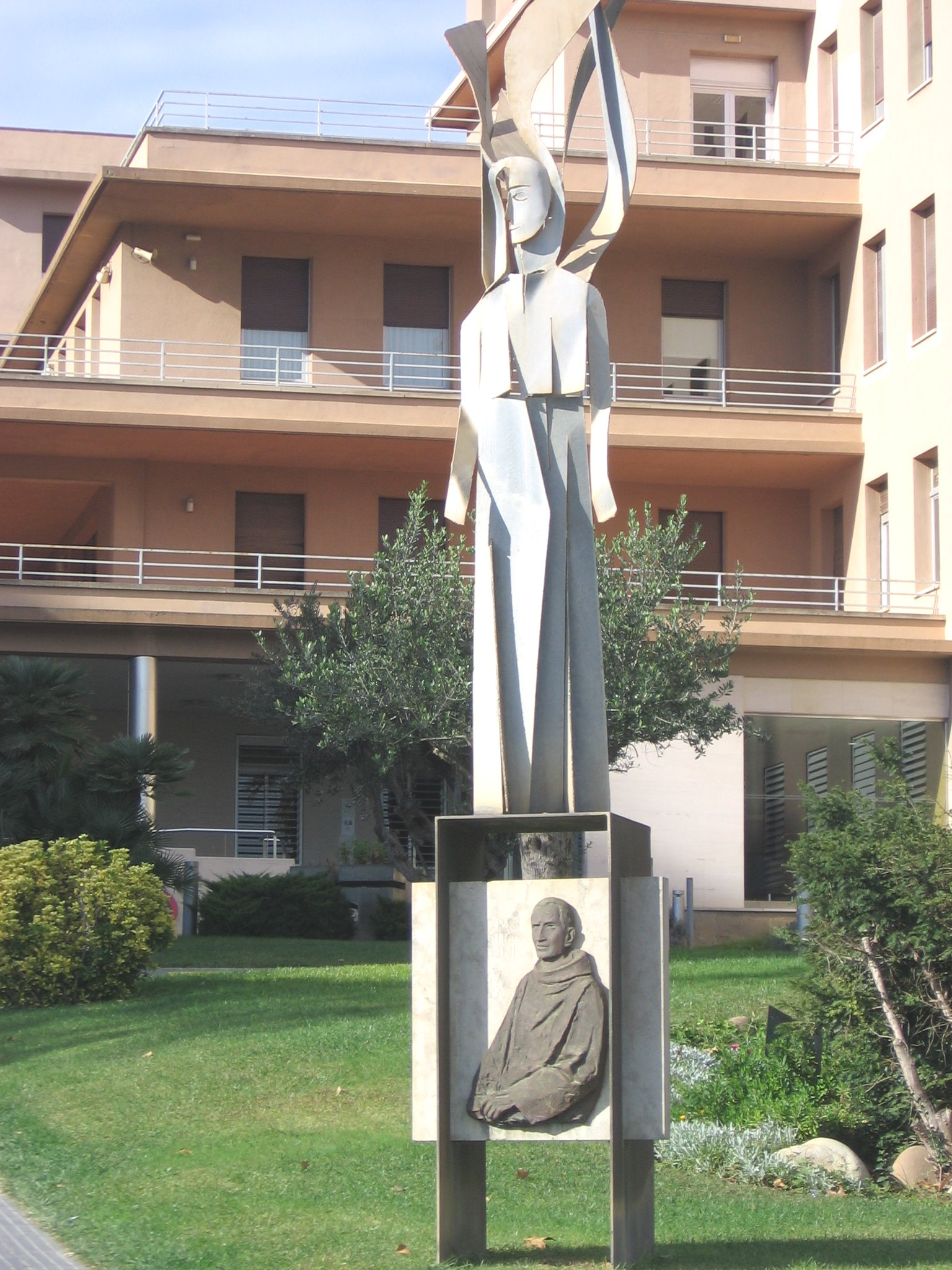
Al Padre Benito Menni (1967), de Domènec Fita, paseo del Valle de Hebrón.
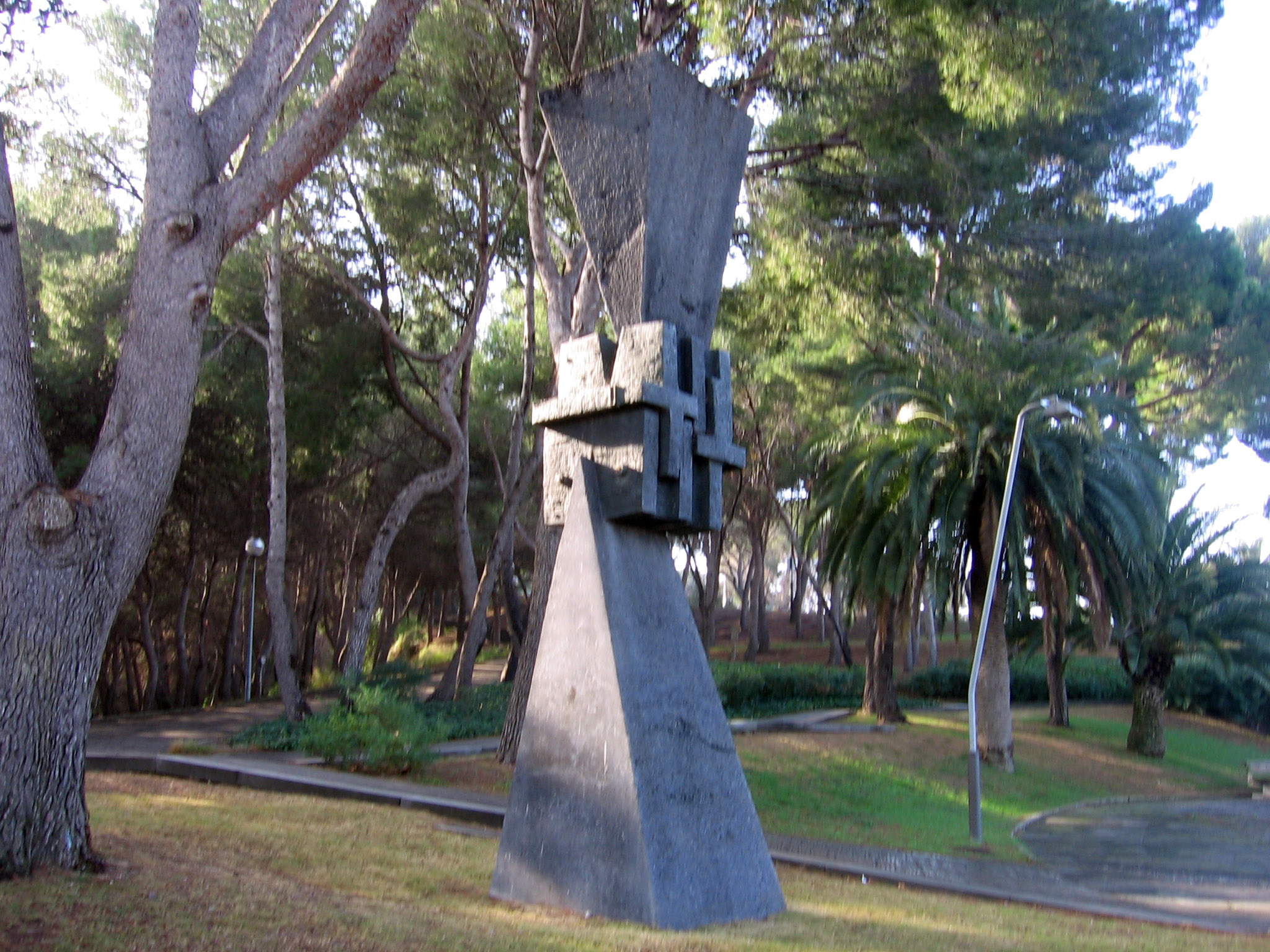
Homenaje a Barcelona (1968), de Josep Maria Subirachs, Jardines del Mirador del Alcalde.
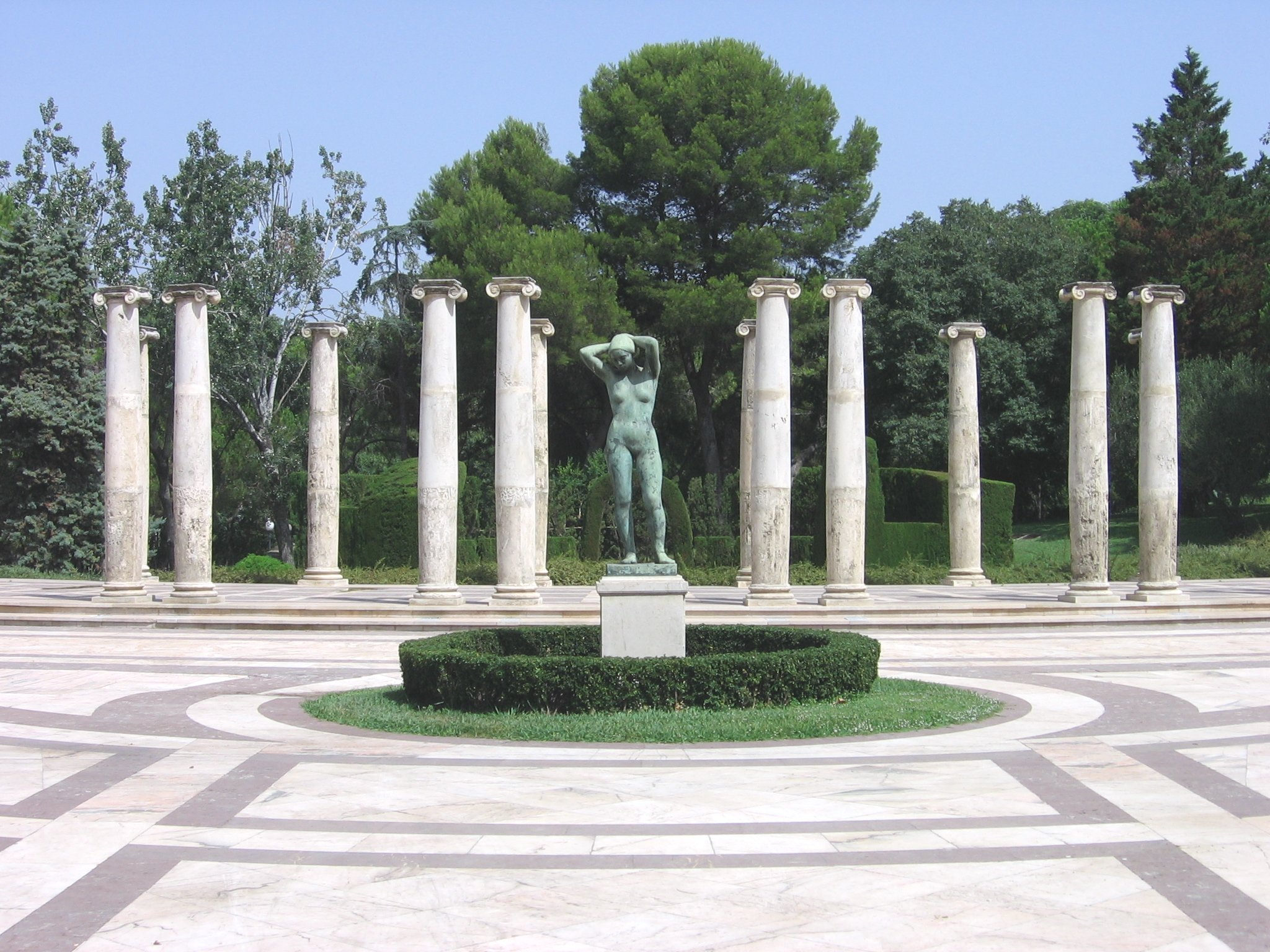
Serena (1970), de Pilar Francesch, Jardines de Joan Maragall.
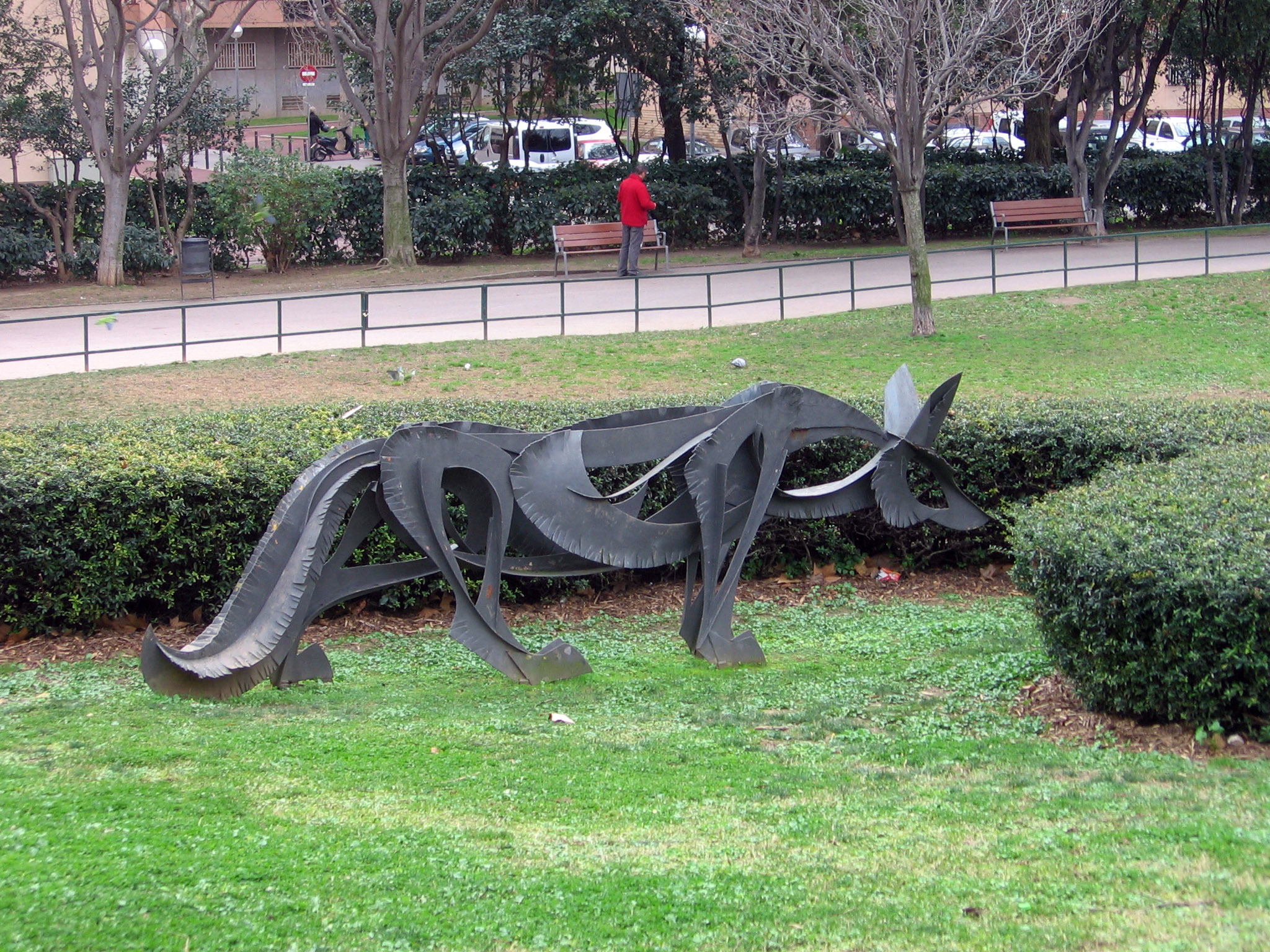
Zorra (1971), de Julià Riu i Serra, parque de la Guineueta.
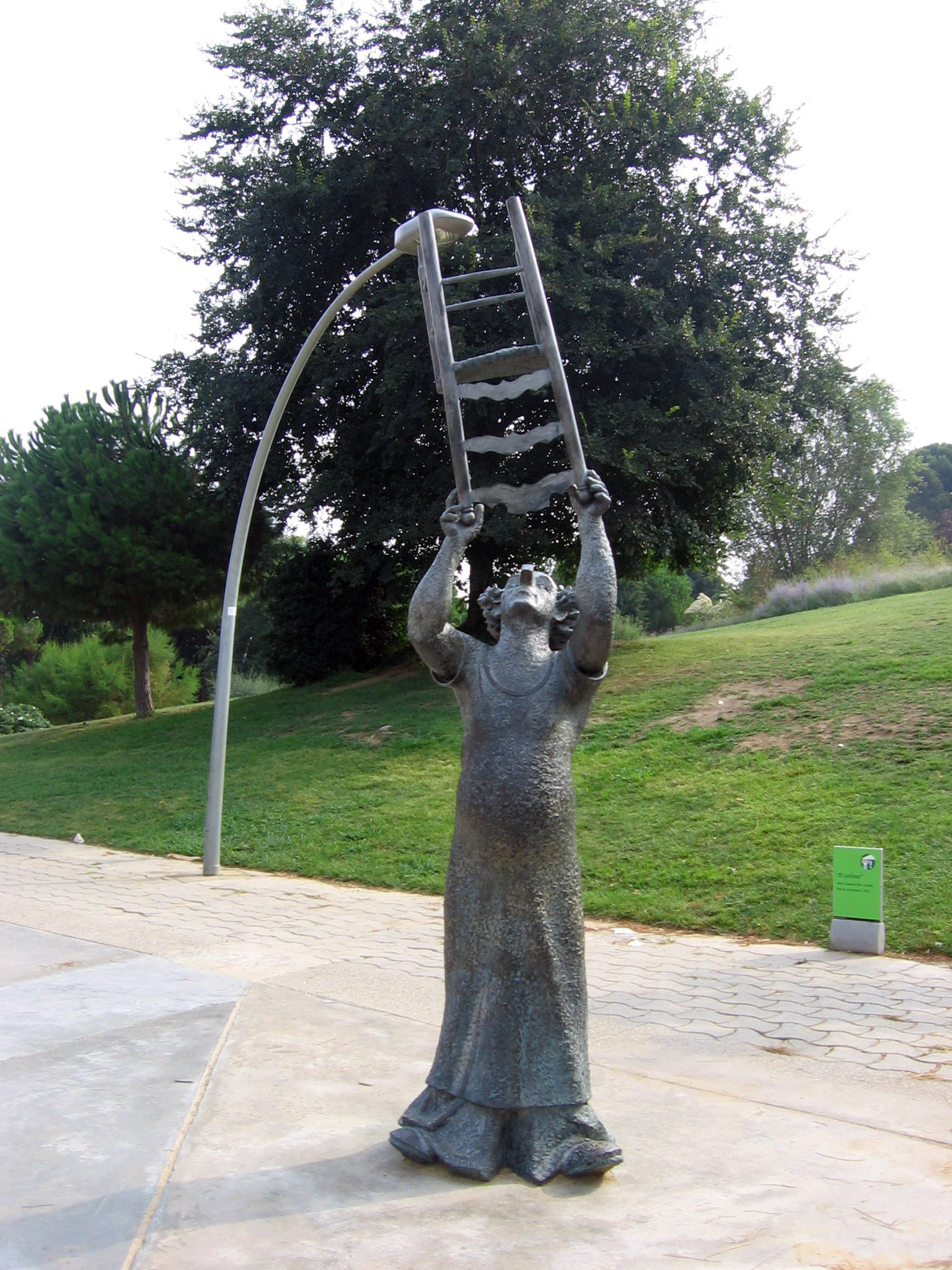
El Payaso (Charlie Rivel) (1972), de Joaquim Ros i Sabaté, Jardines de Joan Brossa.
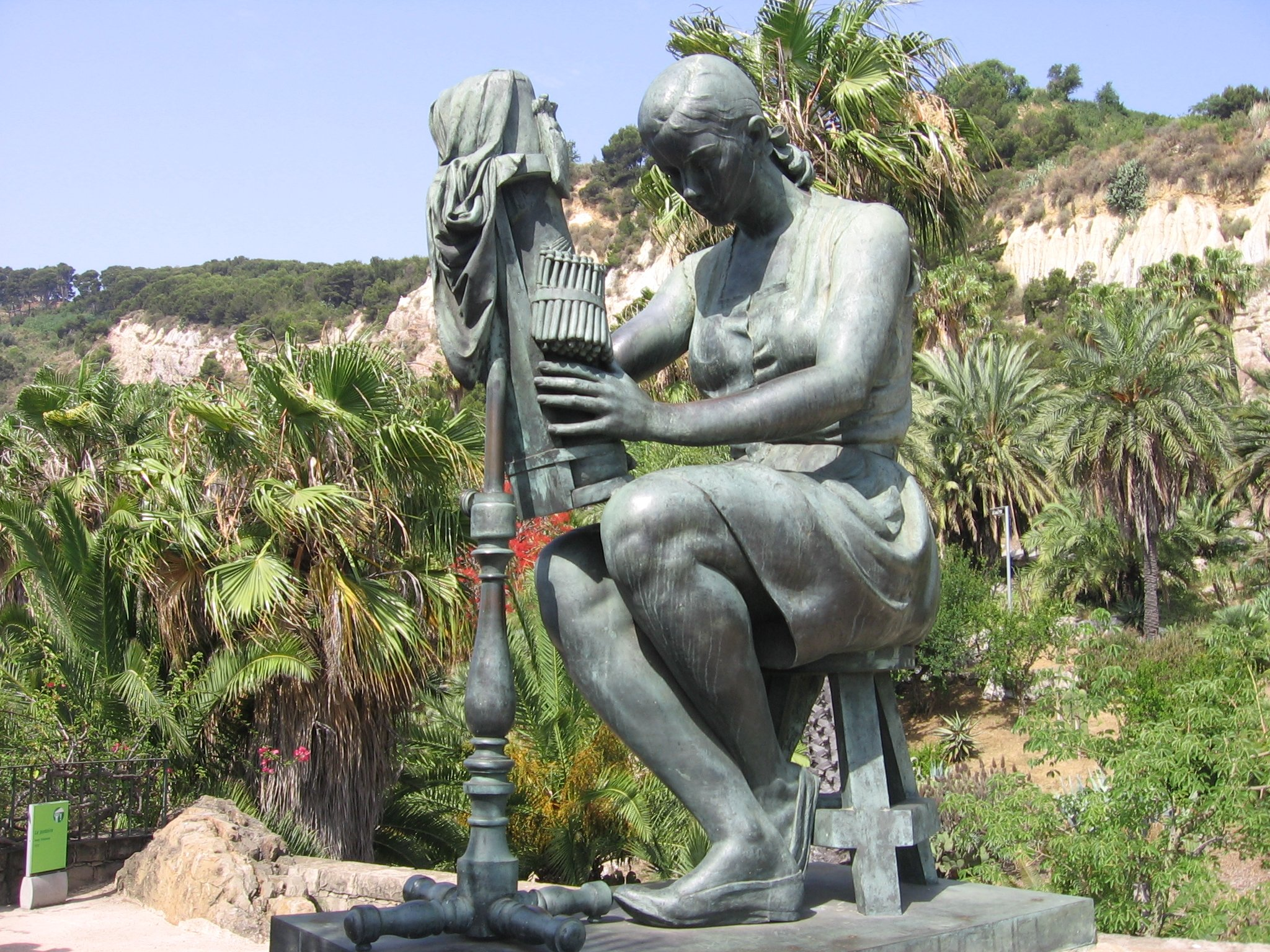
La encajera (1972), de Josep Viladomat, Jardines Mossèn Costa i Llobera.
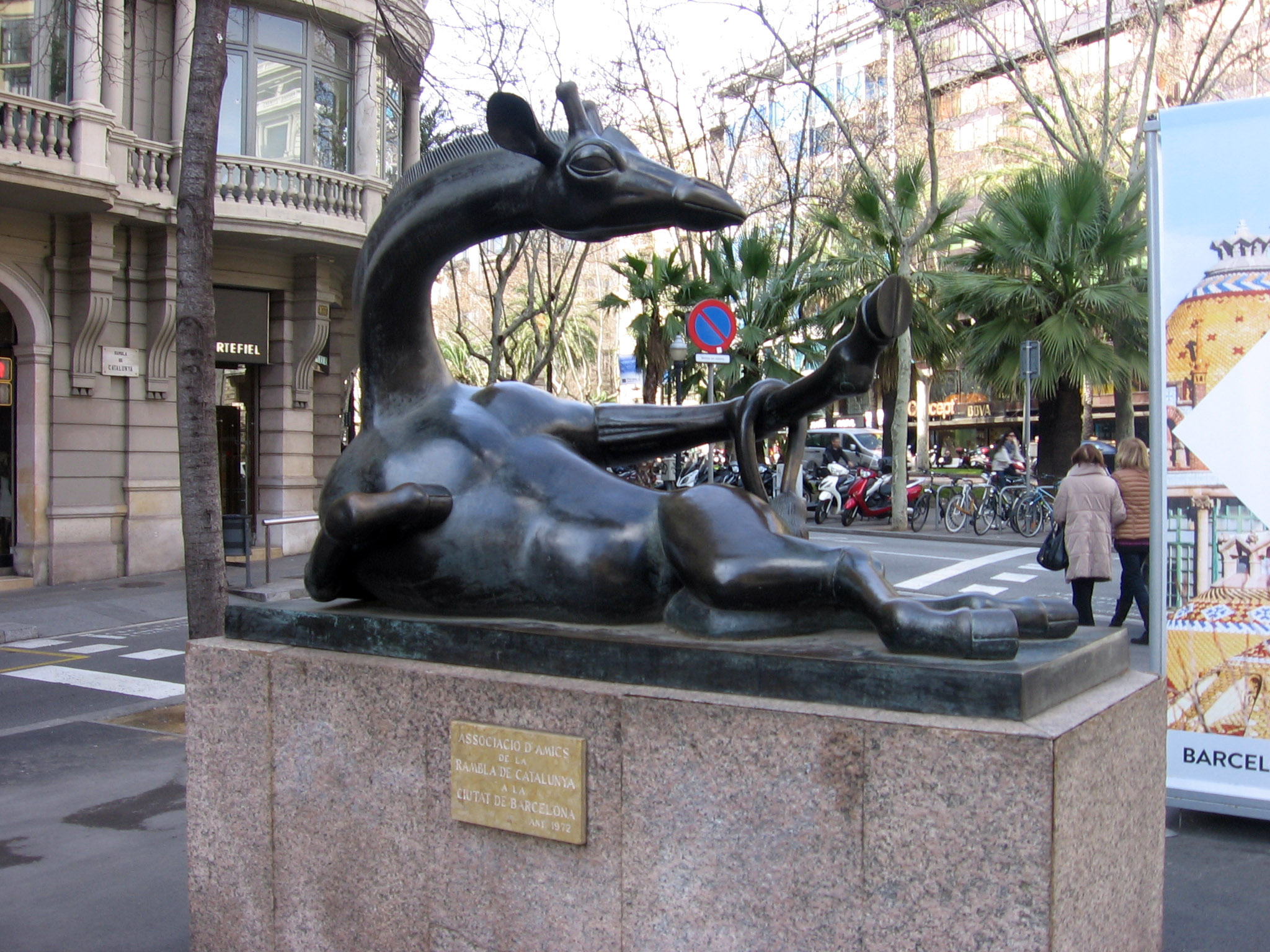
Coqueta (1972), de Josep Granyer, Rambla de Cataluña.

#### Democracia

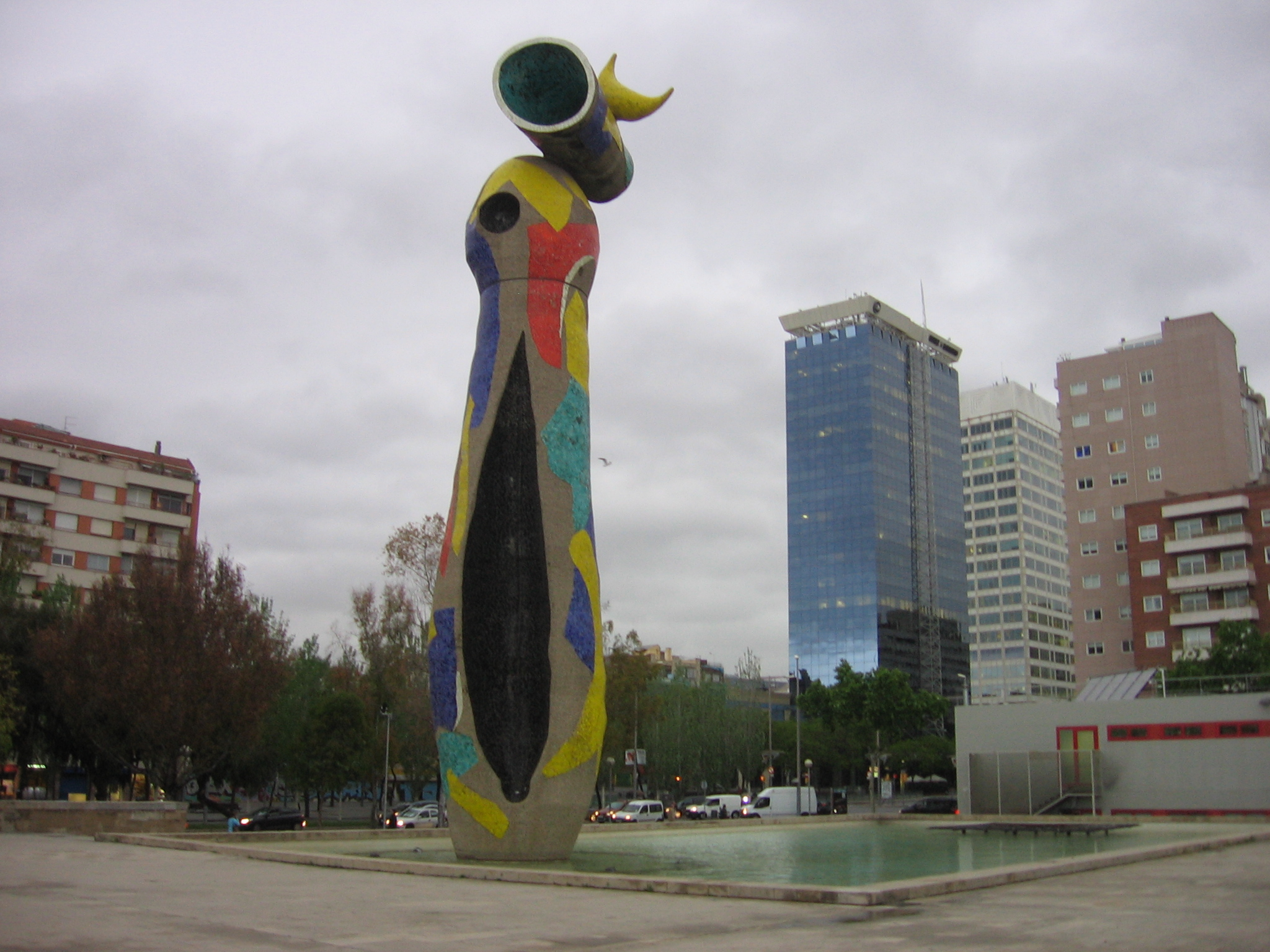
Mujer y Pájaro, de Joan Miró, parque de Joan Miró.

Con la llegada de la democracia se inició un nuevo período en la estatuaria pública de la ciudad. El cambio político significó la retirada de aquellos monumentos que tuviesen una clara vinculación con el anterior régimen, proceso gradual que culminó en los años 2000 gracias a la Ley de Memoria Histórica promovida por el Gobierno Zapatero en 2007. En forma inversa, se restituyeron muchos de los monumentos retirados por las anteriores autoridades, como el de la República, el del Doctor Robert, el de Francesc Layret, o las estatuas de Casanova y Pau Claris. A nivel estilístico, se hizo una clara apuesta por el arte contemporáneo y por la incorporación de obras de artistas de renombre de todo el mundo, incluidos artistas locales de proyección internacional que aún no tenían obra en Barcelona, como Joan Miró y Antoni Tàpies. Cabe señalar que en los primeros años de transición, hasta la victoria socialista en las elecciones municipales de 1979, las actuaciones en arte público fueron todavía generalmente de iniciativa privada y de gran diversidad en cuanto a estilos y calidad de las obras; serían los gobiernos de Narcís Serra y Pasqual Maragall los primeros en hacer una apuesta directa por el arte en la ciudad como medio de prestigio y promoción de la imagen pública en el extranjero.
Así pues, los primeros años tras la muerte de Franco fueron de un cierto eclecticismo en cuanto a motivos y estilos en las nuevas obras incorporadas al acervo público. Cabría citar obras como: el pavimento Miró (1976), de Joan Miró, en la plaza de la Boquería, un mosaico de colores situado en el suelo, que es pisado a diario por los transeúntes; Rombos gemelos (1977), de Andreu Alfaro, situada en el parque de Cervantes, que como su nombre indica son dos rombos formados por barras de aluminio; el Monumento al Doctor Trueta (1978), de Josep Ricart, en rambla del Pueblo Nuevo/Pedro IV, con una estatua de un hombre moribundo sostenido por las manos de la Medicina, y un relieve con la efigie del traumatólogo; el Perro abandonado (1978), de Artur Aldomà, en el Zoo de Barcelona; Homenaje a la Resistencia Catalana (1980), de Josep Maria Subirachs, en el Parlamento de Cataluña, un relieve con una dedicatoria a la resistencia antifranquista; A Antonio Machín (1981), del Taller Subías Berlinghieri, en la plaza Vicenç Martorell, un monolito con un medallón del cantante cubano; y A Blas Infante (1982), de Josep Lluís Delgado, en el parque de la Guineueta, compuesto por un friso con ocho columnas truncadas que representan las ocho provincias andaluzas, al que se añadió un busto del político andalucista en 1995, obra de Xavier Cuenca Iturat.
Entre 1979 y 1984 se constituyó en el vestíbulo de la Casa de la Ciudad un auténtico museo de esculturas, por iniciativa del concejal Lluís Reverter, quien quiso situar en un espacio común de todos los barceloneses diversas obras de arte para el disfrute de todos los ciudadanos. Figuran así: San Jorge, de Josep Llimona (1916, en esta ubicación desde 1929); La Diosa, de Josep Clarà (1929) —cuya copia está en la plaza de Cataluña—; El espíritu mediterráneo, de Frederic Marès (1936); La Pujanza, de Josep Clarà (1940); Tres gitanillos, de Joan Rebull (1946); Rafael Casanova, de Rossend Nobas (1977, sobre un original de 1888) —una réplica a menor tamaño de la situada en ronda de San Pedro/Alí Bey—; Materia y Forma, de Josep Maria Subirachs (1980); y Mujer, de Joan Miró (1981). En 1989 se añadieron Mujer sentada, de Manolo Hugué (1931), y Urano, de Pablo Gargallo (1933); en 1995, Torso de mujer, de Enric Casanovas (1929), y Maternidad, de Joan Rebull (1960) —una copia está situada en la plaza de Navas—; y, en 1996, Barcelona Olímpica, de Joan Mora. En 2003 fue retirada La Victoria (o La Cruzada), de Vicenç Navarro, por su significación franquista.

Colección de la Casa de la Ciudad
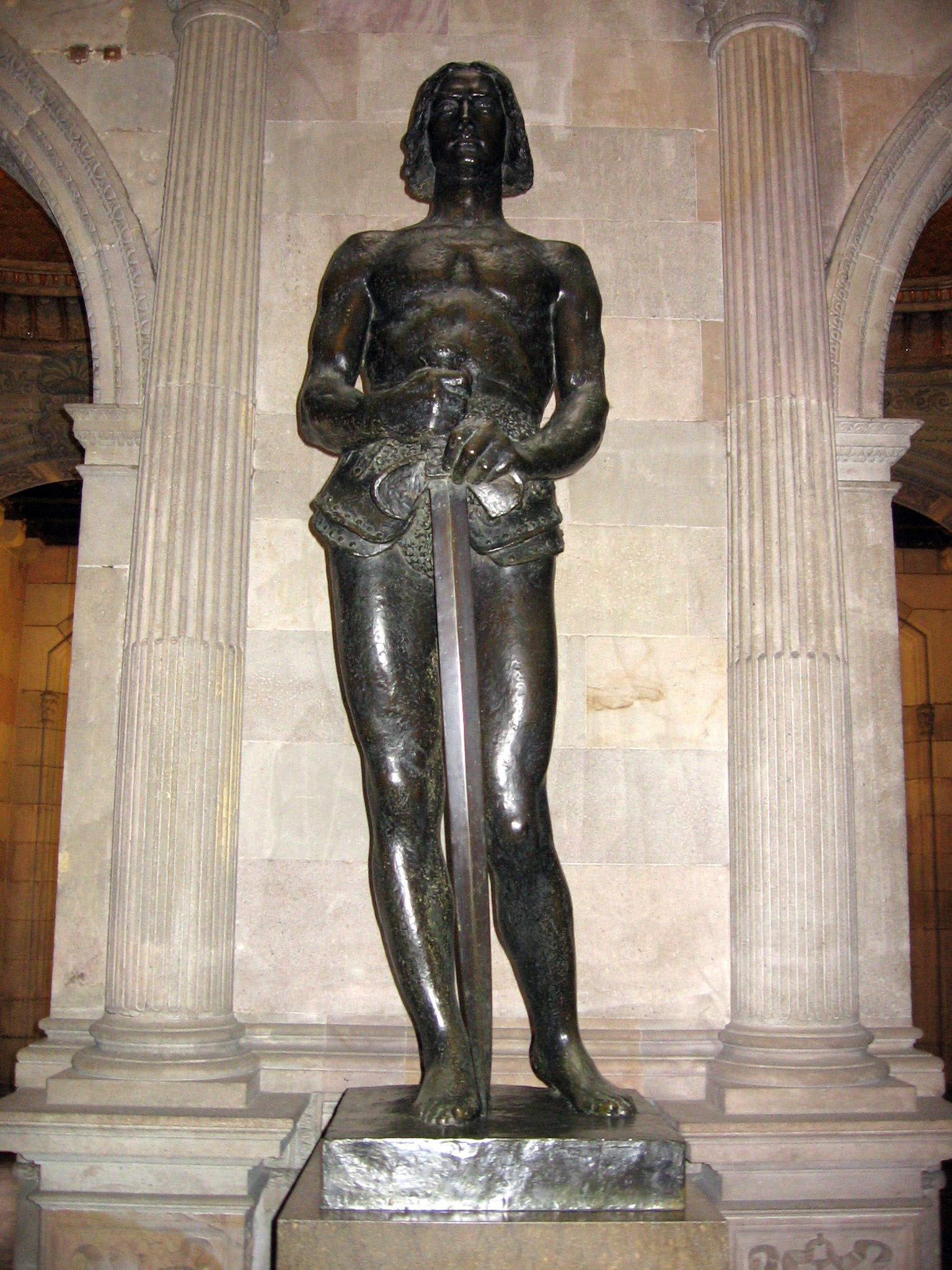
San Jorge, de Josep Llimona (1916, en esta ubicación desde 1929).
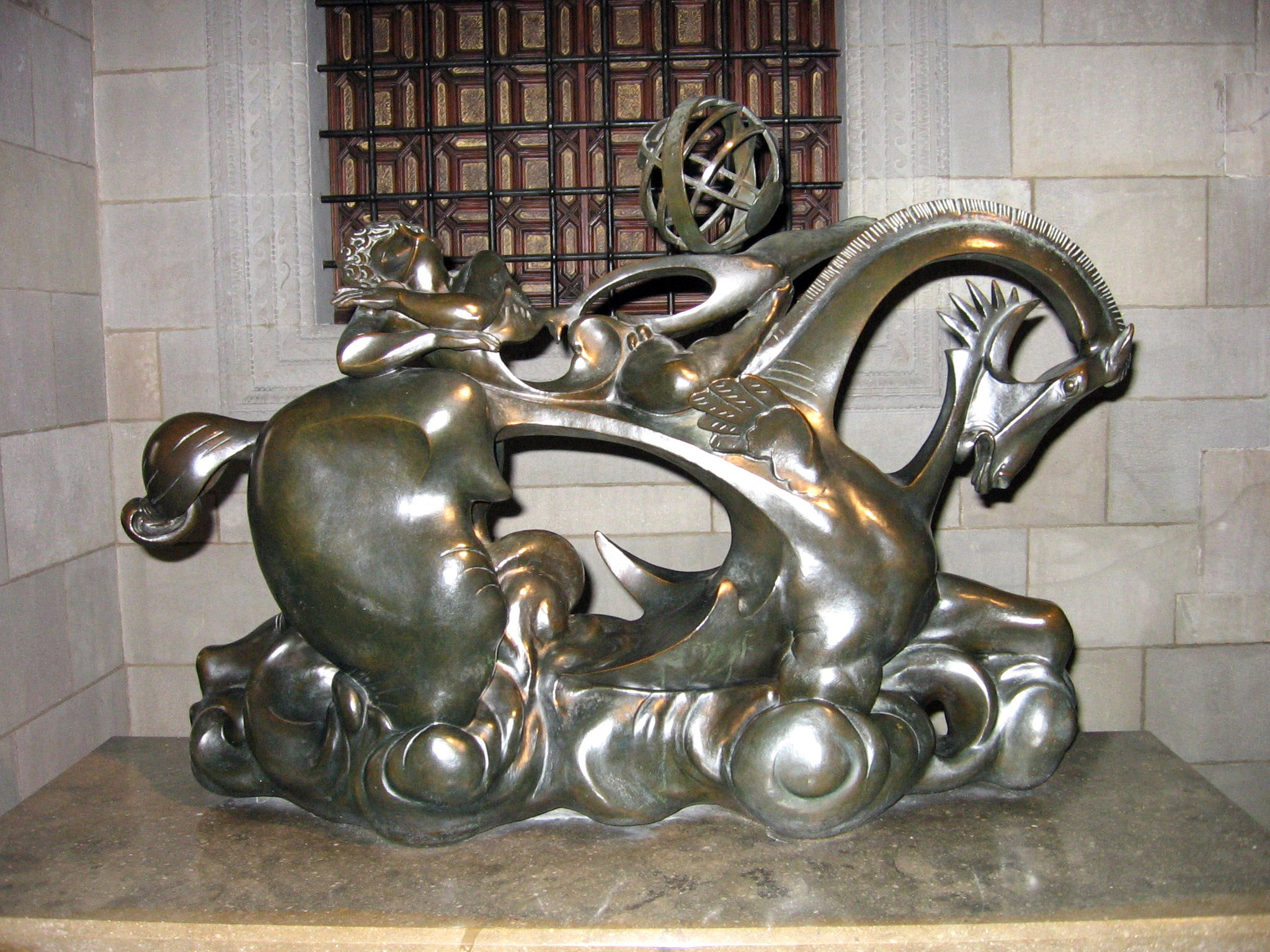
Urano, de Pablo Gargallo (1933).
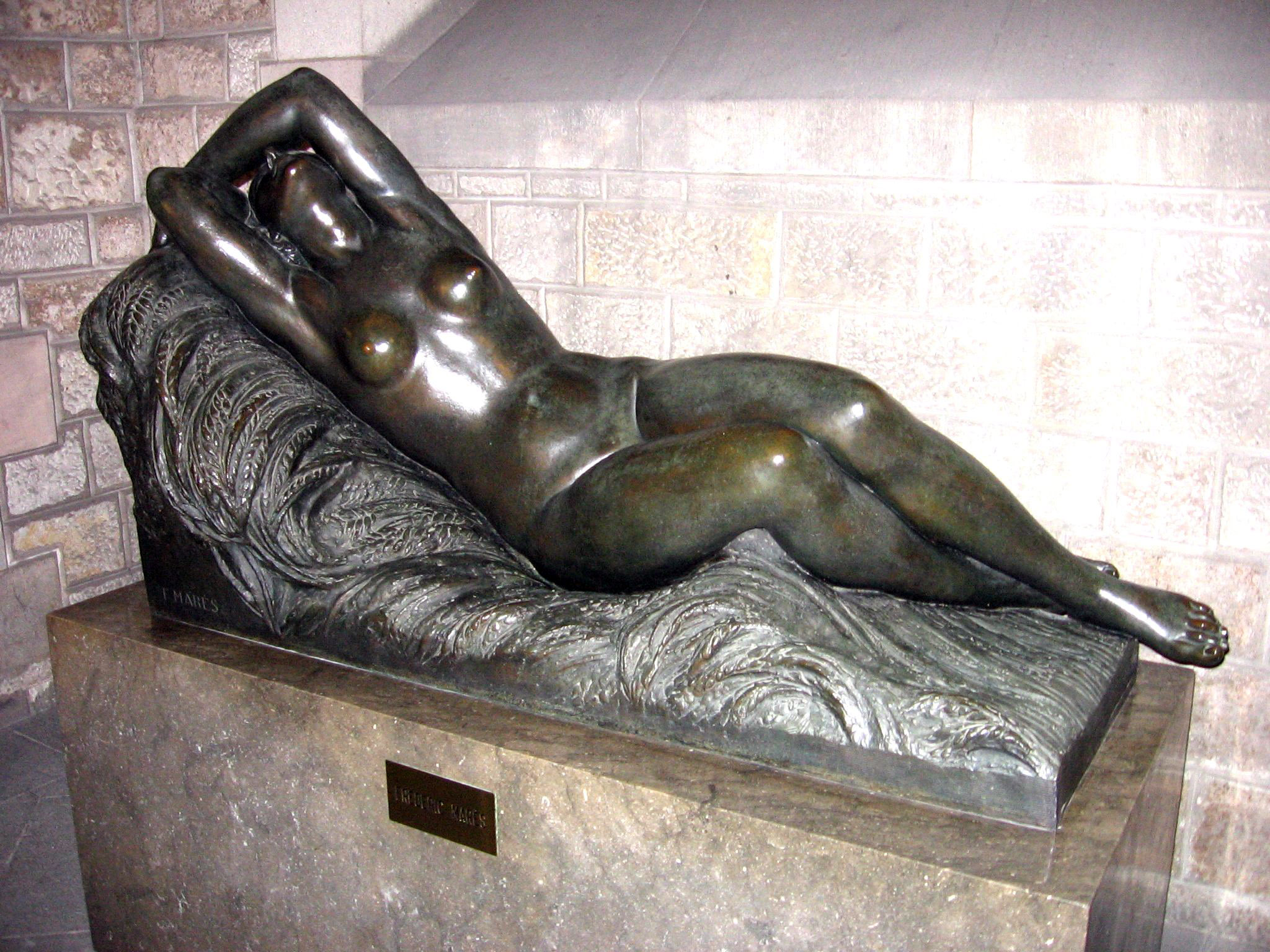
El espíritu mediterráneo, de Frederic Marès (1936).
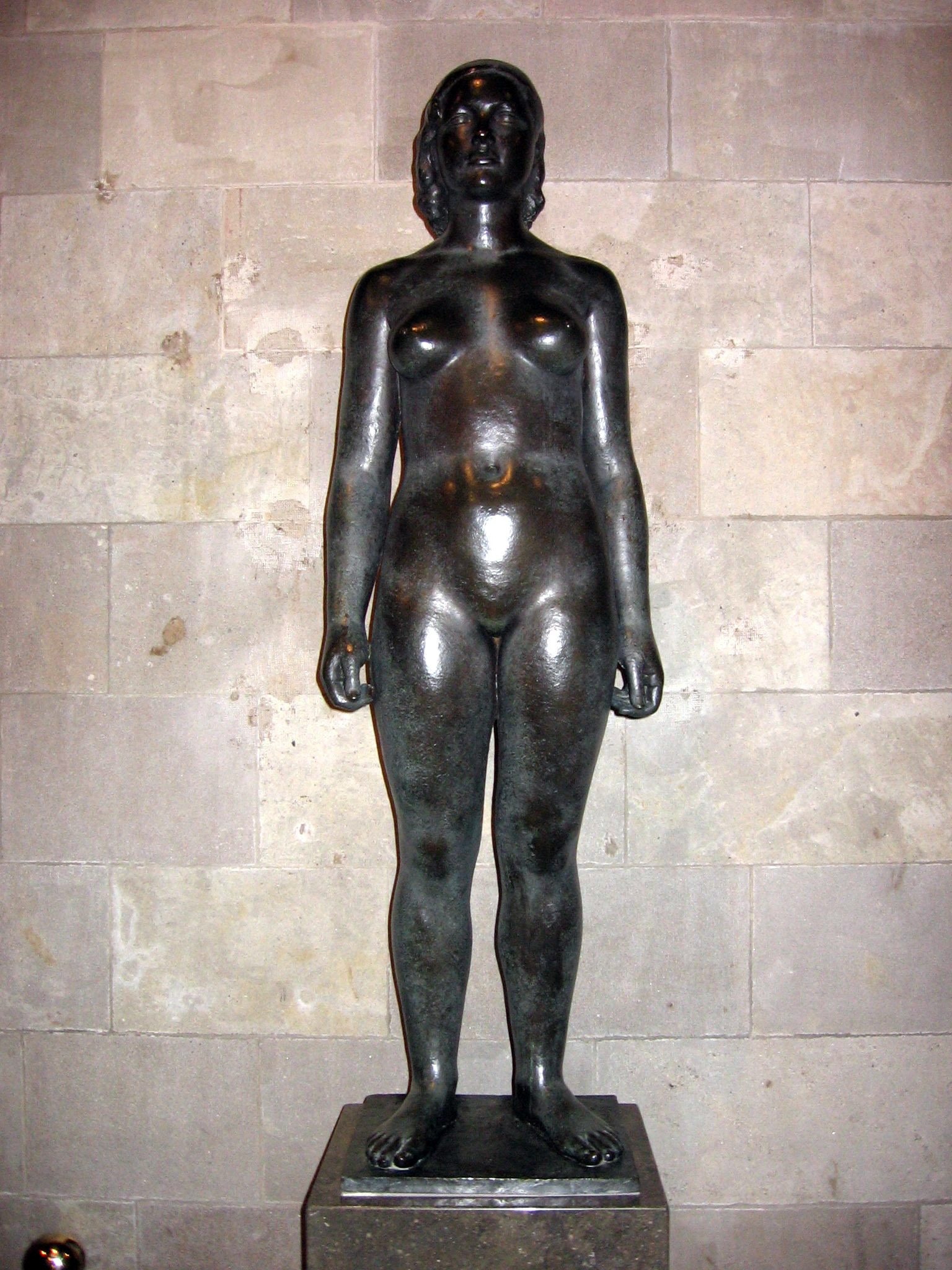
La Pujanza, de Josep Clarà (1940).
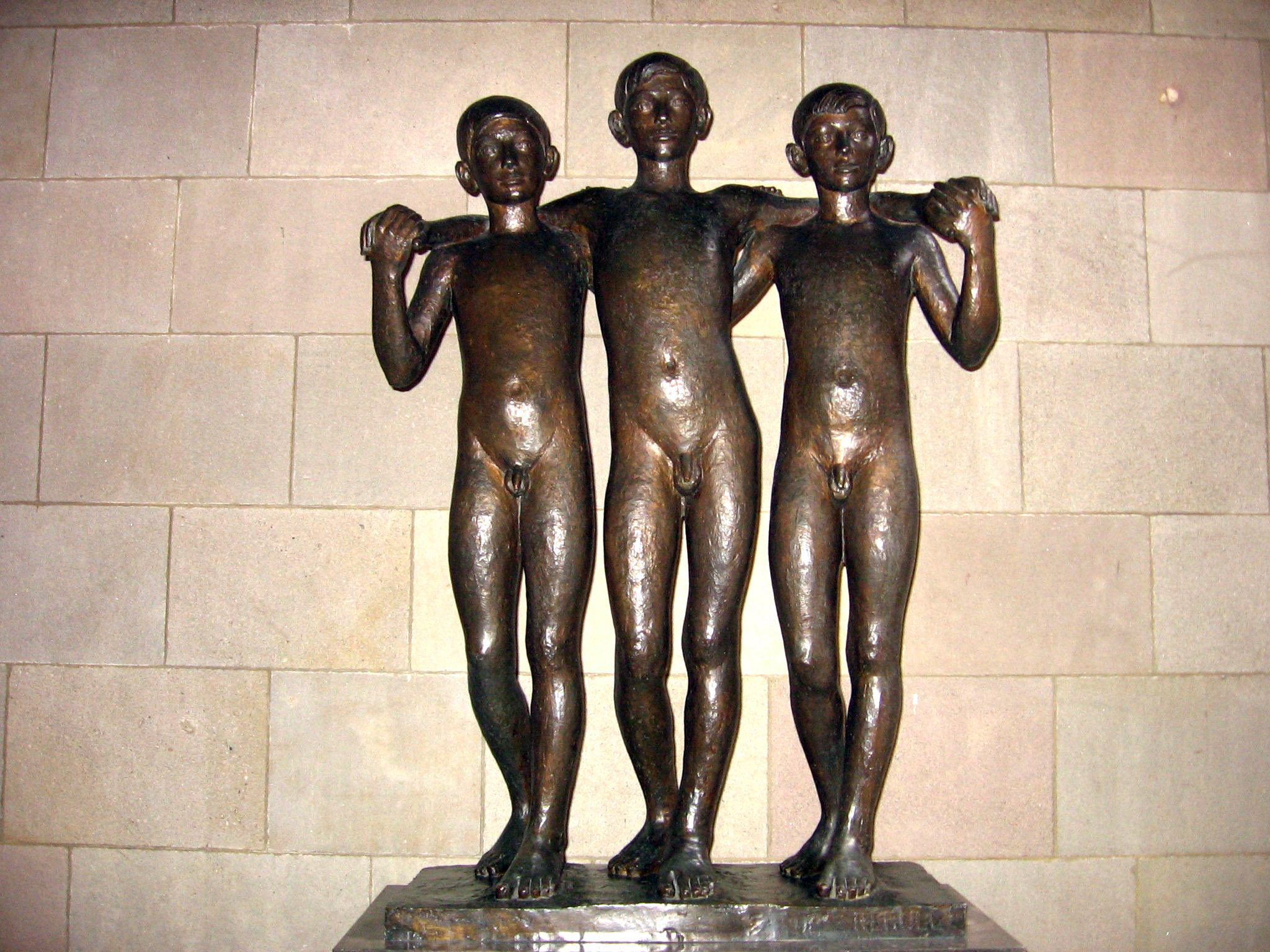
Tres gitanillos, de Joan Rebull (1946).
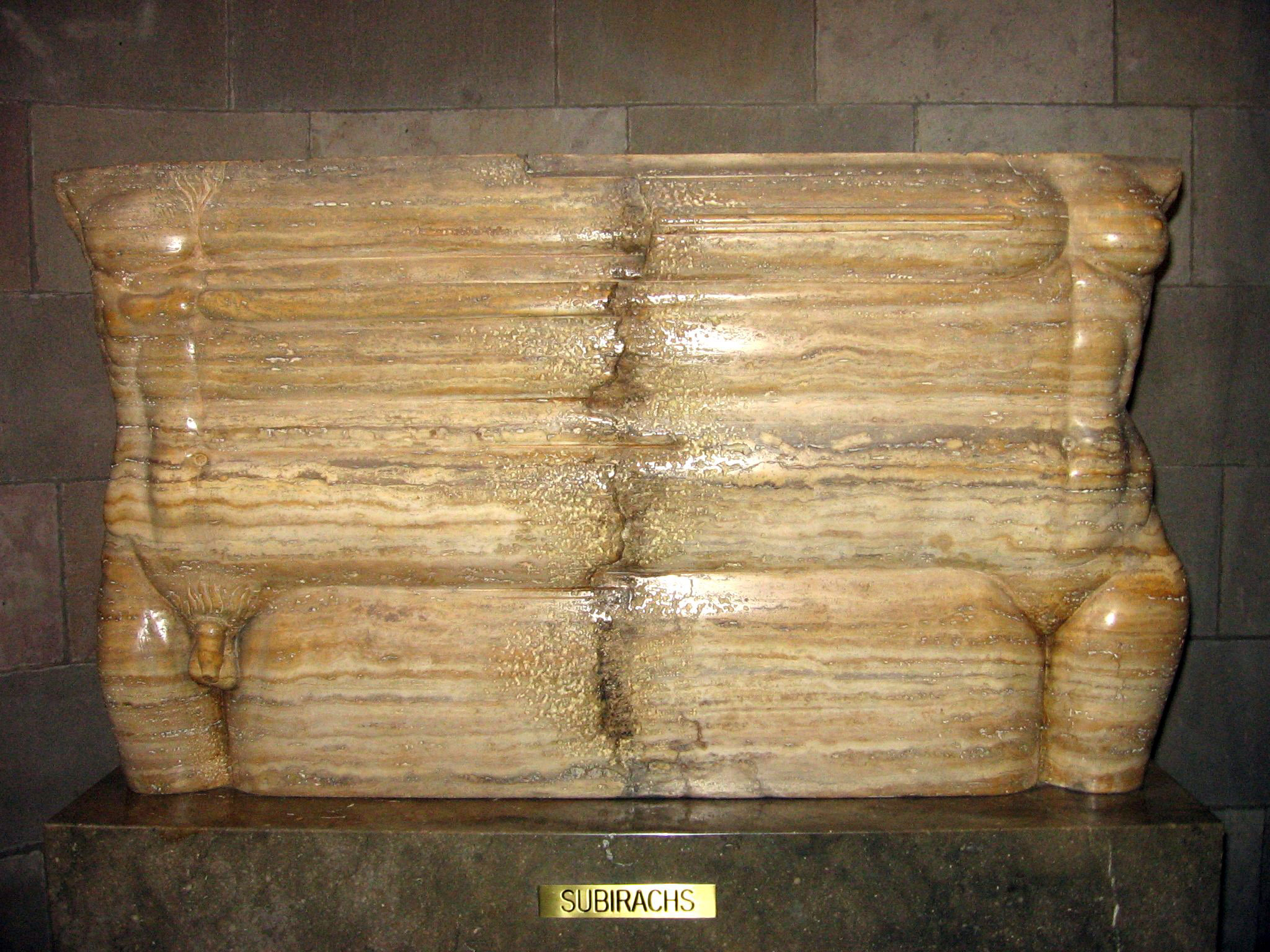
Materia y Forma, de Josep Maria Subirachs (1980).
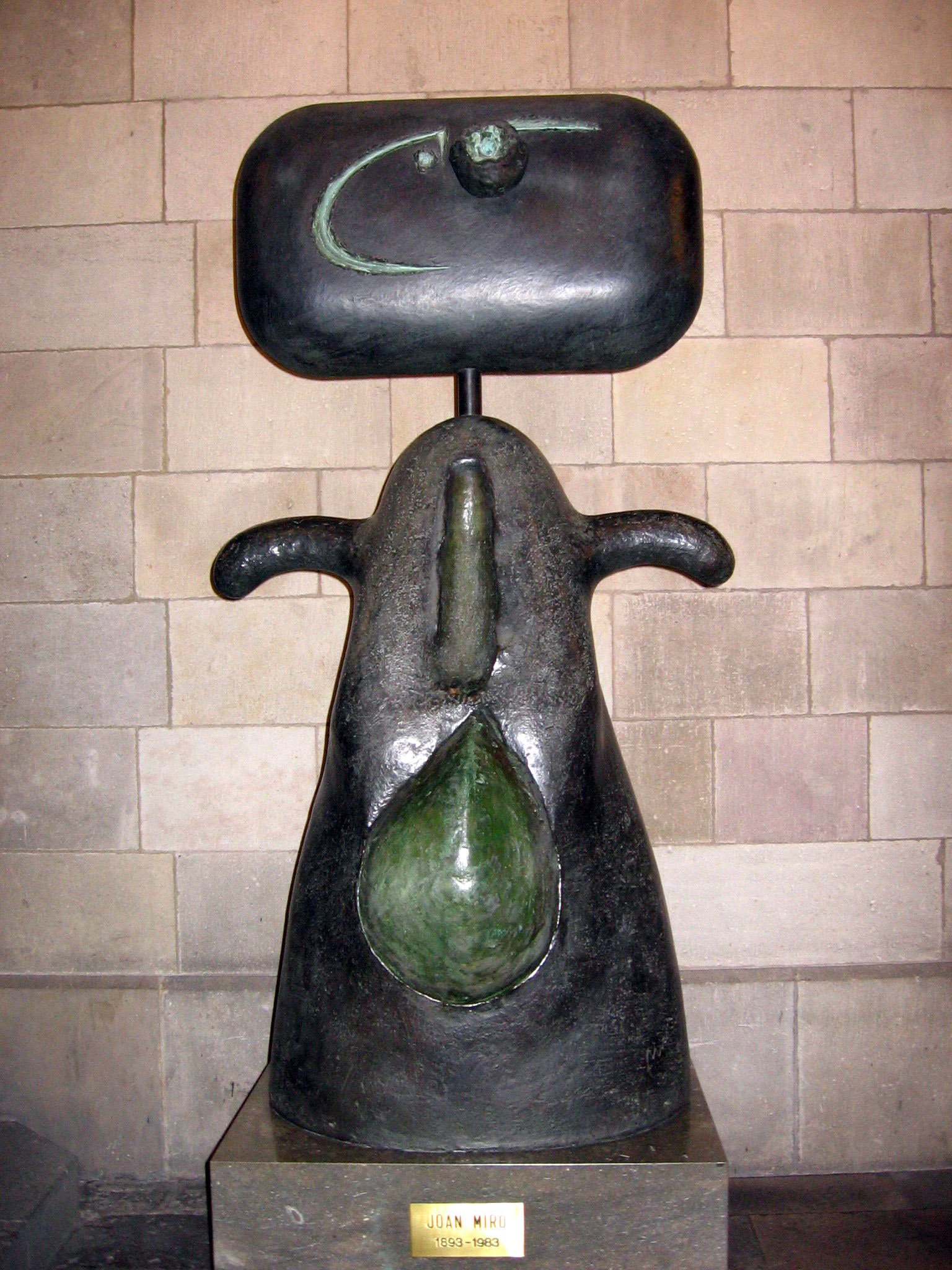
Mujer, de Joan Miró (1981).

En 1982 se instaló el Monumento a Pau Casals, situado en la avenida homónima, formado por dos piezas independientes: una estatua del músico tocando el violonchelo, obra de Josep Viladomat de 1939; y una estela de bronce de siete metros de altura con forma de llama de la que surgen ángeles músicos tocando trompetas y violines, obra de Apel·les Fenosa de 1976. El conjunto, situado frente al Turó Park, fue diseñado por los arquitectos Miquel Espinet, Antoni Ubach y Ramon Maria Puig Andreu.

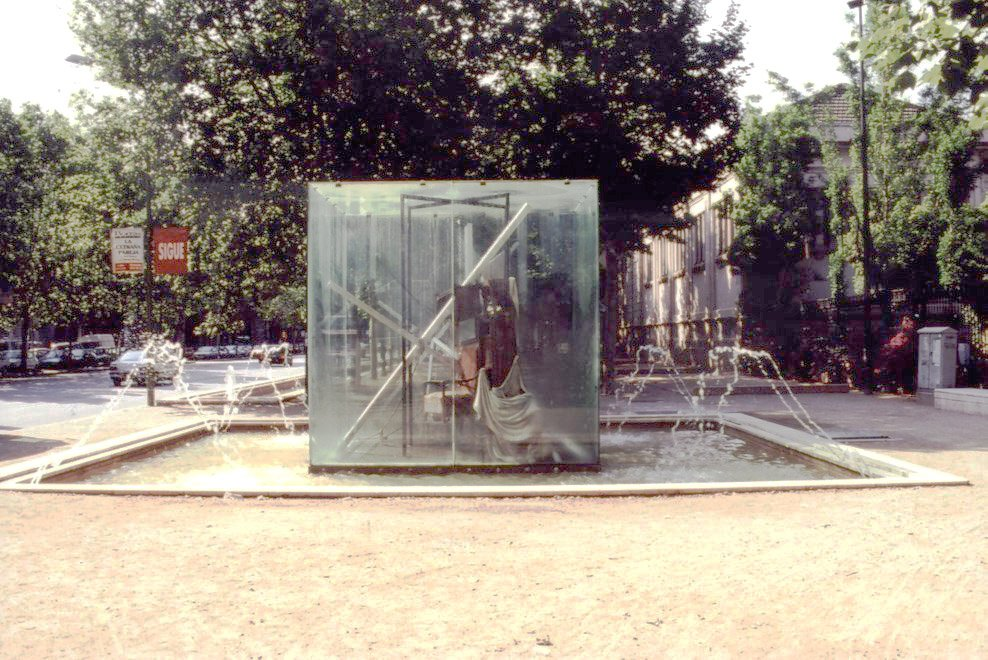
Homenaje a Picasso (1983), de Antoni Tàpies, parque de la Ciudadela.

Al año siguiente se inauguraron tres importantes monumentos: Homenaje a Picasso, de Antoni Tàpies, situado en el paseo de Picasso —frente al parque de la Ciudadela—, una obra abstracta compuesta por un cubo de vidrio con unos muebles viejos atravesados por una lanza en su interior, y situado en un pequeño estanque; Mujer y Pájaro, de Joan Miró, en el parque homónimo, un monolito de hormigón revestido de cerámica de 20 metros de altura, que combina el simbolismo fálico con la sexualidad femenina, mientras que el pájaro supone la comunión con el cielo, la espiritualidad; y Homenaje al Mediterráneo, de Xavier Corberó, en la plaza de Sóller, un conjunto de 41 piezas de mármol situadas en un estanque que simbolizan el sol, la luna, unas nubes y una barca. Ese mismo año se realizaron: A Àngel Guimerà, réplica de Josep Maria Codina i Corona de un original de Josep Cardona i Furró, en la plaza de San José Oriol; Tierra y Fuego, de Joan Gardy Artigas, en la avenida Diagonal; A Nicolau Maria Rubió i Tudurí, de Xavier Corberó, en la plaza de Gaudí; y Langosta de Boston, copia de Lluís Ventós de una obra de Shem Drowne de 1742, en la plaza de Boston, regalo de la ciudad norteamericana en el acto de hermandad de ambas ciudades.
El año 1984 también fue prolífico, del que cabría reseñar: La Colometa, de Xavier Medina-Campeny, en la plaza del Diamante, un homenaje a la novela de Mercè Rodoreda; A Goya, en la avenida de Roma, de José Gonzalvo, un conjunto de hierro con la figura del pintor aragonés y la del fusilado con los brazos en alto que aparece en su cuadro El tres de mayo de 1808 en Madrid; Poema visual transitable en tres tiempos: Nacimiento, camino —con pausas y entonaciones— y destrucción, de Joan Brossa, en los Jardines de Marià Cañardo —junto al Velódromo de Horta—, formado por una letra A mayúscula de piedra, de 16 metros de altura, y otra en el suelo hecha escombros, junto a otros signos de la escritura; El muro, de Richard Serra, en la plaza de la Palmera de Sant Martí, formado por dos piezas de hormigón blanco formando arcos de circunferencia; y Pirámide, de Daniel Navas, Neus Solé e Imma Jansana, en el parque de Can Sabaté, de clara influencia posmoderna.

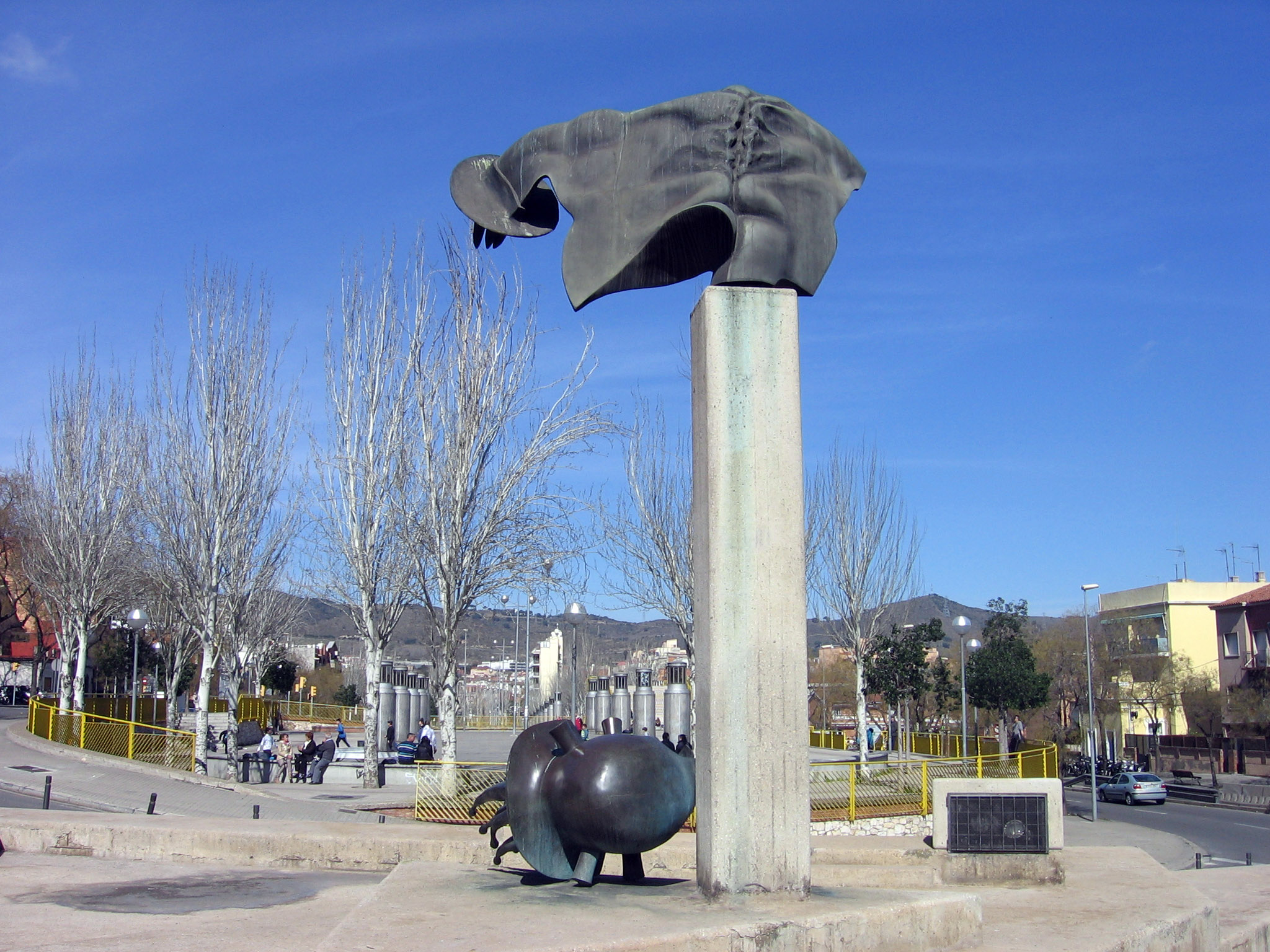
David y Goliat (Homenaje a las Brigadas Internacionales) (1988), de Roy Shifrin, Rambla del Carmelo.

En 1985 se realizó el parque de la España Industrial, en el distrito de Sants-Montjuïc, con un proyecto arquitectónico de Luis Peña Ganchegui que incluía varias esculturas de estilos diversos: Neptuno, de Manuel Fuxà (1881); Los bueyes de la abundancia, de Antoni Alsina (1926); Venus moderna, de Peresejo (1929); Torso de mujer, de Enric Casanovas (1947); Landa V, de Pablo Palazuelo (1985); Alto Rhapsody, de Anthony Caro (1985); y El Dragón, de Andrés Nagel (1987). Ese año se urbanizó también la plaza de Salvador Allende, en el barrio del Carmelo, con un proyecto de Jordi Farrando, en la que se colocó la escultura Once poliedros, de Marcel Martí, y una placa en homenaje a Salvador Allende con un busto del presidente chileno, obra de Lautaro Díaz.
En esos años se crearon varios monumentos conmemorativos de las víctimas de la guerra y la dictadura: en 1985 se adecuó el Fossar de la Pedrera, una antigua cantera situada en la montaña de Montjuïc donde se enterró en fosas comunes a numerosos represaliados del franquismo, y donde se situó un memorial proyectado por Beth Galí, Màrius Quintana y Pere Casajoana, que comprende un conjunto de columnas con los nombres de las víctimas, una gran zona ajardinada con lápidas singularizadas, el mausoleo de Lluís Companys y la escultura Piedad. Homenaje a los inmolados por la libertad en Cataluña, obra de Ferran Ventura —una copia de esta obra está situada en los jardines de la biblioteca del Parlamento de Cataluña—; A los barceloneses muertos en los campos de exterminio nazi (1987), de André Fauteux, una anilla de hierro de la que pende una piedra, situado en el parque de la Ciudadela; David y Goliat (1988), de Roy Shifrin, un homenaje a las Brigadas Internacionales situado en la Rambla del Carmelo, formado por una columna con un casco a sus pies, que simboliza a Goliat vencido, y coronada por un torso de atleta que representa a David victorioso; y el Fossar de les Moreres (1989), en la plaza homónima, con un diseño general de Carme Fiol y un pebetero confeccionado por Albert y David Viaplana, en recuerdo a los caídos en la defensa de la ciudad en 1714.

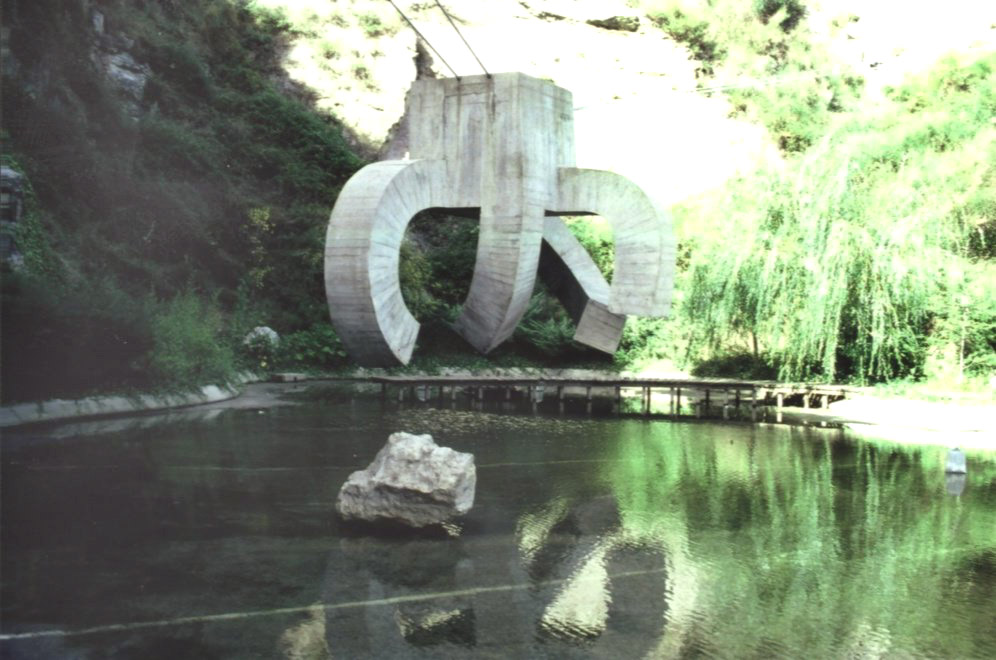
Elogio del agua (1987), de Eduardo Chillida, parque de la Creueta del Coll.

Mientras tanto continuó la colocación de diversos monumentos promovidos por el consistorio: en 1986 se ubicó en la plaza del Rey una obra de Eduardo Chillida, Topos V, de formas abstractas; el mismo año se instaló en la Vía Julia la escultura A los nuevos catalanes, de Sergi Aguilar, dedicada a los inmigrantes; de igual fecha, El ciclista, de Jorge José Castillo, en la plaza de Sants; Ofelia ahogada, de Francisco López Hernández, en los Jardines de Villa Cecilia; y Rites of Spring, de Bryan Hunt, en el parque del Clot. En 1987 se inauguró el parque de la Creueta del Coll, con un proyecto de Martorell-Bohigas-Mackay, donde se emplazaron las obras Tótem, de Ellsworth Kelly, un monolito de casi 10 metros de altura; y Elogio del agua, de Eduardo Chillida, un bloque de hormigón de 54 toneladas de peso suspendido sobre un lago con cuatro cables de acero que cuelgan de la montaña, y que se refleja en el agua como en el mito de Narciso, según propósito del autor. Igualmente, al año siguiente se creó el parque de la Estación del Norte, en el que se colocó la obra Cielo caído, de Beverly Pepper, un conjunto cercano al land-art que parece una ola gigante que surge de la vegetación del parque, elaborada en cerámica de color azul de varias tonalidades con la técnica gaudiniana del trencadís. En 1989 se inauguró en la avenida Río de Janeiro la Mediana escultórica, un conjunto de 11 elementos en una medianera de 306 m de longitud —la escultura más larga de Barcelona—, obra de Agustí Roqué que ganó el premio FAD de ese año.

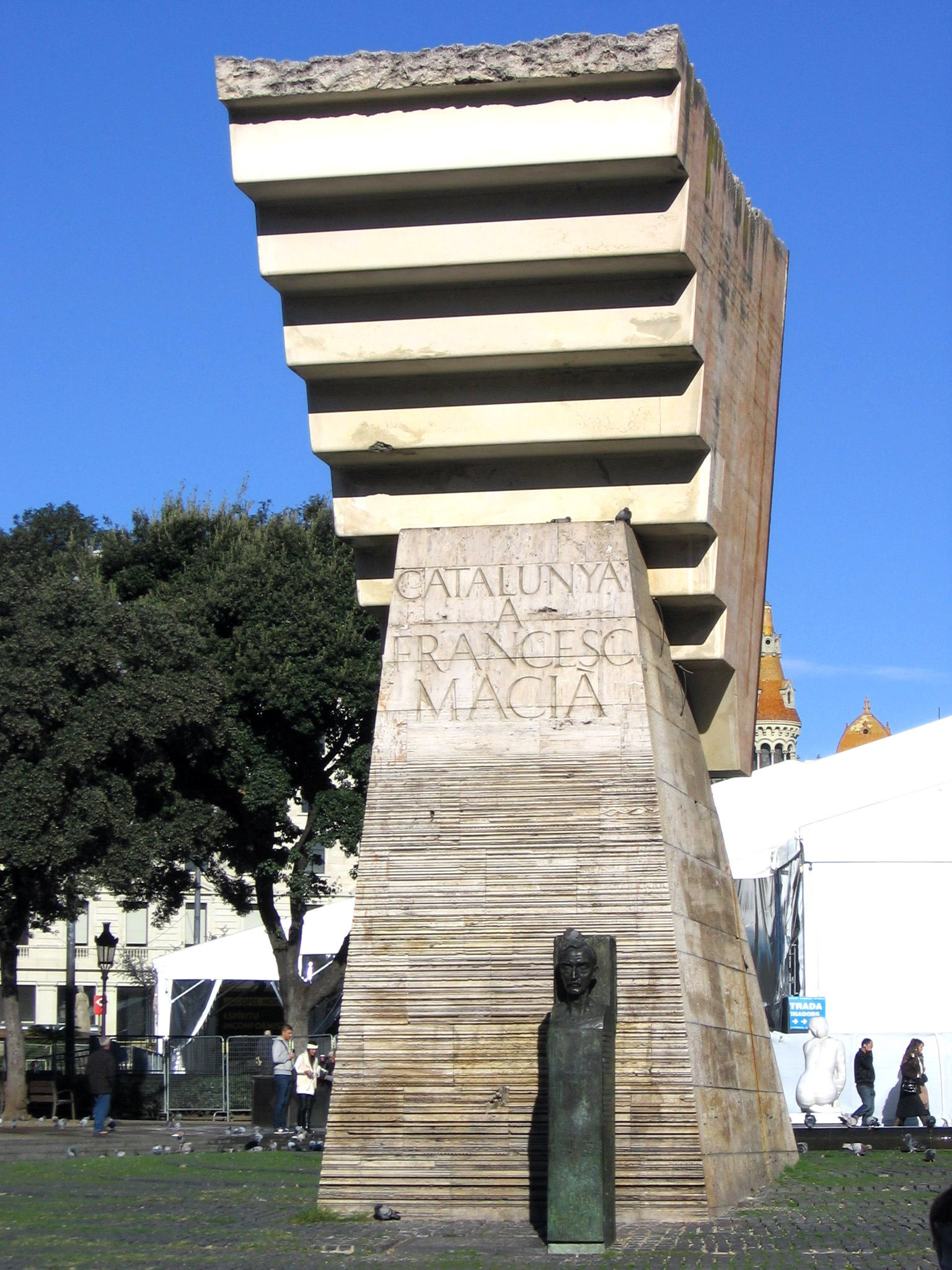
Monumento a Francesc Macià (1991), de Josep Maria Subirachs, plaza de Cataluña.

Otras obras de esos años son: San Jorge (1987), de Joan Rebull, en la Rambla de Cataluña con Diagonal; Gambrinus (1987), de Javier Mariscal, en el paseo de Colón; Límite interior (1987), de Sergi Aguilar, en los Jardines de la Maternidad; Rompeolas (1988), de Jaume Plensa, en la Vía Julia; Centenario de la Exposición Universal de 1888 (1988), de Antoni Clavé, en el parque de la Ciudadela; A Margarida Xirgu (1988), de Eudald Serra, en la plaza Canonge Colom; Euclídea (1989), de Luis Gueilburt, en el parque de Les Corts; Gato (1990), de Fernando Botero, en la Rambla del Raval; A Ferrer i Guàrdia (original de 1911, colocado en 1990), de Auguste Puttemans, en la avenida del Estadio (Montjuïc); A Rovira i Trias (1990), en la plaza homónima, de Joaquim Camps; Nube y silla (1990), de Antoni Tàpies, en la fundación que lleva su nombre; A Lluís Millet (1991), de Josep Salvadó Jassans, en el Palacio de la Música Catalana; El submarino enterrado (1991), de Josep Maria Riera i Aragó, en el parque de las Aguas; y Monumento (1991), de Leandre Cristòfol, en la plaza George Orwell.
Un proyecto innovador tuvo lugar en 1990, cuando se instaló en Montjuïc, al lado de la Fundación Miró, el Jardín de Esculturas, con un diseño general de Jaume Freixa y Jordi Farrando. Se situó en el espacio conocido antiguamente como plaza del Sol, donde desde 1909 estaba situada la escultura Manelic de Josep Montserrat, dedicado al popular personaje de la obra Terra baixa de Àngel Guimerà. Allí se colocó un conjunto de ocho esculturas: Aguja, de Tom Carr; Transparente, el paisaje, de Pep Duran Esteva; Ctonos, de Gabriel Sáenz Romero; Tejado, de Perejaume; Gran avión de hélice azul, de Josep Maria Riera i Aragó; Dell'Arte II, de Jaume Plensa (robada en 2015); Gran huso, de Enric Pladevall-Vila; y Vuelo 169, de Emma Verlinden; esta última fue retirada en 2002 debido a su deterioro irreversible, y en esa fecha se añadieron tres esculturas más: Génesis, de Ernest Altès; La clase de música, de Cado Manrique; y DT, de Sergi Aguilar.
En 1991 se colocó en la plaza de Cataluña el Monumento a Francesc Macià, obra de Josep Maria Subirachs, realizado en travertino, hormigón, hierro y bronce. El artista concibió la obra como una evocación de los diversos símbolos identitarios de Cataluña: el pedestal, realizado en travertino con una sucesión de bloques de piedra en rompejunta, representa la historia de Cataluña; la parte superior, ejecutada en hormigón, tiene forma de escalera invertida, de la cual los tres primeros peldaños, encajados en el pedestal, representan los tres años de gobierno de Macià al frente de la Generalidad, mientras que el resto, que finalizan de forma abrupta e inacabada, simbolizan el futuro del país, que se va construyendo día a día, peldaño a peldaño; asimismo, en el pedestal figuran diversas inscripciones realizadas en forma de grafiti, con nombres, fechas y lugares relacionados con el político catalán, mientras que en su parte superior se encuentra en grandes letras la inscripción Catalunya a Francesc Macià. Frente al cuerpo del monumento se halla de forma separada un monolito con el busto del presidente Macià, realizado en bronce, una réplica del retrato que le hizo Josep Clarà en 1932.

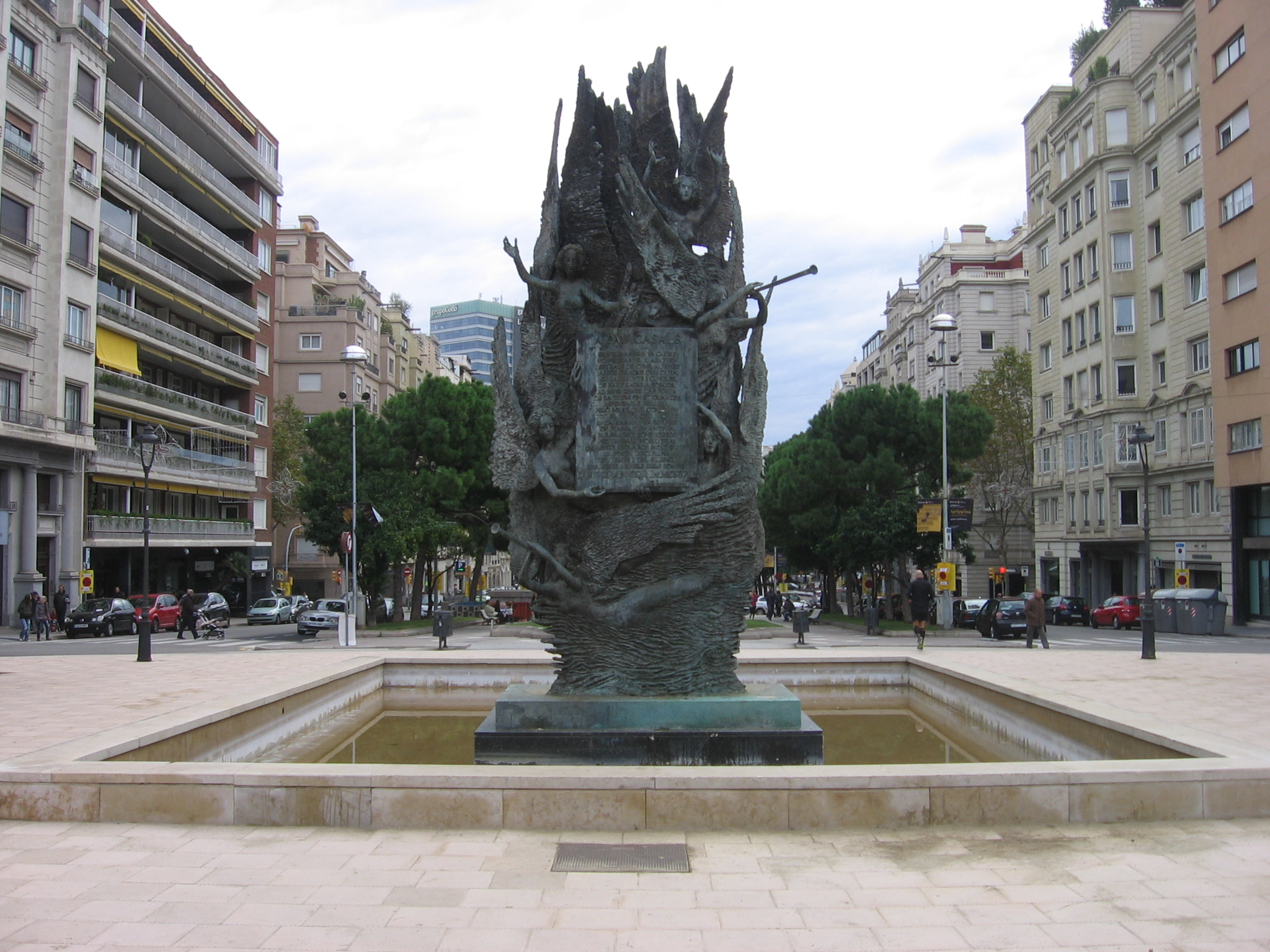
A Pau Casals (1976), de Apel·les Fenosa, avenida de Pau Casals.
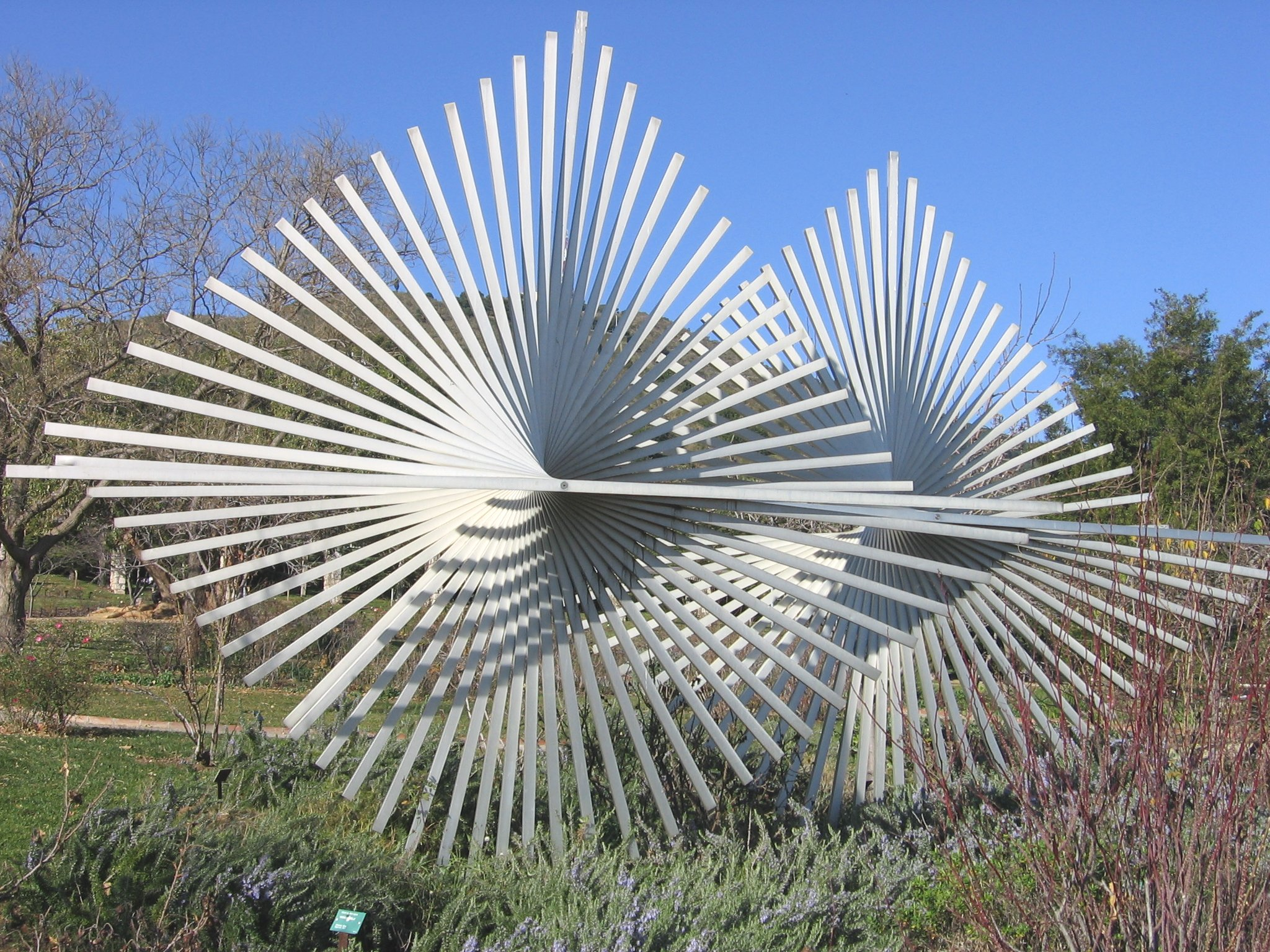
Rombos gemelos (1977), de Andreu Alfaro, parque de Cervantes.
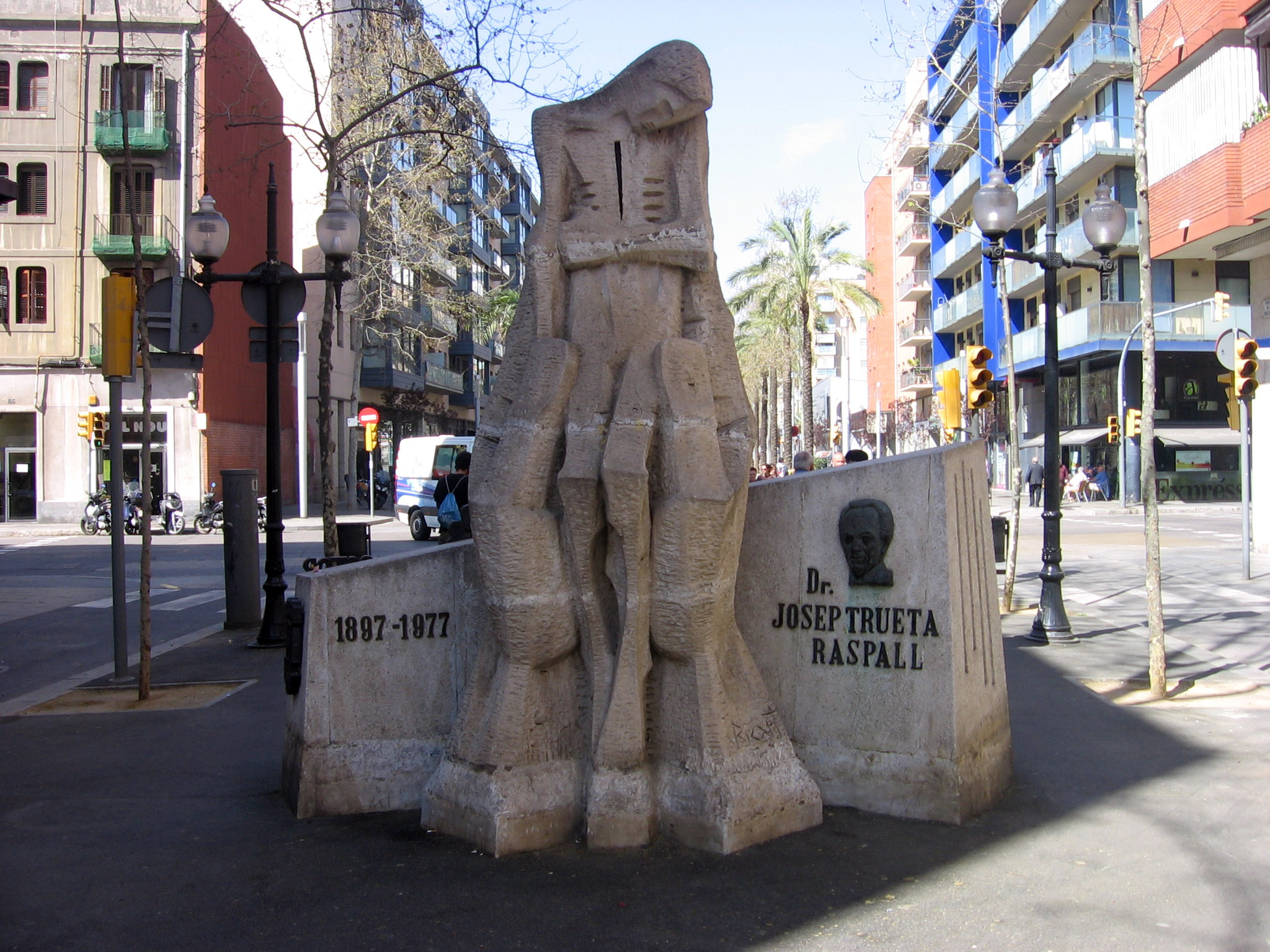
Monumento al Doctor Trueta (1978), de Josep Ricart, Rambla del Pueblo Nuevo.
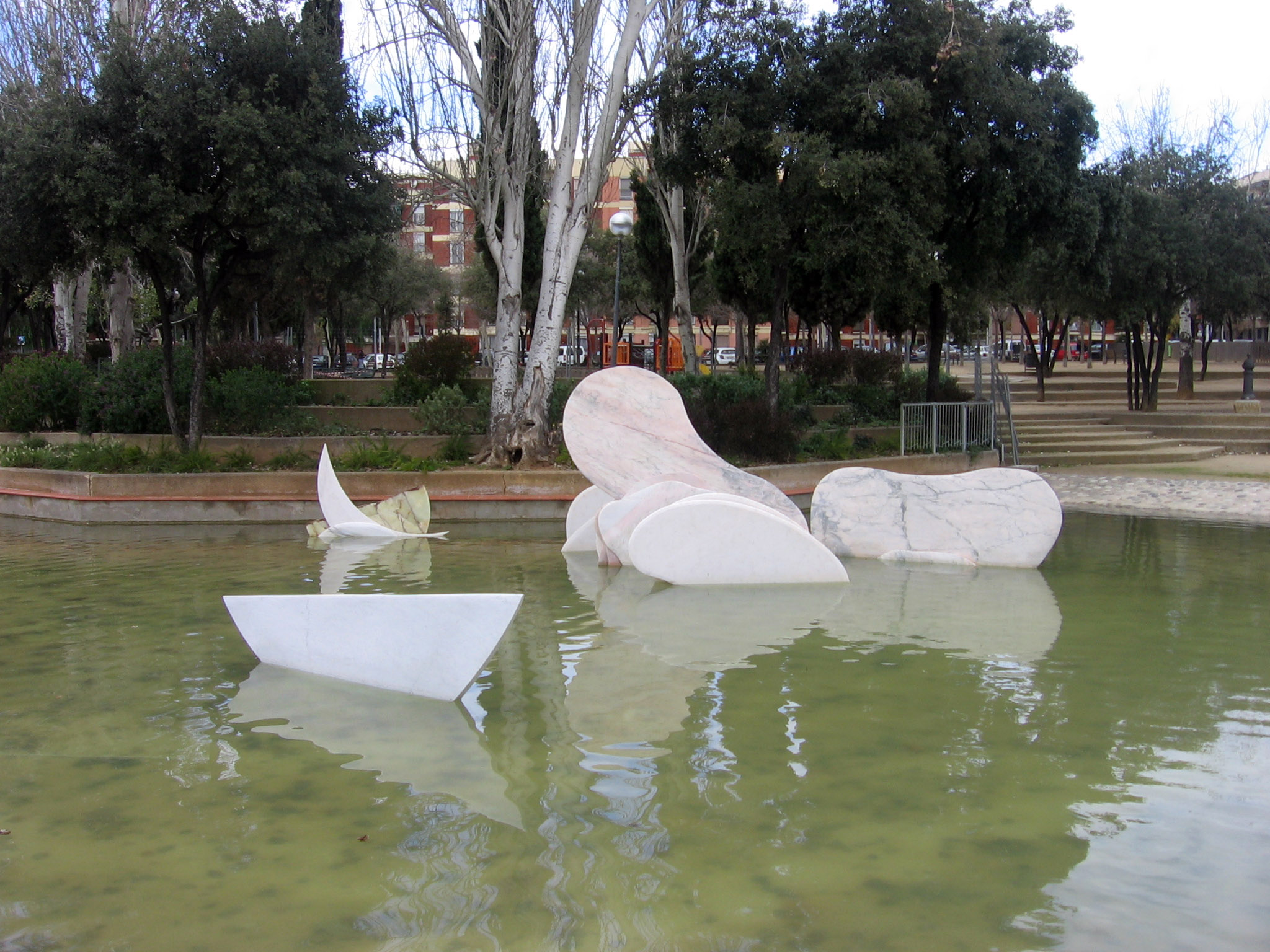
Homenaje al Mediterráneo (1983), de Xavier Corberó, plaza de Sóller.
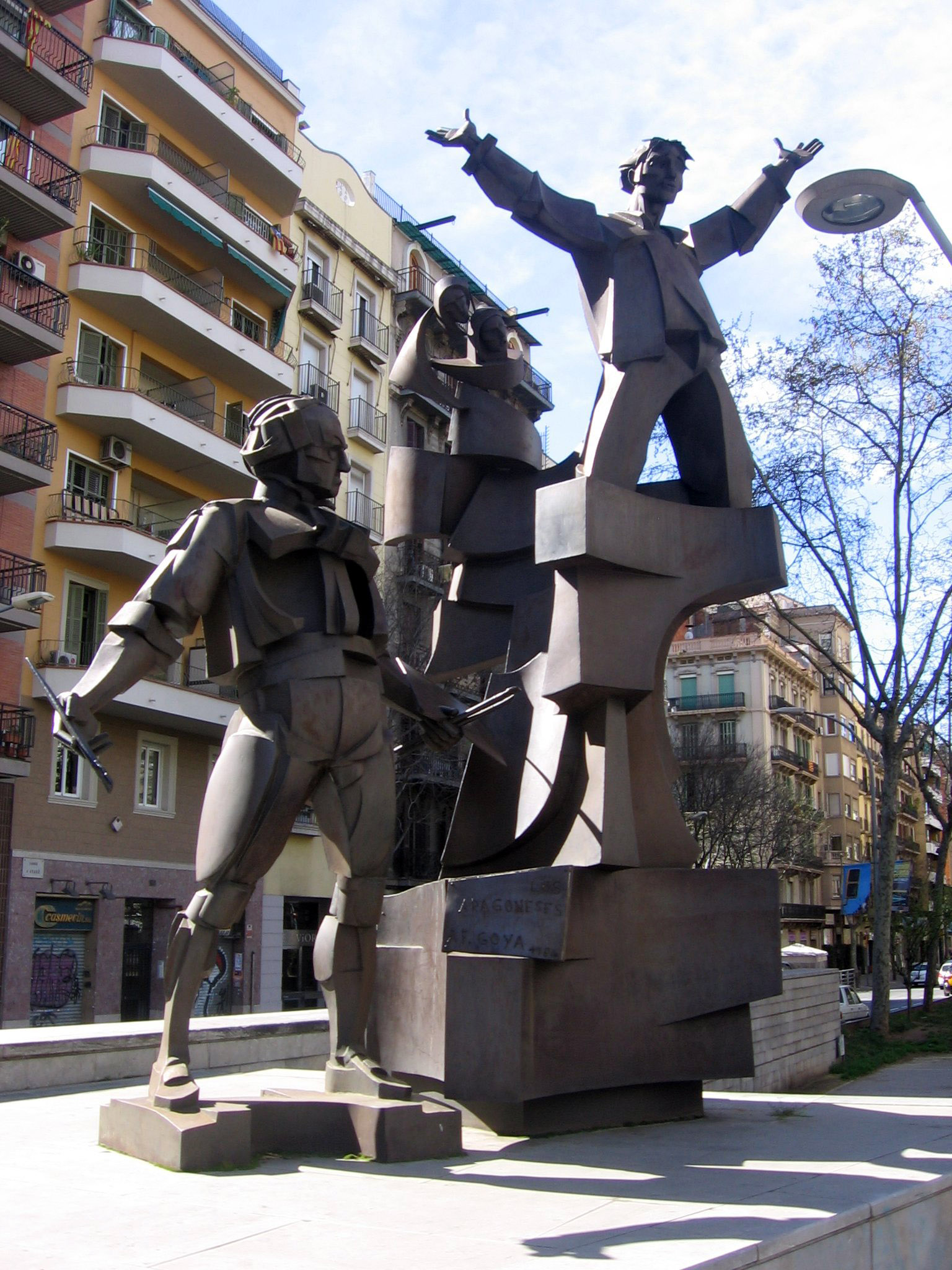
A Goya (1984), de José Gonzalvo, avenida de Roma.
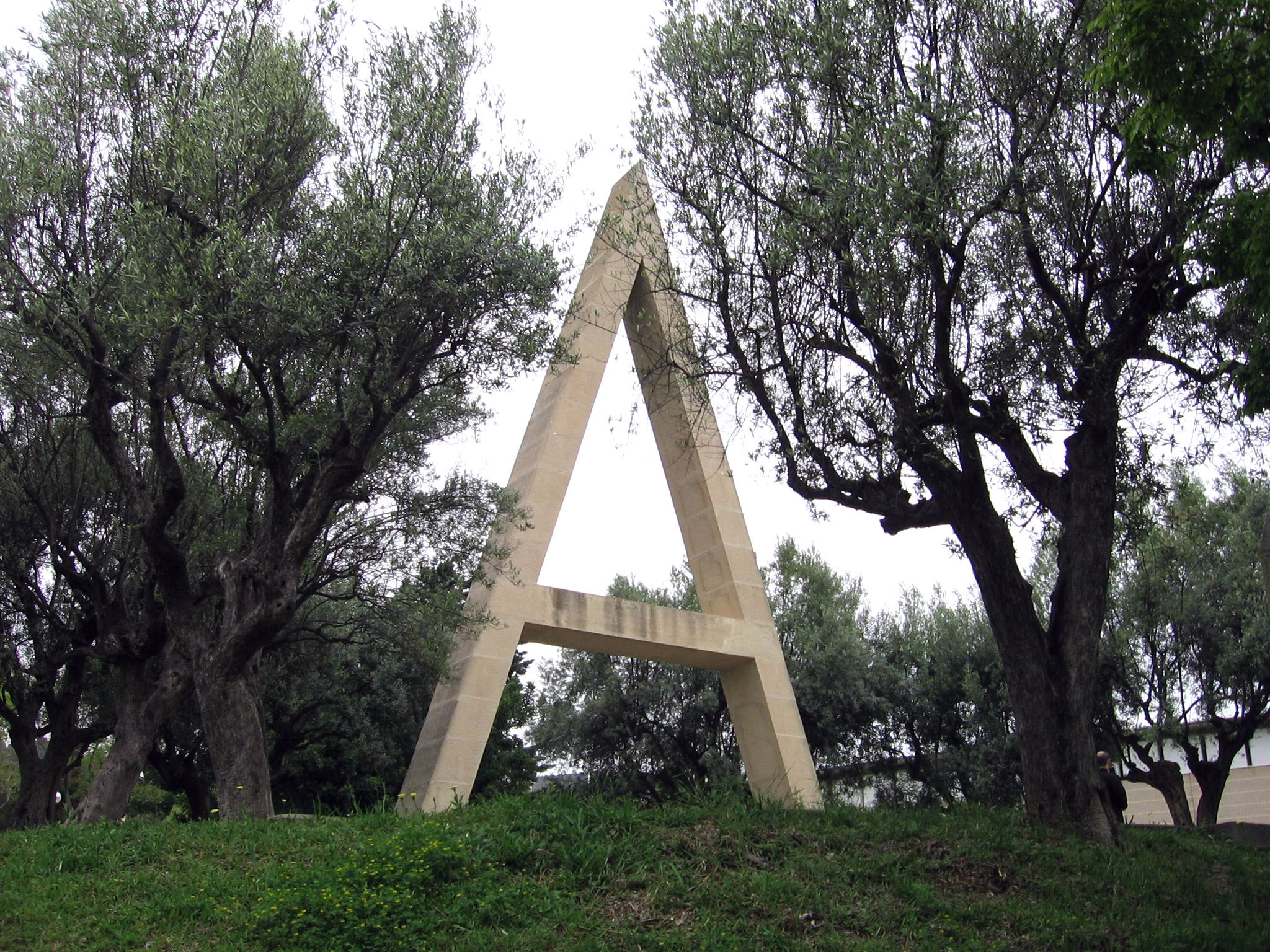
Poema visual transitable en tres tiempos: Nacimiento, camino —con pausas y entonaciones— y destrucción (1984), de Joan Brossa, Jardines de Marià Cañardo.
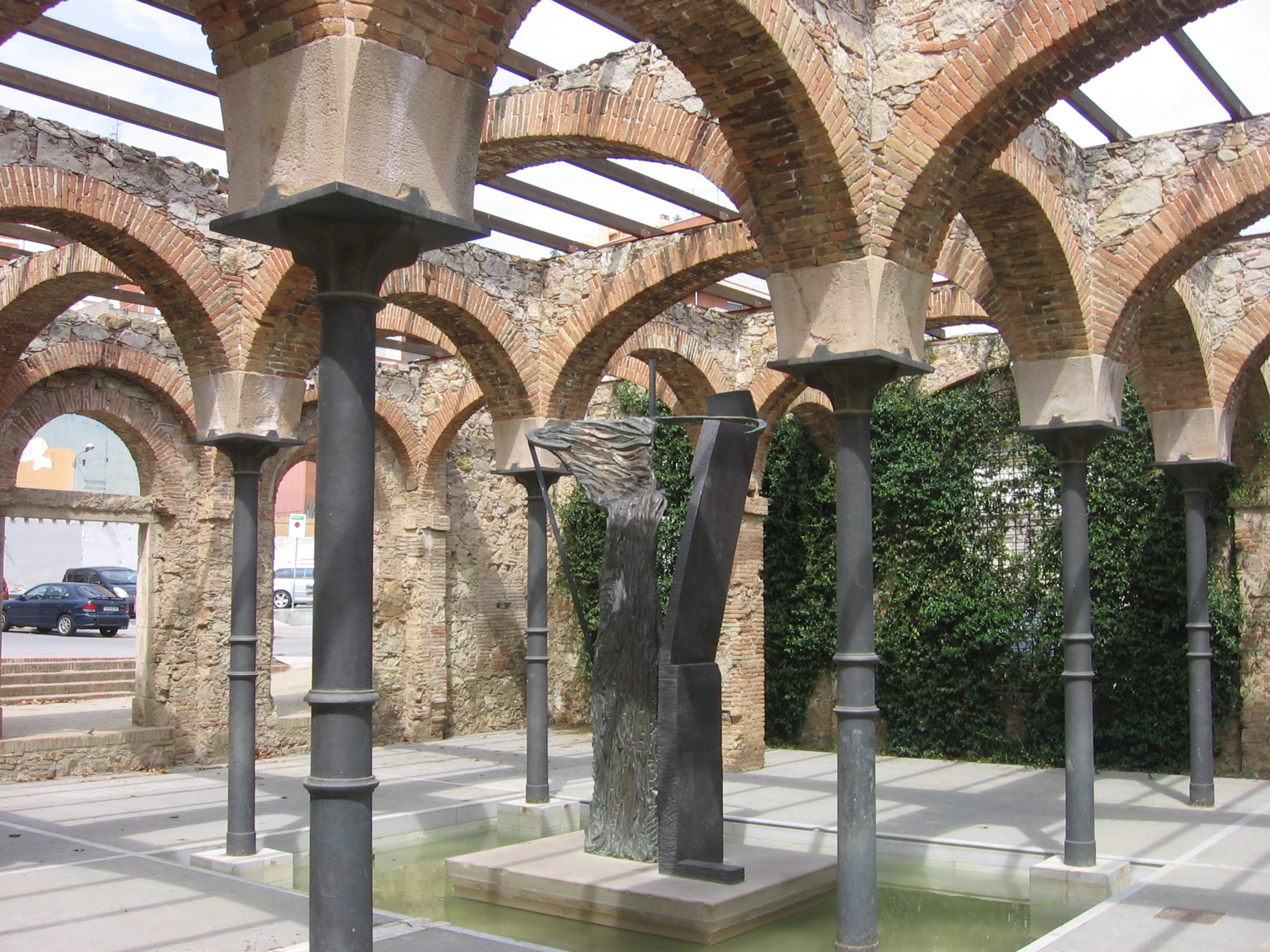
Rites of Spring (1986), de Bryan Hunt, en el parque del Clot.
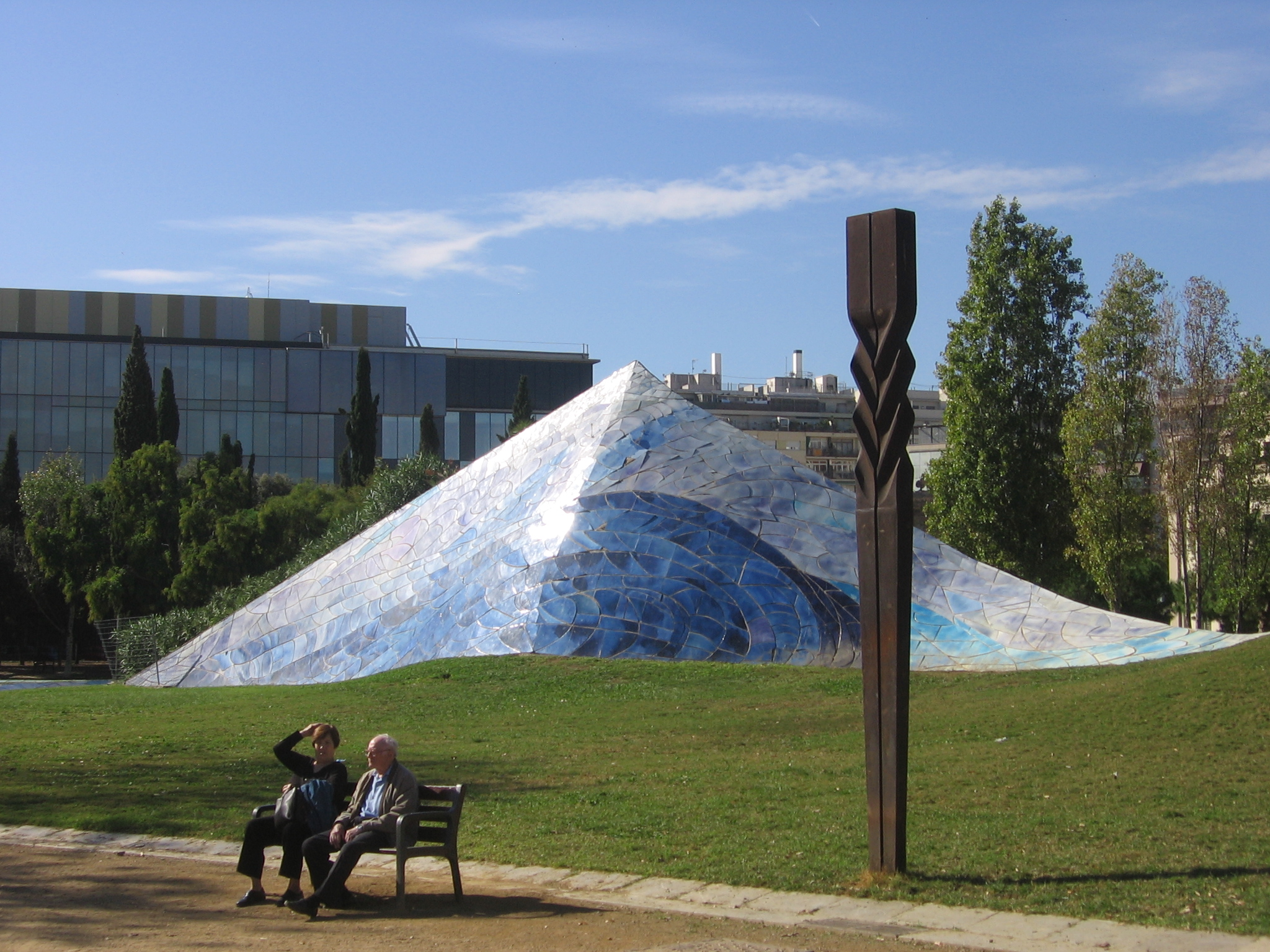
Cielo caído (1988), de Beverly Pepper, parque de la Estación del Norte.
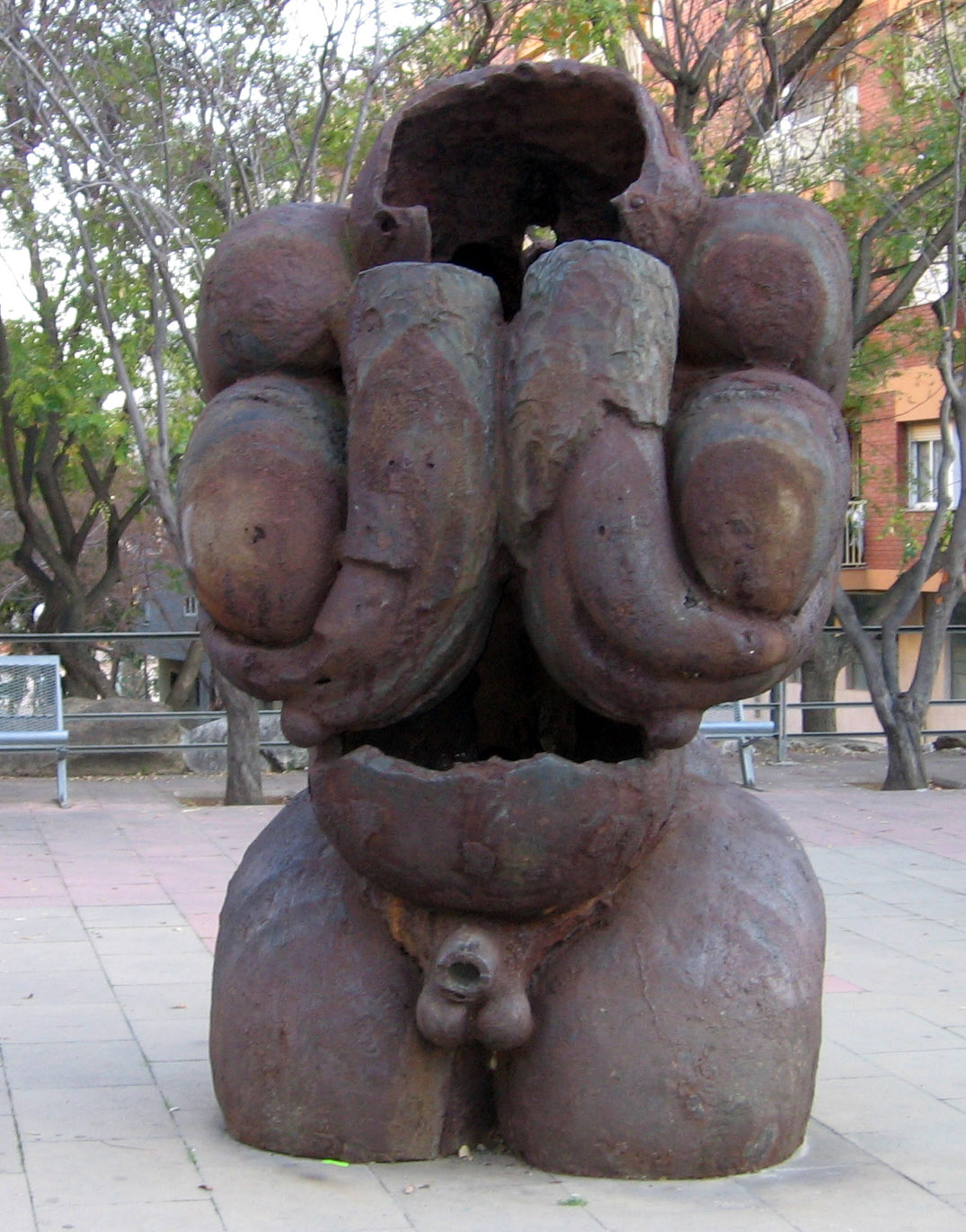
Rompeolas (1988), de Jaume Plensa, Vía Julia.
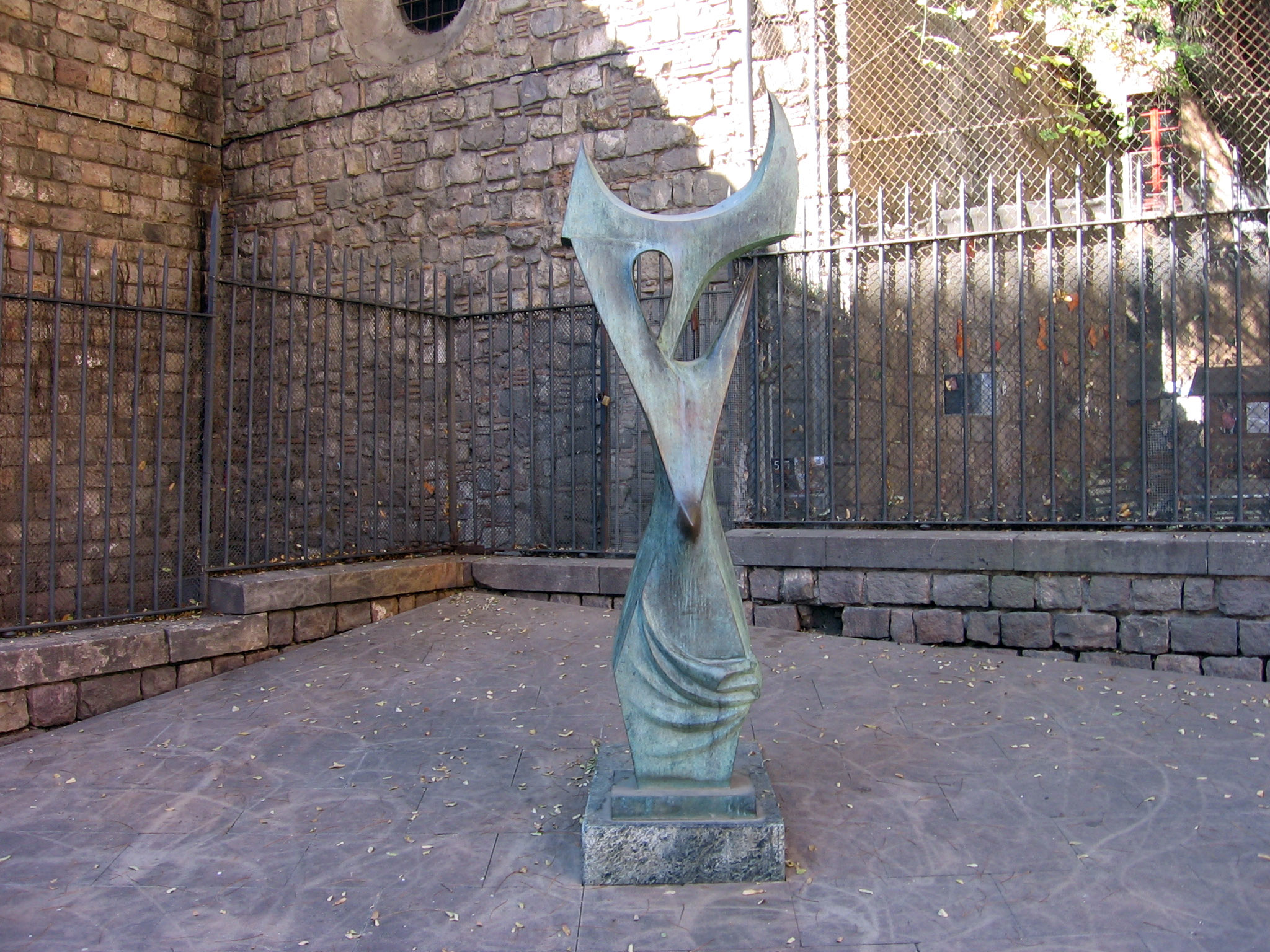
A Margarida Xirgu (1988), de Eudald Serra, plaza Canónigo Colom.
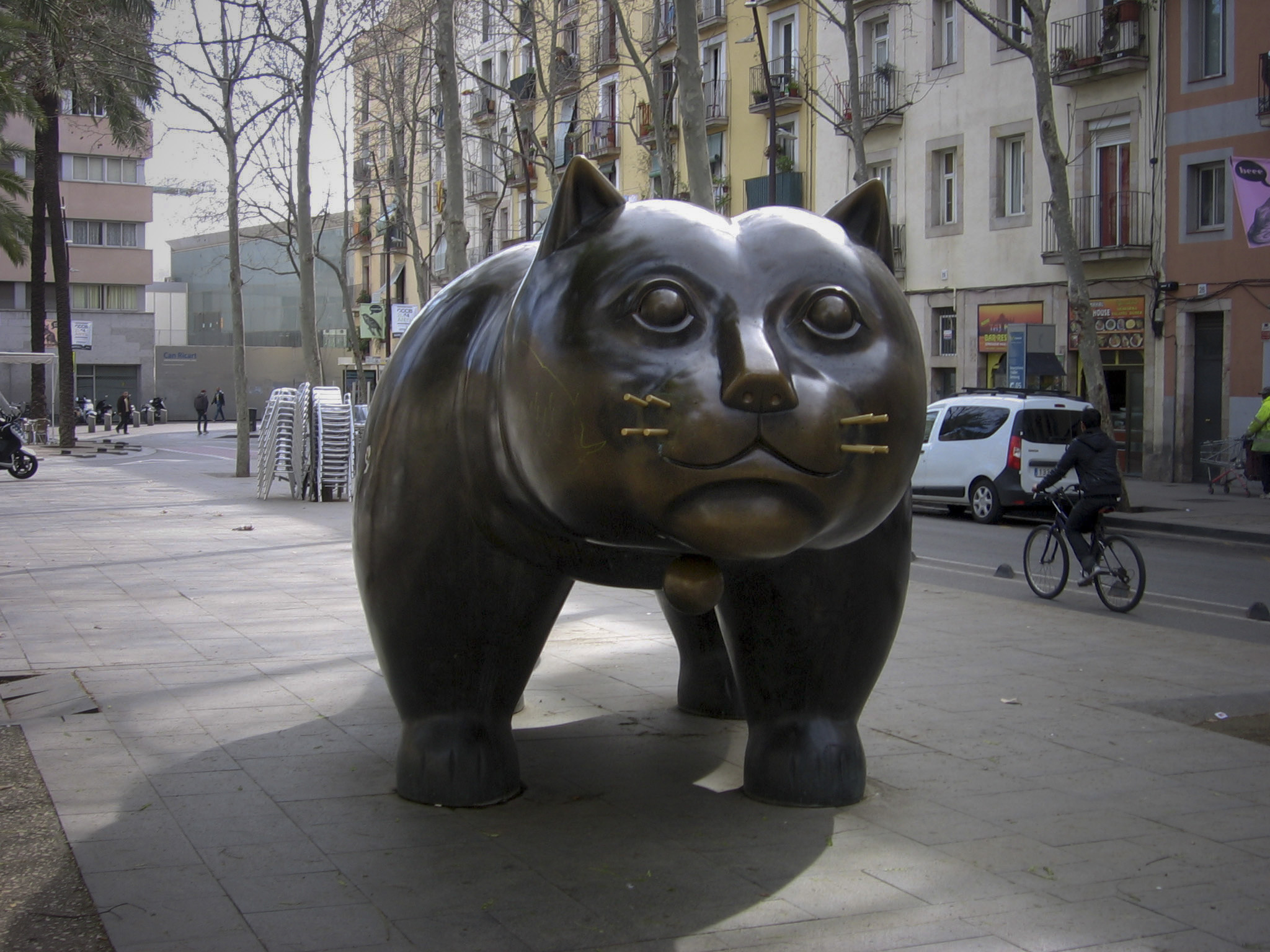
Gato (1990), de Fernando Botero, Rambla del Raval.
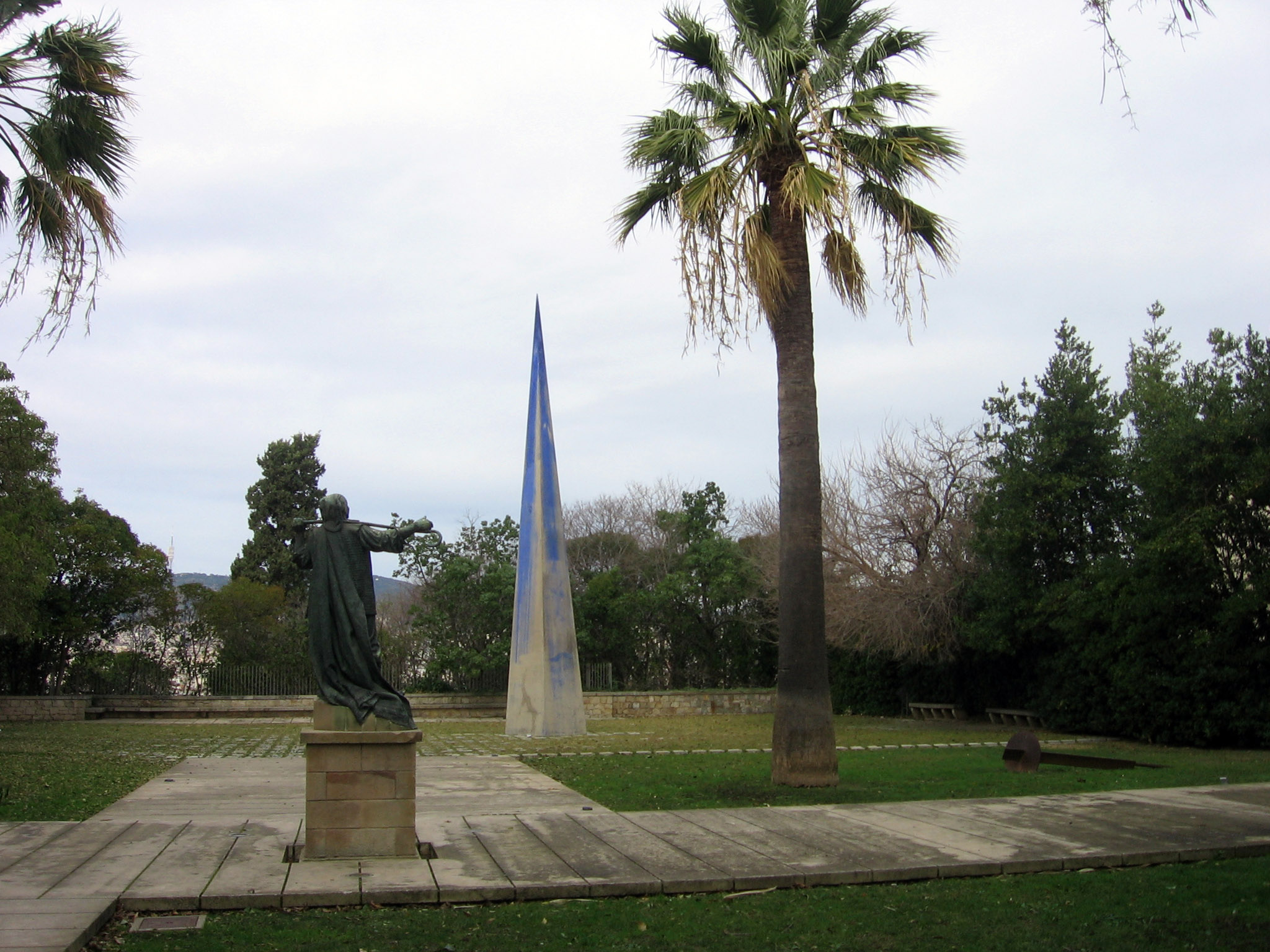
Jardín de Esculturas (1990), Montjuic.
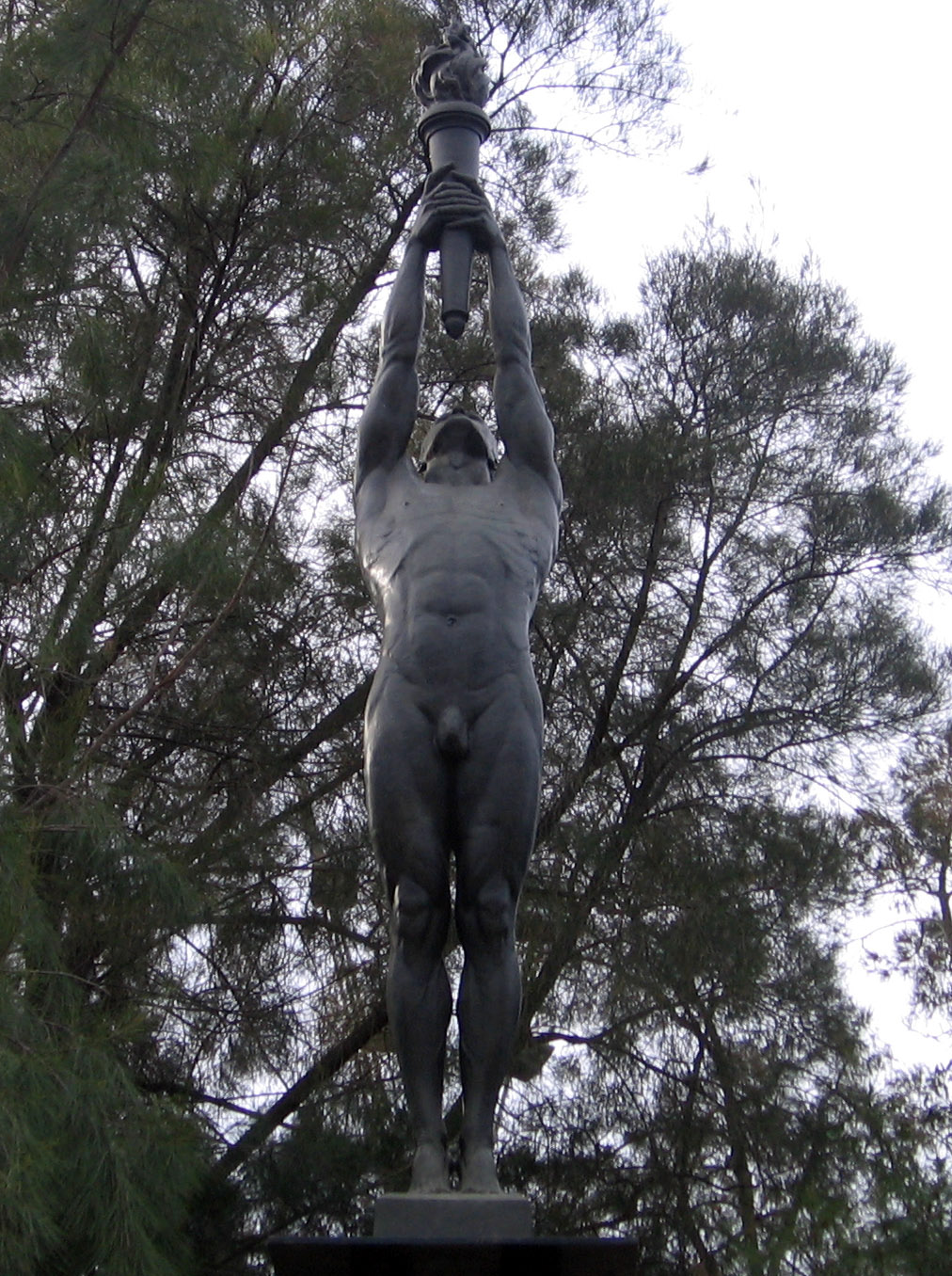
A Ferrer i Guàrdia (1990), de Auguste Puttemans, avenida del Estadio.
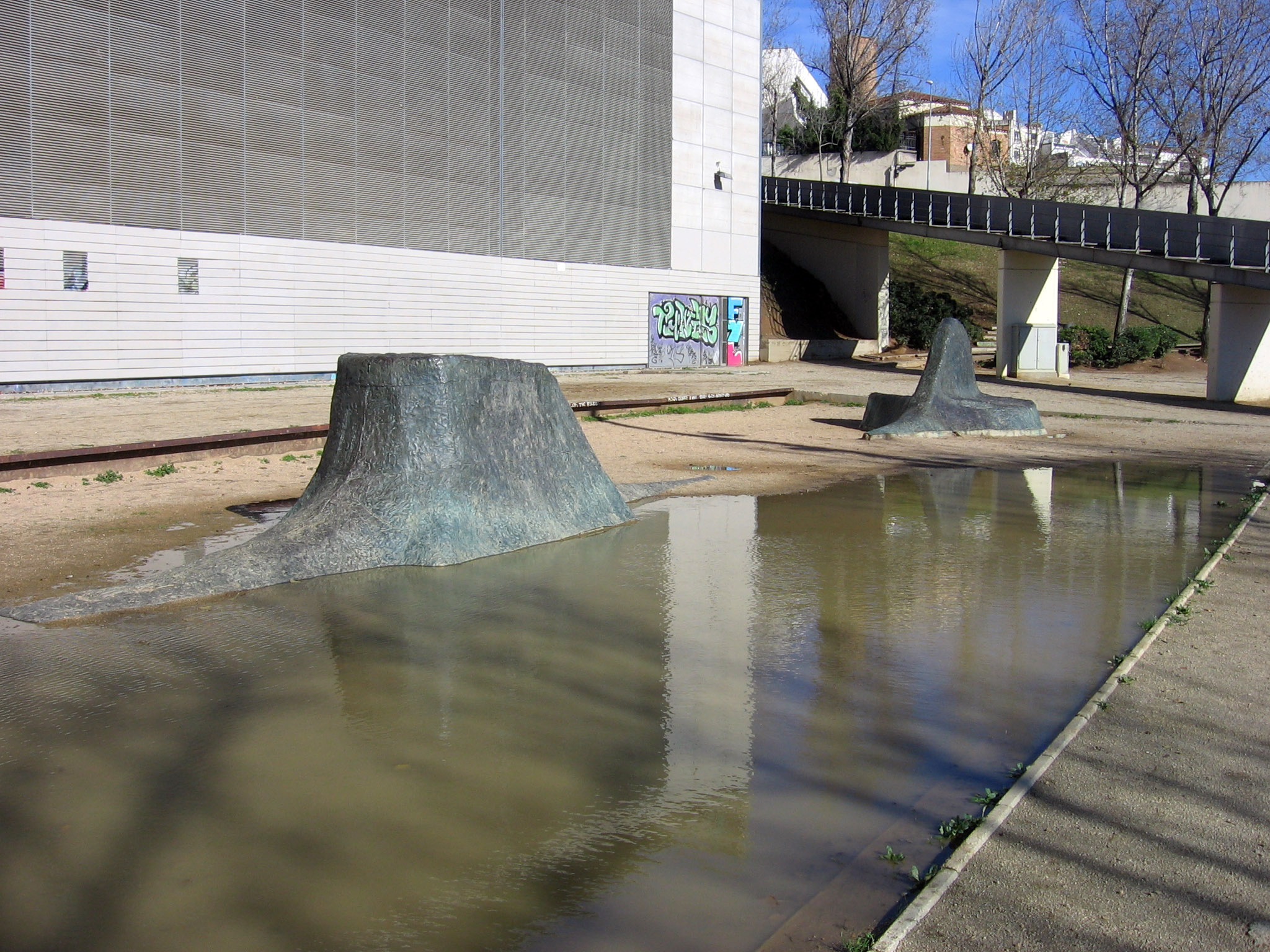
El submarino enterrado (1991), de Josep Maria Riera i Aragó, parque de las Aguas.

#### Juegos Olímpicos de 1992

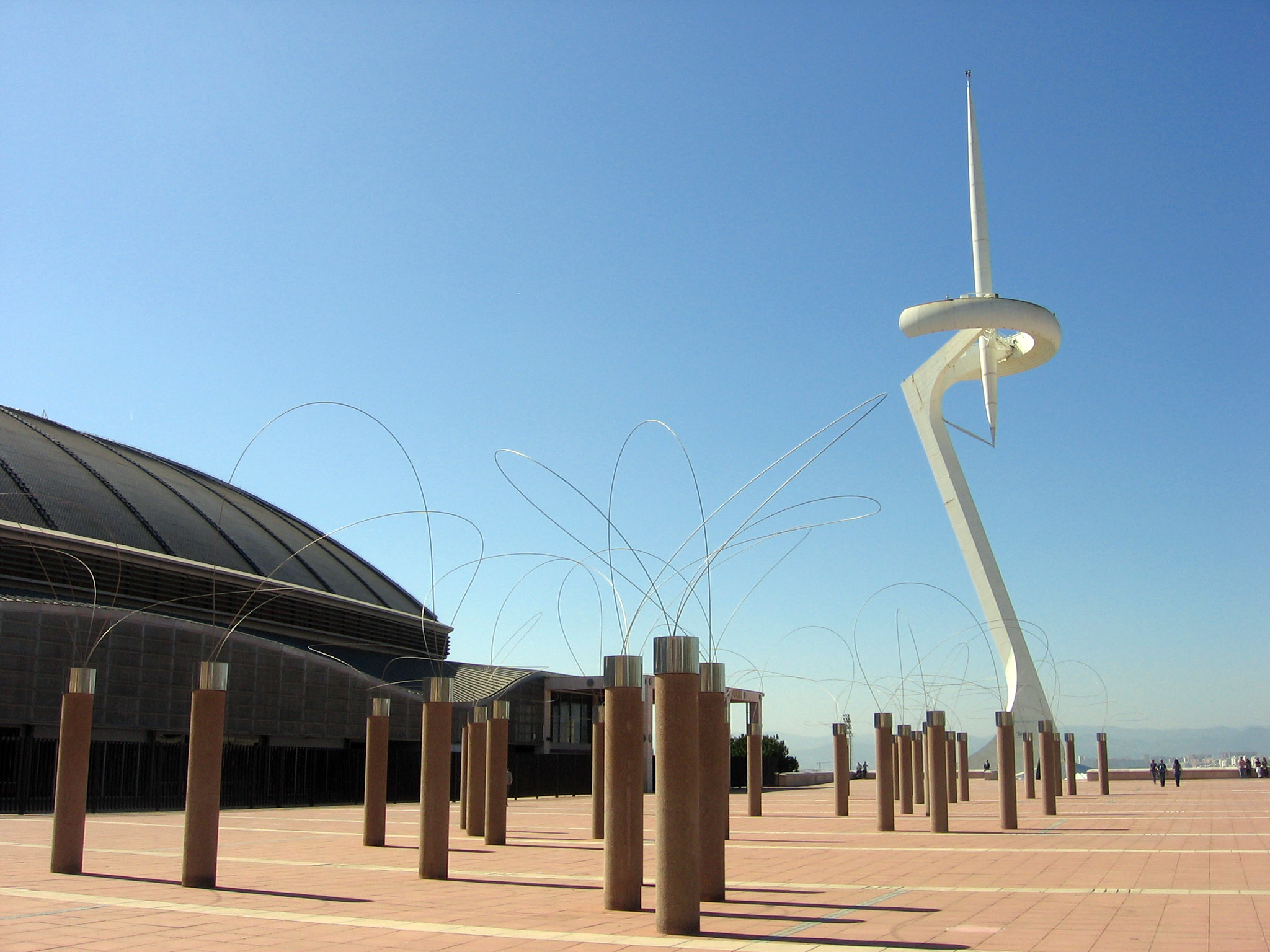
Cambio (Utsurohi) (1990), de Aiko Miyawaki, paseo de Minici Natal.

Los XXV Juegos Olímpicos tuvieron lugar del 25 de julio al 9 de agosto de 1992. Para tal evento la ciudad emprendió un intenso programa de reformas y mejoras urbanísticas, que se centraron principalmente en la montaña de Montjuïc, donde se remodeló el Estadio Olímpico y se construyó el Palau Sant Jordi, pero también en las villas olímpicas del Pueblo Nuevo y el Valle de Hebrón, así como diversas zonas más de la ciudad: se llevaron a cabo obras tan importantes como la construcción de las rondas de circunvalación de la ciudad, la recuperación de las playas y todo el frente marítimo (zona del Maremàgnum), la instalación de la nueva torre de telecomunicaciones de Collserola y la renovación y ampliación del Aeropuerto de Barcelona. También se impulsó la campaña Barcelona ponte guapa, para la remodelación de fachadas y paredes medianeras de edificios de la ciudad, y se diseñaron nuevos parques y jardines, que como en épocas anteriores fueron escenarios ideales para la colocación de monumentos y obras de arte.
En Montjuïc las actuaciones se centraron en los equipamientos deportivos, pero la urbanización del entorno del Estadio Olímpico dejó elementos artísticos como la instalación titulada Cambio (Utsurohi), de Aiko Miyawaki, un conjunto de 36 columnas de piedra artificial con cables de acero inoxidable que forman un bosque que reluce al atardecer; o el Torso Olímpico, de Rosa Serra, un estilizado torso de atleta confeccionado en bronce. También se colocó frente al Palacio Nacional —sede del MNAC— la escultura Torso del Verano, de Aristide Maillol, una obra original de 1911 donada por los empresarios de la Asociación Barcelona Olímpica 1992 como conmemoración de los Juegos, con el efecto reparador de que la Ciudad Condal no tenía ninguna obra de este artista rosellonés, muy apreciado por cuanto había influido notablemente en el estilo novecentista de principios del siglo XX.

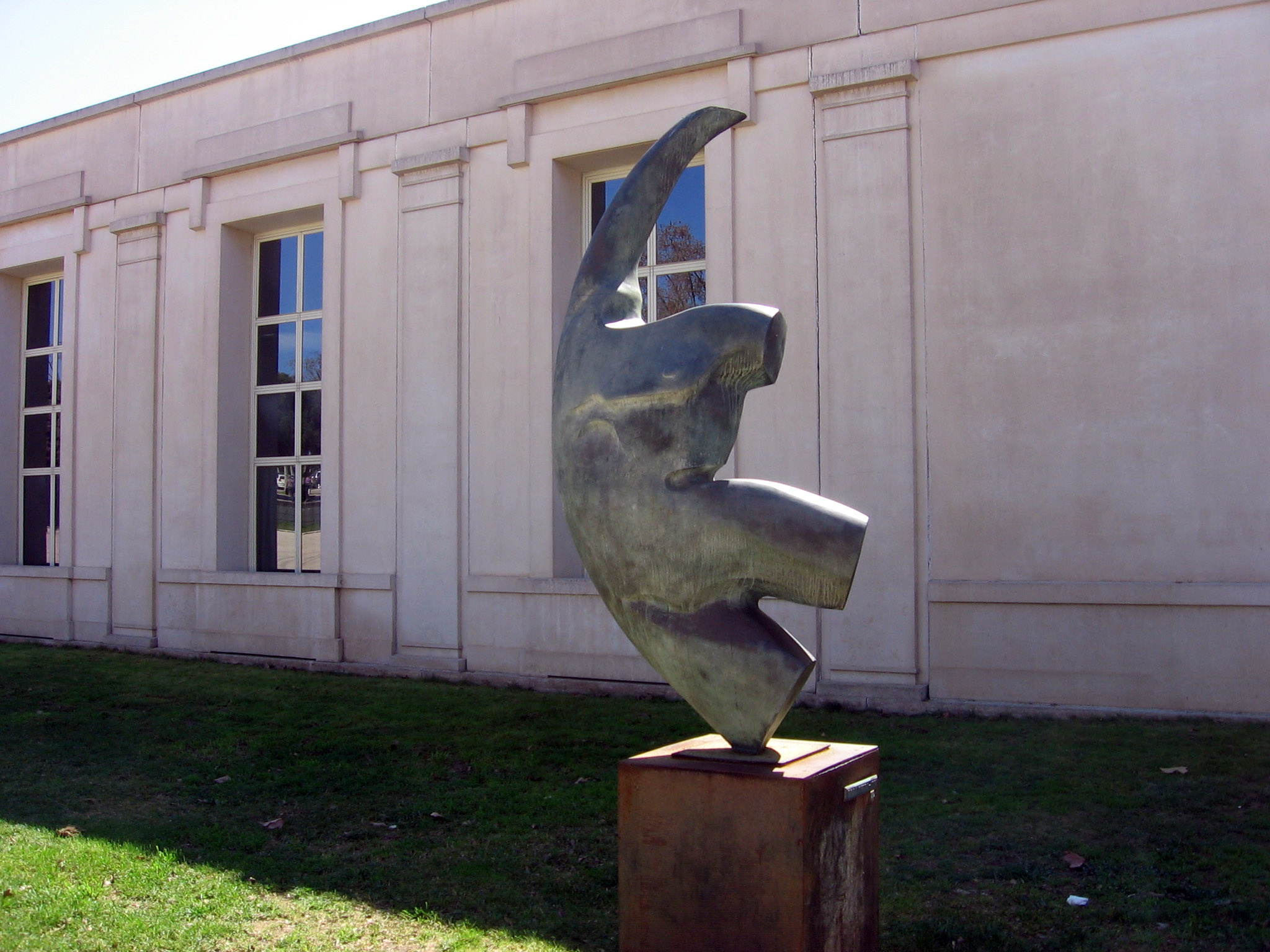
Torso Olímpico (1991), de Rosa Serra, avenida del Estadio.

Uno de los principales ámbitos de actuación fue la Villa Olímpica del Poblenou, donde pasados los juegos han quedado varios parques ornados con diversas obras y monumentos: en el parque de las Cascadas se instalaron las esculturas David y Goliat, de Antoni Llena, y El Poder de la Palabra, de Auke de Vries, ambas de estilo abstracto y grandes dimensiones; en el parque de Carlos I se instaló El culo (A Santiago Roldán), de Eduardo Úrculo, una obra de bronce de 6,5 metros de altura en forma de unas piernas y nalgas; en el parque del Puerto Olímpico se emplazaron las obras Marc, de Robert Llimós, la Conmemoración de la inauguración de la Villa Olímpica y un estanque con la escultura de Cobi, la mascota de los Juegos Olímpicos, diseñada por Javier Mariscal; y en el parque de la Nueva Icaria se situó la plaza de los Campeones, en cuyo pavimento figuran inscritos los nombres de diversos deportistas y campeones olímpicos de la historia, así como uno de los podios utilizados en los Juegos. También se situaron diversas obras aisladas en diferentes parajes de la Villa Olímpica, como: Pez, de Frank Gehry; Acuario-Piscis-Tauro, de Antoni Roselló; Columna olímpica, de Andreu Alfaro; El llano de la nostalgia, de Luis Ulloa; Cilindro, de Tom Carr; y Peine del viento, de Francesc Fornells-Pla.
También se situaron diversas esculturas en el Valle de Hebrón, sede de la villa olímpica de prensa: Forma y espacio, de Eudald Serra, una figura abstracta de seis metros de altura elaborada en hierro; Dime, dime, querido, de Susana Solano, igualmente abstracta, formada por cuatro láminas de acero de ocho metros de altura; y Cerillas, de Claes Oldenburg, de 20 metros de altura, que semeja una caja de cerillas dispuestas en varias posiciones, algunas en el suelo como si ya hubiesen sido usadas.

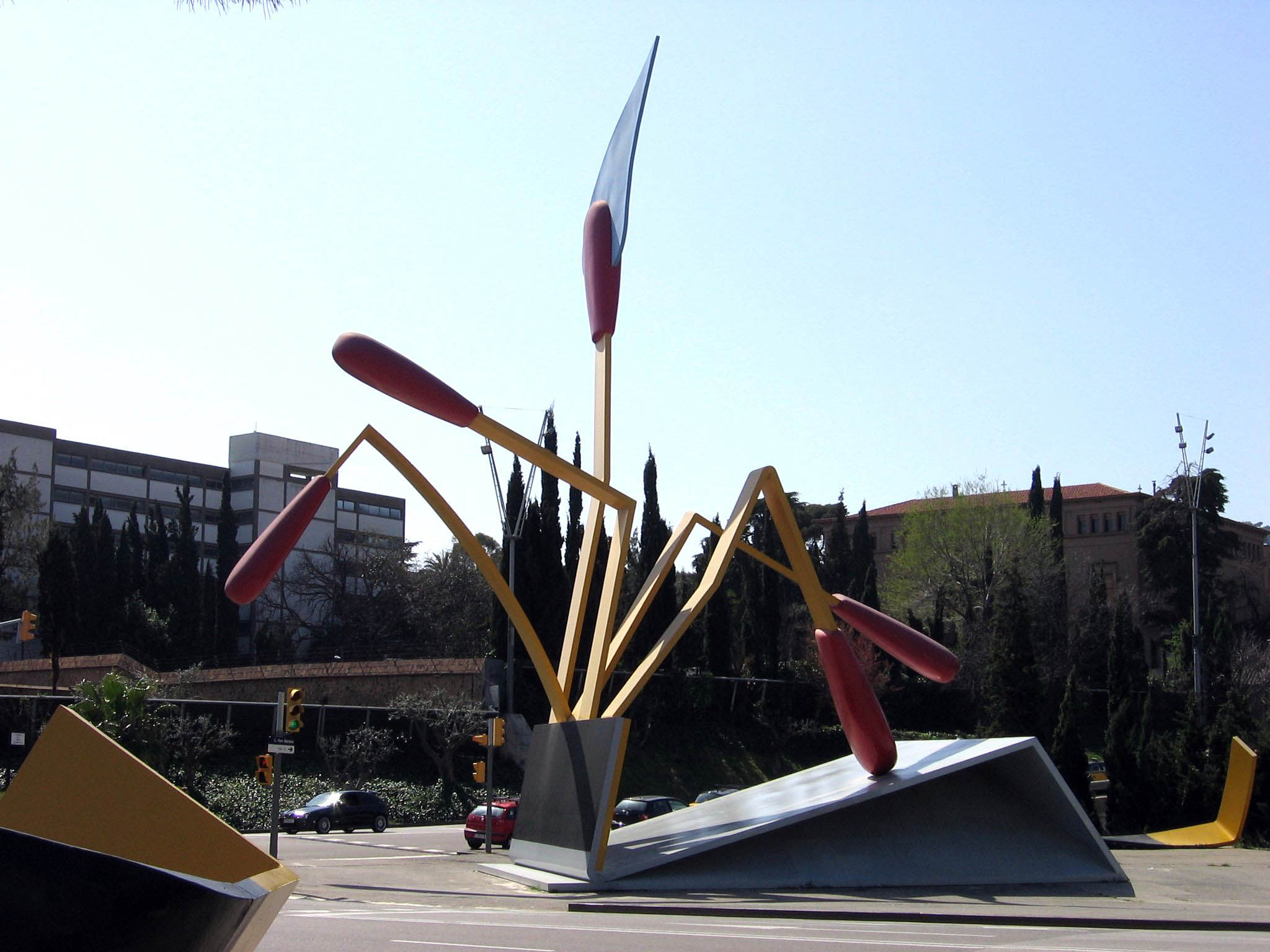
Cerillas (1992), de Claes Oldenburg, avenida Cardenal Vidal i Barraquer.

En otras zonas de la ciudad también se hicieron importantes remodelaciones, como en la plaza de las Glorias Catalanas, uno de los principales ejes viarios de la ciudad, donde se situaron doce grandes losas de mármol dedicadas a diversos aspectos destacados de la historia de Cataluña, en alusión a las Glorias Catalanas que dan nombre a la plaza; así como un Monumento al Metro, de François Scali y Alain Domingo, una pieza de acero que reproduce el perfil topográfico del meridiano que une Barcelona con Dunkerque, que sirvió para establecer la medida del sistema métrico —en 2014 fue trasladado a la avenida Meridiana, entre Independencia y Consejo de Ciento—.
En paralelo a los Juegos Olímpicos se organizó una Olimpiada Cultural, que promovió la instalación de diversas obras situadas todas en la costa, bajo el nombre común de Configuraciones urbanas y comisariada por Gloria Moure. Surgieron así: Rosa de los Vientos, de Lothar Baumgarten, en la plaza Pau Vila; La estrella herida, de Rebecca Horn, en el paseo Marítimo de la Barceloneta; Balanza romana, de Jannis Kounellis, en la calle Andrea Dòria; Crescendo appare, de Mario Merz, en el Muelle de la Barceloneta; Una habitación donde siempre llueve, de Juan Muñoz, en la plaza del Mar; Born, de Jaume Plensa, en el paseo del Born; Cuatro cuñas, de Ulrich Rückriem, en el Pla de Palau; y Deuce Coop, de James Turrell, en la calle Comercio.
En relación con los Juegos cabe reseñar por último la instalación en diferentes puntos de la ciudad de una serie de fuentes conmemorativas de los Juegos Olímpicos, elaboradas por el escultor Juan Bordes en colaboración con los arquitectos Óscar Tusquets y Carlos Díaz. Se realizaron ocho, todas con un pedestal de piedra artificial y una figura de bronce de un niño jugando con el agua: Pelota, en la avenida del Paralelo; Lanzamiento, en el Mirador del Palau; Buceo, en la avenida de Chile; Chip-chap, en la plaza Alfonso Comín; Cabriola, en la calle Isadora Duncan; Boga, en la avenida Litoral; Chapuzón, en el Rompeolas del Pueblo Nuevo; y Tanteo, en la plaza de las Glorias Catalanas.

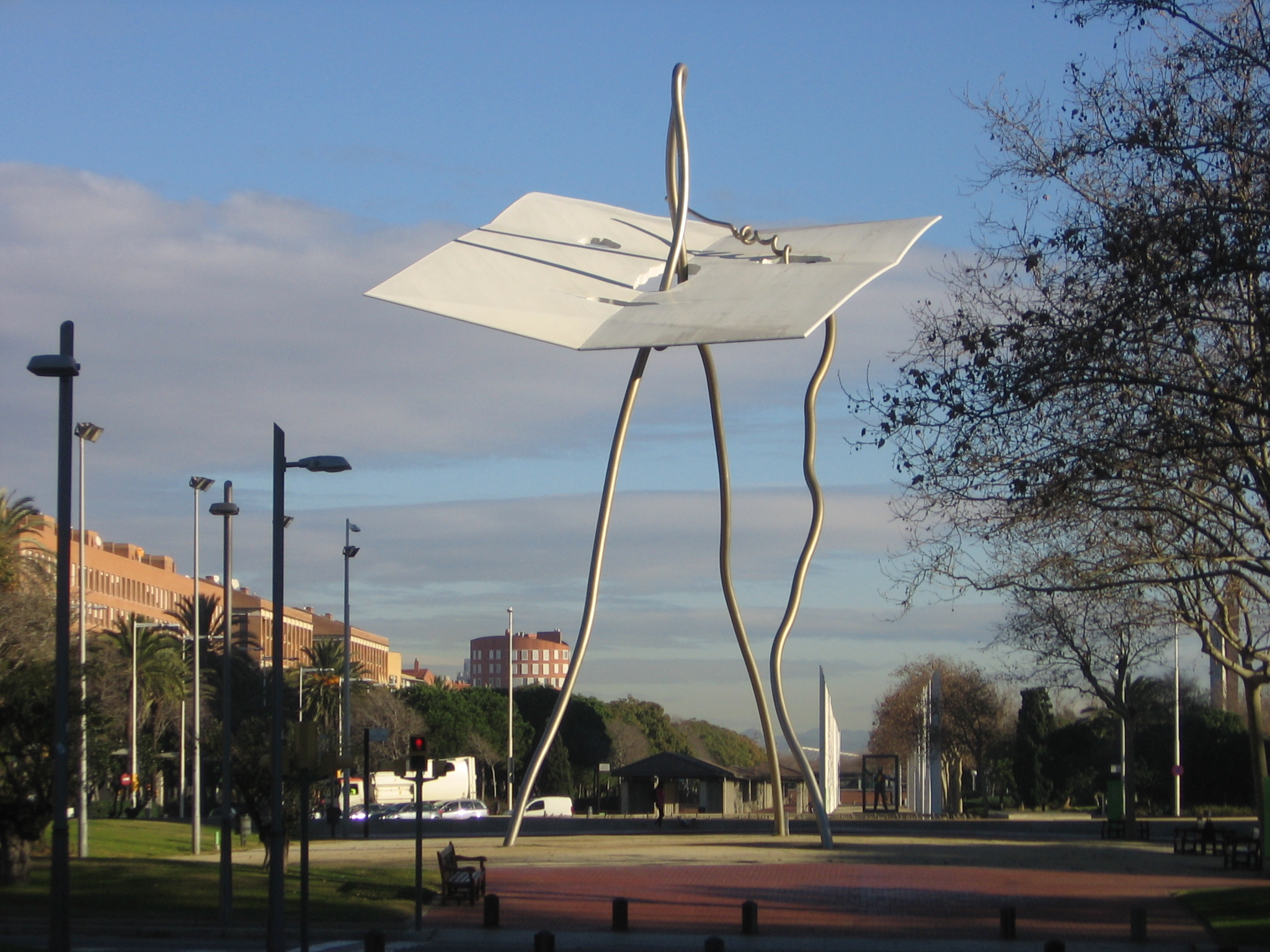
David y Goliat (1992), de Antoni Llena, parque de las Cascadas.
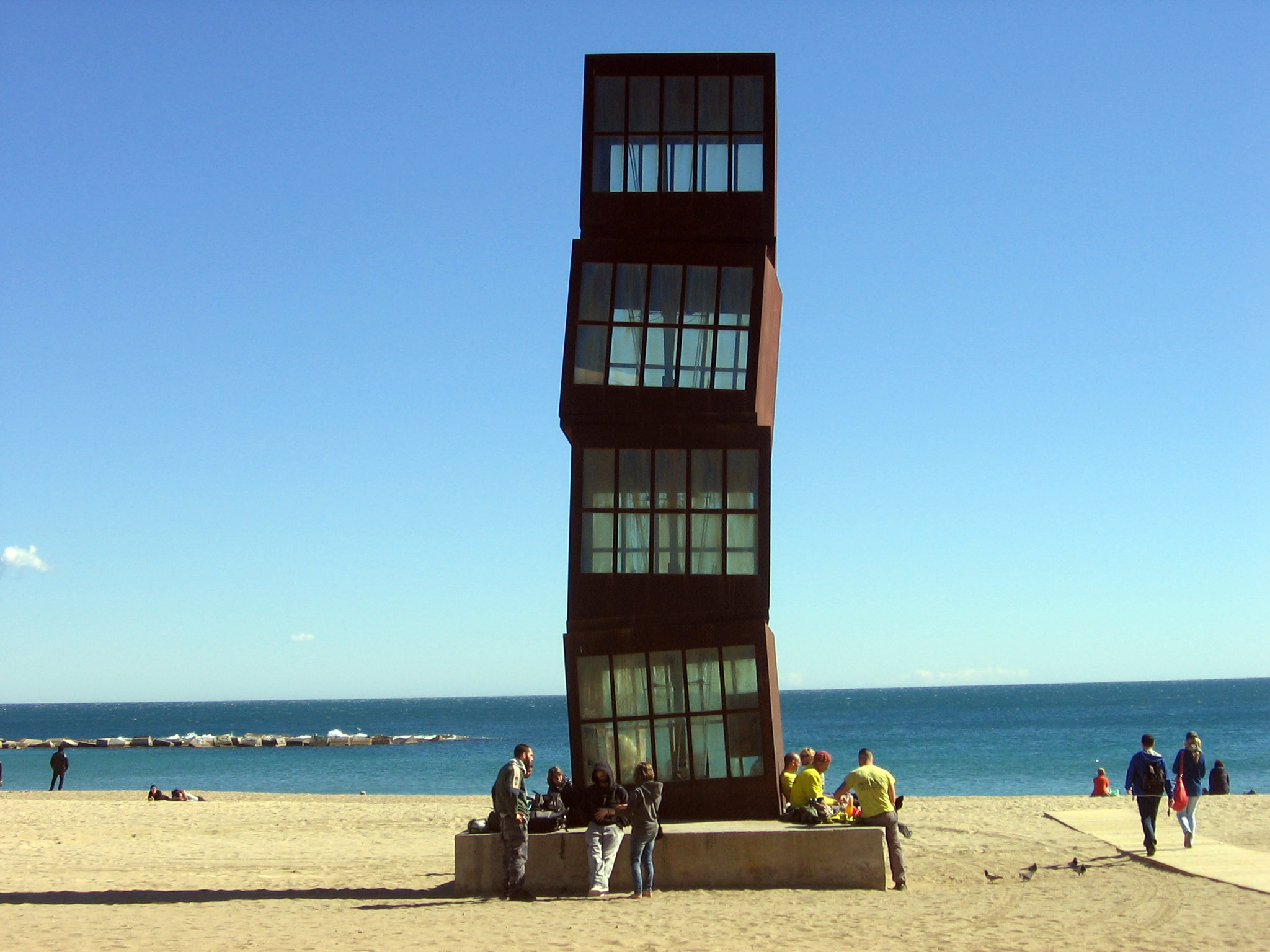
La estrella herida (1992), de Rebecca Horn, paseo Marítimo de la Barceloneta.
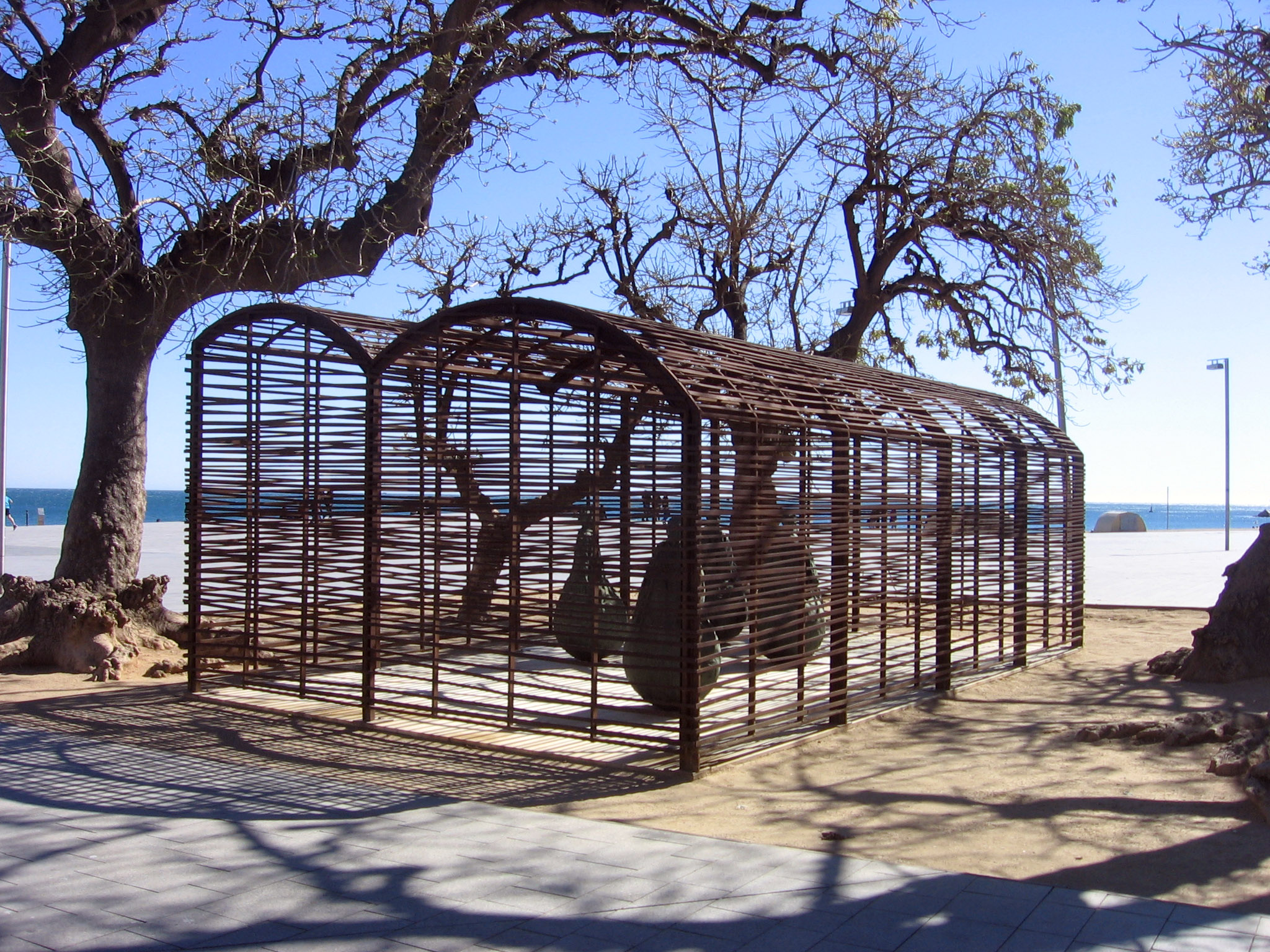
Una habitación donde siempre llueve (1992), de Juan Muñoz, plaza del Mar.
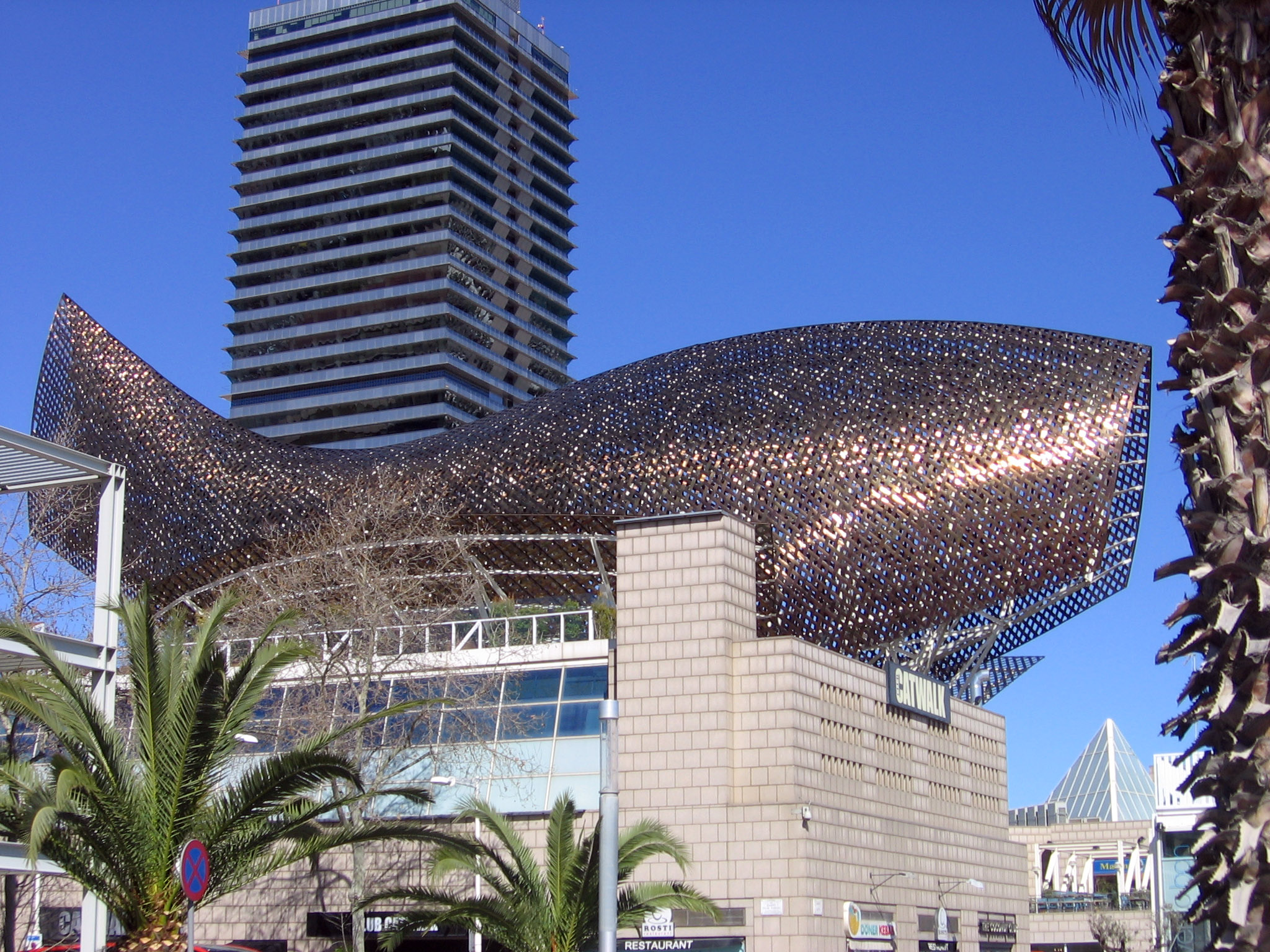
Pez (1992), de Frank Gehry, paseo Marítimo de la Barceloneta.
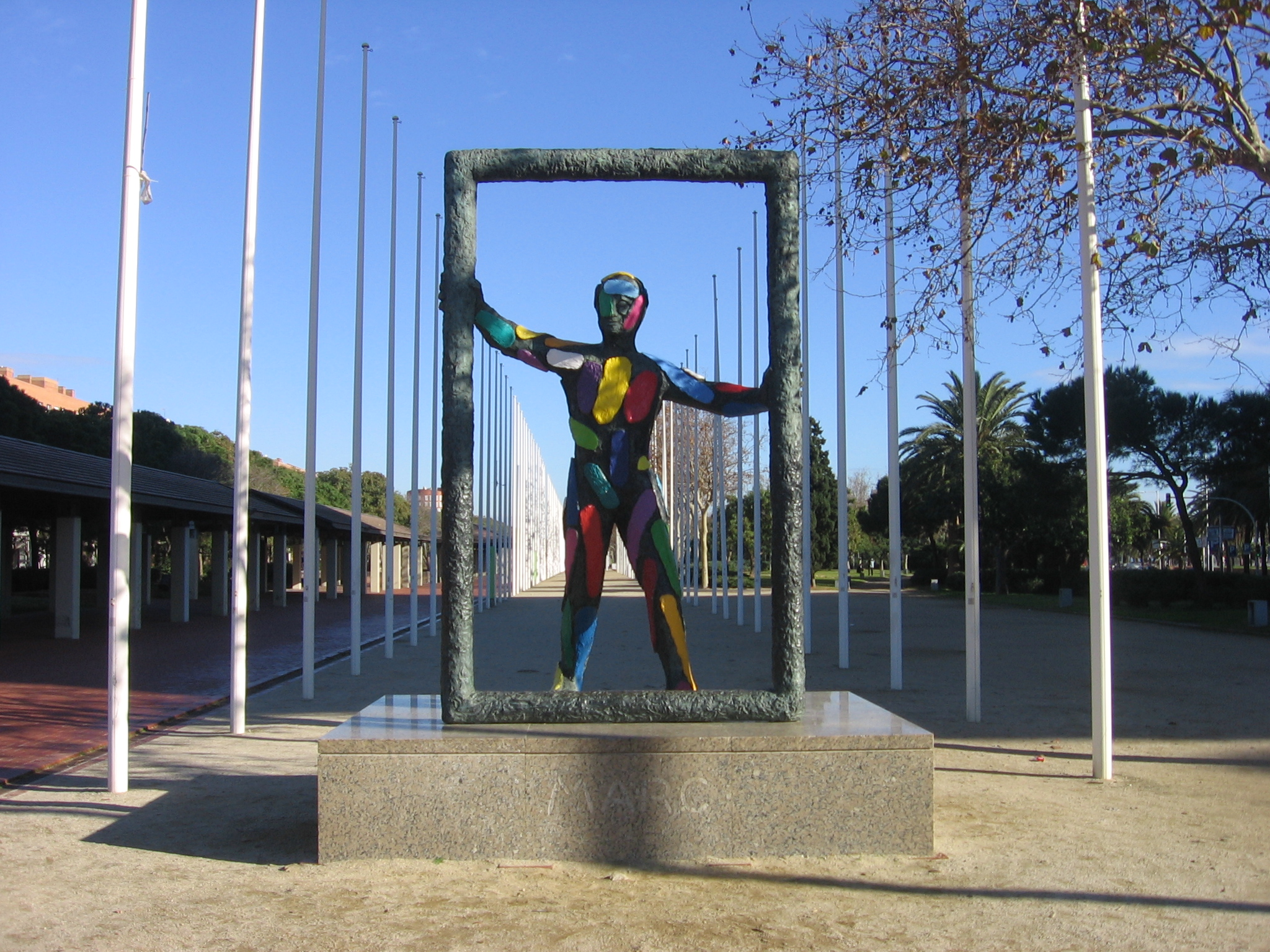
Marc (1997), de Robert Llimós, parque del Puerto Olímpico.
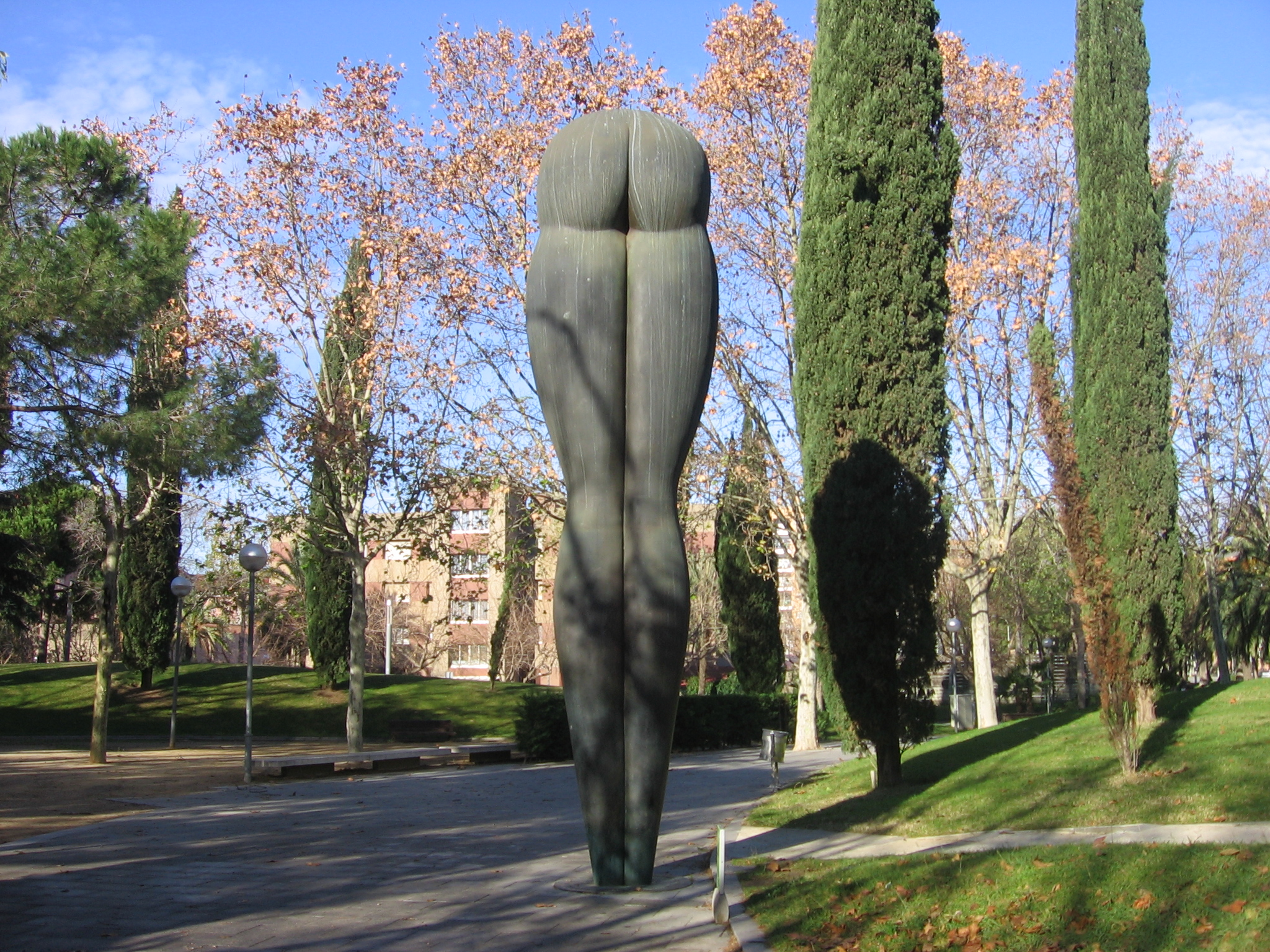
El culo (1999), de Eduardo Úrculo, parque de Carlos I.
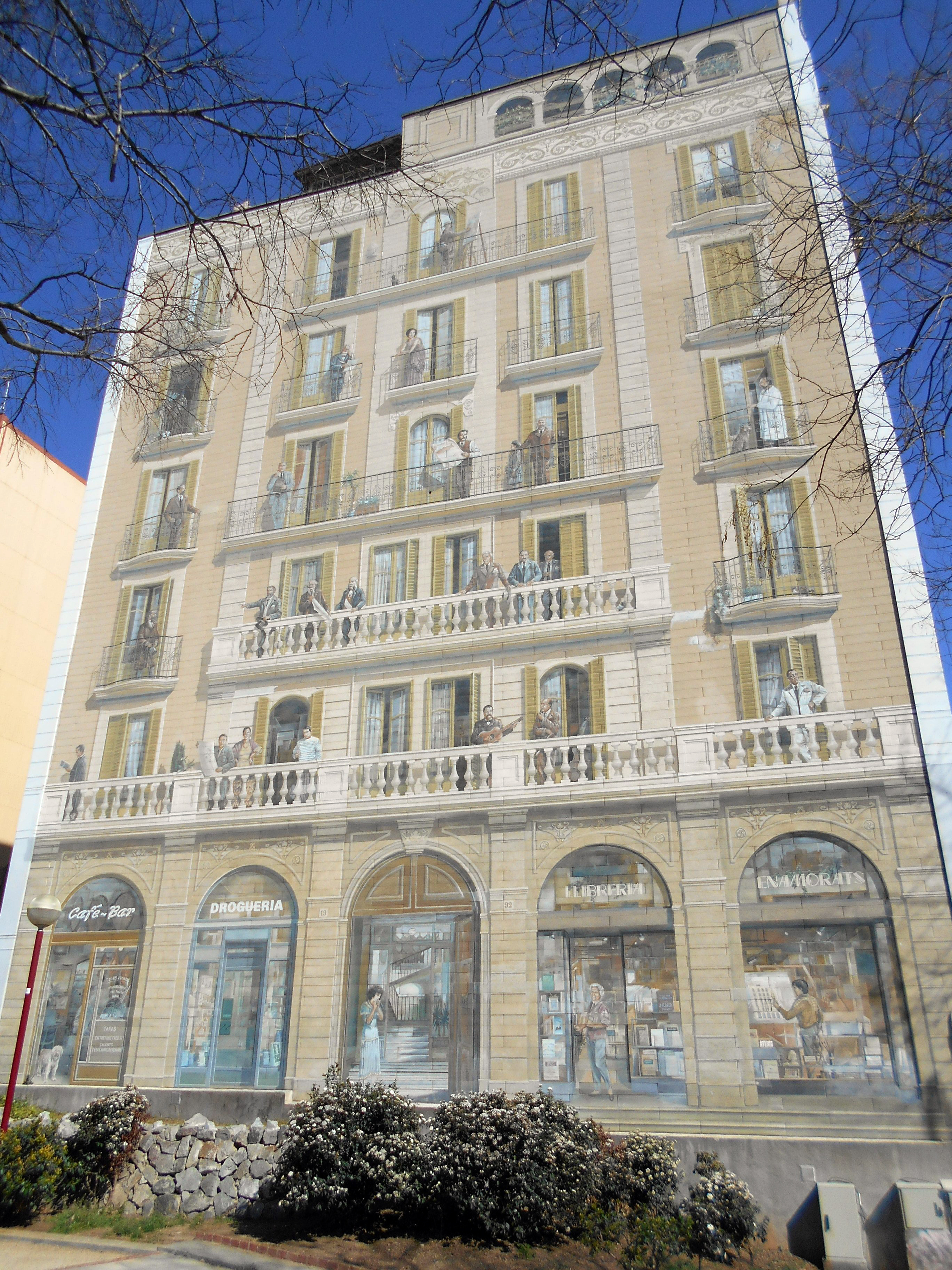
Balcones de Barcelona, campaña Barcelona ponte guapa.

Durante el año 1992 también se colocaron diversas esculturas y monumentos aparte de los eventos olímpicos: Cabeza de Barcelona, de Roy Lichtenstein, en el Muelle de Bosch y Alsina, una obra de casi veinte metros de altura hecha de hormigón revestido de cerámica, que representa una cabeza de mujer con los cabellos al viento, confeccionada con una trama que recuerda a la impresión de un cómic; en el mismo muelle están los monumentos A Joan Salvat Papasseit y A Rómulo Bosch y Alsina, ambos de Robert Krier. En la calle Aragón con Meridiana se instaló Las pajaritas, una reproducción de la obra de Ramón Acín situada en el parque Miguel Servet de Huesca —original de 1923—, que representa estas populares figuras de papiroflexia. En la Rambla Prim con Guipúzcoa se emplazó El largo viaje, de Francesc Torres Monsó, un monolito fragmentado que representa la relación del ser humano con el cosmos, según el propio autor. En la Placeta del Comerç se ubicó Arco 44,5°, de Bernar Venet, una obra minimalista en forma de un arco de acero corten de 14 metros de altura. Por último, en la Rambla Prim con Garcia Fària se realizó un homenaje a los fusilados en el Campo de la Bota, titulado Fraternidad, obra de Miquel Navarro, en forma de un monolito de 28 metros de altura que recuerda las antiguas cruces de término.

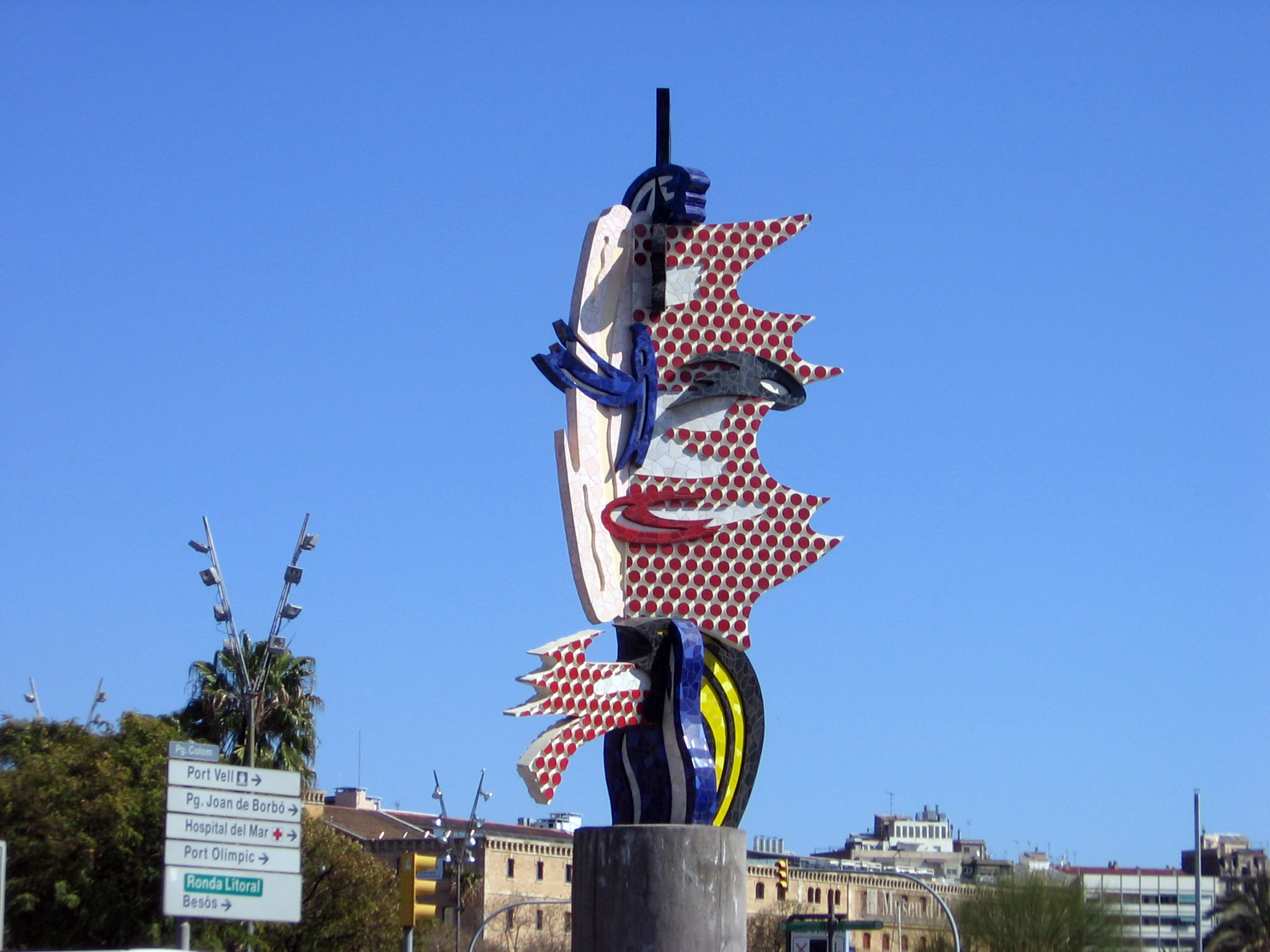
Cabeza de Barcelona (1992), de Roy Lichtenstein, Muelle de Bosch y Alsina.

En los años siguientes continuó a buen ritmo la colocación de obras de arte en espacios públicos: Mujer bañándose, de Rafael Bartolozzi, y Caballos desbocados, de Joaquim Ros i Sabaté, en el parque de la Trinidad (1993); Barcino (1994), de Joan Brossa, en la plaza Nueva, una instalación con las letras que forman el nombre de la Barcelona romana; Monumento al libro (1994), de Joan Brossa, en Gran Vía con paseo de Gracia, una plancha de acero pintado en forma de libro abierto sobre una semiesfera a modo de tentetieso; Yo, América (1995, original de 1977), de Alberto Cavazos, en la calle Potosí, un estilizado torso femenino casi abstracto, copia de un original situado en Monterrey (México), donada a Barcelona en el acto de hermandad de ambas ciudades; Mistral (1996), de Lawrence Weiner, en la avenida Mistral, formada por tres paralelepípedos de hormigón con versos del poeta provenzal Frédéric Mistral; Circo en hierro (1996), de Rolf Knie y Miquel Sarasate, en la calle Constanza, donde se ubican diversas figuras y elementos relacionados con el circo dentro de un anillo de siete metros de diámetro; Personaje (1997, original de 1970), de Joan Miró, en la fundación homónima, una figura antropomórfica confeccionada en bronce; Homenaje a la Mutua Escolar Blanquerna (1998), de Núria Tortras, en la plaza Blanquerna, formado por tres aros y dos figuras de niños; Barcelona 1998 (1998), de Eduardo Chillida, en la plaza de los Ángeles —frente al MACBA—, un mural de seis metros de altura y quince de largo que presenta una figura abstracta parecida a las de sus esculturas, perfilada en negro sobre blanco; La ola (1998), de Jorge Oteiza, en el mismo emplazamiento que la anterior, una plancha de aluminio de formas abstractas; y El orden de hoy (1999), de Ian Hamilton Finlay, en el parque del Carmelo, una cita del revolucionario francés Saint-Just escrita en catorce bloques de piedra situados en el suelo, simulando lápidas de una necrópolis.

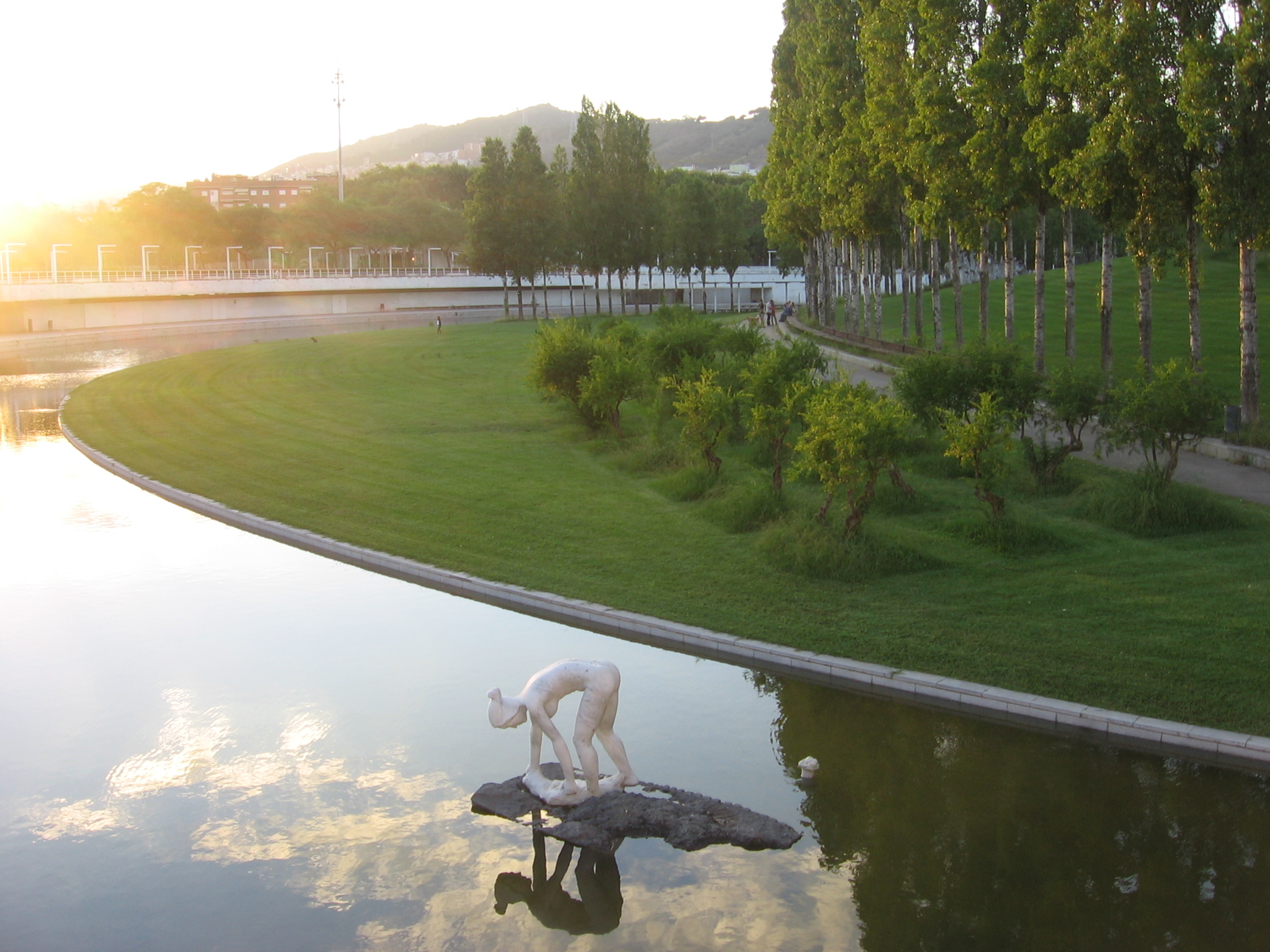
Mujer bañándose (1993), de Rafael Bartolozzi, parque de la Trinidad.

Muchas de estas obras fueron en dedicación a diversos personajes: A los Santpere (1995), de Juan Bordes, en la Rambla de Santa Mónica, una fuente que tiene la forma del teatro de Epidauro, con un friso con escenas de la vida artística de Josep y Mary Santpere; A Simón Bolívar (1996), de Julio Maragall, en el parque de la Barceloneta, una efigie de cuerpo entero del libertador venezolano; A Francesc Cambó (1997), de Víctor Ochoa, en la Vía Layetana, un busto dedicado al político catalán; A Lluís Companys (1998), en el paseo de San Juan, obra de Francisco López Hernández, que junto al busto del presidente incluye una estatua de Conxita Julià, una admiradora suya que le enviaba cartas cuando estaba preso; A Josep Tarradellas (1998), en la avenida homónima, obra de Xavier Corberó, una columna de 23 metros de altura con bloques de mármol y basalto intercalados, simulando la bandera catalana; Al General Moragues (1999), de Francesc Abad, en la plaza Pau Vila, seis bloques de mármol con versos grabados de Paul Celan y Àngel Guimerà; A Prat de la Riba (1999), en la plaza homónima, de Andreu Alfaro, una columna de 10 metros de altura de la que parten ocho tubos de acero que forman una Victoria alada en versión abstracta; y A Antoni Gaudí (1999), de Joaquim Camps, en el paseo de Manuel Girona, una efigie del arquitecto situada en el Portal Miralles, una de sus obras. Por otro lado, entre 1998 y 2001 se instaló el Monumento a Anna Frank en la plaza homónima, diseñado por Ignasi Sanfeliu, Sara Pons y alumnos de la Escuela Massana. Consta de un monolito con un fragmento del diario de esta joven escritora víctima del nazismo, un pavimento con su nombre y sus fechas vitales, un mural de cerámica dedicado a los niños víctimas de la guerra y una escultura con la imagen de la adolescente recostada con un libro en las manos.
Cabría citar por último algunas cuantas fuentes instaladas en los últimos años del siglo, como la Fuente Mágica Manuel de Falla (1994), obra de Pedro Barragán, en el parque de Josep Maria Serra Martí, formada por un estanque que alberga una plataforma metálica de la que cae el agua en cascada, y dos grandes rocas junto a unos surtidores de agua; la de la plaza de Islandia (1995), de Andreu Arriola y Carme Fiol, un estanque con cinco cascadas y un géiser de 18 metros de altura; la Fuente cibernética de Can Fabra (1995), de Ramon Llopart, una fuente musical interactiva; y la Fuente de la Harry Walker (1999), de Màrius Quintana, con una pérgola de diez metros de altura de la que cae agua en un estanque triangular.

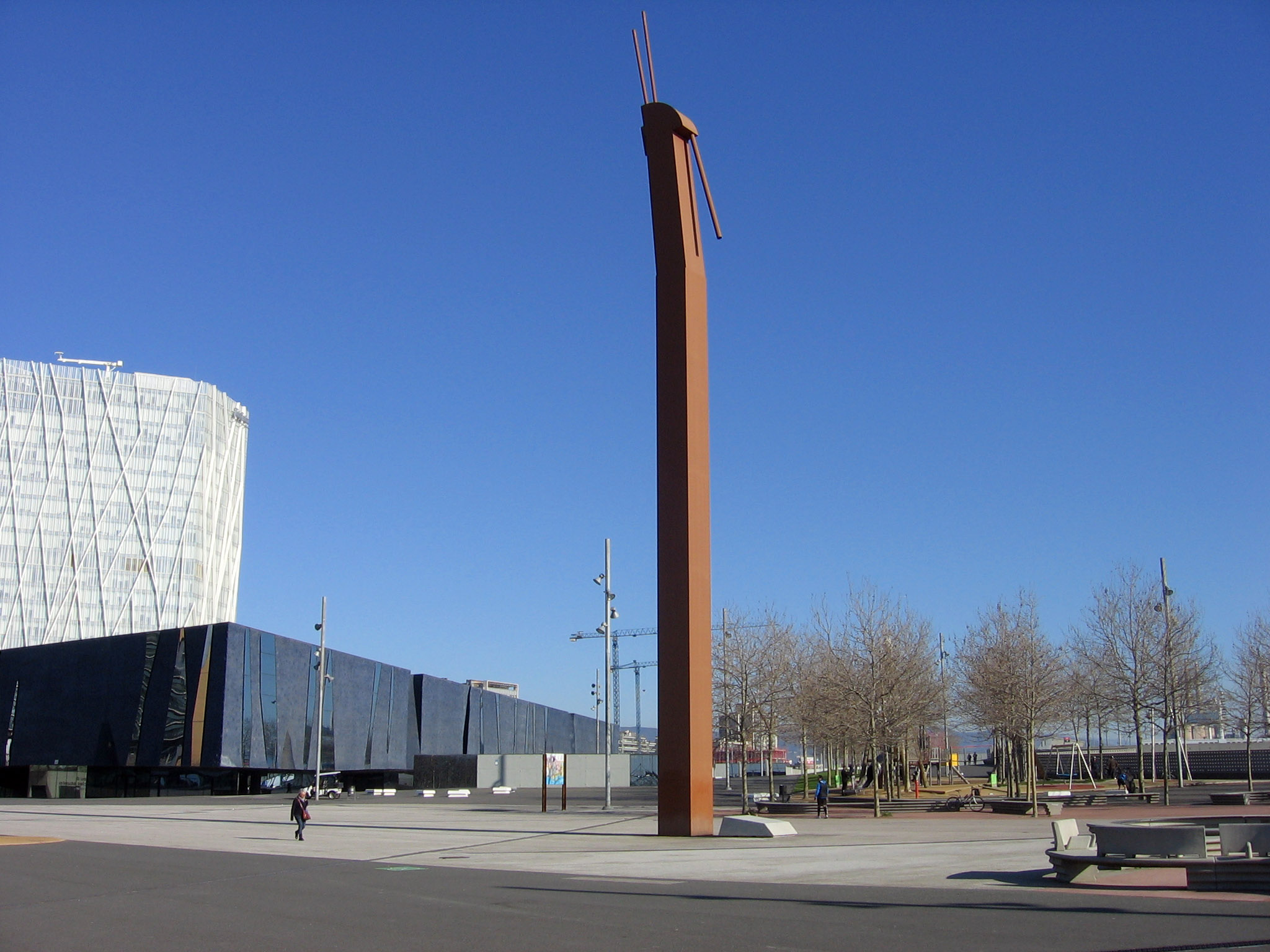
Fraternidad (1992), de Miquel Navarro, Rambla Prim con Garcia Fària.
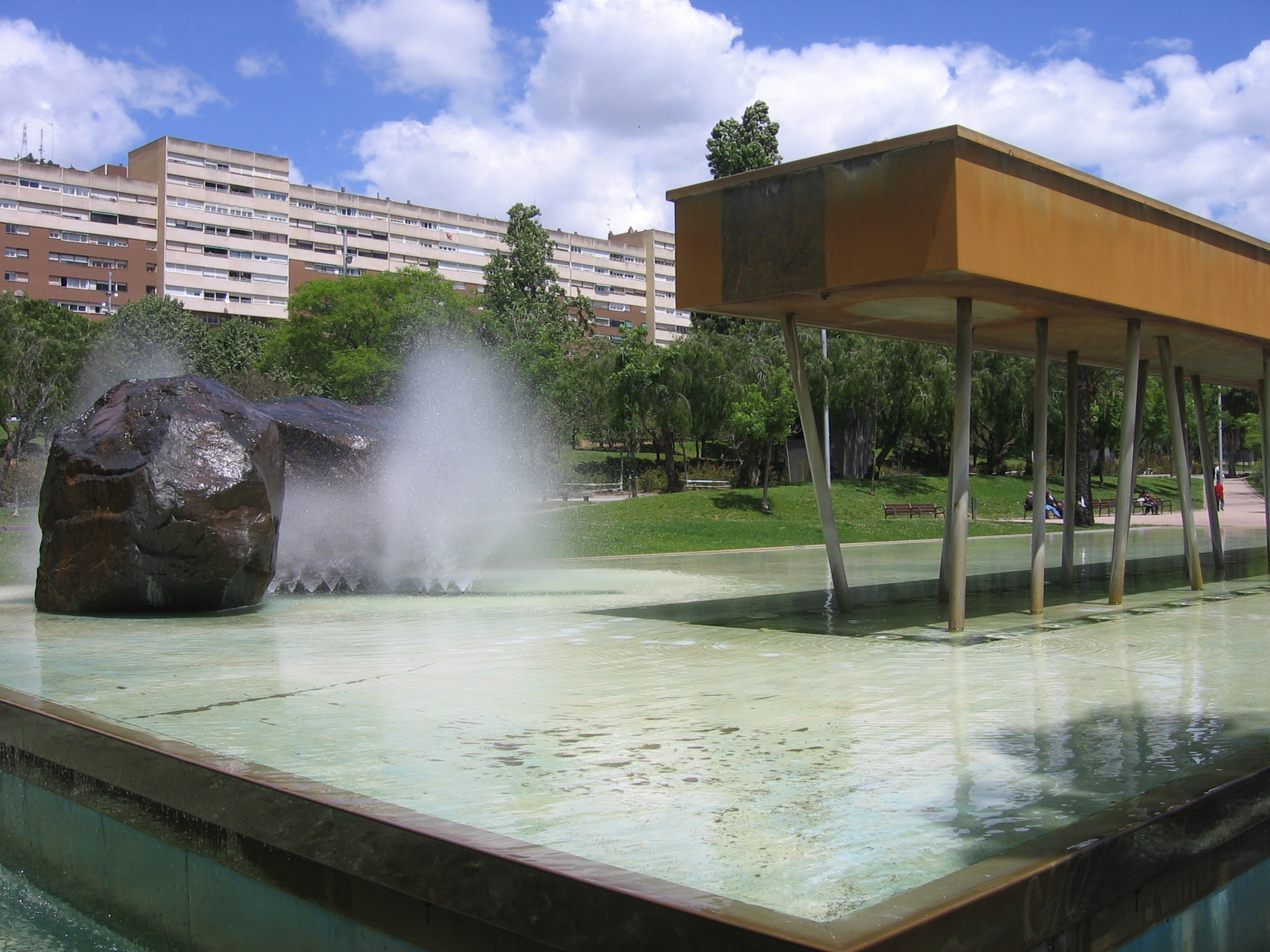
Fuente Mágica Manuel de Falla (1994), de Pedro Barragán, parque de Josep Maria Serra Martí.
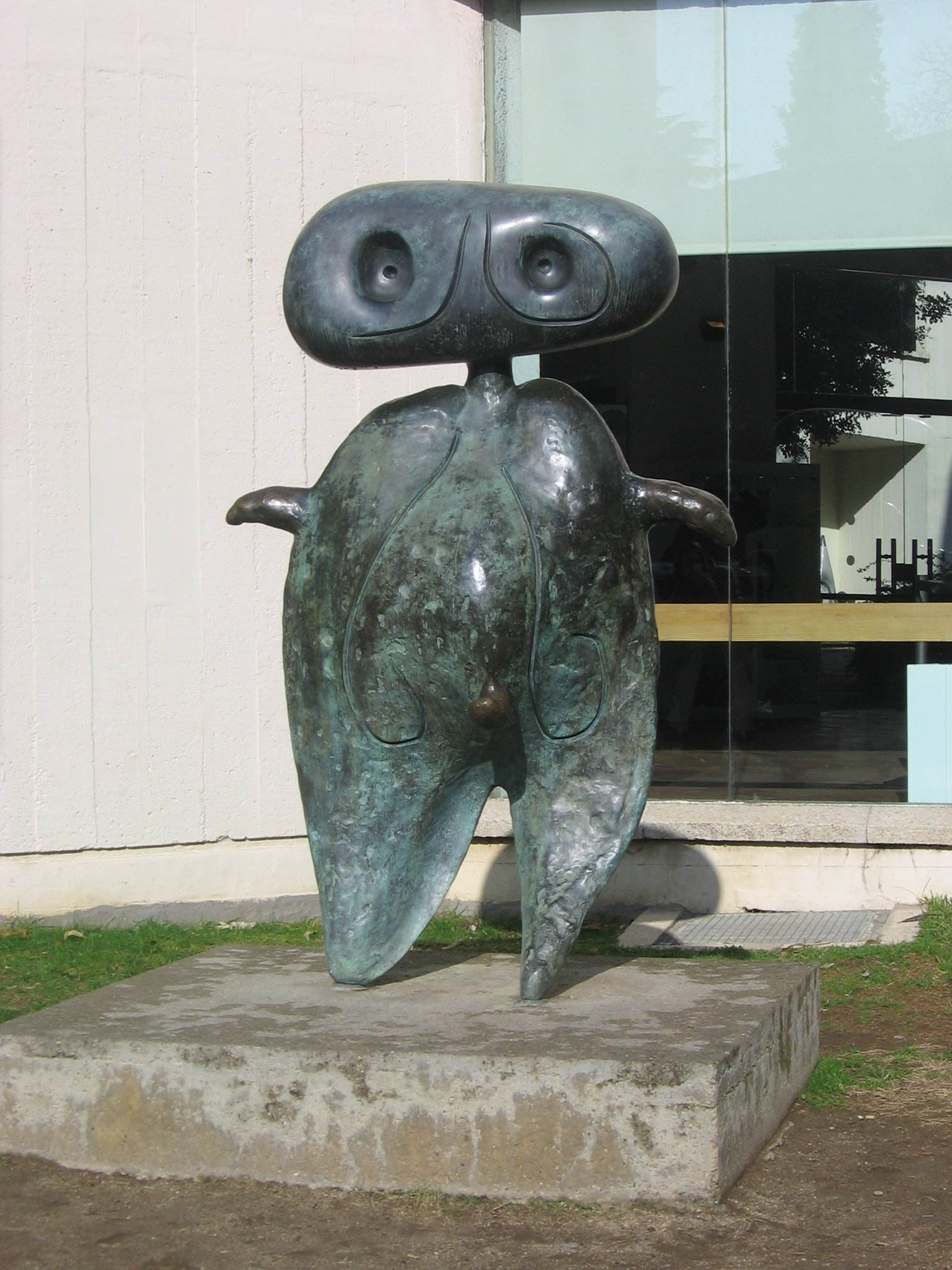
Personaje (1997, original de 1970), de Joan Miró, Fundación Miró.
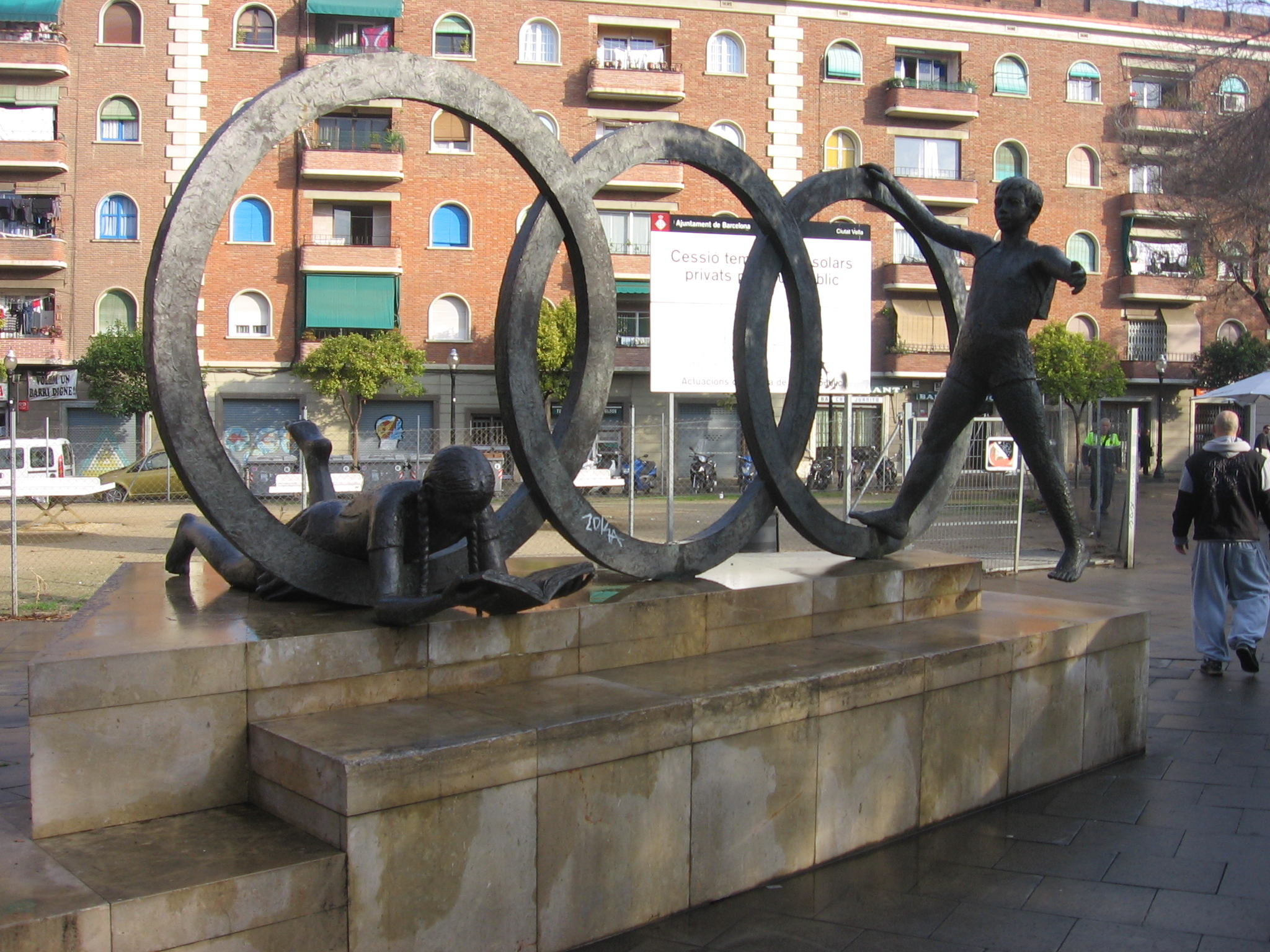
Homenaje a la Mutua Escolar Blanquerna (1998), de Núria Tortras, plaza Blanquerna.
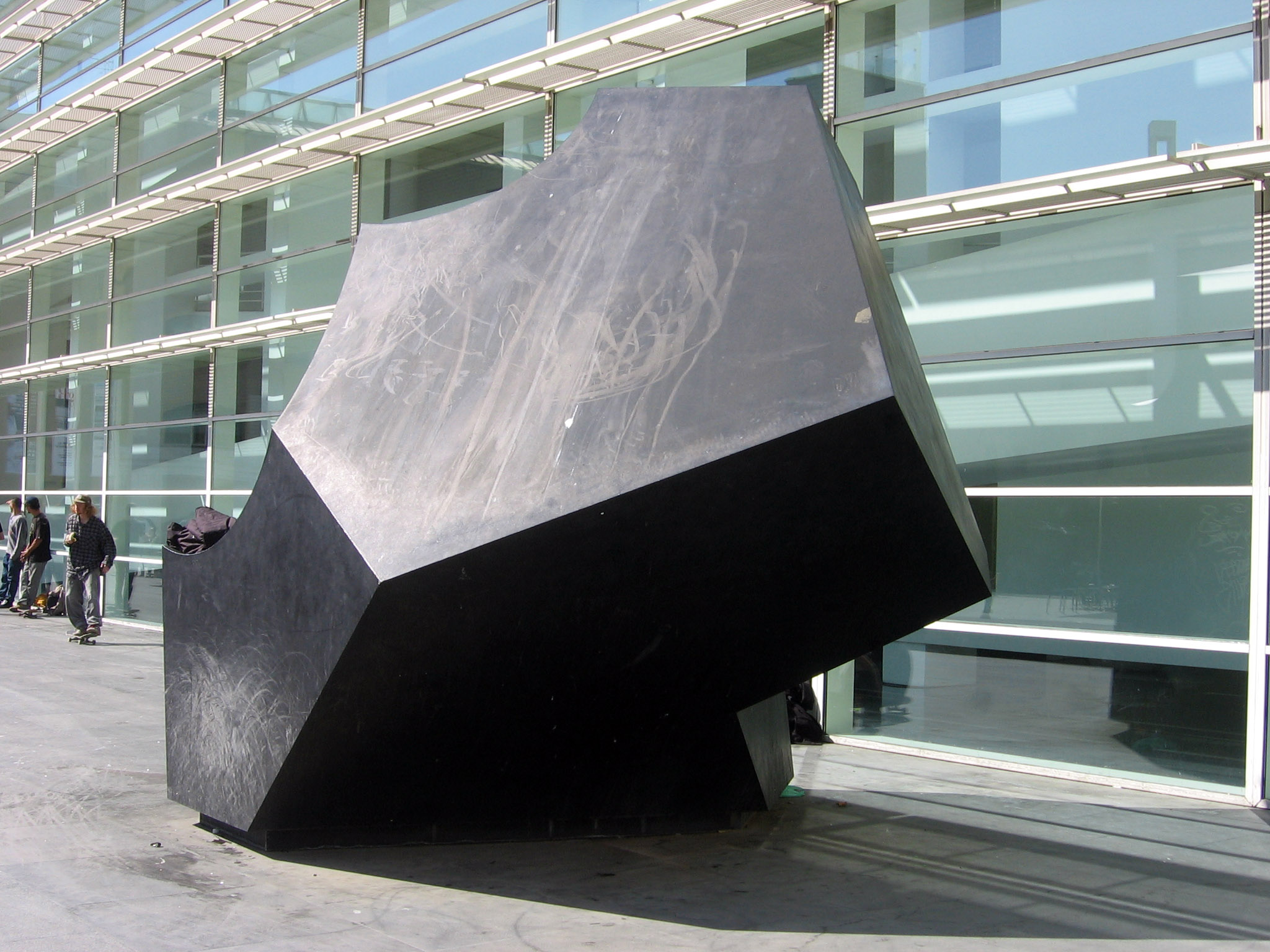
La ola (1998), de Jorge Oteiza, plaza de los Ángeles.
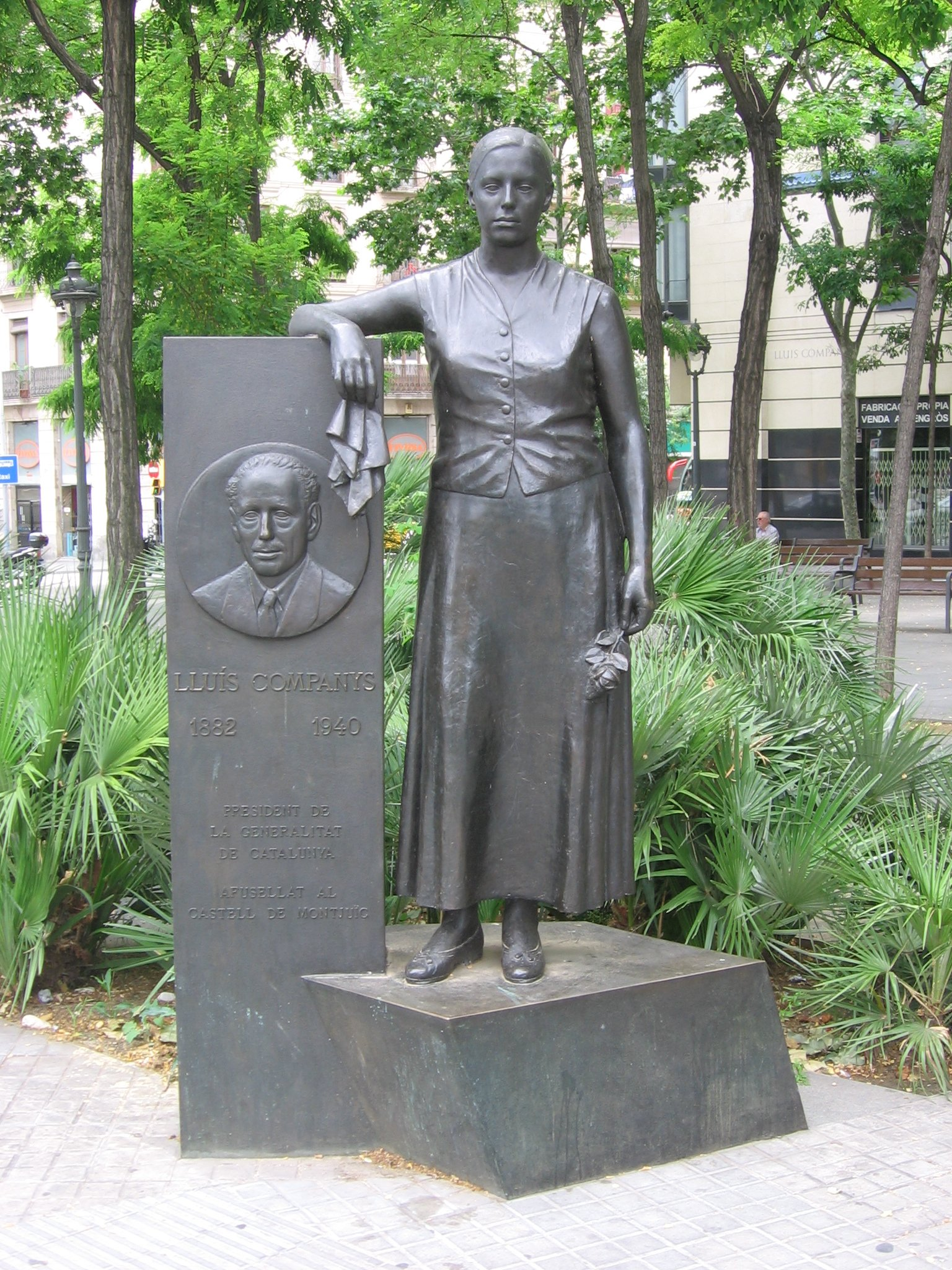
A Lluís Companys (1998), de Francisco López Hernández, paseo de San Juan.
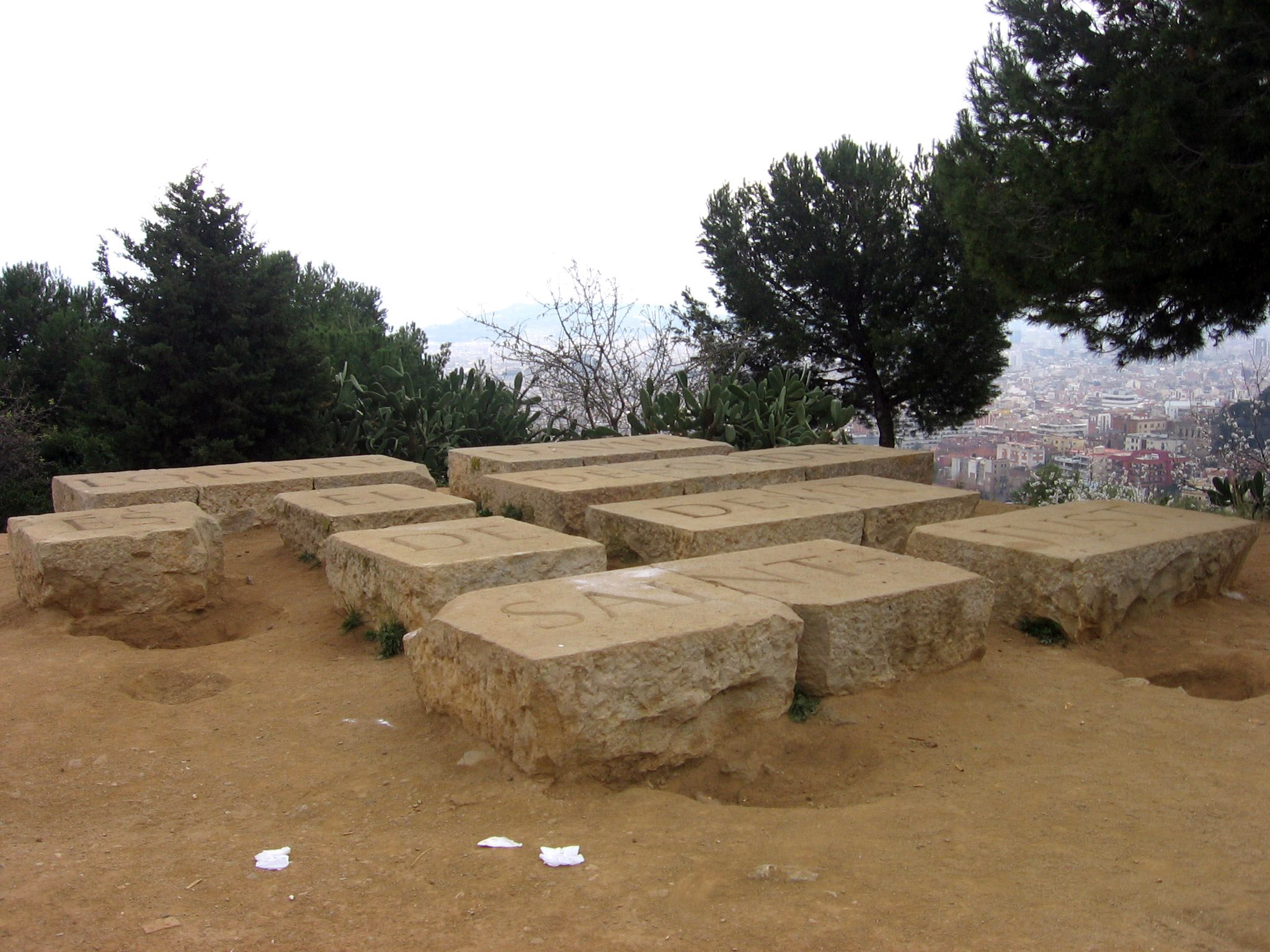
El orden de hoy (1999), de Ian Hamilton Finlay, parque del Carmelo.

### sigloXXI

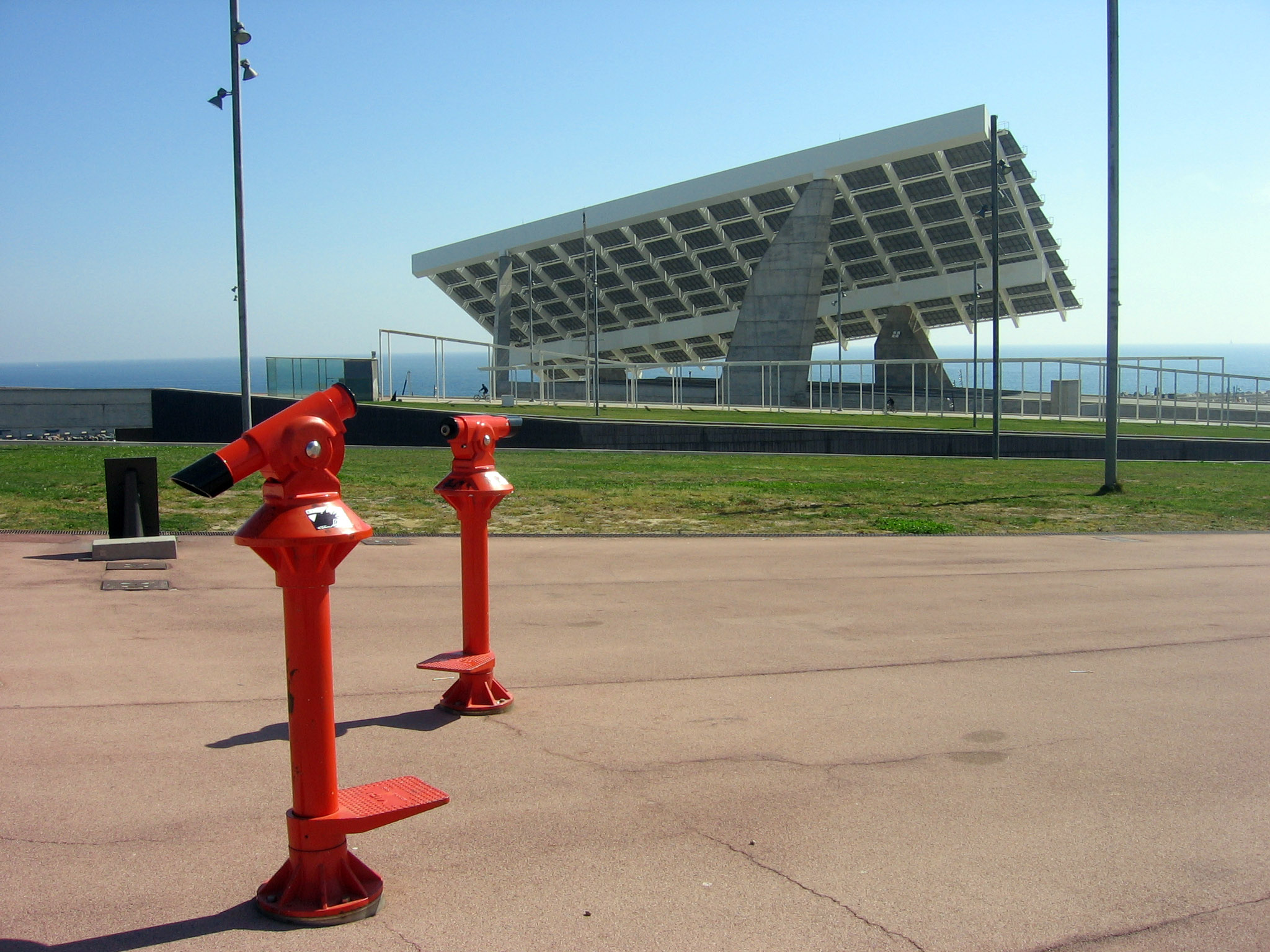
Aquí hay tomate (2004), de Eulàlia Valldosera, instalación realizada para el Fórum Universal de las Culturas de 2004.

El cambio de siglo no deparó una modificación sustancial en el devenir de la ciudad, que siguió apostando por la innovación y el diseño como proyectos de futuro, junto al uso de nuevas tecnologías y la apuesta por la sostenibilidad ambiental. A nivel artístico, continuó un cierto eclecticismo derivado de las tendencias postmodernas iniciadas en los años 1980, que suponen una reinterpretación de estilos anteriores que da libertad al artista para utilizar cualquier técnica o estilo y transformarlos de forma personal. Uno de los eventos más destacados del nuevo milenio fue la celebración del Fórum Universal de las Culturas de 2004, que permitió nuevos cambios urbanísticos en la ciudad: se recuperó toda la zona del Besós, hasta entonces poblada de antiguas fábricas en desuso, regenerando todo el barrio del Pueblo Nuevo y construyendo el nuevo barrio de Diagonal Mar, y se dotó a la ciudad de nuevos parques y espacios para el ocio de los ciudadanos.
Las primeras obras elaboradas en el nuevo milenio se planificaron con un cierto continuismo respecto a realizaciones anteriores. Continuaron así los homenajes a personajes destacados del ámbito social y cultural del país, como el Conjunto Homenaje a Joan Brossa (2000), en la calle Buen Pastor, realizado por Jaume Barrera, Carme de la Calzada y Joan Ardévol —con varios colaboradores—, compuesto de un pavimento con placas dedicatorias al poeta y la llamada Escultura de Luz, un conjunto de focos con luces de colores que iluminan la fachada del edificio del Colegio de Aparejadores; A Gandhi (2000, original de 1967), en los jardines de igual nombre, de Adolfo Pérez Esquivel, una figura en bronce de cuerpo completo del político indio; A Ramon Calsina (2001), en la plaza homónima, obra de Jaume Cases, con un busto del pintor; Diálogo. A Ernest Lluch (2001), de Ricard Vaccaro, en la avenida Diagonal (Facultad de Ciencias Económicas), un conjunto de once llamas de metacrilato sobre una peana de madera; Poema de Cataluña. A J. V. Foix (2002), de Màrius Quintana, en la Vía Augusta, con un caligrama del propio poeta que forma la palabra Mediterráneo; A Manuel Carrasco i Formiguera (2003), de Josep Admetlla, en la plaza Adriano, un cubo del tamaño de una persona con varias perforaciones; y Soledad en conversación. Homenaje a Enrique Granados (2003), de Javier Peñafiel, en la calle Enrique Granados con Diputación y Consejo de Ciento, un proyector de luz en movimiento.

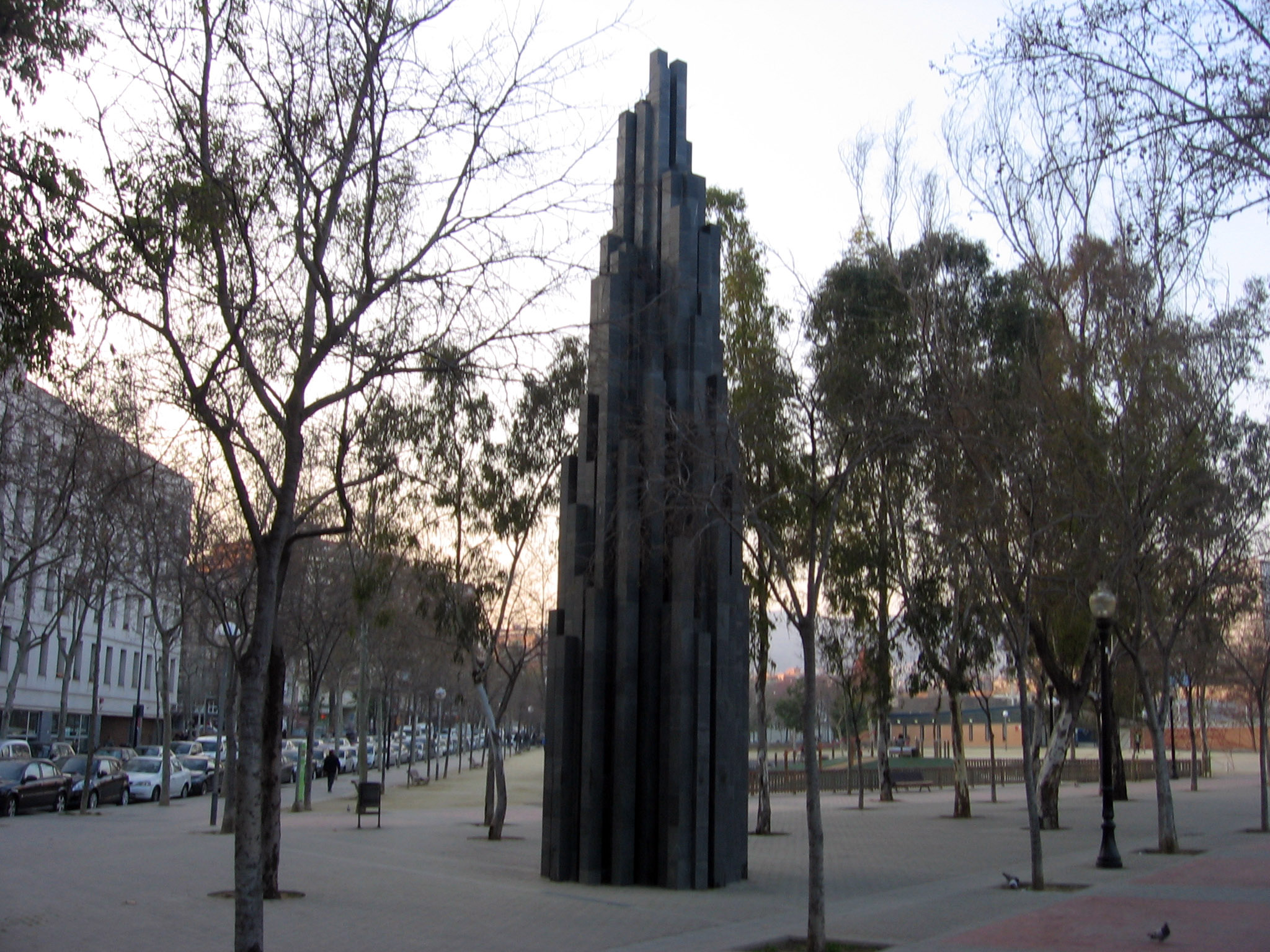
Tall Irregular Progression. A las víctimas del terrorismo (2003), de Sol LeWitt, avenida Meridiana.

De igual forma, se realizaron diversos homenajes colectivos, como el Memorial del SIDA (2003), de Patrizia Falcone —con la colaboración de Lluís Abad—, en el Jardín de Aclimatación de Barcelona, una iniciativa de la ONG Projecte dels Noms que tenía por objetivo concienciar a la gente sobre la enfermedad del sida, con un parterre con losas alargadas de piedra sobre el que se yergue un olivo, símbolo de la paz, y un poema de Miquel Martí i Pol; Encaje. A las víctimas de los bombardeos de 1938 (2003), de Margarita Andreu, en la Gran Vía de las Cortes Catalanas, formado por ocho barras de acero de diez metros de altura; y Tall Irregular Progression. A las víctimas del terrorismo (2003), de Sol LeWitt, en la avenida Meridiana, compuesto por varios bloques de granito negro que se van sobreponiendo hasta los doce metros de altura.
Otras obras de los primeros años del siglo son: Árboles gemelos (2001), de Arata Isozaki, en el CaixaForum de Montjuïc —antigua Fábrica Casaramona, obra de Josep Puig i Cadafalch—, una lámina de vidrio sobre dos bases de acero en forma de árboles; La pareja (2002), de Lautaro Díaz, en el Muelle de Bosch y Alsina, una estilizada pareja de enamorados frente al mar; Alegoría a los Países Catalanes (2002), de Salvador Alibau, en la calle Carme, formada por cuatro cintas de acero de cinco metros de altura que en su parte superior se despliegan como un abanico; Olas (2003), de Andreu Alfaro, en el Muelle de Barcelona, formada por siete grandes aros de acero —el más alto de 42 metros— que representan unas olas marinas; y La familia (2003), de Xavier Corberó, en Ciudad de Granada/Sancho de Ávila, unas figuras levemente antropomórficas elaboradas en basalto.

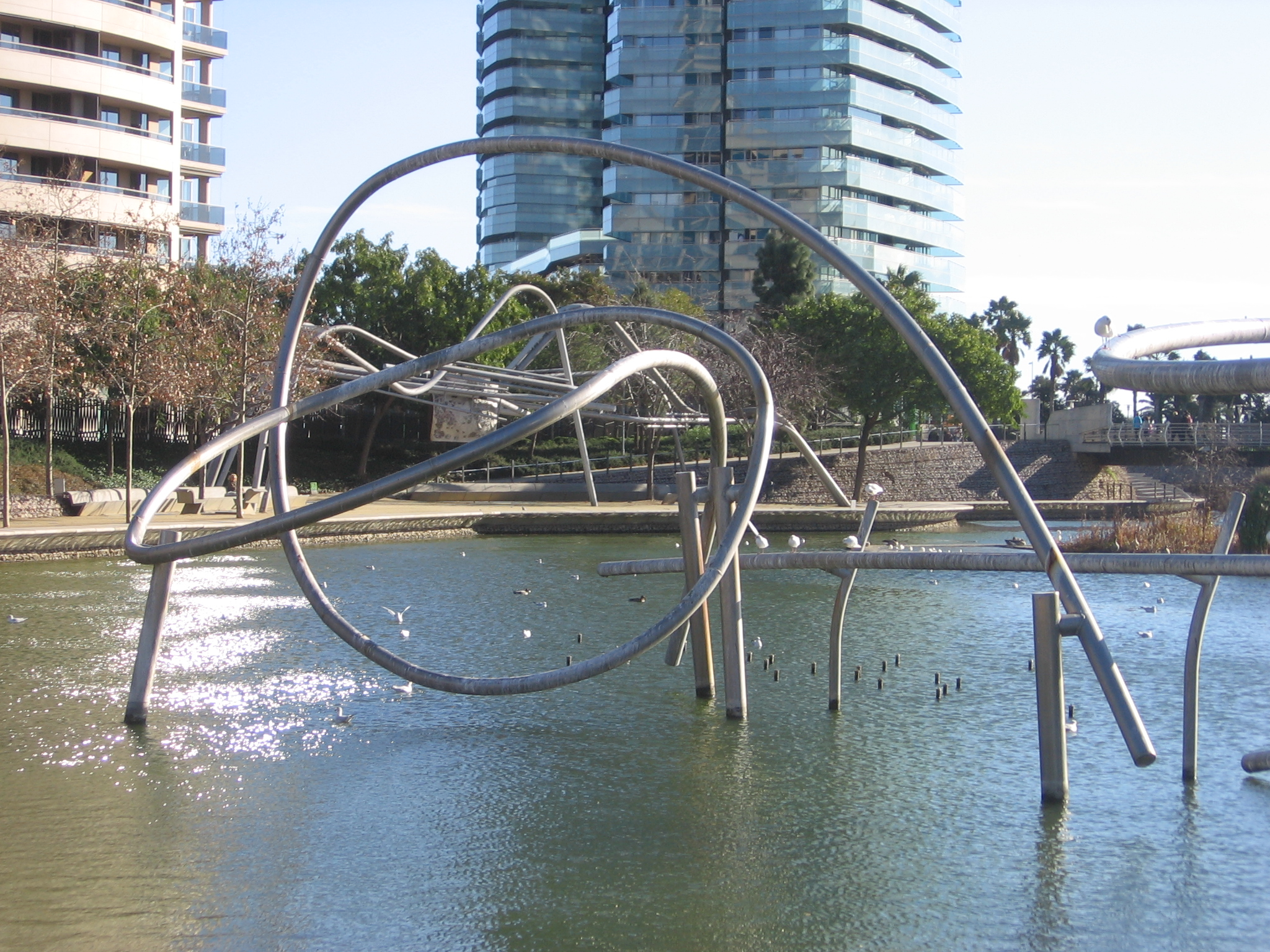
Parque de Diagonal Mar (2002), de Enric Miralles y Benedetta Tagliabue.

Con la celebración del Fórum de las Culturas en 2004 se crearon nuevos espacios para el ocio ciudadano: en el recinto del Fórum se habilitó una gran explanada y varios auditorios para la celebración de conciertos y eventos al aire libre, junto a los elementos más característicos del evento, la placa fotovoltaica y el Edificio Fórum. En este último se colocaron dos instalaciones: Barcelona postales de postales, de Eugènia Balcells, un conjunto de nueve paneles en los que había pegadas un total de 6318 postales —retirado en 2010 cuando el edificio acogió el Museo de Ciencias Naturales de Barcelona—; y una instalación de video titulada Sexta pared, obra de Tony Oursler, visible solamente en horario nocturno, la cual reproduce imágenes seleccionadas por el autor tanto en el Edificio Fórum como en el rascacielos contiguo y en la explanada entre ambos. Por otro lado, en el Centro de Convenciones anexo al Edificio Fórum se instaló Pasaje cobrizo, de Cristina Iglesias, formado por 16 paneles de alambre trenzado que ocupan una extensión de 150 metros de largo por 30 de ancho. En la explanada contigua —llamada posteriormente plaza de Ernest Lluch—, se instaló el Reloj analemático, obra de Ramon Farré-Escofet y Joan Claudi Minguell, un reloj de sol situado en el pavimento que requiere la participación del espectador para señalar la hora; y la instalación Aquí hay tomate, de Eulàlia Valldosera, formada por siete lentes de larga vista de las que se suelen poner en miradores de zonas turísticas y que funcionan con monedas, pintadas de rojo, y que muestran un video del paisaje que había antes del Fórum.
Cercano a la zona del Fórum se creó el parque de Diagonal Mar, obra de los arquitectos Enric Miralles y Benedetta Tagliabue, en el que destacan diversas estructuras metálicas semejantes a filigranas tubulares de caprichosas formas, que a modo de piezas escultóricas jalonan todo el recinto, y que en ciertos puntos sostienen unas grandes jardineras confeccionadas en cerámica de colores, obra del ceramista Antoni Cumella Vendrell.

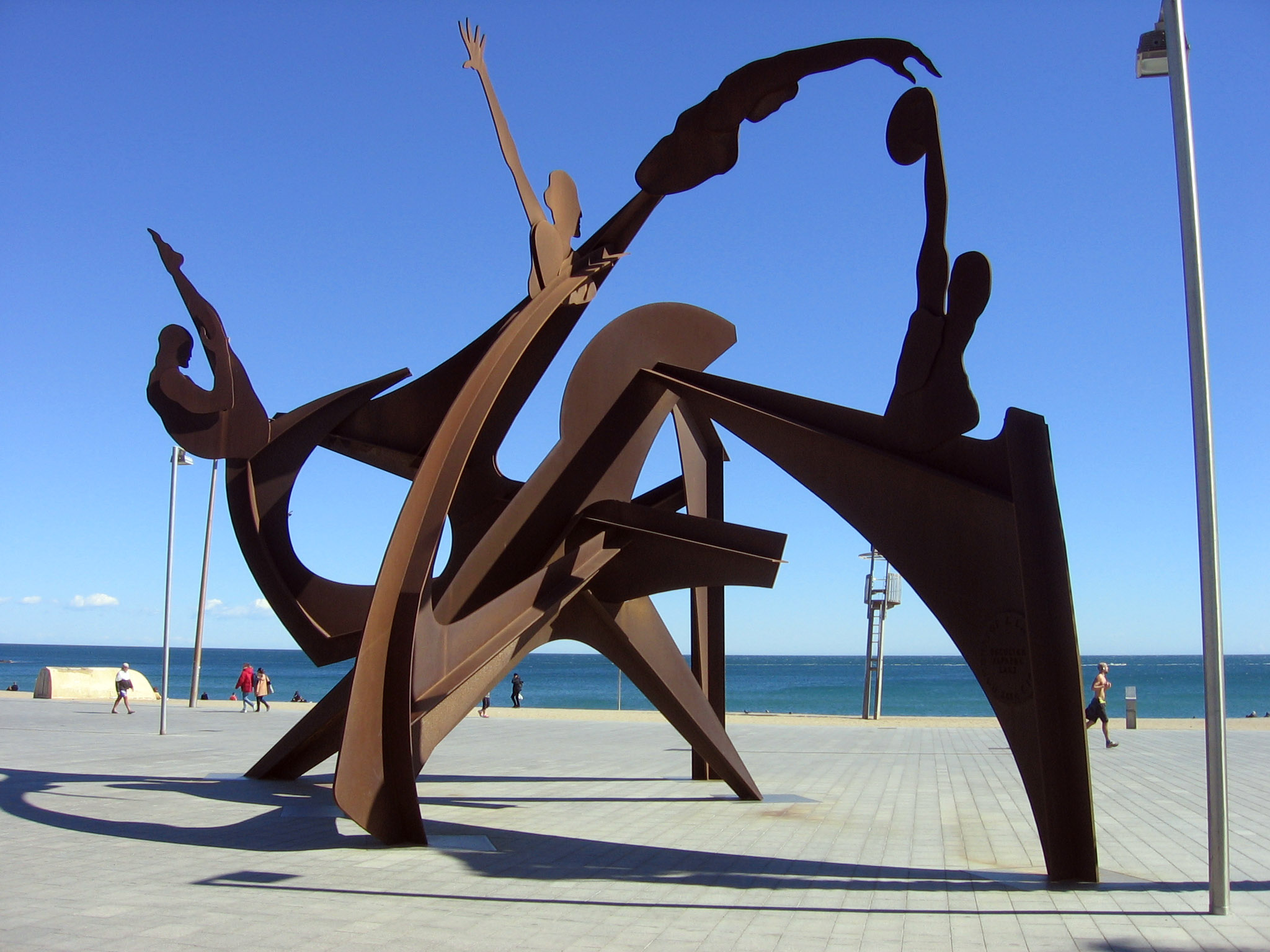
Homenaje a la natación (2004), de Alfredo Lanz, plaza del Mar.

Otras obras realizadas el año de celebración del Fórum son: Homenaje a la natación, de Alfredo Lanz, en la plaza del Mar, una obra de acero de casi diez metros de altura que representa diversos deportes relacionados con el agua; A, de Emili Armengol, en la calle Mayor de Can Caralleu, tres pilares de hierro que forman una pirámide, que también se puede ver como letra A; Panta rei, de Tom Carr, en la avenida J.V. Foix, una especie de veleta formada por triángulos de acero plateado; y Mundo, de Antoni Llena, en Villarroel/Buenos Aires, formado por tres piedras y tres espejos triangulares dentro de un rectángulo de ocho metros de alto por diez de largo.

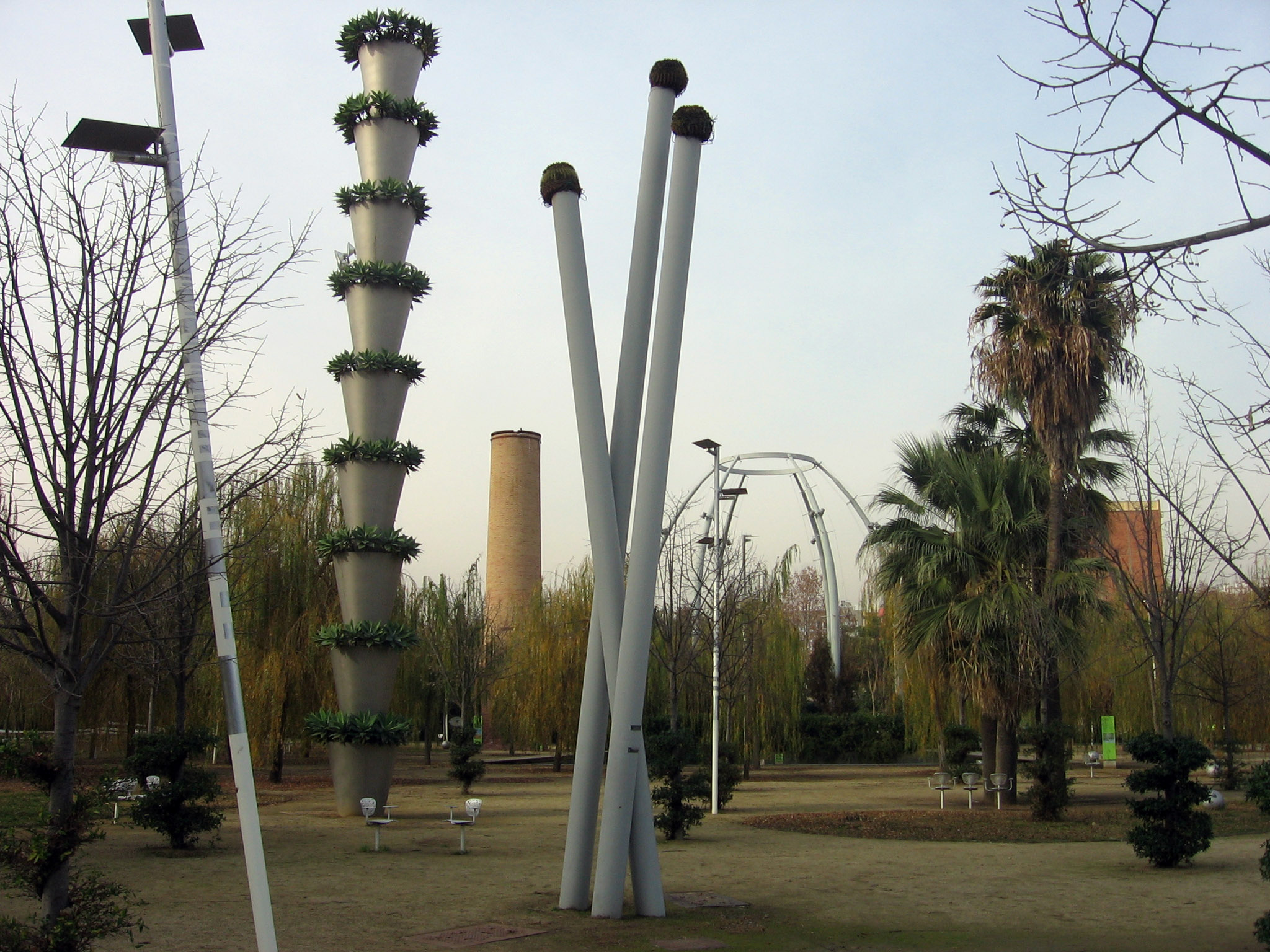
parque del Centro del Poblenou (2008), de Jean Nouvel.

Posteriormente se ha ido incrementando el patrimonio artístico de la ciudad con obras de diverso signo: Adán (2005, original de 1968), de Jacinto Bustos Vasallo, en el parque de Cervantes, una figura masculina desnuda en posición reclinada que representa al primer hombre; Hoja azul (2005), de Àngels Freixanet, en los Jardines del Palau Robert, un libro-escultura elaborado en hierro; Arte poético y poema visual (2007), de Joan Manuel Clavillé, situado en una pared medianera de la calle Valencia, basado en dos poemas de Josep Maria Junoy y Joan Brossa; y Boogie-Woogie (2008), de Antoni Roselló, en la Gran Vía de Carlos III, una estructura de hierros de colores de 15 metros de altura.
En 2008 se inauguró el parque del Centro del Poblenou, en el distrito de Sant Martí, obra del arquitecto francés Jean Nouvel. Se divide en diversos espacios temáticos, creados para evocar distintas sensaciones, donde predomina el diseño y un concepto vanguardista de la ordenación del espacio verde: se encuentra así el Pozo del Mundo, un cráter formado por varias espirales de tierra y buganvillas, una obra cercana al land art; inicialmente debía tener una pantalla con proyección de imágenes y una conexión vía internet con la ciudad ecuatoriana de Guayaquil (Ecuador) —hermanada con la capital catalana—, pero el proyecto quedó desvirtuado. Junto al cráter se halla un campo de falsos pimenteros con una serie de estructuras metálicas que suponen una perfecta integración de la escultura en el entorno natural, tituladas Los Nidos y Pozos del Cielo.

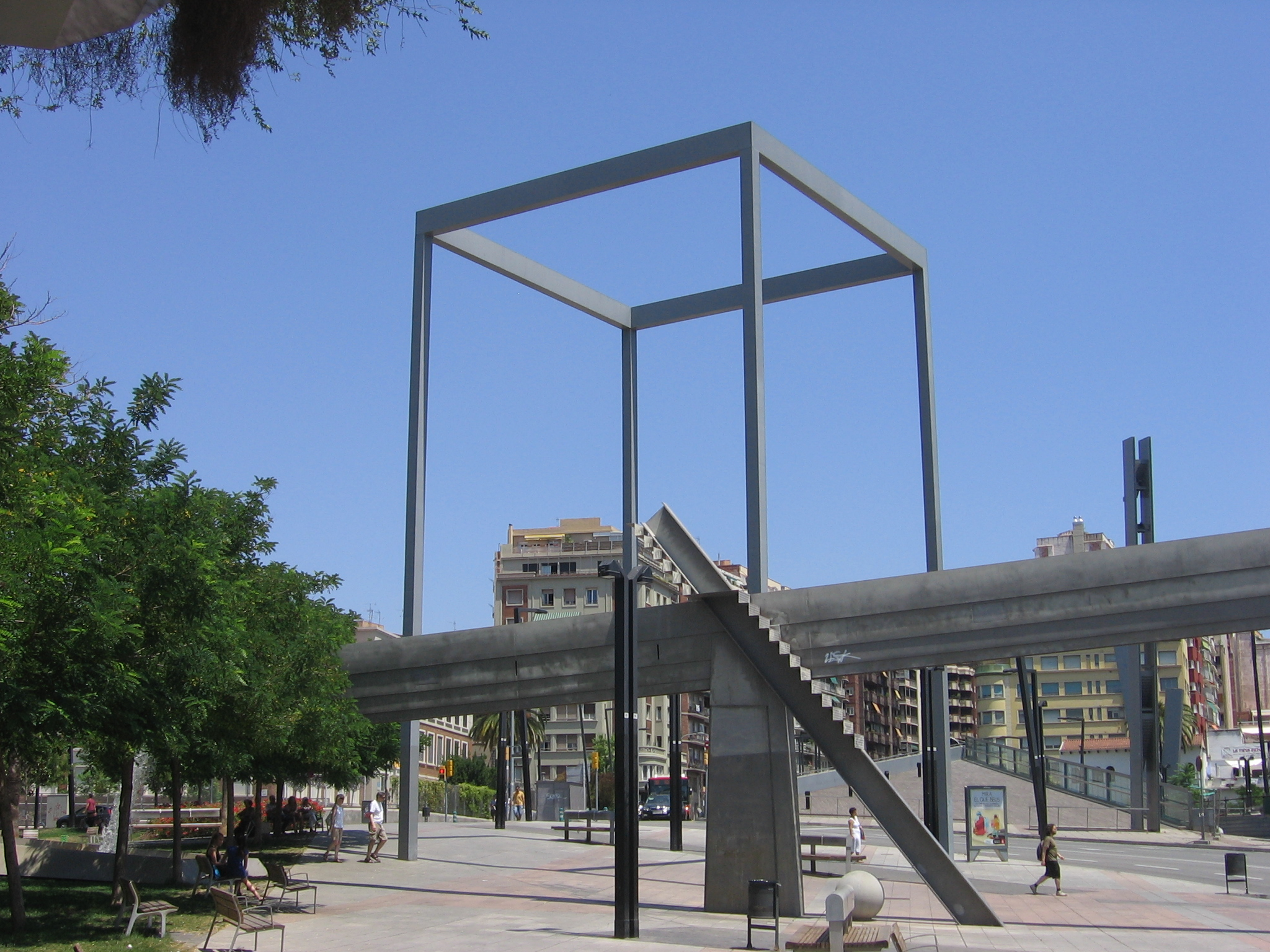
El Canal de Suez (2009), de Albert Viaplana, plaza de Lesseps.

Al año siguiente, en 2009, se finalizó la remodelación de la plaza de Lesseps, con un proyecto del arquitecto Albert Viaplana, que incluía la instalación El Canal de Suez, un monumento al ingeniero francés al que está dedicada la plaza, constructor del gran canal que une el mar Mediterráneo con el mar Rojo. Así, un canalón metálico elevado cruza toda la plaza, con un flujo de agua que desemboca en un salto sobre una alberca situada frente a la Biblioteca Jaume Fuster; este canal está complementado con dos puentes que albergan varias jardineras, así como dos plataformas inclinadas a ambos extremos de la plaza, que recuerdan la proa y la popa de un barco, mientras que unas torres de iluminación y una alta estructura metálica en forma de paralelepípedo y que recuerda un palio, situada en medio de la plaza, simularían la cabina y los mástiles de ese barco. Ese año se instaló en el paseo Marítimo la obra Las cuatro barras de la señera catalana (2009), de Ricardo Bofill, formada por cuatro columnas ortoédricas de 6 metros de altura, con un giro helicoidal para dar movimiento; y, en la plaza de la Prosperidad, A Brossa (2009), de Perejaume, un espacio formado por suelo y pared con dibujos de resina blanca que forman las seis letras del apellido del poeta Joan Brossa.

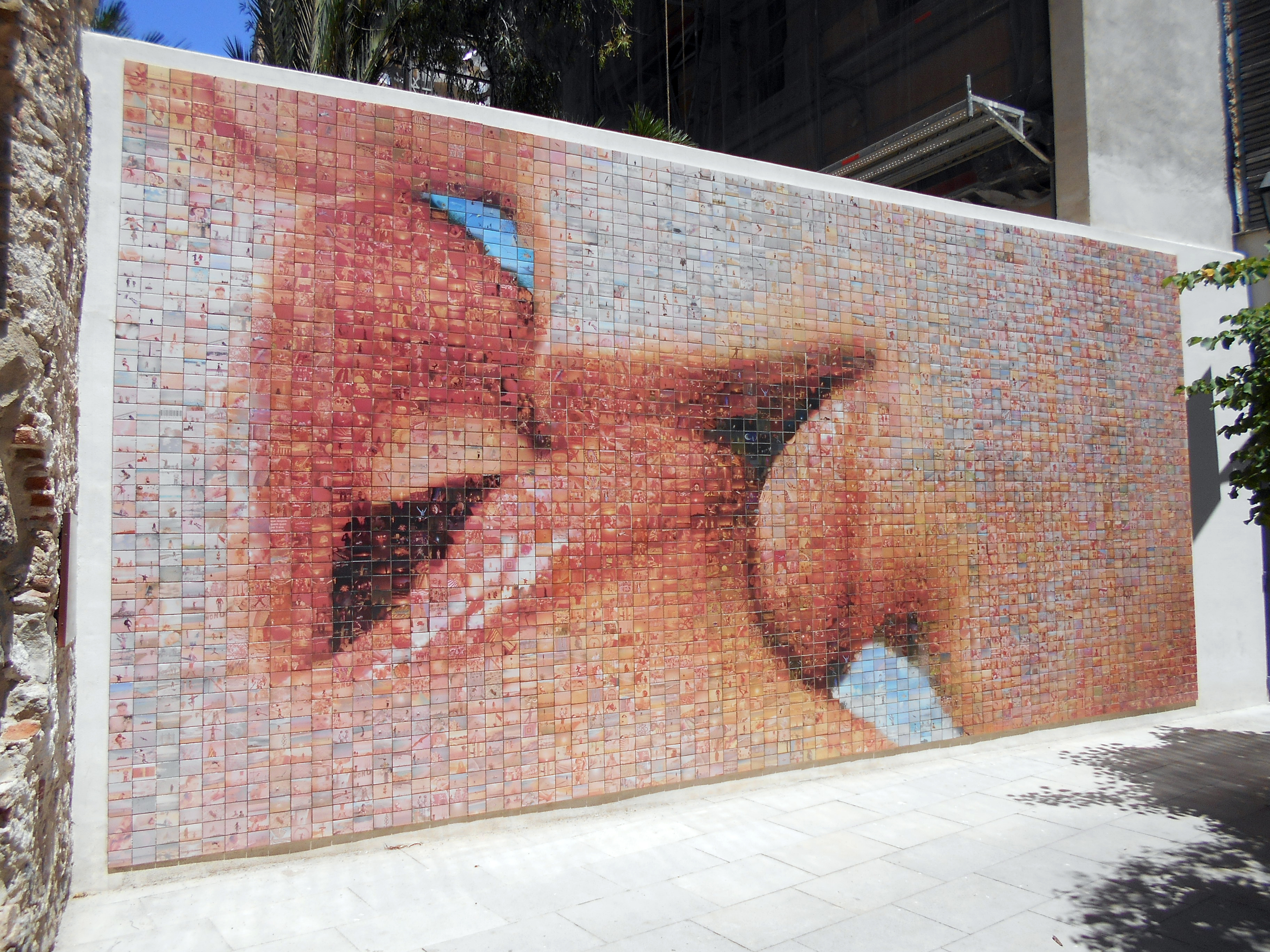
El mundo nace en cada beso (2014), de Joan Fontcuberta, plaza de Isidre Nonell.

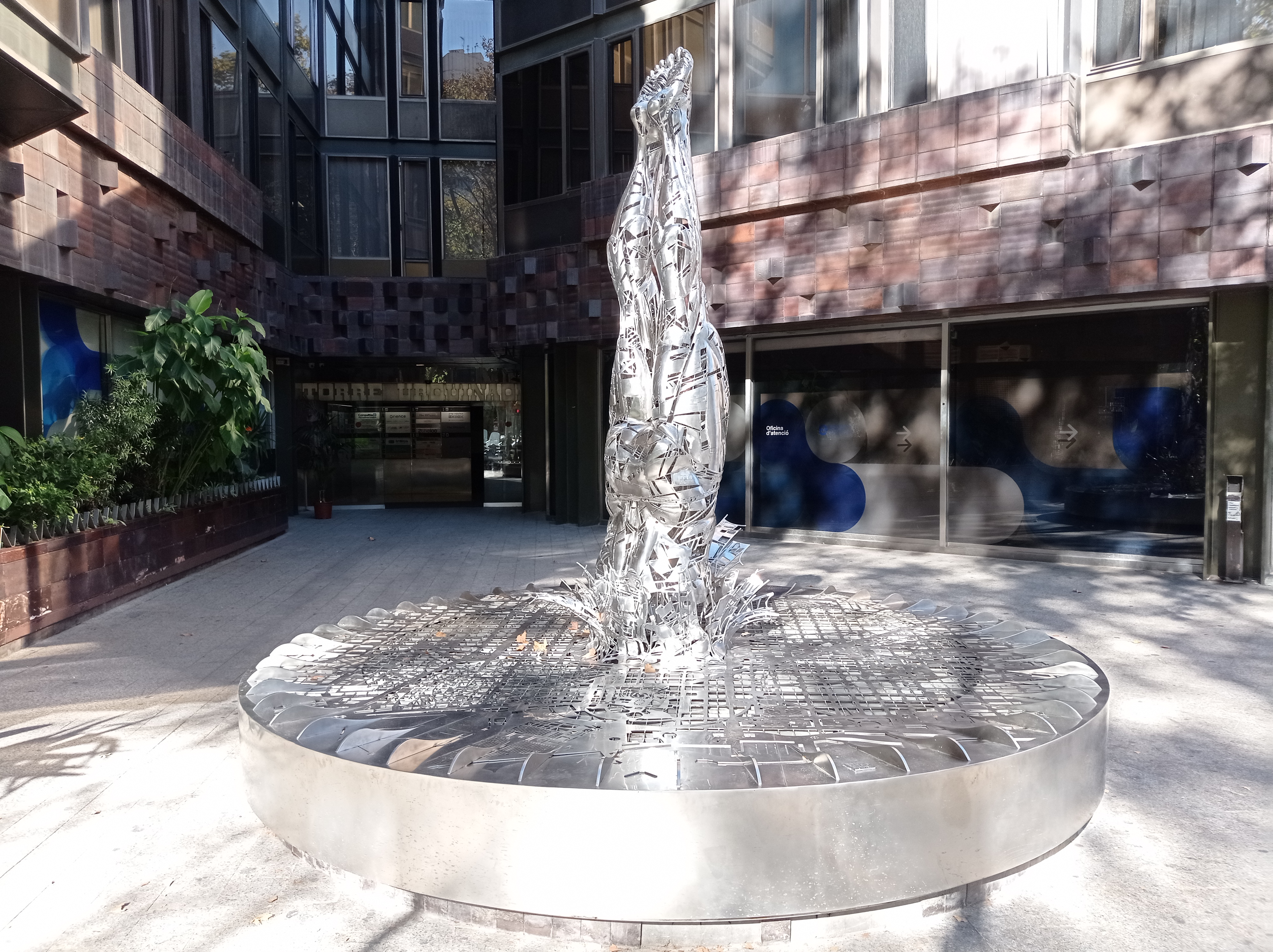
El saltador (2023), de Jordi Díez, plaza de Urquinaona.

Entre las obras colocadas en la ciudad en los años 2010 cabe reseñar: Miraestrellas (2010), de Robert Llimós, en la Rambla de Mar, dos esculturas flotantes situadas en el puerto frente al Maremágnum; A los gais, lesbianas y transexuales (2011), en el parque de la Ciudadela, una placa de forma triangular en memoria de la represión a que se ha visto sometido este colectivo a lo largo de la historia; A Joan Llongueres (2011) y A Richard Wagner (2012), en las plazas que llevan sus respectivos nombres, ambas obras de Ricard Vaccaro, compuesta la primera por doce placas con títulos de canciones del músico Llongueras, y en la segunda diecisiete losas con nombres de personajes de las óperas de Wagner, así como una escultura formada por cinco placas de acero coronadas por piezas de metacrilato; A los castellers (2012), de Antoni Llena, en la plaza de San Miguel, una obra abstracta de acero de 27 metros de altura en homenaje a los castillos humanos del folklore catalán; Arquero olímpico (2012), de Rosa Serra, en la avenida del Estadio —frente al Museo Olímpico—, una estilizada figura de arquero que apunta al pebetero del Estadio Olímpico, en conmemoración del vigésimo aniversario de los Juegos Olímpicos; A Isaac Albéniz y Alicia de Larrocha (2012), de Alfons Alzamora, en la calle de Lepanto —frente al Auditorio Nacional—, una obra que representa un piano de forma abstracta; BRUUM-RUUM (2013), de David Torrents Janer, en el Centro Disseny Hub de la plaza de las Glorias Catalanas, una instalación formada por ledes y onda sonora que funciona con un programa fijo informático o bien con otro que deja que las luces varíen en función de la intensidad del ruido ambiental; General Moragues (2013), de Rosa Martínez Brau, en el Pla de Palau, un busto del general austracista; El mundo nace en cada beso (2014), de Joan Fontcuberta, en la plaza de Isidre Nonell, un fotomosaico de un beso; Surco. A Salvador Espriu (2014), de Frederic Amat, en los Jardines de Salvador Espriu, una obra excavada en la tierra con un surco de 17 metros de largo en forma de obelisco, realizado en hormigón y rodeado de césped; A Václav Havel (2014), de Borek Sípek, en el parque de la Ciudadela, una instalación formada por una mesa alrededor de un árbol y dos bancos, en memoria del presidente checo; el Monumento a las ilusiones perdidas (MALIP) (2015), de Toni Batllori, en Av. Diagonal / Bolivia, un monolito de 5 m de altura con forma de rama de bonsái, planteado como una especie de «antimonumento» de intenciones satíricas; el Monumento a Salvador Puig Antich (2016), de Gerard Cuartero y Nicolás Aparicio, en la plaza que lleva el nombre del homenajeado, formado por una estructura en forma de balcón de acero, hormigón y baldosas «flor de Barcelona»; Carmela (2016), de Jaume Plensa, una cabeza femenina de 4,5 m de altura situada frente al Palacio de la Música Catalana, que el artista cedió a la ciudad por ocho años prorrogables; y Guardianes (2018), de Xavier Mascaró, en la calle Sancho de Ávila, un conjunto de seis figuras de hierro de tres metros de altura en posición sedente y sostenidas por siete patas cada una.
El 4 de marzo de 2019 se inauguró un memorial en recuerdo de las víctimas del atentado del 17 de agosto de 2017 en Barcelona, situado en el lugar de los hechos, en la Rambla, junto al pavimento Miró. Se trata de una inscripción de 12 metros de largo situada en el pavimento, en la que se lee la frase «Que la paz te cubra, oh ciudad de paz», escrita en árabe, catalán, castellano e inglés, junto al dibujo de Barcelona de Frederic Amat y la fecha y hora exacta del atentado: 17-08-2017, 16.50 h. El mismo año se instaló frente a la iglesia del monasterio de Santa Ana la escultura Jesus Homeless (Jesús sin techo), obra del escultor canadiense Timothy Schmalz, réplica de un original elaborado en 2013 y situado en Toronto (Canadá). Representa a Jesús de Nazaret, envuelto con una manta y con los pies descalzos, recostado en un banco, como denuncia de la situación de las personas sin techo.
En los años 2020 cabe reseñar: Azul (2020), de Jaume Plensa, situada en el vestíbulo del Hospital Clínico de Barcelona, una cabeza de mujer con los ojos cerrados realizada en piedra basáltica y granito; Himno, mito y paraíso (2021), de Susana Solano, en los Jardines de Ca l'Aranyó, una estructura de cristal, tejido metálico y acero inoxidable, abierta al sentido de interpretación que cada espectador quiera otorgarle; y El saltador (2023), de Jordi Díez, una obra de acero inoxidable de tres metros de altura que representa la parte inferior de un torso humano en el momento de sumergirse en el agua —una superficie igualmente de acero que representa el mapa de Barcelona—, situada junto a la Torre Urquinaona, de la que parece lanzarse.

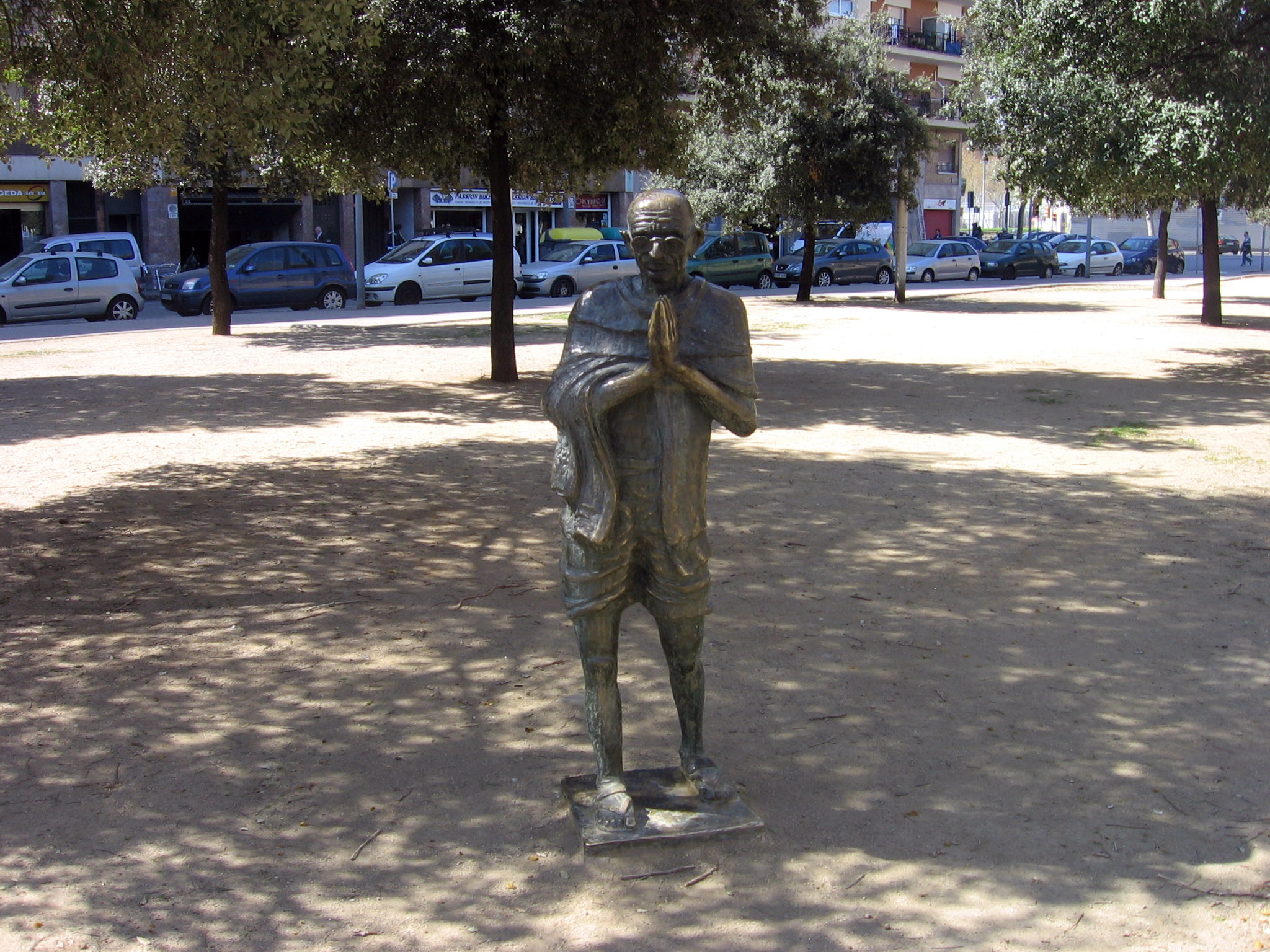
A Gandhi (2000, original de 1967), de Adolfo Pérez Esquivel, Jardines de Gandhi.
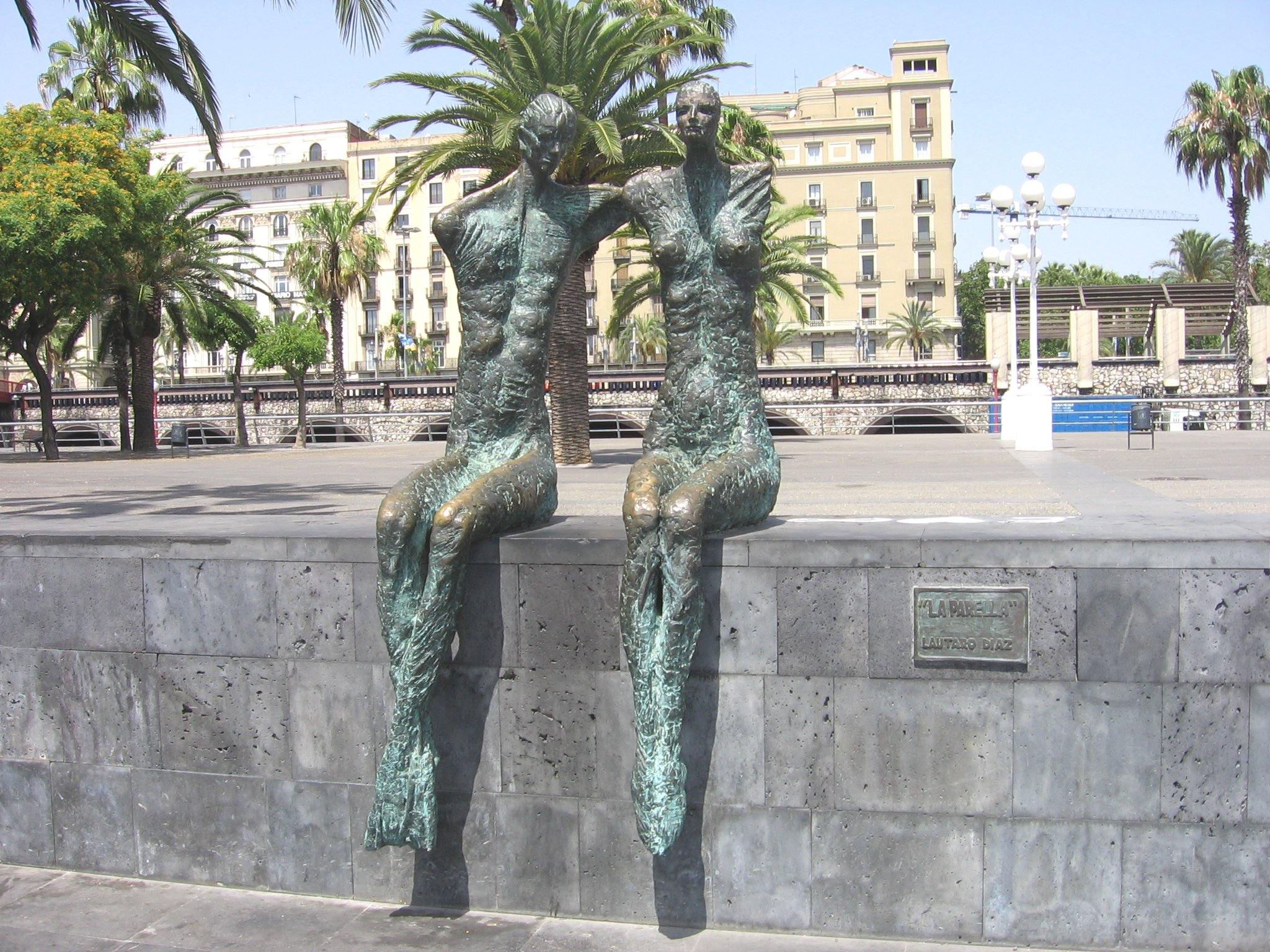
La pareja (2002), de Lautaro Díaz, Muelle de Bosch y Alsina.
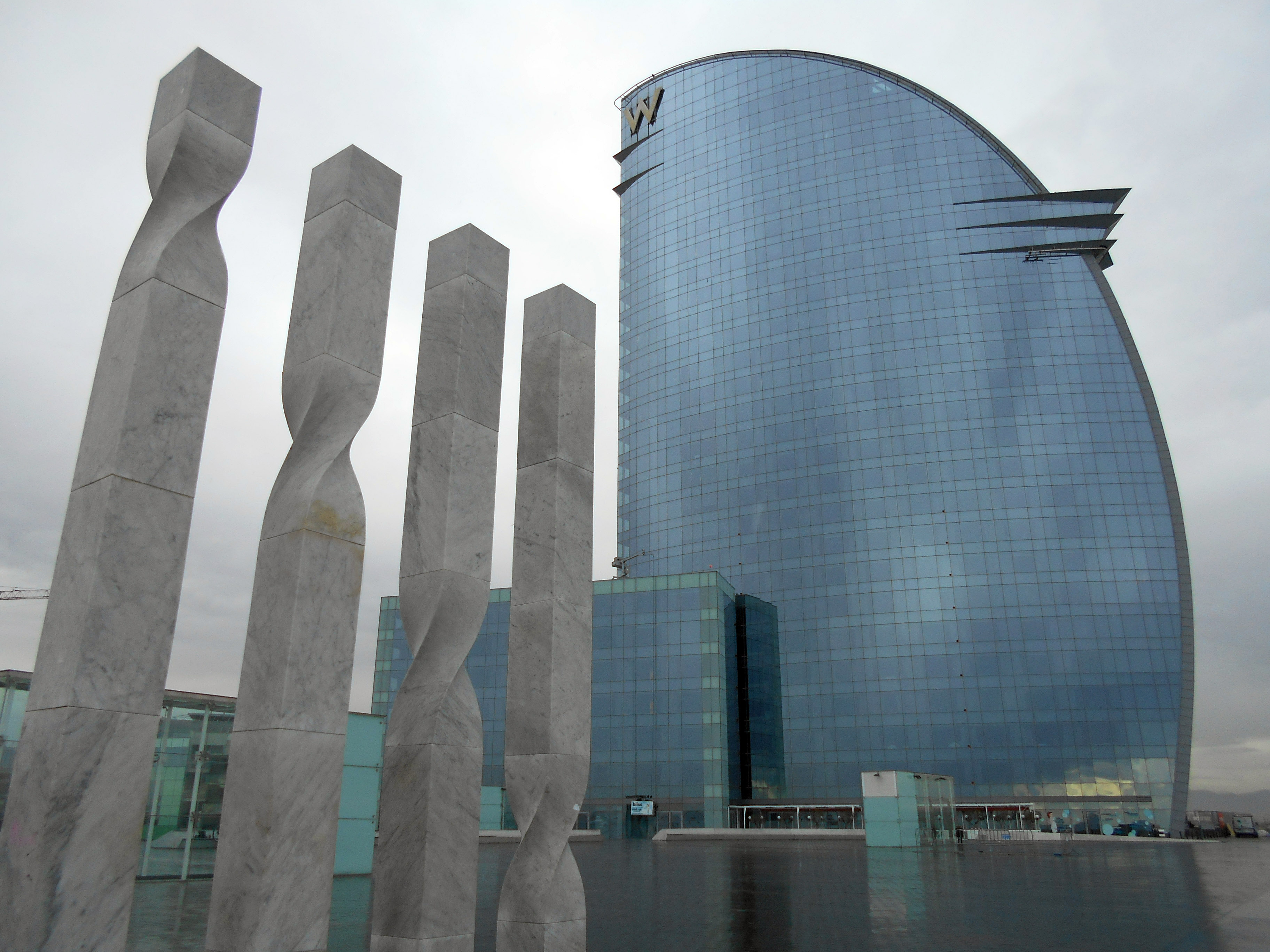
Las cuatro barras de la señera catalana (2009), de Ricardo Bofill, plaza de la Rosa de los Vientos.
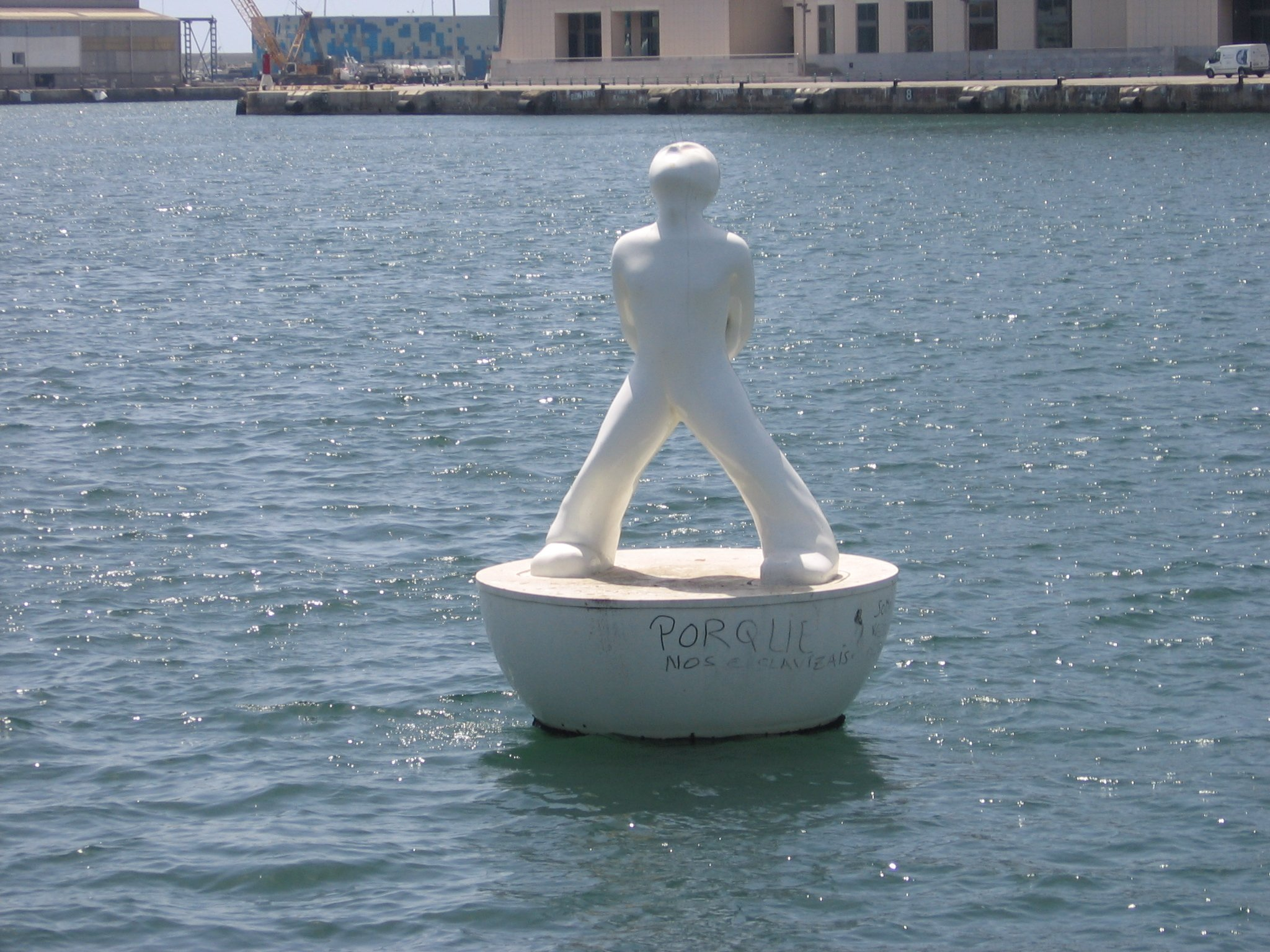
Miraestrellas (2010), de Robert Llimós, Rambla de Mar.
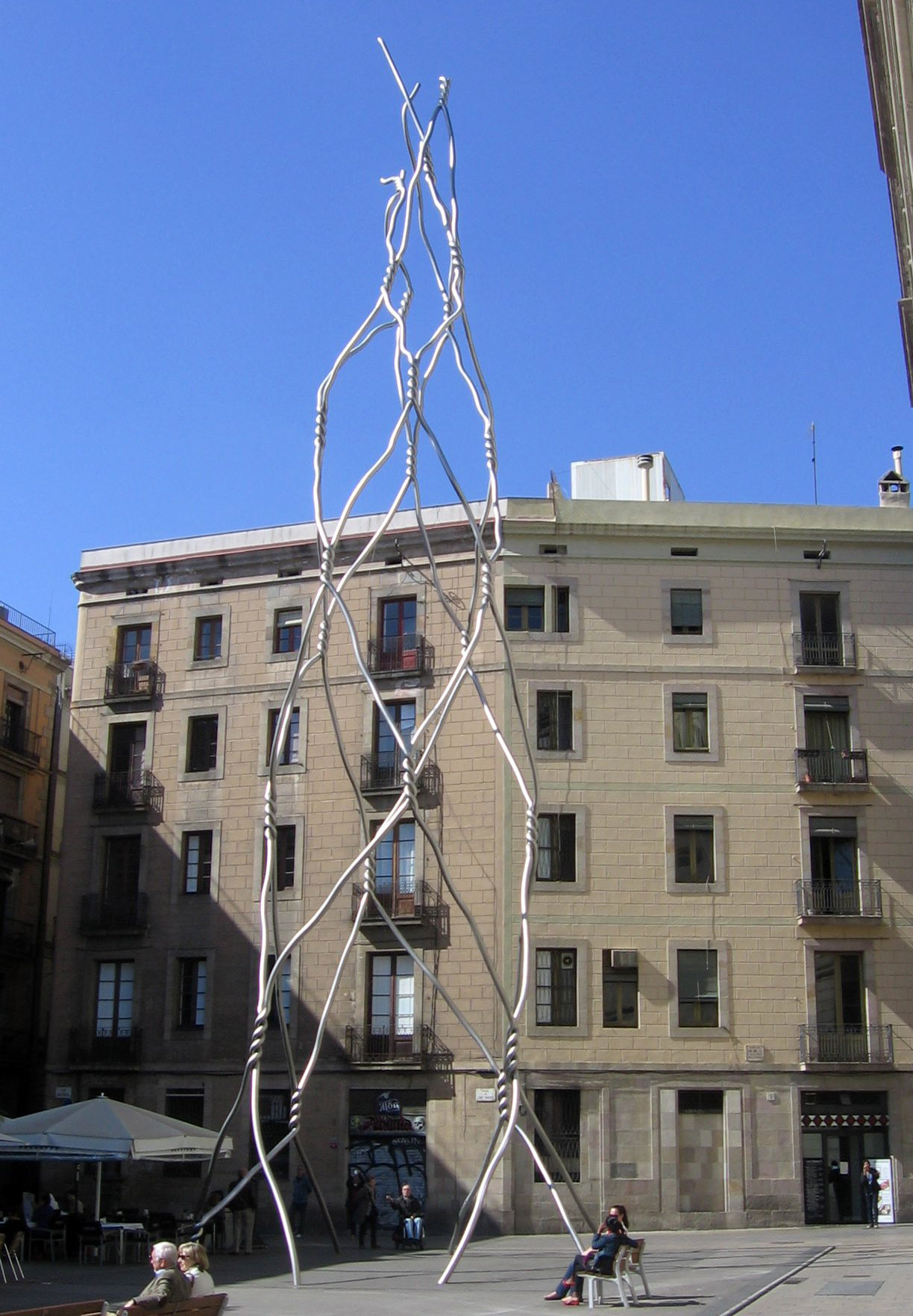
A los castellers (2012), de Antoni Llena, plaza de San Miguel.
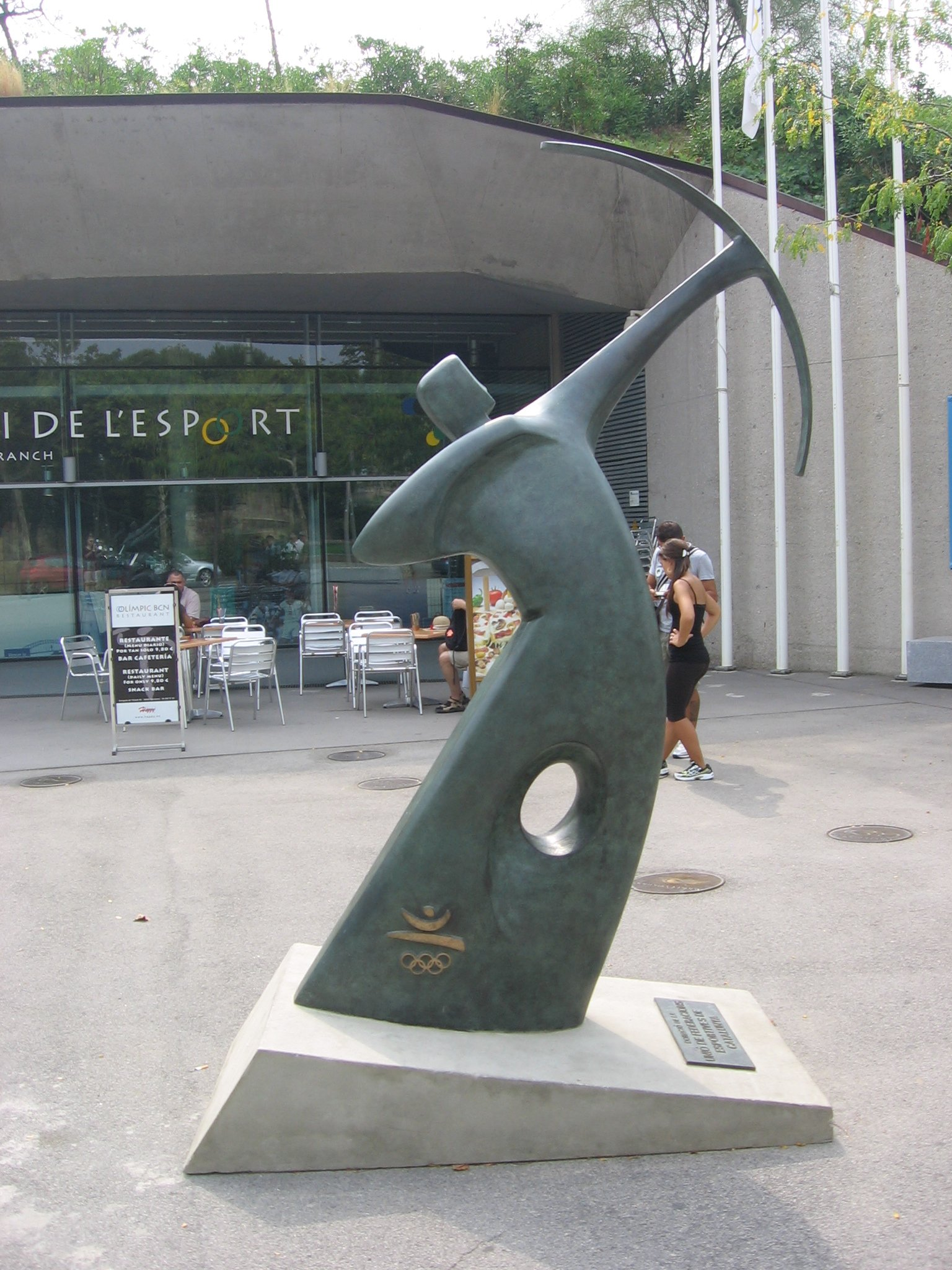
Arquero olímpico (2012), de Rosa Serra, avenida del Estadio.
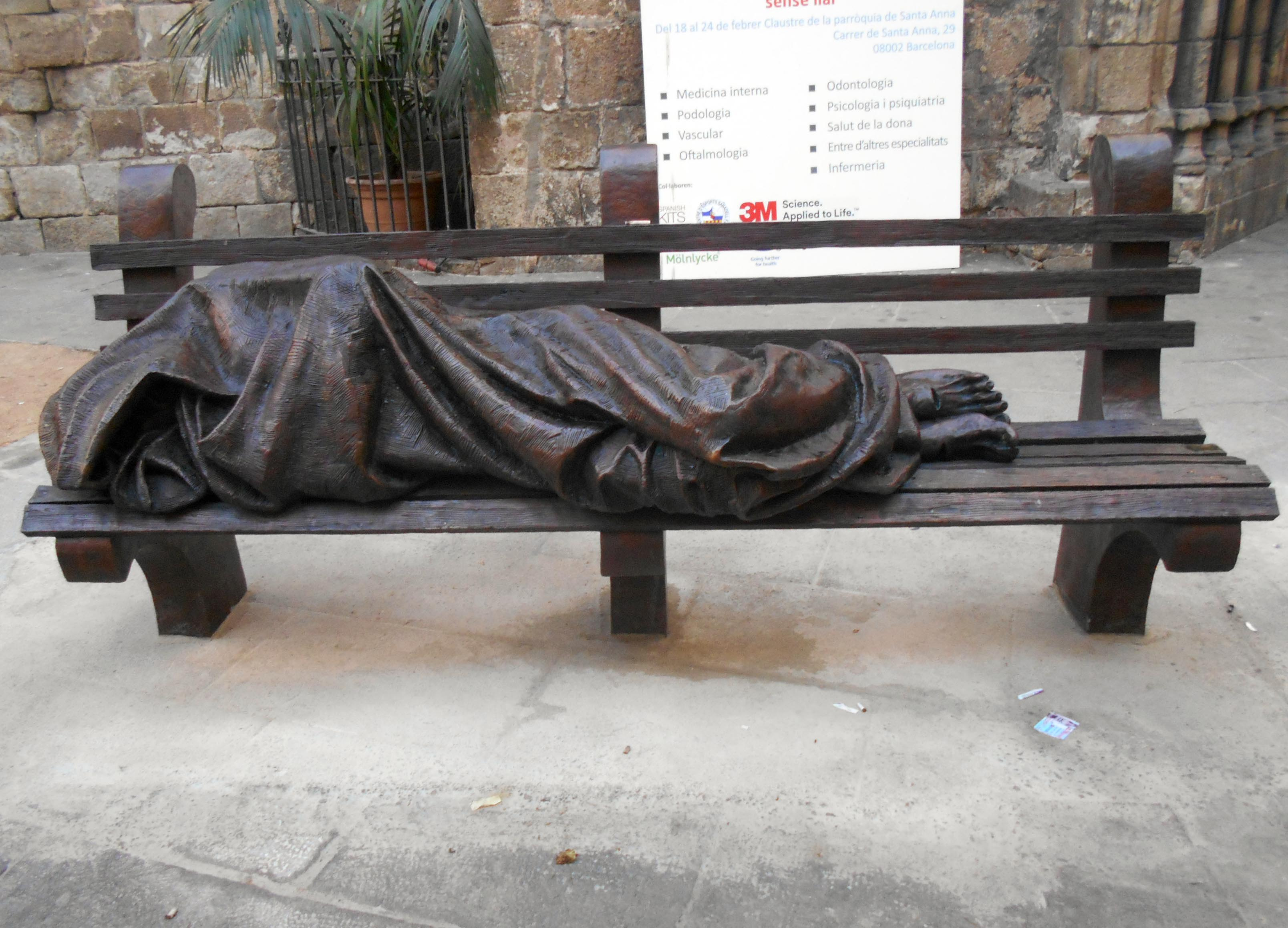
Jesus Homeless (2019), de Timothy Schmalz, placeta de Santa Ana.

## Pequeños paisajes de Barcelona

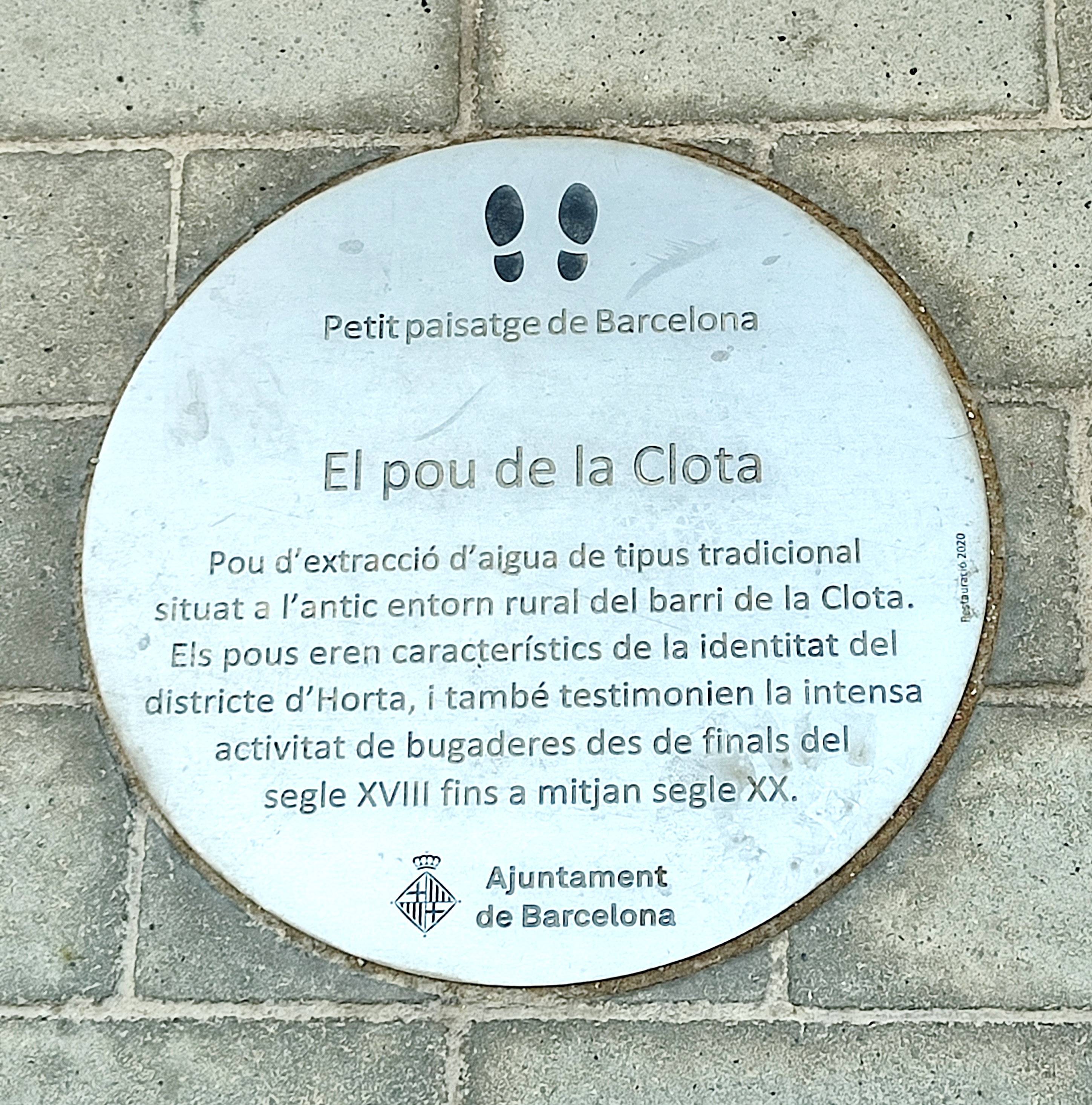
Ejemplo de placa de Pequeño paisaje de Barcelona: el pozo de la Clota

En 1996 surgió la iniciativa Pequeños paisajes de Barcelona, un inventario de elementos de interés paisajístico de la ciudad elaborado por el Instituto Municipal del Paisaje Urbano y la Calidad de Vida del Ayuntamiento de Barcelona. Para su confección, el Instituto emprendió una campaña de consulta a la ciudadanía, para la que contó con la ayuda de la empresa estatal Correos, que instaló en la ciudad cinco buzones especiales de recogida donde los barceloneses pudieron proponer los elementos que les gustaría ver inventariados. Se recibieron 200 propuestas, a las que un equipo de la Universidad de Barcelona añadió otras propias, que llegaron a 406; de estas, un Consejo Asesor interdisciplinario seleccionó 101 elementos, que fueron publicados en el libro Pequeños paisajes de Barcelona, de Maria Favà.
El Ayuntamiento ha ido colocando placas en algunos de los elementos, hechas de acero e instaladas en el pavimento. Se pueden encontrar «pequeños paisajes» de todo tipo: árboles, elementos arquitectónicos, esculturas, fuentes, relieves, esgrafiados, murales, columnas, chimeneas, relojes, placas, anuncios, carteles, grafitis y objetos diversos e incluso animales. Entre los más destacados conviene resaltar: la Casa de los Caracoles, la torre de agua del Patronato Ribas, el quiosco de la Transexual Sonia, el gato de la plaza de los Países Catalanes, la escultura de muñeco del Mercado del Ninot, la escultura de ángel de la plaza del Ángel, la cima del monte Táber, el ventanuco de la Casa de la Misericordia donde se dejaba a los bebés abandonados, la metralla de la Guerra Civil en la fachada de la iglesia de San Felipe Neri, las baldosas de la ciudad —como la famosa flor de Barcelona—, el termómetro de Can Cottet en el Portal del Ángel, los tederos de la plaza del Rey, la fuente de Santa Ana, la báscula de El Regulador (una joyería de la Rambla), el buzón de la Casa de l'Ardiaca, la prensa de vino de la plaza Xandrí, las ocas de la Catedral de Barcelona, el reloj de Gobernación en la Vía Layetana, el grafiti del «miliciano desconocido» en la plaza de San José Oriol, la encina de Mosén Cinto en el paseo de Gracia, etc.

## Monumentos desaparecidos y no realizados

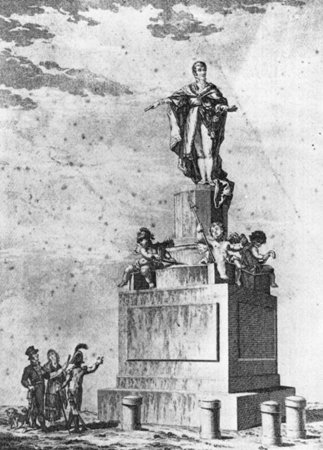
Monumento a Fernando VII (1831), de Pierre Joseph Demongé Chardigny, Pla de Palau, retirado en 1835 (actualmente en el convento de Santa Clara de Sevilla).

La colocación de estatuaria pública en una ciudad como Barcelona está en continua transformación, a causa de las vicisitudes acaecidas en el transcurso del devenir histórico por múltiples factores, desde cambios de regímenes políticos hasta evolución de los gustos estéticos, además de factores provocados por la obsolescencia de los materiales o por actos de vandalismo.
Entre los monumentos ubicados en su día en la ciudad y hoy desaparecidos cabría reseñar: 
- el Obelisco de la Purísima Concepción erigido en 1706 en el paseo del Borne por el archiduque Carlos de Austria en conmemoración de una victoria sobre el bando borbónico en la Guerra de Sucesión, destruido en 1716 tras el triunfo de Felipe V, aunque la estatua de la Virgen, obra de Konrad Rudolf, sobrevivió hasta 1936;[220]
- el Monumento a Fernando VII instalado en el Pla de Palau en 1831, obra de Pierre Joseph Demongé Chardigny, retirado en las revueltas populares de 1835 (actualmente en el convento de Santa Clara de Sevilla);[221]
- el Monumento a Fernando el Católico, erigido en 1850 en la plaza Real, obra de Josep Piquer, que al ser realizado en yeso se descompuso en un plazo de trece años;[222]
- el Monumento hortícola erigido en honor de Isabel II en el Pla de Palau en 1860, desaparecido al poco tiempo;[223]
- el Monumento a la Paz, levantado en la plaza del Portal de la Paz en 1876, obra de Antoni Rovira i Trias, que conmemoraba el fin de las guerras carlistas, echado a perder por sus materiales perecederos (madera y yeso);[224]
- el Monumento al ferrocarril Barcelona-Mataró (1877), instalado en la plaza de la Universidad para la Exposición Catalana de ese año, y que constaba de un pedestal de piedra y ladrillo con forma de arco, sobre el que se colocó la máquina de vapor del primer tren que circuló en la península ibérica, entre Barcelona y Mataró (1848);[225]
- el grupo La edad de piedra (1895), de Josep Campeny, que representaba un hombre luchando con un oso, situado junto al Invernáculo del parque de la Ciudadela y desaparecido en fecha incierta;[226]
- Minerva, una estatua de Josep Campeny de 1896 instalada en los jardines del Palau de les Heures, en paradero desconocido;[227]
- el Monumento a Ulises Heureaux, una estatua ecuestre encargada por el dictador dominicano a Pere Carbonell en 1897 que finalmente no fue a su destino, y que al ser redescubierta en 1933 fue colocada en unos jardines de la avenida Icaria, para desaparecer pocos años después en circunstancias indeterminadas;[228]
- el Monumento al Soldado Desconocido, obra de Miquel Paredes, instalado en 1937 en la plaza de Cataluña y destruido tras la Guerra Civil;[229]
- el Monumento a la Legión Cóndor, erigido en 1941 en Diagonal con la Gran Vía de Carlos III, y retirado en 1980;[230]
- Niña con perro, de Josep Dunyach, robado en 1946 de los Jardines de Laribal seguramente para aprovechar el bronce;[231]
- Al General Moscardó, de José María Navarro, emplazado en 1959 en la calle Joaquim Blume y retirado en 2004;[232]
- el Monumento a Ildefonso Cerdá, situado en 1959 en la plaza homónima, obra del arquitecto Manuel Riera i Clavillé, y desmontado en 1970 en una reforma urbanística de la zona;[233]
- Caminos de libertad (1963), de Andreu Alfaro, trasladado en 2009 a Sant Cugat del Vallès;[234]
- la Dama de Elche, una estela con un relieve del famoso busto ibérico colocada en la plaza de los Jardines de Elche en 1966, obra de Ferran Bach-Esteve, y desmontada en 1983 en una remodelación de la plaza;[235]
- Bañándose (Desnudo) (1970), de Jaume Martrús, ubicado en los Jardines de Villa Amelia y dañado por actos vandálicos unos años después;[236]
- La Barcelona romana (1975), de Josep Maria Subirachs, situada en la Vía Augusta y trasladada más adelante a El Prat de Llobregat;[237]
- Cintas, de Robert Llimós, instalada en 1981 en el Moll de la Fusta y retirada en 1991 en una remodelación del muelle;[238]
- A Mosén Clapés, en la plaza homónima, obra de Joan Mora de 1982, dañada en unas obras de reforma en 2001;[239]
- Faro olímpico, de Josep Lluscà, emplazado en la Vía Augusta en 1990 y donado posteriormente al Museo Olímpico de Montjuïc, que no pudo instalarlo debido a su altura.[240]

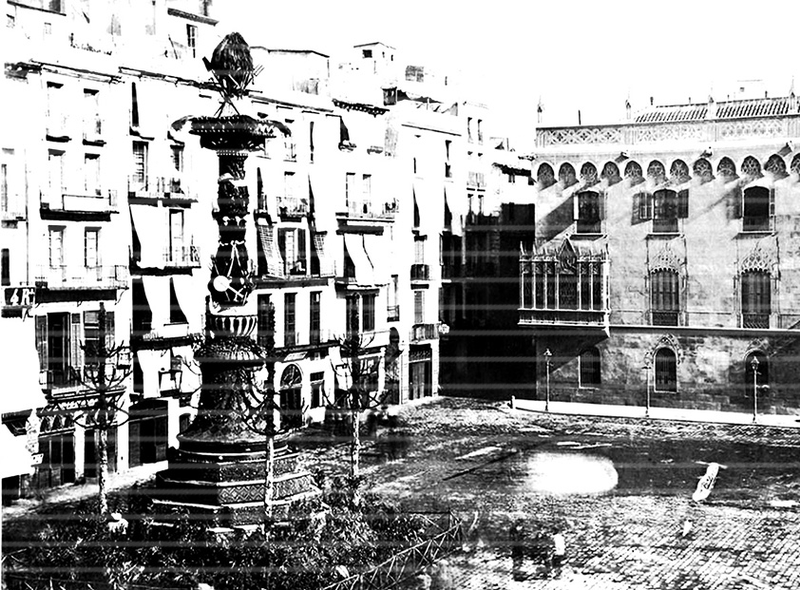
Monumento hortícola (1860).
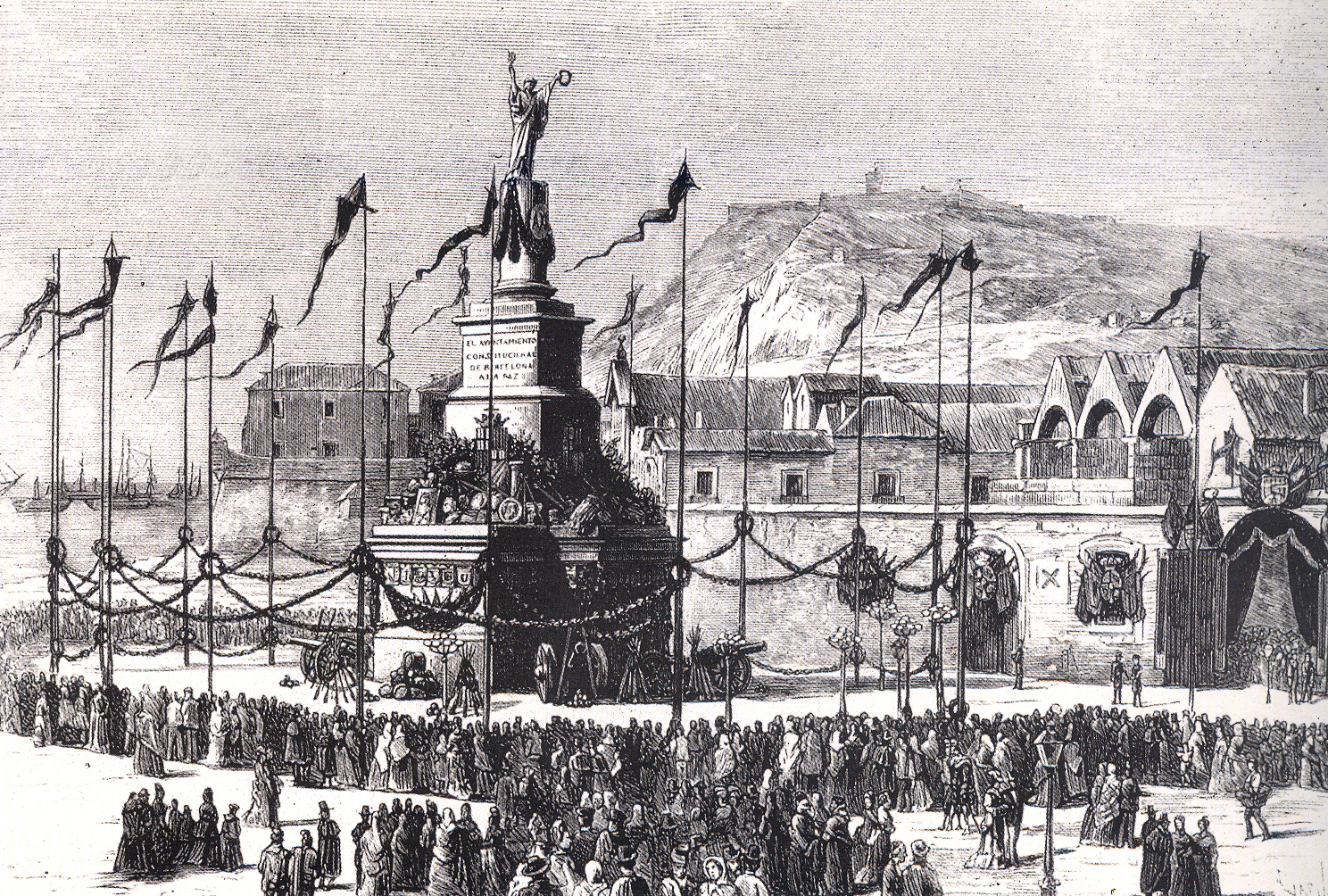
Monumento a la Paz (1876), de Antoni Rovira i Trias.
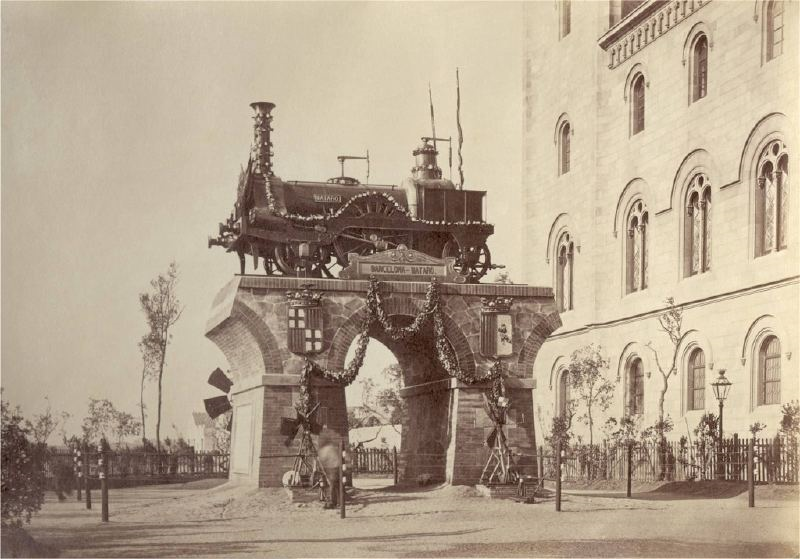
Monumento al ferrocarril Barcelona-Mataró (1877).
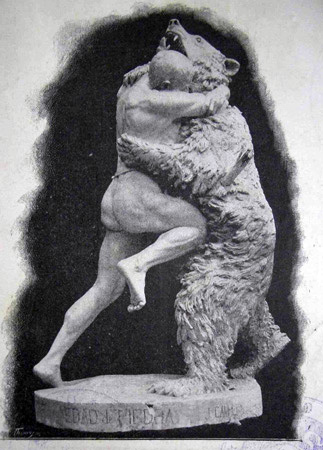
La edad de piedra (1895), de Josep Campeny.
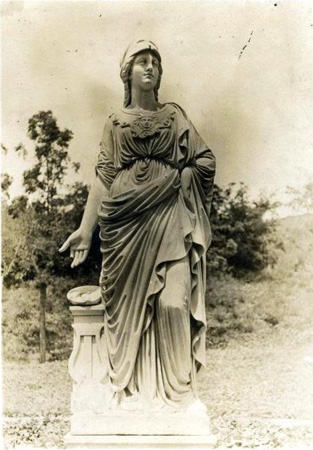
Minerva (1896), de Josep Campeny.
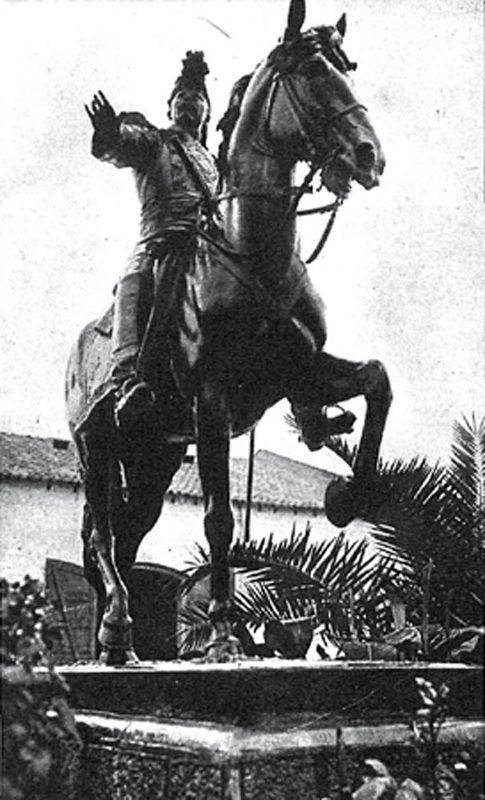
Monumento a Ulises Heureaux (1897), de Pere Carbonell.

Proyectos

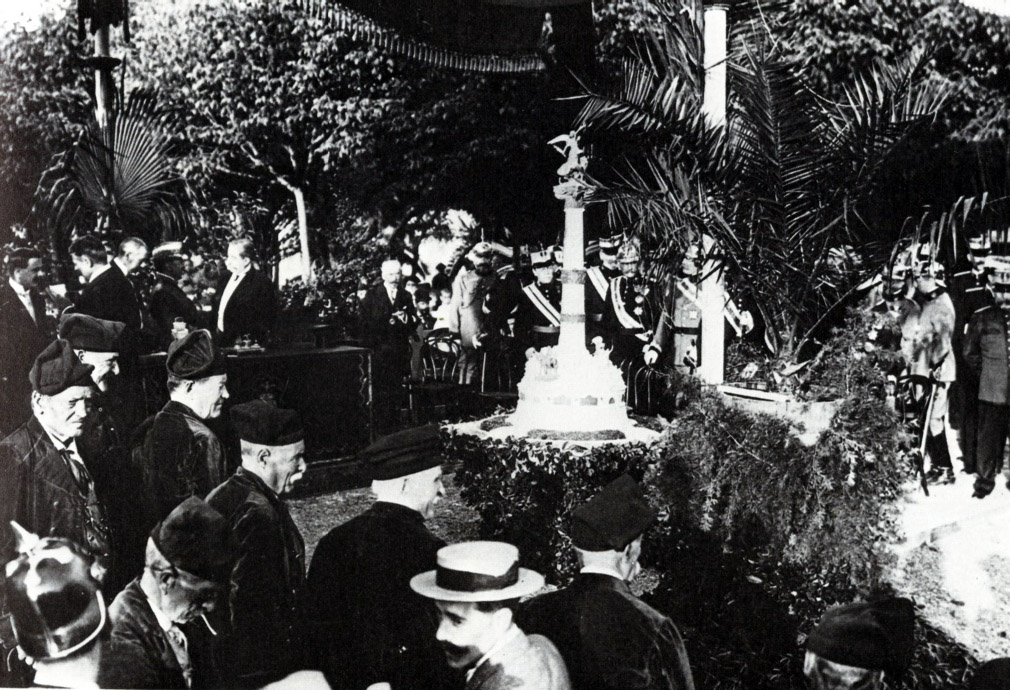
Ceremonia de colocación de la primera piedra de un Monumento a las Glorias de África en la plaza de Tetuán (1910).

Cabría citar en última instancia algunos de los monumentos que fueron proyectados y finalmente no realizados, como la pirámide dedicada a san Raimundo de Peñafort que se proyectó en 1689 y finalmente no se llevó a cabo; la estatua ecuestre de Carlos III que en 1785 pretendía confeccionar la Junta de Comercio; el Monumento a Carlos IV, del que se puso la primera piedra en 1802 en el Pla de la Boqueria, encargado a Damià Campeny y suspendido con la invasión francesa; el Monumento al General Lacy previsto en 1821 y anulado con el cambio de régimen; el Monumento a Isabel II planeado en 1836 en el Portal del Mar; en 1852 se proyectaron dos monumentos, al capitán general Castaños y a los concejales muertos en la epidemia de fiebre amarilla de 1821, ambos encargados a Francesc Daniel Molina, que no llegaron a buen puerto, como la dedicatoria a Antonio de Capmany por parte de la Diputación de Barcelona en 1855; el Monumento al Marqués del Duero de 1875; un Monumento a la Industria en 1882; para la Exposición Universal de 1888 se proyectaron dos torres que finalmente no se realizaron por motivos presupuestarios, una diseñada por el ingeniero tolosano J. Lapierre, de madera y 200 metros de altura, y otra proyectada por Pedro Falqués —llamada Torre Condal—, de igual altura y diseñada en piedra, ladrillo y hierro; un monumento dedicado a Ildefonso Cerdá en 1889; en 1908 una copia del Monumento a Jaime el Conquistador situado en Valencia, que no cuajó; al año siguiente se quiso homenajear a Cervantes, proyecto retomado en 1929 igualmente sin éxito; en 1910 se puso la primera piedra de un Monumento a las Glorias de África en la plaza de Tetuán, encargado al arquitecto Augusto Font Carreras y al escultor Manuel Fuxà, que no prosperó; un busto previsto a Josep Torras i Bages no se ejecutó debido al estallido de la Primera Guerra Mundial en 1914; en 1920 se presentó una maqueta de un monumento dedicado a Enrique Granados del que no se supo más; tampoco prosperó la dedicatoria a Francisco Ferrer Guardia que se quiso hacer en 1931; en 1938 la primera piedra de un monumento a Manuel Carrasco Formiguera tampoco tuvo continuación; en 1960 se quiso hacer un Monumento a los Pescadores en desagravio de la abstracta Evocación marinera de Subirachs; un homenaje a Josep Maria Folch i Torres tampoco tuvo concreción ni en 1964 ni en 1984.